# Chemnitz

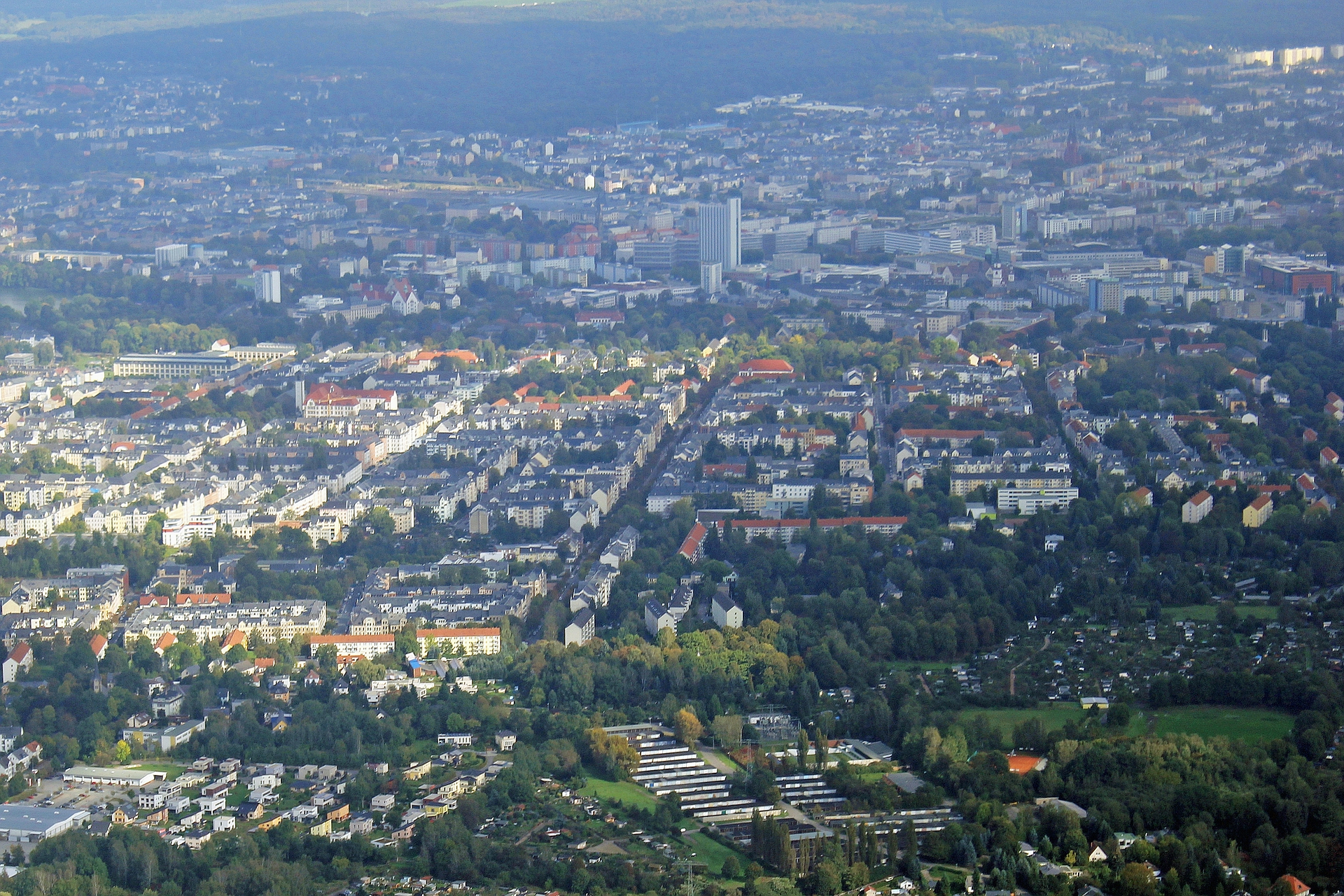
Blick über das Gründerzeitquartier Kaßberg zum Chemnitzer Stadtzentrum, 2014

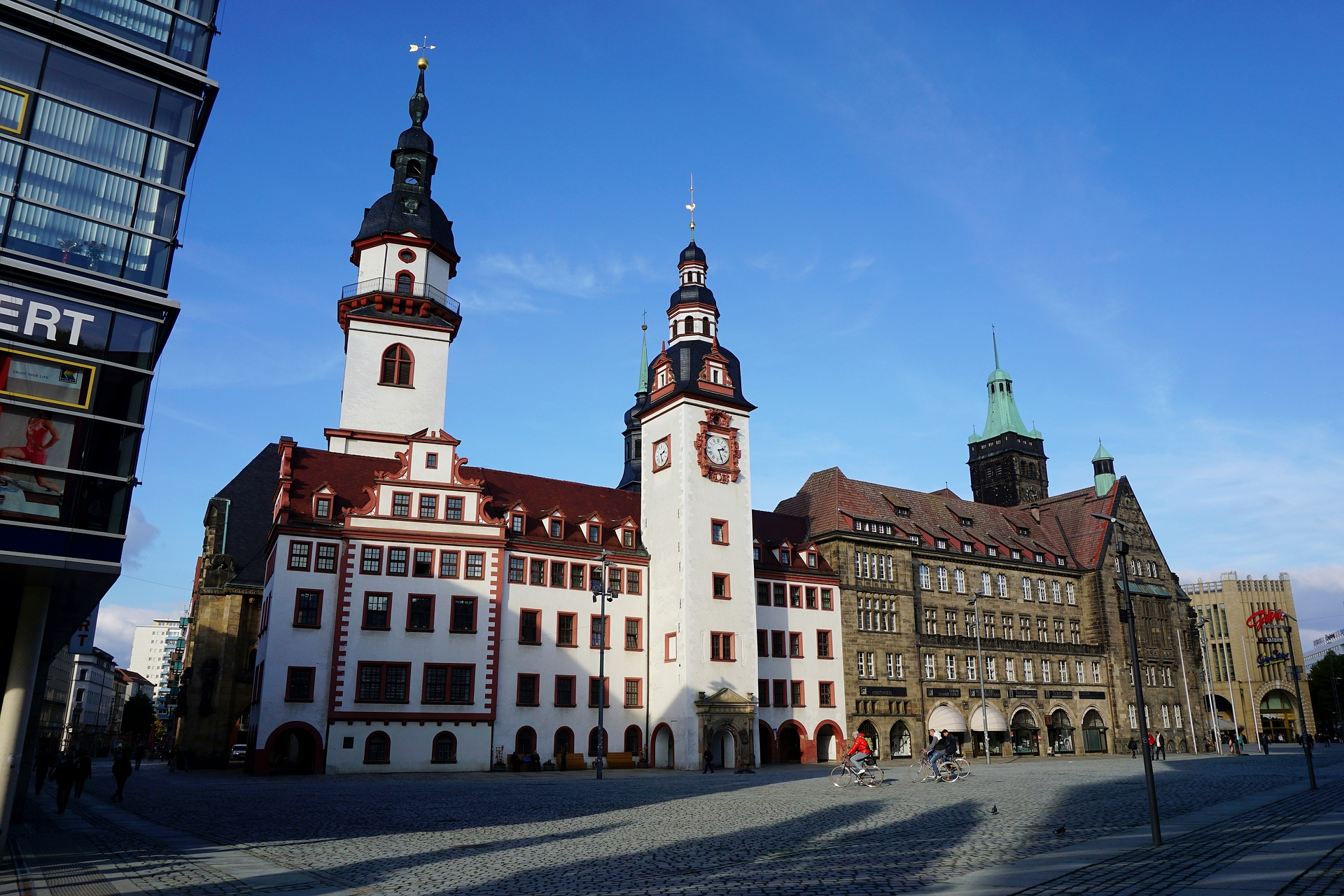
Altes und Neues Rathaus am Chemnitzer Marktplatz

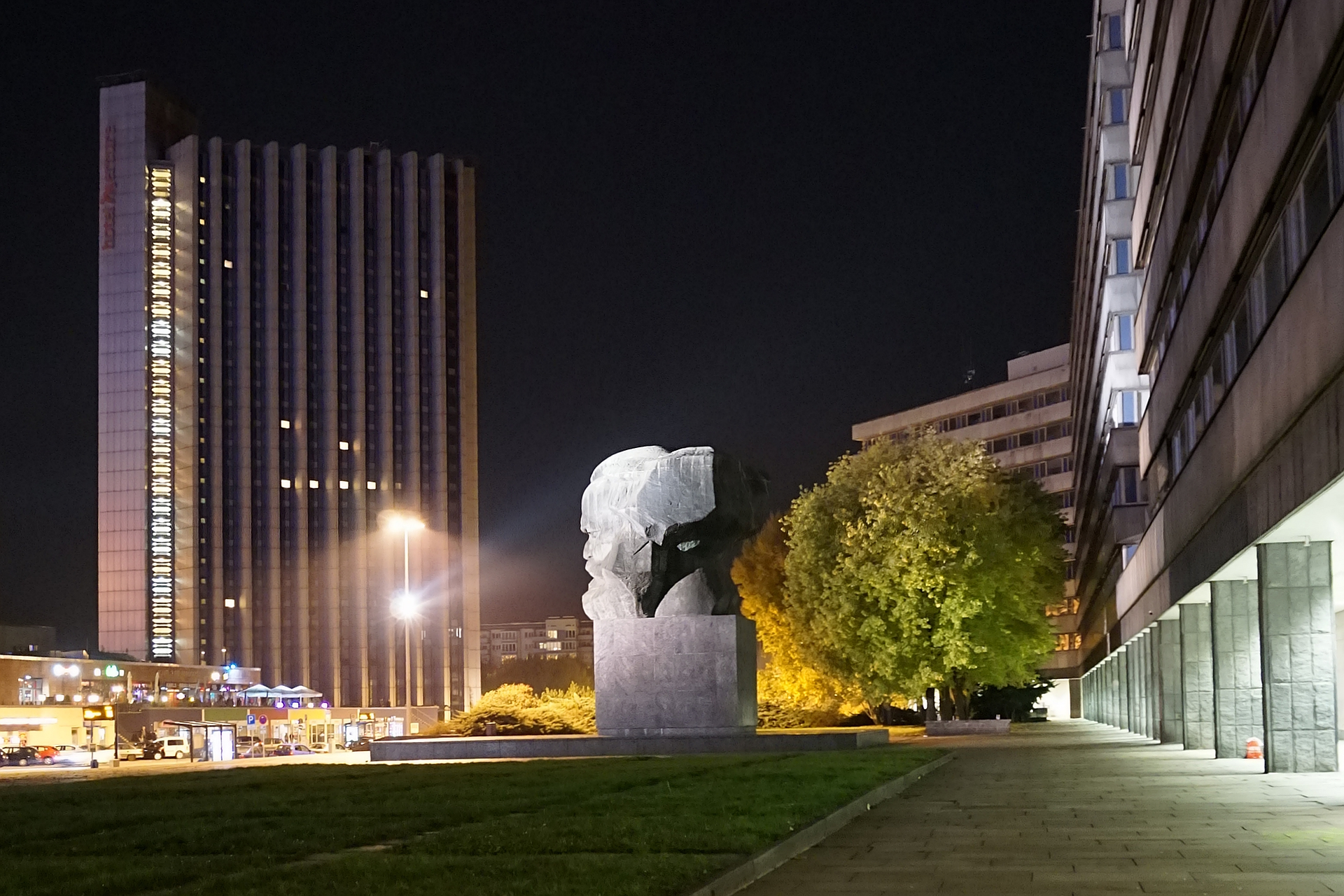
Ehemaliges Karl-Marx-Forum mit dem 1971 eingeweihten Karl-Marx-Monument

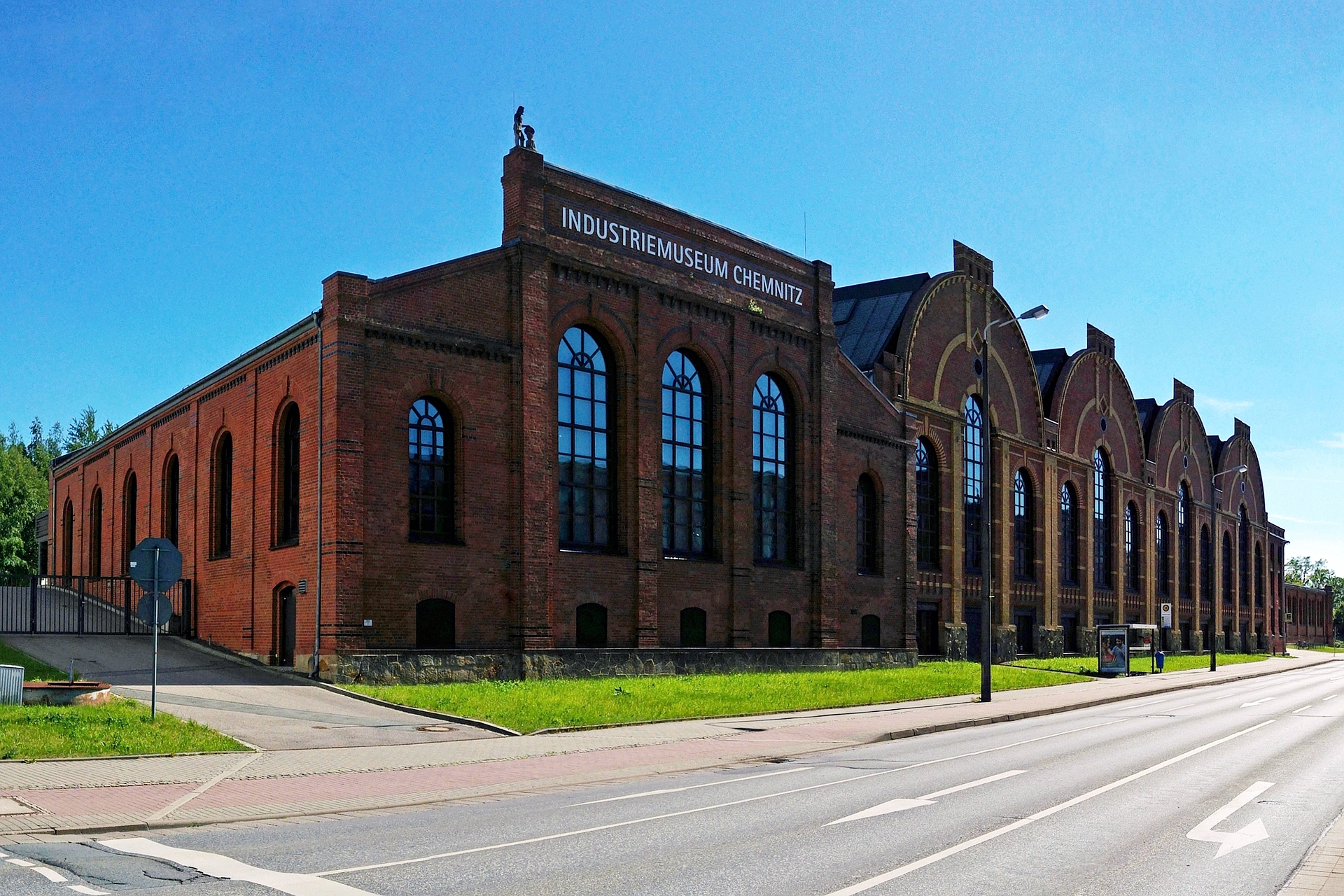
Industriemuseum Chemnitz

Chemnitz [ˈkʰɛmnɪt͡s] ⓘ (von 1953 bis 1990 Karl-Marx-Stadt) ist eine kreisfreie Stadt im Südwesten des Freistaates Sachsen und dessen drittgrößte Großstadt nach Leipzig und Dresden. Wegen Rauch- und Schmutzentwicklung während der Industrialisierung erhielt Chemnitz den Beinamen Sächsisches Manchester.
Als namensgebender Fluss verläuft die Chemnitz durch die am Nordrand des Erzgebirges im Erzgebirgsbecken liegende Stadt. Chemnitz ist Hauptsitz der Landesdirektion Sachsen und Teil der Metropolregion Mitteldeutschland. Am 28. Oktober 2020 wurde die Stadt als Kulturhauptstadt Europas 2025 ausgewählt. Die Feierlichkeiten zur Eröffnung fanden am 18. Januar 2025 statt.
Die älteste urkundliche Erwähnung als Kameniz (von sorbisch kamjenica, „Steinbach“) datiert aus dem Jahre 1143. Mit der industriellen Revolution setzte im 19. Jahrhundert ein starkes Bevölkerungswachstum ein; nach der Reichsgründung 1871 entwickelte sich Chemnitz zu einer wichtigen Industriestadt. In der Zeit der Hochindustrialisierung im Deutschen Reich wurde Chemnitz im Laufe des Jahres 1882 zur Großstadt. Die Einwohnerzahl erreichte zu Beginn der 1930er-Jahre mit über 361.000 Personen ihren historischen Höchstwert. Im Zweiten Weltkrieg wurde bei den Luftangriffen auf Chemnitz im Februar und März 1945 die Innenstadt zu 80 % zerstört. Auf Beschluss des ZK der SED und der Regierung der DDR wurde Chemnitz am 10. Mai 1953 in Karl-Marx-Stadt umbenannt.
Mit ihrer über 200-jährigen Industriegeschichte ist die Stadt ein Technologiestandort mit den Branchenschwerpunkten Automobil- und Zulieferindustrie, Informationstechnik sowie Maschinen- und Anlagenbau. Über 50 % der Stadt bestehen aus Gebäuden von vor 1950, und es gibt zahlreiche Denkmäler der Industriekultur. Chemnitz ist Standort einer Technischen Universität.
In der Stadt im Erzgebirgsvorland gibt es zahlreiche Freizeiteinrichtungen und Museen, darunter die Kunstsammlungen Chemnitz und das Staatliche Museum für Archäologie Chemnitz.
Bekannte Persönlichkeiten der Stadt sind der Maler Karl Schmidt-Rottluff, der Schriftsteller Stefan Heym, die Designerin Marianne Brandt, die Mitglieder der Band Kraftklub sowie die Eiskunstlauf-Olympiasiegerin Katarina Witt und der Bergsteiger Jörg Stingl, der als zweiter Deutscher den Mount Everest ohne zusätzlichen Sauerstoff bestieg.

## Geographie

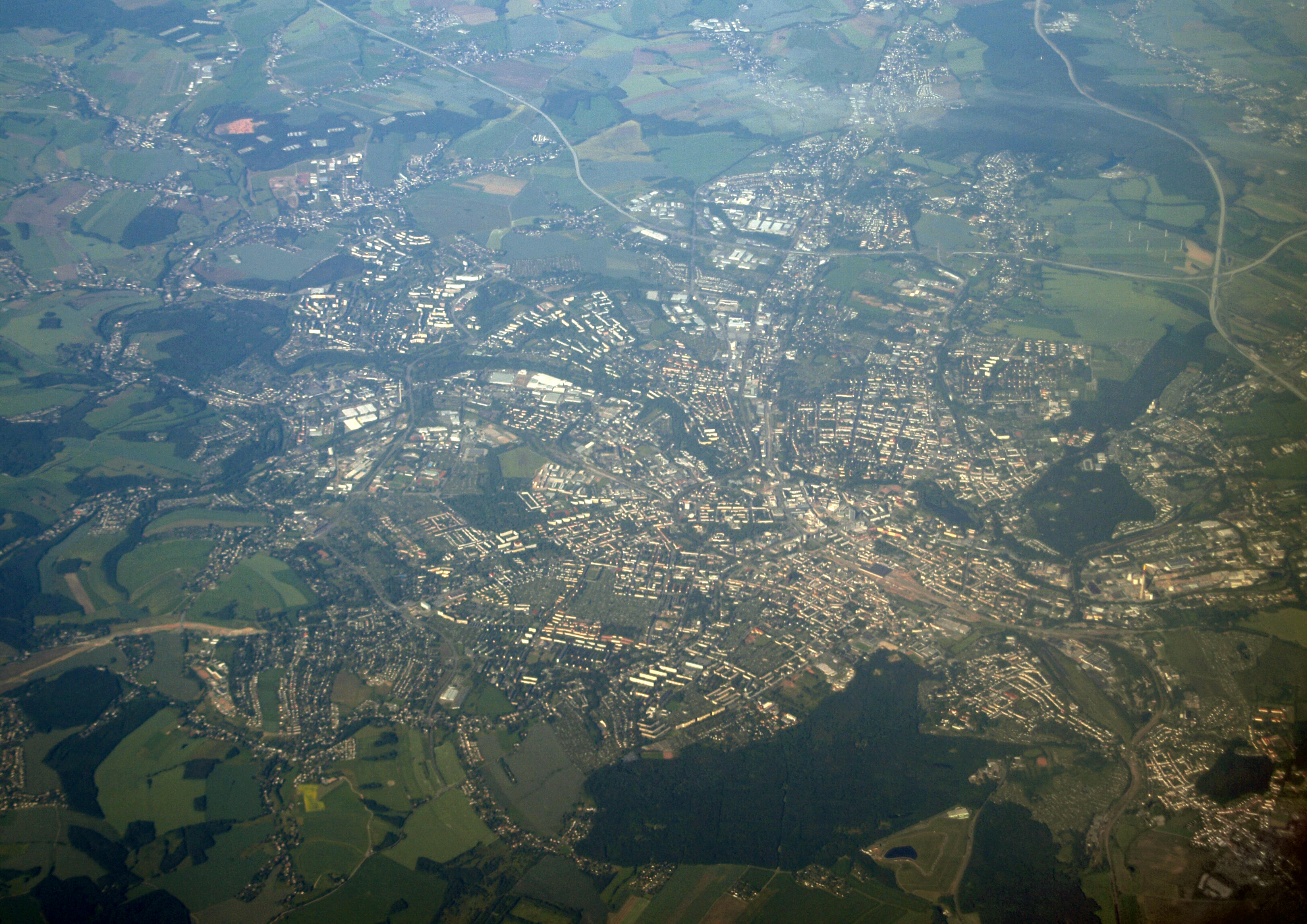
Luftbild aus nordöstlicher Richtung, 2012

### Überblick
Chemnitz bildet mit den beiden anderen sächsischen Großstädten Leipzig und Dresden ein Dreieck, wobei Chemnitz den südwestlichen Eckpunkt bildet. Die Stadt selbst liegt im Naturraum Erzgebirgsbecken und das umgebende Stadtgebiet im Süden auf den Ausläufern des Mittleren Erzgebirges und im Norden auf den etwa 300 m hohen Erhebungen des teils auch Mittelsächsisches Hügelland genannten Naturraums Mulde-Lösshügelland. Die beiden Mittelgebirgsflüsse Zwönitz und Würschnitz vereinigen sich in Altchemnitz zur Chemnitz (Flusssohle auf etwa 290 m über Normalhöhennull). Sie hat ein breites Tal gebildet und so das Anlegen einer Siedlung begünstigt.

### Geologie, Relief, Naturraum
Der geologische Untergrund von Chemnitz lässt sich in drei verschieden große Einheiten gliedern. Die nördlichen und nordwestlichen Stadtteile liegen auf dem Sächsischen Granulitgebirge, das sich geographisch als Teil des Mittelsächsischen Hügellandes zwischen Glauchau und Döbeln erstreckt. Im auf dem Stadtgebiet von Chemnitz liegenden Abschnitt des Schiefermantels des Granulitgebirges treten streifenhaft ordovizische Grauwackenschiefer, Alaun- und Kieselschiefer des Silurs sowie devonische Tonschiefer auf. Bei Wittgensdorf gibt es kleine Einschaltungen von Granit des Typs „Mittweida“ (Karbon). Zudem wird diese Zone von Norden nach Nordwesten in die Naturräume Auerswalder Lösshügelland, das untere Chemnitztal, in die Wittgensdorfer Lössplatte sowie das Röhrsdorfer Schieferhügelland unterteilt.
Die Chemnitz durchziehende Vorerzgebirgs-Senke zieht sich in Südwest-Nordost-Richtung durch weite Teile des Stadtgebiets. Innerhalb dieser Struktur befindet sich der Beutenberg (420,9 m), der die Stadt mit dem Zeisigwald im Nordosten begrenzt. Vorherrschende Gesteine der Senke sind Rotliegend-Sedimente (Perm) einer Caldera-Struktur, überwiegend Aschentuffe und Ignimbrite, denen überwiegend wesentlich jüngere Lösslehme und fluviatile Sedimente aufliegen. Die Tufflagen enthalten verkieselte Hölzer, die Fossilfundstätte „Versteinerter Wald von Chemnitz“. Stellenweise tritt im westlichen Stadtgebiet Pechstein auf, der partiell von Achatadern durchzogen ist. Im Bereich Chemnitz werden die Naturräume in den Zschopau-Hochtalboden, die Kohlung-Platte, das Zeisigwald-Struth-Hügelland, das Chemnitztal, den Chemnitz-Terrassenriedel, Siegmar-Bornaer Hügelland, das Neukirchener Hügelland und das untere Würschnitztal untergliedert.
Der Nordrand des Erzgebirges zeigt im Stadtgebiet von Chemnitz ein deutliches Relief. In dieser geologischen Einheit südlich der Linie vom Galgenberg im Stadtteil Euba (471,2 m) über den Adelsberg (508,4 m) bis zum Stadtteil Klaffenbach herrschen tonschieferähnliche Phyllite des Ordoviziums mit Einschaltungen von Amphibolitschiefern (Chemnitz-Harthau) und junge Auensedimente vor. Zerschnitten durch die Täler der Würschnitz und Zwönitz erreicht diese Geländestufe südwestlich des Zusammenflusses zur Chemnitz Höhen von 500 bis 550 m über Normalhöhennull. Hier befindet sich der im Stadtgebiet höchste Berg: die Klaffenbacher Höhe mit 523,4 m über Normalhöhennull. Das Gebiet findet mit den naturräumlichen Bezeichnungen Erzgebirgsnordrandstufe, Unteres Zwönitztal, Harthauer Würschnitztal, Berbisdorfer Riedelgebiet, Dittersdorfer Riedelgebiet eine weitere Unterteilung.

### Natur
Chemnitz ist eine Stadt mit ausgedehnten Grünflächen und großen Parkanlagen. Mit mehr als 1000 Hektar an Parks, Wiesen und Waldgebieten kommen auf jeden Einwohner statistisch gesehen mehr als 60 Quadratmeter Grünfläche. Im Stadtgebiet von Chemnitz gibt es vier Naturschutzgebiete (Um den Eibsee, Am Schusterstein, Am nördlichen Zeisigwald und Chemnitzaue bei Draisdorf) sowie zahlreiche Landschaftsschutzgebiete. Dazu zählen zum Beispiel das Chemnitztal, das Sternmühlental und der Rabensteiner Wald.

### Stadtgliederung
Das Stadtgebiet umfasst nach zahlreichen Eingemeindungen kein einheitliches, geschlossenes Siedlungsgebiet. Die ländlichen Siedlungen vornehmlich östlicher Stadtteile sind vom Siedlungsgebiet der Chemnitzer Kernstadt getrennt, wogegen sich dieses teilweise über die westlichen Stadtgrenzen nach Limbach-Oberfrohna und Hohenstein-Ernstthal fortsetzt.

#### Stadtteile
Die Stadt besteht aus 39 Stadtteilen, die nach städtebaulichen, stadtplanerischen, siedlungsstrukturellen, statistischen und administrativen Gesichtspunkten festgelegt wurden. Sie sind in § 3 der Hauptsatzung der Stadt Chemnitz eindeutig benannt und nummeriert und in der zugehörigen Anlage mit ihren jeweiligen Grenzen eindeutig beschrieben. Die Festlegung der Stadtteilgrenzen erfolgte unter Nutzung eindeutiger, langfristig beständiger und real erkennbarer Objekte, z. B. Straßen, Eisenbahnstrecken, Gewässer und sonstiger markanter, natürlicher oder baulicher Grenzen. Die Stadtteilgrenzen weichen damit teilweise von den Grenzen der historischen Gemarkungen ab.
Die amtliche Kennzeichnung der Stadtteile durch Nummern erfolgte nach folgendem Prinzip: Ausgehend vom Stadtzentrum (Stadtteile Zentrum (01) und Schloßchemnitz (02)) wurden allen anderen Stadtteilen im Uhrzeigersinn in aufsteigender Folge die Zehnerstelle ihrer Kennzahl zugeordnet, die Einerstelle wurde in Richtung Stadtperipherie in aufsteigender Folge vergeben.
| | Die Stadtteile mit ihren amtlichen Nummern: |
| - Adelsberg (25) - Altchemnitz (41) - Altendorf (92) - Bernsdorf (42) - Borna-Heinersdorf (13) - Ebersdorf (14) - Einsiedel ¹ (46) - Erfenschlag (44) - Euba ¹ (16) - Furth (11) - Gablenz (24) - Glösa-Draisdorf (12) - Grüna ¹ (95) - Harthau (45) - Helbersdorf (61) - Hilbersdorf (15) - Hutholz (64) - Kapellenberg (81) - Kappel (82) - Kaßberg (91) | - Klaffenbach ¹ (47) - Kleinolbersdorf-Altenhain ¹ (26) - Lutherviertel (22) - Markersdorf (62) - Mittelbach ¹ (87) - Morgenleite (63) - Rabenstein (94) - Reichenbrand (86) - Reichenhain (43) - Röhrsdorf ¹ (96) - Rottluff (93) - Schloßchemnitz (02) - Schönau (83) - Siegmar (85) - Sonnenberg (21) - Stelzendorf (84) - Wittgensdorf ¹ (97) - Yorckgebiet (23) - Zentrum (01) ¹ zugleich Ortschaft |

#### Ortschaften
Die Stadtteile Einsiedel, Euba, Grüna, Klaffenbach, Kleinolbersdorf-Altenhain, Mittelbach, Röhrsdorf und Wittgensdorf sind zugleich Ortschaften im Sinne der §§ 65 bis 68 der Sächsischen Gemeindeordnung. Diese Stadtteile kamen im Zuge der letzten Eingemeindungswelle nach 1990 als ehemals eigenständige Gemeinden zur Stadt Chemnitz und genießen daher diese Sonderstellung gegenüber den anderen Stadtteilen. Für diese Ortschaften gibt es je einen Ortschaftsrat, der, abhängig von der Einwohnerzahl der betreffenden Ortschaft, zwischen zehn und sechzehn Mitglieder sowie einen Ortsvorsteher als Vorsitzenden derselben umfasst. Die Ortschaftsräte sind zu wichtigen, die Ortschaft betreffenden Angelegenheiten zu hören. Eine endgültige Entscheidung obliegt jedoch dem Stadtrat der Gesamtstadt Chemnitz.

### Nachbargemeinden
Die nachfolgenden Städte und Gemeinden grenzen an die Stadt Chemnitz. Sie werden im Uhrzeigersinn genannt, beginnend im Nordwesten:
- im Landkreis Mittelsachsen: Hartmannsdorf, Burgstädt, Taura, Lichtenau, Frankenberg/Sa., Niederwiesa, Flöha und Augustusburg
- im Erzgebirgskreis: Gornau/Erzgeb., Amtsberg, Burkhardtsdorf, Neukirchen/Erzgeb., Jahnsdorf/Erzgeb. und Lugau
- im Landkreis Zwickau: Oberlungwitz, Hohenstein-Ernstthal, Callenberg und Limbach-Oberfrohna

## Klima
Chemnitz liegt mit seinem vollhumiden Klima in der kühl-gemäßigten Klimazone, jedoch ist ein Übergang zum Kontinentalklima spürbar.
Im Erfassungszeitraum 1961 bis 1990 waren Juli und August mit 16,6 und 16,4 °C Durchschnittstemperatur die wärmsten Monate, das mittlere Temperaturminimum betrug im Januar −1,2 °C. Die jährliche Durchschnittstemperatur lag bei 7,9 °C. Die mittlere Sonnenscheindauer liegt bei rund 1530 Stunden im Jahr, mit 200 Sonnenscheinstunden ist der Juli der sonnigste Monat. Chemnitz gilt als eine der sonnigsten Städte Deutschlands.
Der absolute Hitzerekord liegt bei +37,8 °C und wurde am 20. August 2012 an der Wetterstation des Deutschen Wetterdienstes (DWD) auf einer Höhe von 420 m ü. NN registriert. Der bisherige Kälterekord stammt vom 10. Februar 1956 mit einer Tiefsttemperatur von −28,4 °C.
Der Lage auf der Luv-Seite des Erzgebirges wegen gibt es relativ hohe Niederschlagsmengen. So liegen die Jahresniederschlagsmengen im Stadtgebiet zwischen 650 und 750 mm. Am Küchwald wurde im Referenzzeitraum 1961 bis 1990 ein durchschnittlicher Jahresniederschlag von 775 mm verzeichnet. Niederschlagsreichster Monat im Stadtgebiet ist hierbei der Juni mit 85 bis 90 mm Niederschlagshöhe, mit 35 bis 45 mm ist der Februar niederschlagsärmster Monat.
Der bisherige maximale Niederschlagsrekord an einem Tag waren 78 Liter Regen pro Quadratmeter, gemessen am 12. August 2002. Die bisher höchste registrierte Schneedecke wurde am 11. März 1988 mit einer Höhe von 66 cm an der Wetterstation in Stelzendorf gemessen.
|                       | Jan  | Feb  | Mär | Apr  | Mai  | Jun  | Jul  | Aug  | Sep  | Okt  | Nov | Dez |   |      |
| Mittl. Tagesmax. (°C) | 3,1  | 5,2  | 7,9 | 13,7 | 18,2 | 23,0 | 24,4 | 24,7 | 19,1 | 13,4 | 8,1 | 5,9 | ⌀ | 13,9 |
| Mittl. Tagesmin. (°C) | −2,0 | −0,8 | 0,8 | 4,3  | 8,3  | 12,5 | 13,8 | 14,2 | 10,1 | 6,7  | 2,4 | 1,0 | ⌀ | 6    |
|                       |      |      |     |      |      |      |      |      |      |      |     |     |   |      |
| Niederschlag (mm)     | 56   | 43   | 57  | 45   | 32   | 62   | 64   | 66   | 60   | 77   | 56  | 55  | Σ | 673  |
|                       |      |      |     |      |      |      |      |      |      |      |     |     |   |      |
| Sonnenstunden (h/d)   | 1,9  | 2,4  | 3,4 | 4,5  | 6,2  | 6,2  | 6,5  | 6,3  | 4,8  | 4,1  | 1,9 | 1,5 | ⌀ | 4,2  |
|                       |      |      |     |      |      |      |      |      |      |      |     |     |   |      |
| Regentage (d)         | 18   | 15   | 16  | 12   | 13   | 13   | 14   | 12   | 13   | 16   | 16  | 19  | Σ | 177  |
|                       |      |      |     |      |      |      |      |      |      |      |     |     |   |      |
| Luftfeuchtigkeit (%)  | 84   | 83   | 79  | 75   | 73   | 75   | 74   | 74   | 79   | 80   | 83  | 85  | ⌀ | 78,6 |

| −2,0 |

| −0,8 |

| 0,8 |

| 4,3 |

| 8,3 |

| 12,5 |

| 13,8 |

| 14,2 |

| 10,1 |

| 6,7 |

| 2,4 |

| 1,0 |

| −2,0 |

| −0,8 |

| 0,8 |

| 4,3 |

| 8,3 |

| 12,5 |

| 13,8 |

| 14,2 |

| 10,1 |

| 6,7 |

| 2,4 |

| 1,0 |

## Geschichte

### Bedeutung und Herkunft des Namens

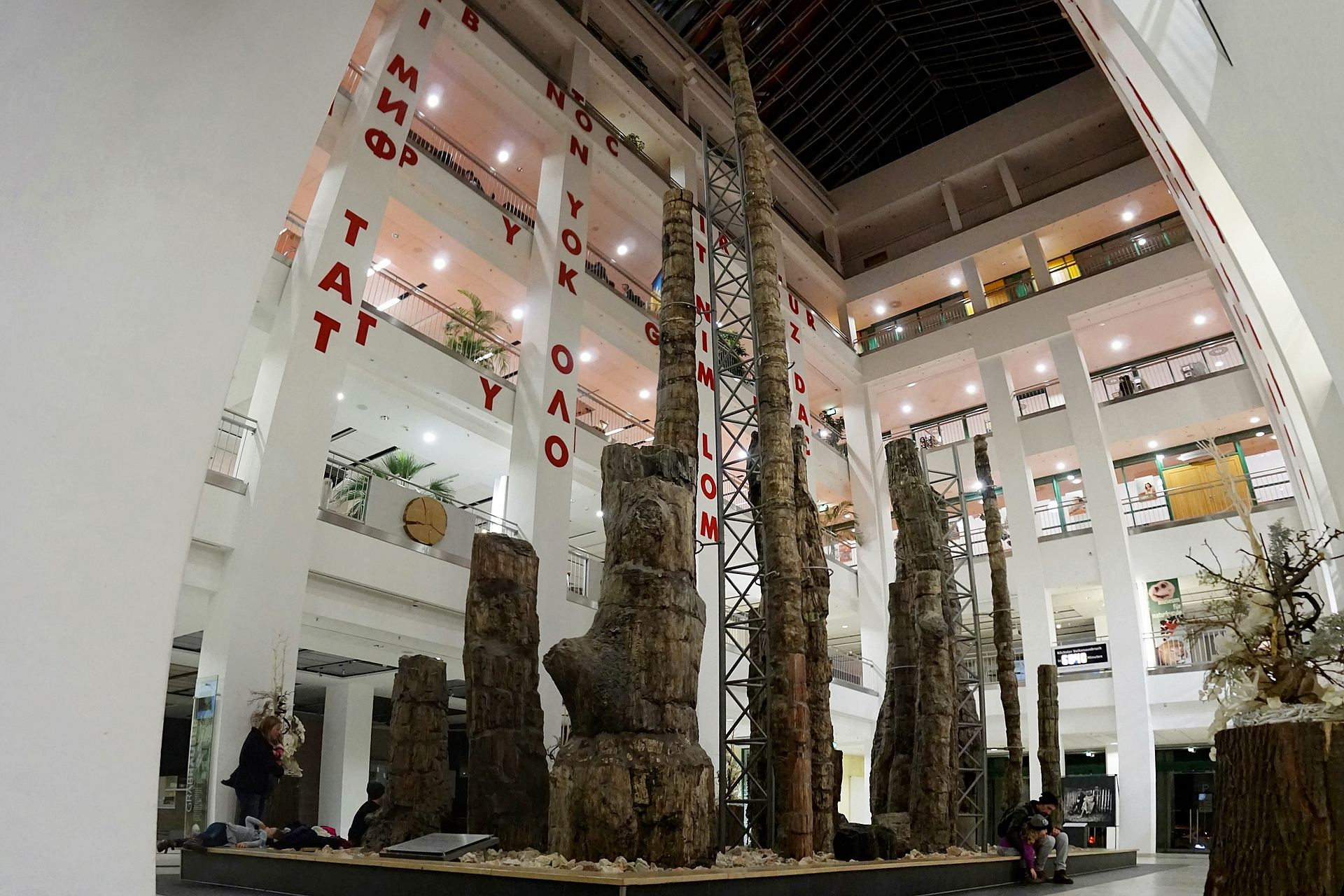
Versteinerter Wald von Chemnitz im Lichthof des Museum für Naturkunde Chemnitz im DAStietz

Der Name Chemnitz leitet sich vom gleichnamigen Fluss ab, der durch die Stadt fließt. Dessen Name wiederum geht auf altsorbisch Kamenica „Steinbach“ (zu kamjeń „Stein“; vgl. Kamenz) zurück.

### Ur- und Frühgeschichte
Das spätere Stadtgebiet war zur Zeit des Perms von tropischen Regenwaldpflanzen bewachsen. Die Region war geprägt durch aktiven Vulkanismus, bedingt durch tektonische Vorgänge. Unter der durch Vulkaneruptionen ausgestoßenen Asche- und Gesteinsdecke wurde die Fauna und Flora verschüttet. Durch die nachfolgende Fossilisation entstand der Versteinerte Wald von Chemnitz.
Bis in das 11. Jahrhundert war das Gebiet von Chemnitz noch nicht ständig besiedelt. Dichte Wälder bedeckten Land und Gebirge. Wald und Gewässer wurden wahrscheinlich in geringem Maße von slawischen Jägern und Fischern, die seit dem 6. Jahrhundert das Altsiedelland um Rochlitz bewohnten, genutzt.

### Mittelalter

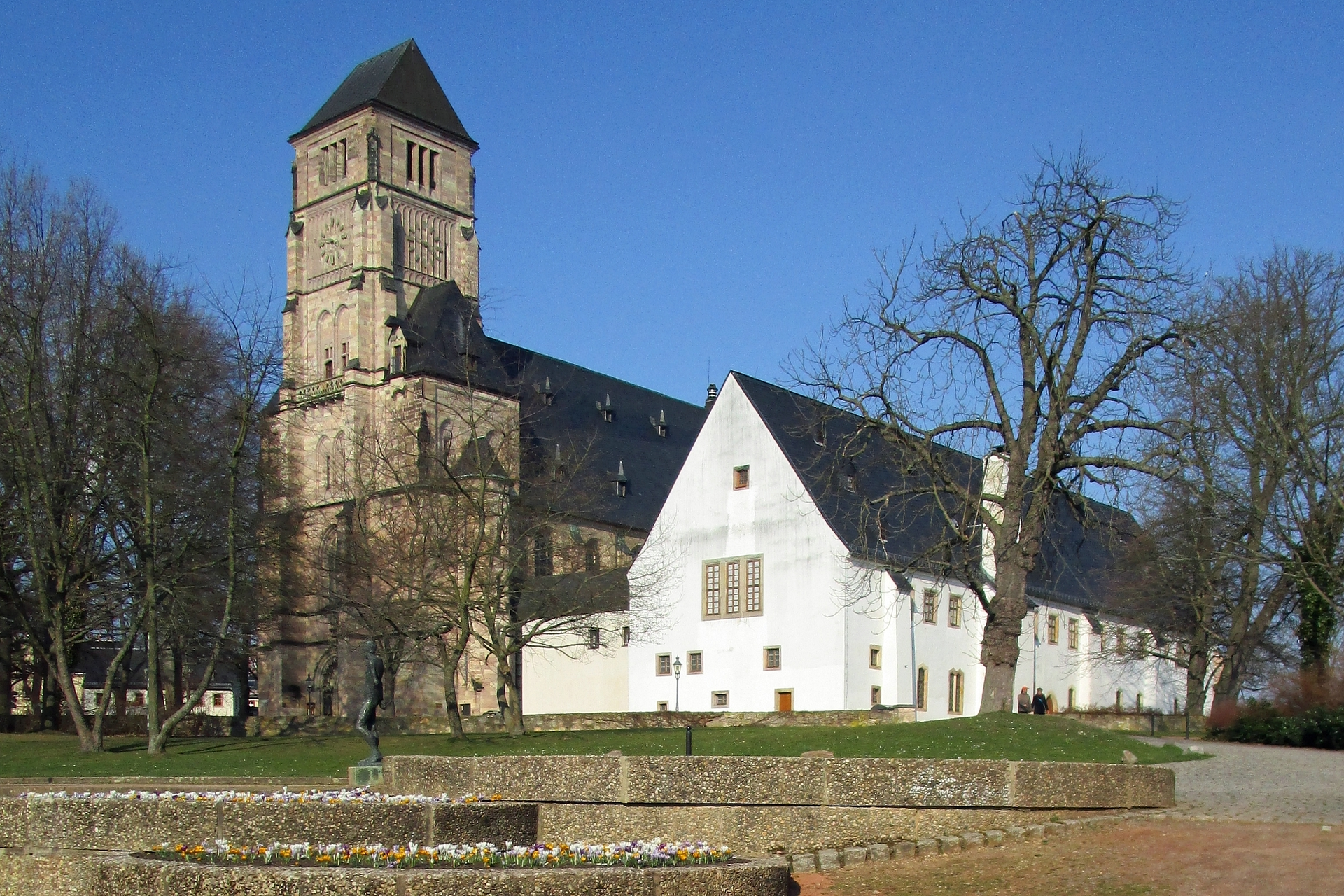
Erhaltener Teil des ehemaligen Klosters St. Marien mit der ursprünglich als Marienkirche geweihten Schloßkirche

Im Jahr 1136 gründete Kaiser Lothar III. bei Chemnitz das Benediktinerkloster St. Marien, das 1143 das Marktprivileg erhielt. Das Stadtrecht wurde der (vermutlich) an der Johanniskirche befindlichen Siedlung Chemnitz zwischen 1171 und 1174 durch Kaiser Friedrich I. (Barbarossa) verliehen. Eine neue, größere Stadtfläche wurde ab dem 13. Jahrhundert in der trockengelegten Chemnitz-Aue angelegt. Die neue Stadtanlage entsprach dem hochmittelalterlichen Bild einer ummauerten Stadt. Chemnitz war Kreuzungspunkt zweier wichtiger Fernverbindungen, der Straße von Leipzig/Altenburg über Zschopau nach Böhmen und der im 13. Jahrhundert entstandenen Frankenstraße von Nürnberg/Hof nach Freiberg/Dresden und weiter östlich nach Breslau. Die Stadt war Rast- und Tauschplatz der Kaufleute.
Nach dem Sieg der Wettiner in der Schlacht bei Lucka 1307 um die Vorherrschaft im Pleißenland wurde Chemnitz wettinische Landstadt, das Kloster aber behielt seine Reichsposition. Zwischen Stadt und Kloster gab es bis in das 16. Jahrhundert immer wieder Auseinandersetzungen. 1357 erhielten vier Bürger der Stadt durch die Markgrafen Balthasar und Friedrich das bedeutende Bleichprivileg. Damit erhielt Chemnitz eine Zentralstellung in der Textilproduktion und im Textilhandel der Markgrafschaft.
Durch Ankauf von Fluren fast aller Klosterdörfer des Benediktinerklosters (1402) erweiterte die Stadt ihr Gebiet beträchtlich, neue Vorstädte konnten sich entwickeln.

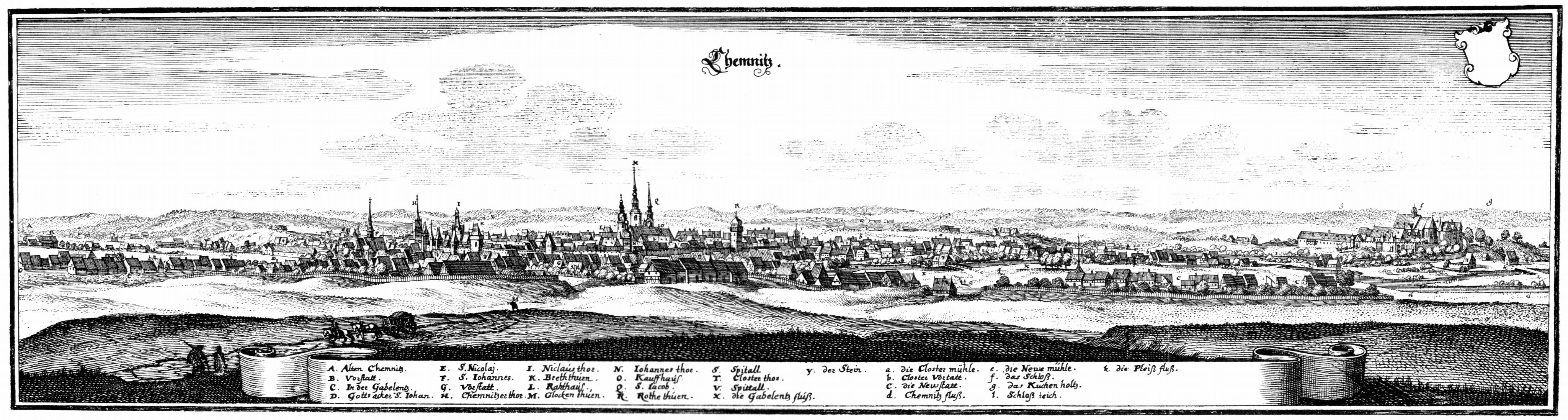
Ansicht von Chemnitz, Kupferstich von Matthäus Merian d. Ä. in Topographia Germaniae, herausgegeben 1650

Im 15. Jahrhundert war Chemnitz weiterhin von der Textilherstellung geprägt. Mit dem Großen Berggeschrey um 1470, das mit dem Fund von Silber in Schneeberg einherging, begann für Chemnitz eine neue gewerbliche Phase. Chemnitzer Familien beteiligten sich nicht nur am Bergbaugeschäft, sondern auch an der nachfolgenden Be- und Verarbeitung. Kupferhammer und Saigerhütte wurden vor den Stadttoren an der Chemnitz errichtet. Ende des 15. Jahrhunderts entstanden mit dem Rathaus, dem Gewandhaus der Tuchmacher, der Lateinschule und mehreren Bürgerhäusern die Stadt prägende Gebäude.

### Frühe Neuzeit
Etwa ab 1531 lebte und wirkte der bedeutende Universalgelehrte und Begründer der Montanwissenschaften Georgius Agricola als Stadtarzt in Chemnitz.
Mit der Einführung der Reformation im albertinischen Sachsen erfolgte 1539 die erste Kirchenvisitation in Chemnitz. 1540 wurde das Chemnitzer Franziskanerkloster aufgelöst. Das Benediktinerkloster wurde ab 1541 weltlich verwaltet und 1546/1547 in ein Schloss umgewandelt.

Blick auf Chemnitz von Süden her, Lithographie nach einem Gemälde, das 1780 für die Chemnitzer Weberinnung gemalt wurde

Im Dreißigjährigen Krieg wurde Chemnitz mehrmals zerstört. 1645 war die Einwohnerzahl der Stadt in Folge des Krieges auf weniger als ein Viertel dezimiert und zählte nur noch 1200 Menschen.
In den hundert Jahren danach stieg Chemnitz zu einem Mittelpunkt der Webfabrikation und des Manufakturwesens auf. Bergbau ist in der Stadt und den Vororten ebenfalls nachweisbar (Johannesschacht an der Stollberger Straße). Als wesentlicher Gewerbezweig entwickelte sich in der Stadt und in der Umgebung die Strumpfwirkerei. Im Vertrieb der Waren entstand das Verlagswesen.
1756–1763 wurde Chemnitz im Siebenjährigen Krieg von preußischen Truppen besetzt. Die Verluste der Stadt beliefen sich auf 1,1 Millionen Taler. In der Zeit danach erlebte Sachsen dank staatlicher Hilfe einen Aufschwung in Wirtschaft, Handel und Gewerbe. Chemnitz und sein Umland entwickelten sich zu einem Zentrum der Kattundruckerei.

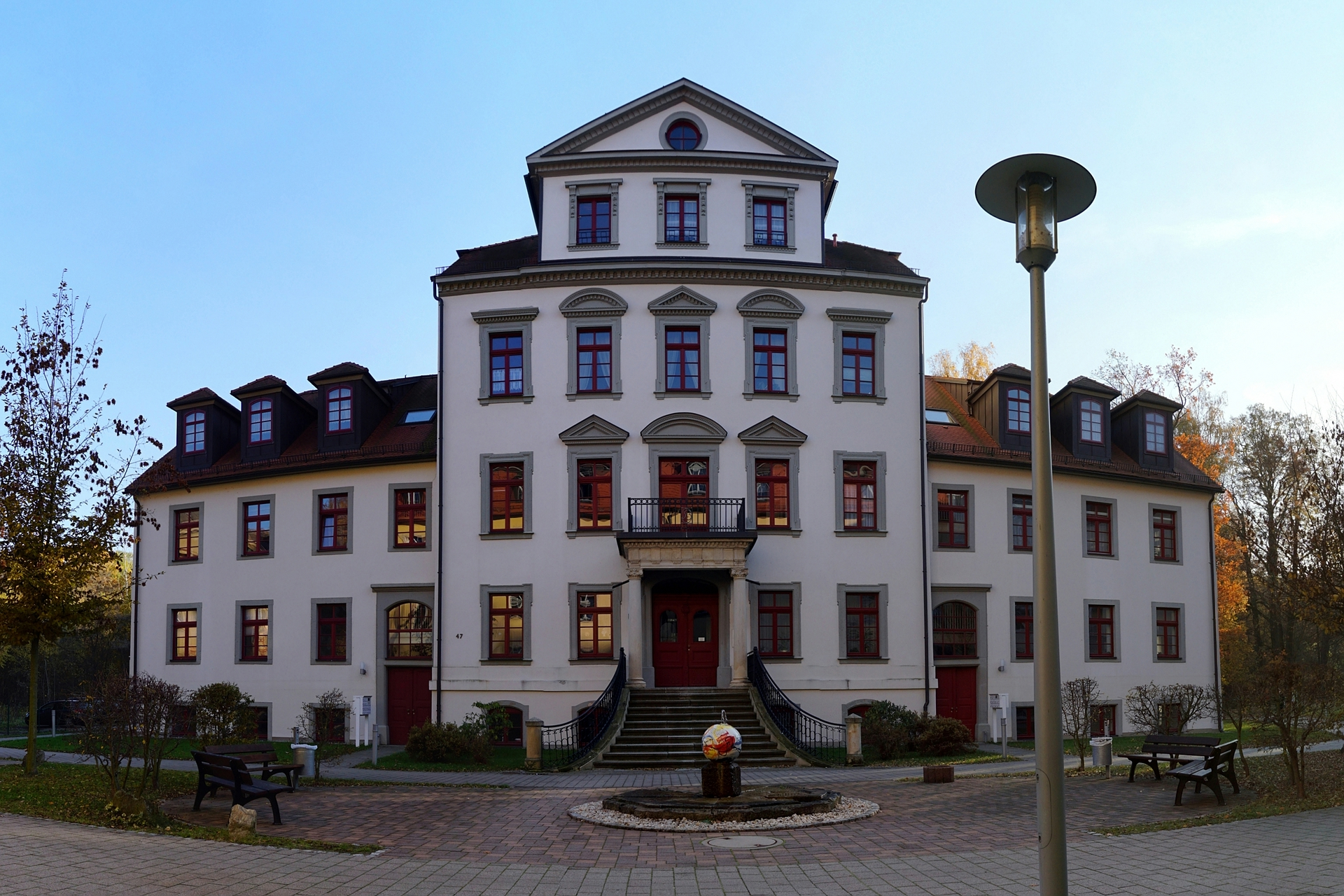
1806/07 nach einem Entwurf des Architekten Johann Traugott Lohse erbautes Herrenhaus der Spinnerei Bernhard in Chemnitz-Harthau

Eine neue Qualität erreichte die Chemnitzer Wirtschaft durch die Mechanisierung des Spinnens mittels Wasserkraft. Nach englischem Vorbild entstanden im Schutz kurfürstlicher Privilegien Maschinenspinnereien, als erste und als Ausgangspunkt der Industriellen Revolution in Sachsen ab 1798 die Bernhardsche Spinnerei in Harthau bei Chemnitz.

### Der Weg zur Industriestadt
Im Verlauf des 19. Jahrhunderts entwickelte sich Chemnitz zu einer der bedeutendsten Industriestädte Deutschlands, vor allem zu einem Zentrum des deutschen Maschinenbaus. So errichtete Johann von Zimmermann in Chemnitz die erste Werkzeugmaschinenfabrik auf dem Kontinent. Seit 1835 wurden Dampfmaschinen und seit 1848 Lokomotiven (durch Carl August Rabenstein und Richard Hartmann) in Chemnitz gebaut. Die Vielzahl der Schornsteine der Fabriken und Gießereien und die damit verbundene Rauch- und Schmutzentwicklung verliehen Chemnitz den Beinamen „Sächsisches Manchester“. In der industriell bestimmten Stadt traten die sozialen Gegensätze zutage. Der Anteil der Lohnarbeiter belief sich Mitte des 19. Jahrhunderts auf ein Drittel der Bevölkerung. 1852 bekam Chemnitz mit der Eröffnung der Bahnstrecke Riesa–Chemnitz einen Eisenbahnanschluss. 1842, 1852 und 1867 fanden Industrie- und Gewerbeausstellungen in Chemnitz statt.

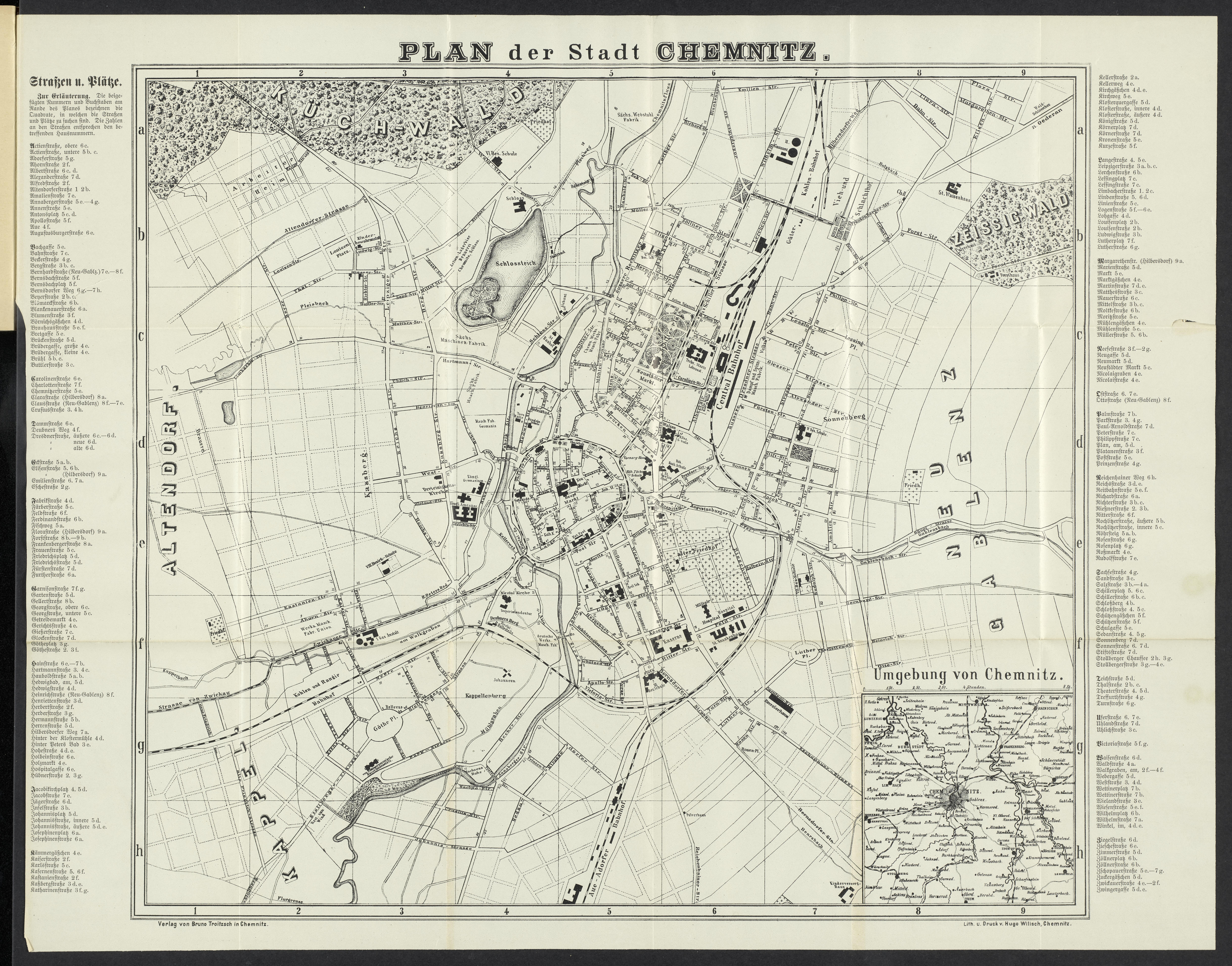
Stadtplan von Chemnitz (1891)

Aufgrund der zunehmenden Industrialisierung in der Region Chemnitz und der Gegend um Zwickau hatte sich rege internationale Handelsbeziehungen zwischen hiesigen Produzenten und ausländischen Abnehmern entwickelt. Das kam nicht nur in wachsenden Gewerbeerträgen, sondern schon im 19. Jahrhundert in der Errichtung ausländischer Konsulardienststellen zum Ausdruck. Die Vereinigten Staaten richteten 1867 in Chemnitz ein Konsulat ein und unterhielten bis 1908 weitere Konsulate in Annaberg und Glauchau. Das Zuständigkeitsterritorium erweiterte sich von der Kreishauptmannschaft Chemnitz auf die Amtshauptmannschaft Rochlitz. Um 1900 belief sich der vom Chemnitzer Konsulat bearbeitete Jahresdurchschnittswert von in die Vereinigten Staaten exportierten Gütern auf 45,5 Millionen Mark. Es folgten weitere Staaten.

- Portugal errichtete 1899 in Chemnitz ein Vizekonsulat, das mit dem Unternehmer Karl Georg Wilhelm Dürfeld besetzt wurde.
- Frankreich folgte im selben Jahr mit einer Konsularagentur, die mit dem Fabrikanten Ernst Hübsch besetzt wurde.
- Das Vereinigte Königreich eröffnete am 20. Oktober 1900 ein Vizekonsulat für Großbritannien und dessen Kolonialgebiete. Der Fabrikant Francis Harold Felkin wurde Vizekonsul. Dieser gab allgemein geschätzte Handelsberichte für sein Zuständigkeitsterritorium der Kreischhauptmannschaft Chemnitz heraus.
- Die Republik Argentinien eröffnete 1902 ein Vizekonsulat für die Kreishauptmannschaften Chemnitz und Zwickau. Der Kaufmann F. A. Landgraf wurde Vizekonsul.
- Im November 1909 öffnete das k.u.k. österreichisch-ungarische Vizekonsulat für die Kreishauptmannschaften Chemnitz und Zwickau. Vizekonsul wurde Kommerzienrat Otto Weißenberger.
- Im selben Monat und für dieselben Kreishauptmannschaften nahm ein Vizekonsulat der Republik Mexiko die Tätigkeit auf. Vizekonsul war der Kaufmann Alexander Haase.[38]

1883 wurde Chemnitz mit 103.000 Einwohnern Großstadt. Mit der wachsenden Bevölkerung erweiterte man seit der Mitte des 19. Jahrhunderts die Stadt baulich. Im letzten Drittel des 19. Jahrhunderts entstanden die Wohnviertel Brühl, Sonnenberg und Kaßberg.
An der Wende vom 19. zum 20. Jahrhundert war Chemnitz in Verwaltungsberichten und Adressbüchern als „Fabrik- und Handelsstadt“ ausgewiesen. In dieser Zeit verzeichnete die Stadt das höchste Pro-Kopf-Steueraufkommen und die höchste Pro-Kopf-Wertschöpfung aller deutschen Städte.
Bis zum Ersten Weltkrieg entstanden in Chemnitz repräsentative Bauten für kulturelle Einrichtungen, für die Verwaltung und für den Handel, etwa der Theaterplatz (1909) mit dem König-Albert-Museum und dem Neuen Stadttheater (ab 1925 Opernhaus), das Neue Rathaus (1911) und das Kaufhaus Tietz (1913).

### Weimarer Republik und Zeit des Nationalsozialismus

Zentrum der Großstadt Chemnitz mit Marktplatz und Doppelrathaus vom Luftschiff Parseval PL 5 am 2. Oktober 1910

In den 1920er-Jahren konnten viele Vorhaben mit sozialen Zielen im Wohnungsbau verwirklicht werden. Neue Wohnsiedlungen im Stil von Gartenstädten und Wohnhöfen wurden errichtet. Es entstanden weiter eine ganze Reihe neuer Bauten für die Industrie, den Handel und die Verwaltung im Stil der Moderne, so bis 1930 das Kaufhaus Schocken an der Brückenstraße nach einem Entwurf des Architekten Erich Mendelsohn. Chemnitz erhielt zudem neue moderne Schulbauten, die Sport- und Erholungsmöglichkeiten wurden ausgebaut. Diese Entwicklung gipfelte in der Errichtung des expressionistischen Baus der Industrieschule 1928 (Architekt: Wagner-Poltrock; größte Berufsschule Deutschlands), und im 1929 begonnenen Bau des Stadtbades (Architekt: Otto; Bauhaus-Stil). In den Städtischen Theatern begann mit dem Generalintendanten Anton Richard Tauber die „Ära Tauber“. Am 2. März 1913 sang sein Sohn Richard Tauber am städtischen Theater zum ersten Mal in seiner Karriere eine Oper. Der Maschinenbau erlangte Weltgeltung.
1930 erreichte die Stadt mit über 360.000 Einwohnern ihre bislang größte Einwohnerzahl.
In den 1930er-Jahren wurden vor der Weltwirtschaftskrise begonnene Bauvorhaben zu Ende geführt, so der Bau des Stadtbades und der Südkampfbahn sowie die Anlage der „Neuen Schlossteichanlagen“ auf dem Areal der ehemaligen Hartmannwerke. 1936 verlegte die Auto Union AG ihren Sitz nach Chemnitz. Der Fahrzeugbau wurde zu einem bestimmenden Produktionszweig in Chemnitz, die Automobile der Marke „Wanderer“ wurden in Chemnitz hergestellt.
Chemnitz gehörte mit zu den ersten deutschen Städten, in denen die Nationalsozialisten das Stadtparlament gleichschalteten. Die Entwicklung der Kultur und Bildung erfuhr einen Abbruch, 650 Kunstwerke wurden aus den Kunstsammlungen und 3300 Bücher aus der Stadtbibliothek entfernt.
Die jüdische Bevölkerung, die zur Entwicklung und zum Aufschwung von Chemnitz beigetragen hatte, wurde diskriminiert und verfolgt. Jüdische Unternehmer wurden enteignet. Die Synagoge wurde in der Pogromnacht abgebrannt und anschließend vollständig beseitigt. Die jüdische Bevölkerung, die nicht fliehen konnte, wurde in Ghettos und Vernichtungslager deportiert.
Während des Luftkriegs im Zweiten Weltkrieg wurde die Stadt wegen der schwierigen Erreichbarkeit erst spät zum Ziel alliierter Luftangriffe. Die Angriffe am 14./15. Februar und 5. März 1945 durch Bomber der britischen Royal Air Force im Rahmen der alliierten Operation Thunderclap („Donnerschlag“) richteten sich im Wesentlichen gegen die Innenstadt. Die Angriffe der United States Army Air Forces konzentrierten sich auf Bahnhöfe und Rüstungsbetriebe wie das Werk Siegmar der Auto Union AG, wo die Hälfte aller Motoren für die Panzer „Tiger“ und „Panther“ gebaut wurden. Der Bestand an Kirchen, öffentlichen Gebäuden und Wohnhäusern in der historischen Innenstadt und den inneren Vorstädten wurde beinahe vollständig zerstört, vom Wohnungsbestand der Stadt insgesamt ein Viertel vernichtet. Insgesamt waren etwa 3.700 Luftkriegsopfer in Chemnitz zu beklagen.
Mitte April 1945 erreichten amerikanische Truppen den Chemnitzer Norden. In Übereinstimmung mit alliierten Beschlüssen wurde Chemnitz am Morgen des 8. Mai an einen sowjetischen Stadtkommandanten übergeben. Am selben Tag marschierte ein Vorauskommando der sowjetischen Armee in Chemnitz ein.

### SBZ und DDR

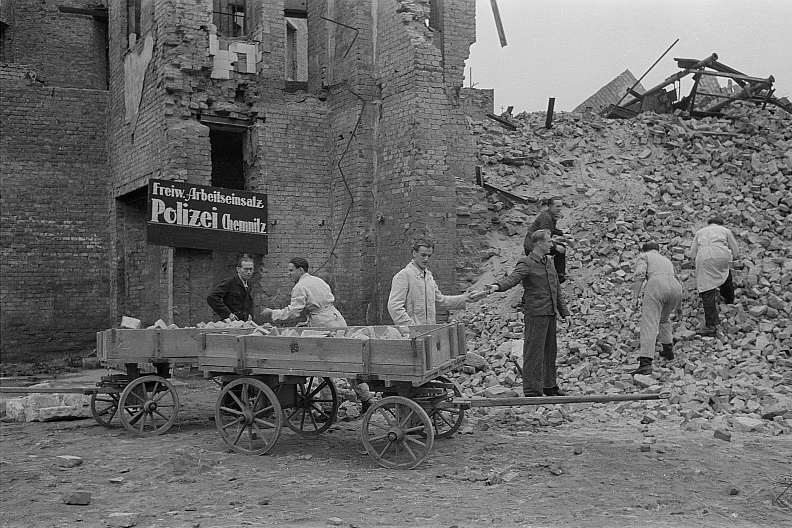
Arbeitseinsatz der Polizei Chemnitz zur Enttrümmerung der zerstörten Stadt 1945

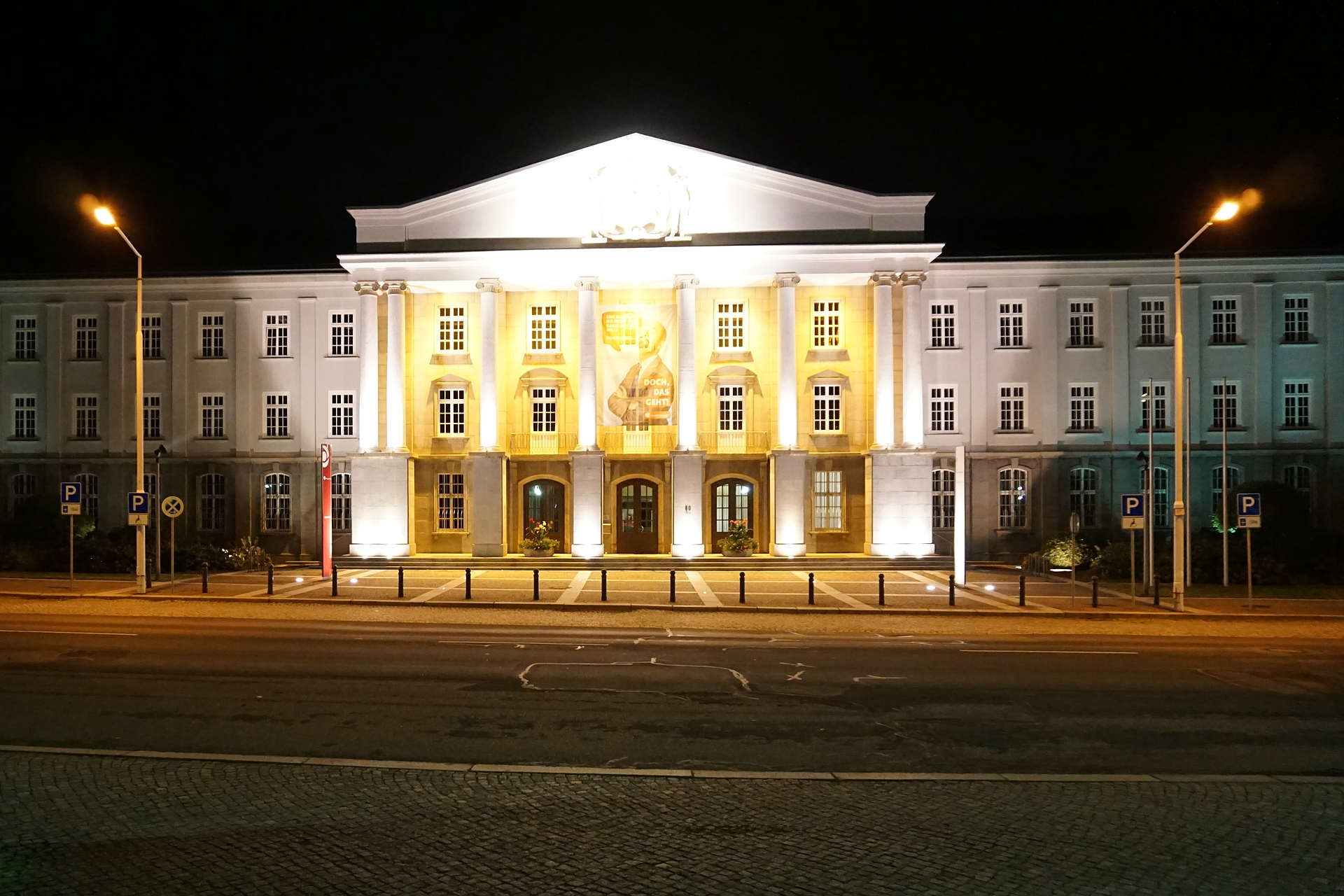
Verwaltungsgebäude der ehemaligen SDAG Wismut in Chemnitz-Reichenbrand

Durch die Kriegszerstörungen waren 100.000 Menschen obdachlos geworden. Die Stadt nahm Flüchtlinge und Vertriebene auf. Die damit große Zahl an Wohnungssuchenden musste auf die umliegenden Gemeinden ausweichen.
Die Enttrümmerung der Stadt begann sofort nach Kriegsende. Eine Trümmerbahn transportierte das geborgene Material zur Südkampfbahn, wo daraus bis 1950 eine neue Radrennbahn entstand. Weitere große Trümmermengen wurden in die ehemaligen Steinbrüche im Zeisigwald verfüllt.
Nach dem Krieg war nur noch etwa ein Siebtel der Chemnitzer Unternehmen produktionsfähig. Durch Demontagen und Reparationen entstanden nachhaltige Verluste. Im Ergebnis von Befehlen der Besatzungsmacht und im Rahmen des „Volksentscheides zur Enteignung der Nazi- und Kriegsverbrecher“ in Sachsen (1946) wurden in Chemnitz 127 Unternehmen enteignet.
Am 1. September 1946 erzielte die SED in Chemnitz bei den Gemeindewahlen die absolute Mehrheit. Der Rat der Stadt fasste seine Beschlüsse auf Grundlage der Befehle der sowjetischen Militäradministration und der Ortskommandantur. 1948 wurde Chemnitz Sitz der Sowjetischen Aktiengesellschaft Wismut, die den Uranbergbau in der DDR betrieb.

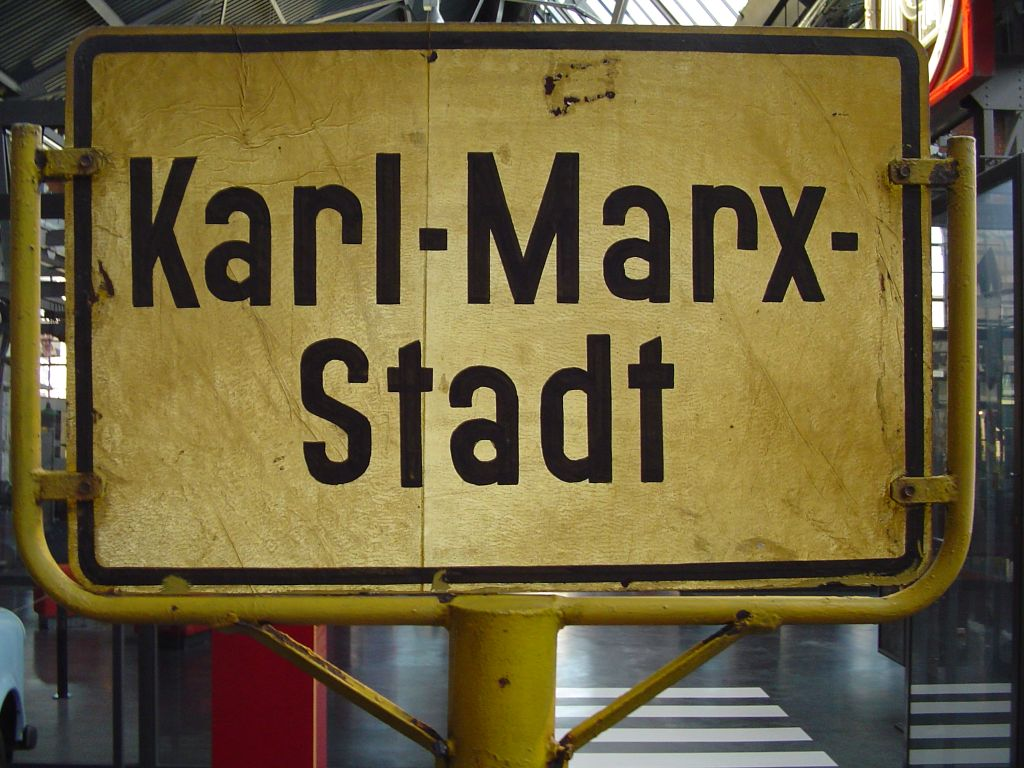
Ein ehemaliges Ortseingangsschild von Karl-Marx-Stadt

Chemnitz blieb nach der DDR-Gründung weiterhin sowjetische Garnisonsstadt. Im Jahr 1952 wurde der südwestliche Teil Sachsens im Zuge der „Demokratisierung der Verwaltung“ zum Bezirk Chemnitz zusammengeschlossen. Damit bildete Chemnitz das administrative Zentrum des mit 2 Millionen Einwohnern bevölkerungsreichsten und am dichtesten besiedelten Bezirks der DDR.

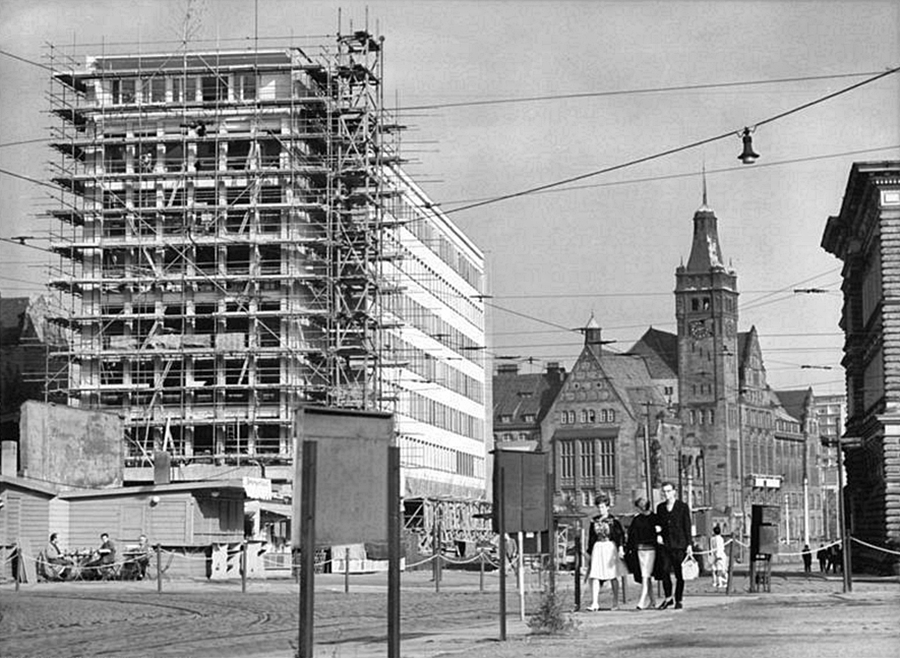
Bau des Gebäudes für die SED-Bezirksleitung an der Ernst-Thälmann-Straße, 1963

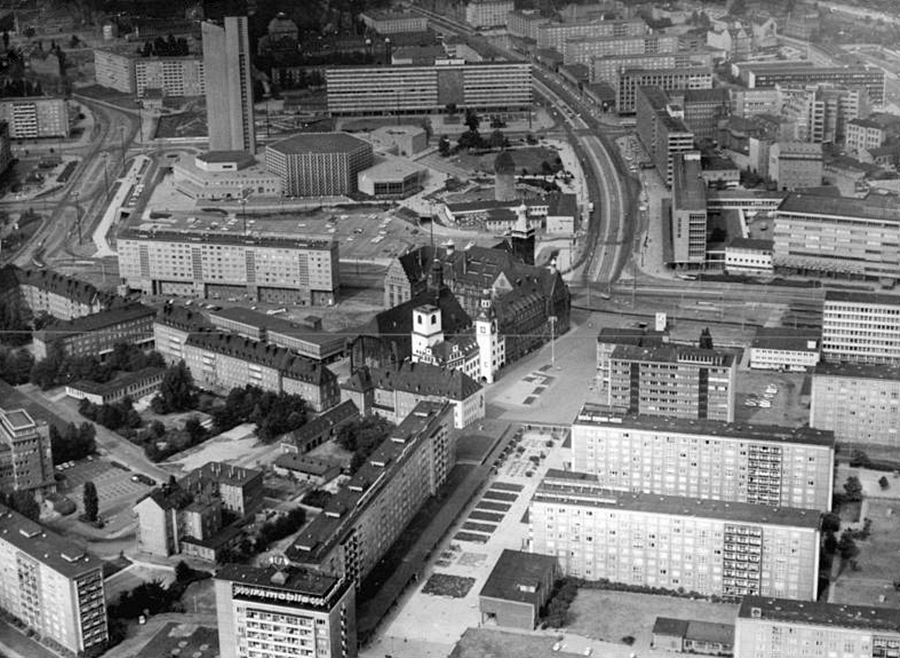
Stadtzentrum von Karl-Marx-Stadt im Jahr 1977

Anlässlich des 70. Todesjahres von Karl Marx 1953 erfolgte die Umbenennung von Chemnitz in Karl-Marx-Stadt. Am 10. Mai vollzog Ministerpräsident Otto Grotewohl die Namensänderung in einem Staatsakt und begründete diese vor allem mit den starken Traditionen der Arbeiterbewegung in Chemnitz und den Leistungen der Stadt beim Neuaufbau.
Mit der Umbenennung der Stadt verband sich ein besonderer Anspruch für den Neuaufbau des Stadtzentrums. Zunächst vollzog sich der Wiederaufbau bis Anfang der 1950er-Jahre in Anlehnung an den alten Stadtgrundriss, anknüpfend an lokale Bautraditionen. Mit den Rekonstruktionen des Alten Rathauses, des Siegertschen Hauses am Markt, des Roten Turms und des Opernhauses wurden wichtige Bauten des alten Chemnitz wiederhergestellt. Unterschiedliche Auffassungen zur Anlage des „Zentralen Platzes“ in der Innenstadt als Aufmarschplatz für politische Kundgebungen sowie zur Verkehrsführung über einen neuen Kreuzungsbereich oder den alten Johannisplatz zogen die Überarbeitung der Planungen nach sich und verzögerten den Weiterbau des Stadtzentrums. Erst 1960 begann mit dem Bau der Gebäude an der Straße der Nationen und des Rosenhofes die zweite Phase des Neuaufbaus des Karl-Marx-Städter Stadtzentrums. Eine überarbeitete Planung sah eine ganzheitliche Neuanlage der Straßen in der Innenstadt vor. Die Architektur der Gebäude war von der industriellen Bauweise geprägt. In den 1960er-Jahren erlebte das Stadtzentrum umfangreiche Bauarbeiten. Neben Wohn- und Verwaltungsbauten entstanden weiterhin Anlagen für die Infrastruktur wie die Zentralhaltestelle (1967) und der Omnibusbahnhof (1968).
Als Kern der neuen Innenstadt entstand von 1969 bis 1974 das Bauensemble der Stadthalle Karl-Marx-Stadt mit dem Hotelhochhaus „Kongreß“. Der ursprünglich als Aufmarschplatz geplante „Zentrale Platz“ wurde in Abwandlung als Park an der Stadthalle hergestellt. Ihn rahmten die zwischen 1966 und 1971 neu errichteten Verwaltungsbauten des Industriezentrums Karl-Marx-Stadt und des Rates des Bezirkes mit dem am 9. Oktober 1971 enthüllten Karl-Marx-Monument. Im Zuge des 1973 beschlossenen Wohnungsbauprogrammes der DDR entstanden nach der Fertigstellung des Hotelhochhauses „Kongreß“
Im Zuge der Umgestaltung der Innenstadt wurden hier seit Mitte der 1960er-Jahre erhalten gebliebene altstädtische Quartiere abgerissen. Am 15. März 1961 wurde die Ruine der 1750–1756 errichteten Paulikirche gesprengt.
Seit den 1960er-Jahren wurden in Karl-Marx-Stadt mehrere neue große Wohngebiete errichtet, wie das Flemminggebiet (Altendorf) 1962–1965, das Beimler-Gebiet (Gablenz) 1967–1970 und das Yorckgebiet 1970–74. Das größte neue Wohngebiet, das Fritz-Heckert-Gebiet, wurde ab 1974 in industrieller Bauweise errichtet und erreichte bis 1990 eine Einwohnerzahl von 80.000 Personen.
Karl-Marx-Stadt entwickelte eine hohe Industriedichte. 20 % der Industrieproduktion der DDR waren in der Stadt konzentriert, fast die Hälfte der in der DDR hergestellten Textilmaschinen und etwa ein Drittel der Werkzeugmaschinen kamen von hier. Die Karl-Marx-Städter Industrie brachte Erzeugnisse und Technologien von internationalem Rang (wie die Nähwirktechnik Malimo) hervor. Der VEB Baumwollspinnerei Karl-Marx-Stadt war Stammbetrieb des
VEB Kombinat Baumwolle, mit mehr als 70.000 Beschäftigten eines der größten Kombinate der DDR.
Die wirtschaftlichen Probleme und Demokratiedefizite der DDR führten zu ihrem Ende, siehe Artikel Wende und friedliche Revolution. In den bereits bestehenden kirchlichen Gruppen und den im Sommer/Herbst 1989 neu entstandenen Bürgerinitiativen und -bewegungen kam es zum offenen Gedankenaustausch. Am 7. Oktober 1989 fand die erste Demonstration für demokratische Reformen in der DDR in Karl-Marx-Stadt statt.
In Karl-Marx-Stadt forderte zudem eine Bewegung den historischen Stadtnamen zurück. Auf Abstimmungskarten konnten die Einwohner der Stadt bis zum 22. April 1990 ihr Kreuz für Karl-Marx-Stadt oder Chemnitz machen. Am 23. April 1990 lautete das Ergebnis: 76 % der Stimmen für Chemnitz. Das neue, demokratisch gewählte Stadtparlament beschloss auf seiner ersten Sitzung am 1. Juni 1990 die Rückbenennung von Karl-Marx-Stadt in Chemnitz.

### 1990 bis zur Gegenwart

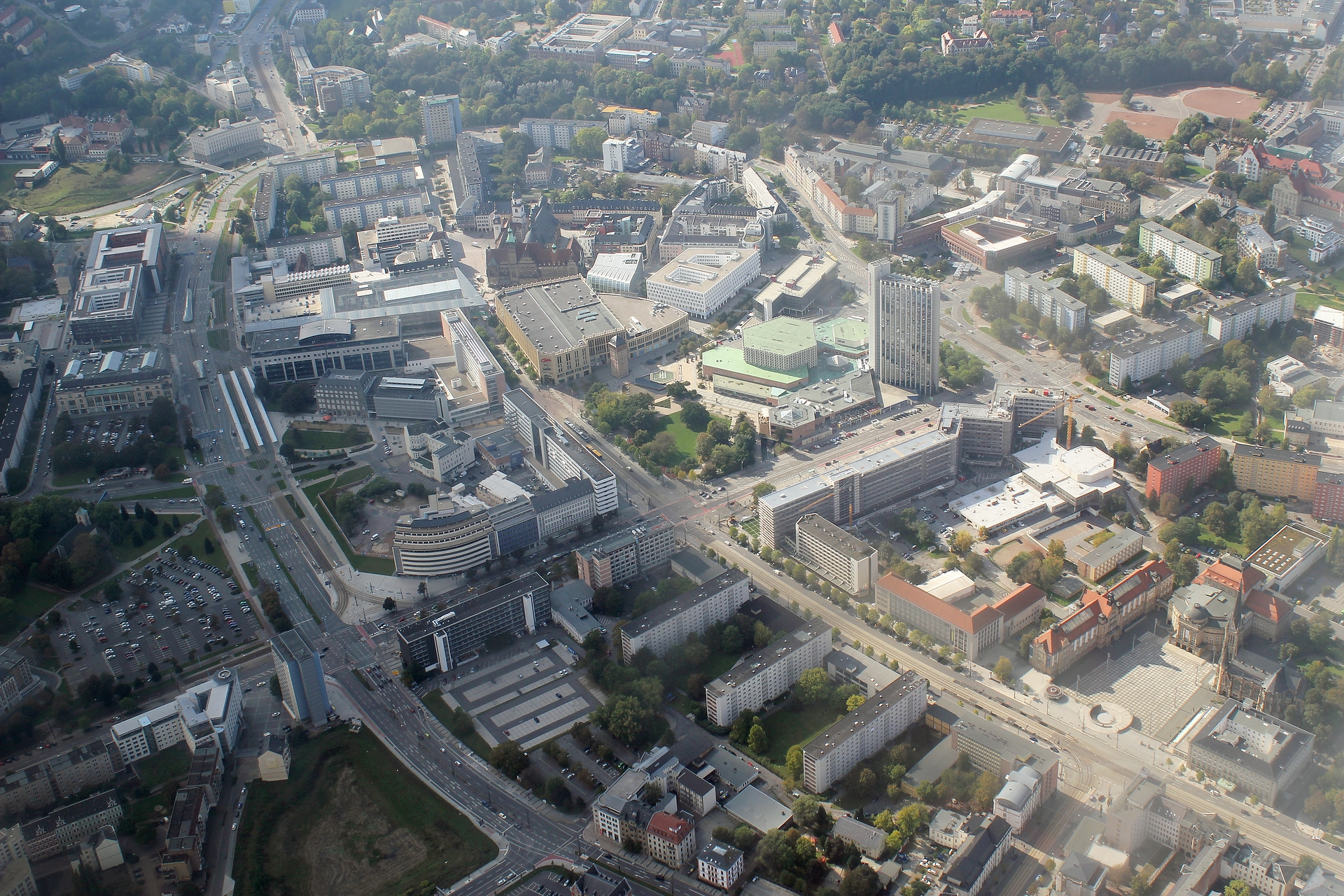
Chemnitzer Stadtzentrum, 2014

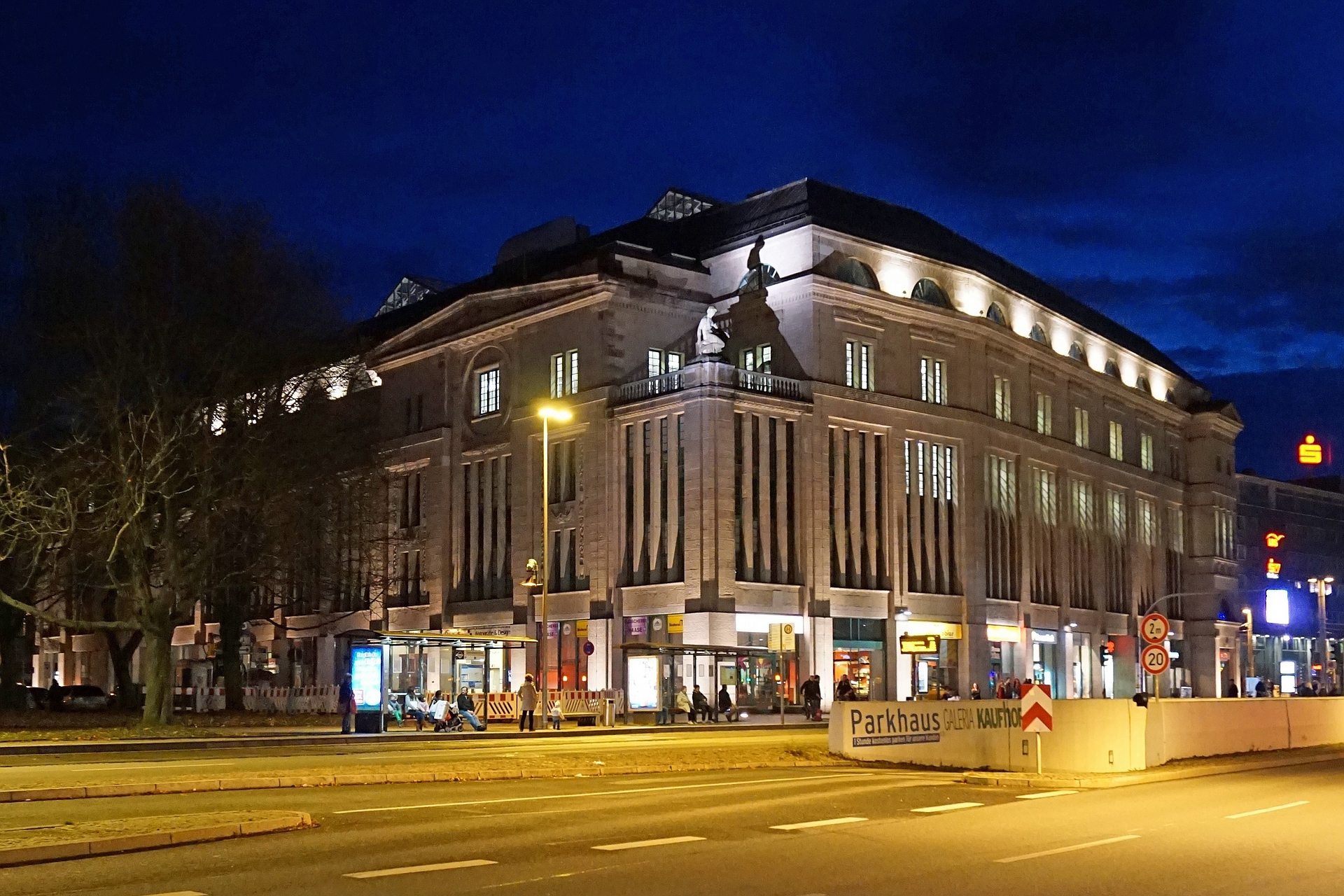
Kulturkaufhaus DAStietz in der Bahnhofstraße, 2004 im ehemaligen Kaufhaus Tietz eröffnet

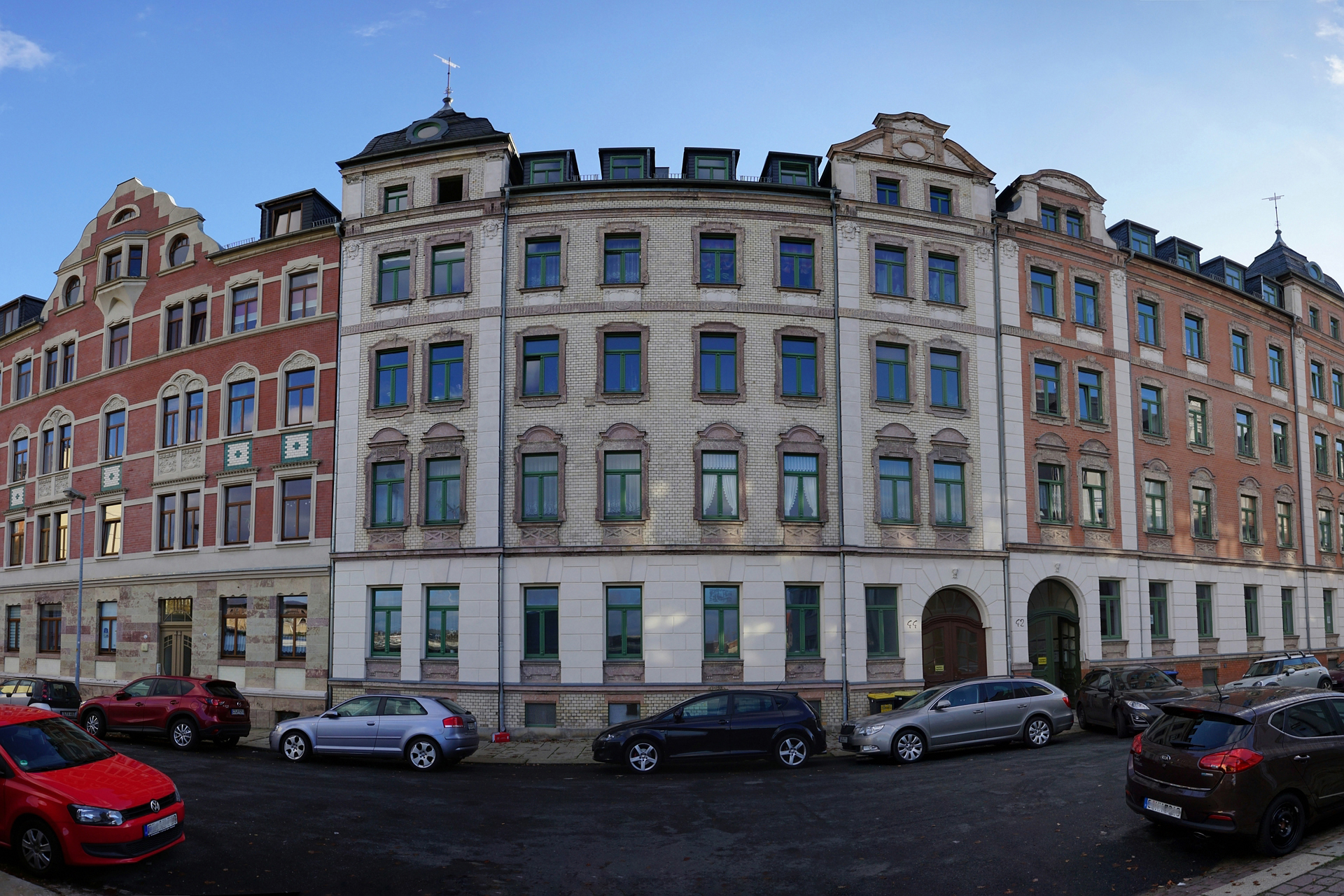
Nach 1990 restaurierte Gründerzeitfassaden an der Holbeinstraße

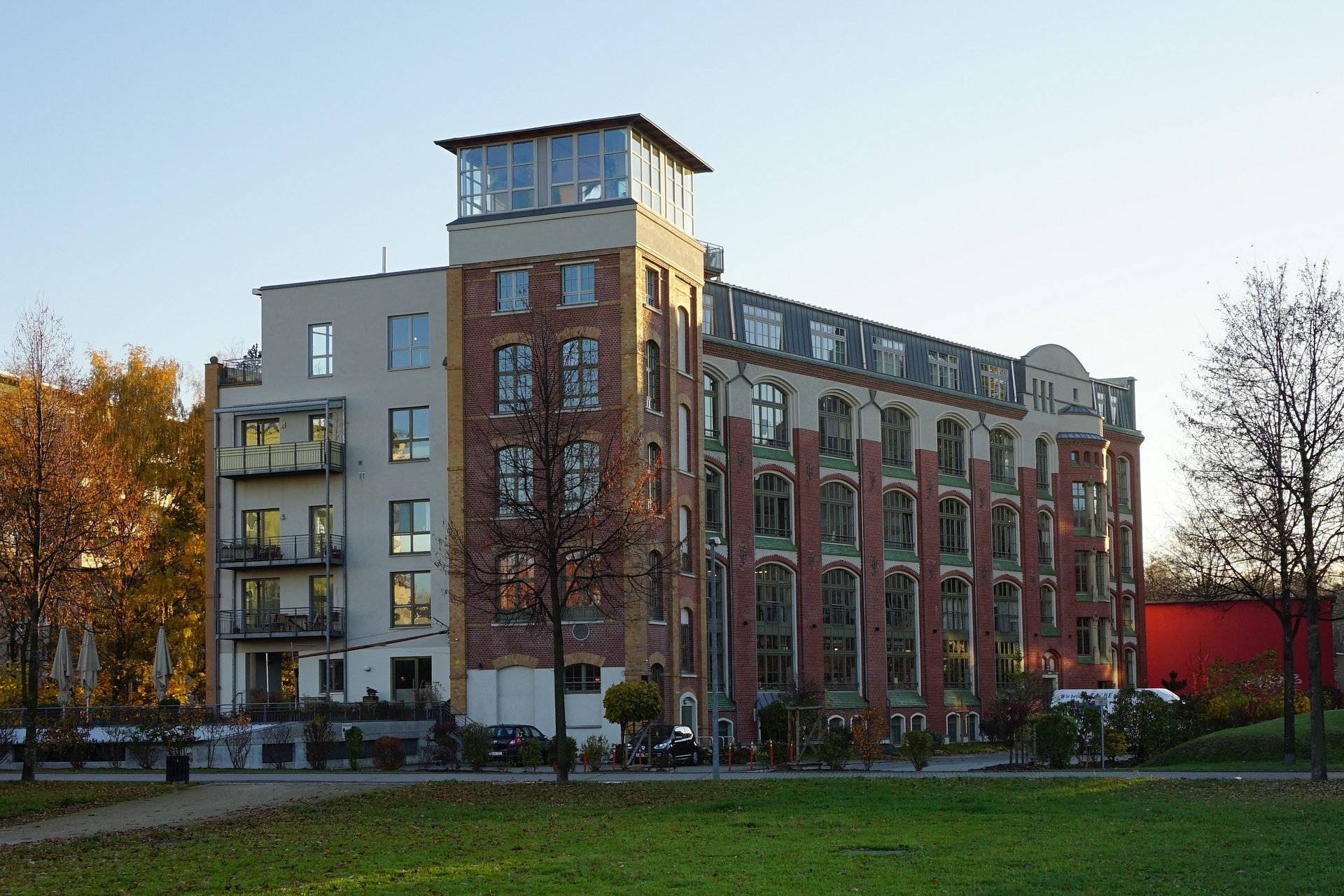
Wohn- und Geschäftshaus Janssen-Fabrik, ein umgenutztes Industriedenkmal

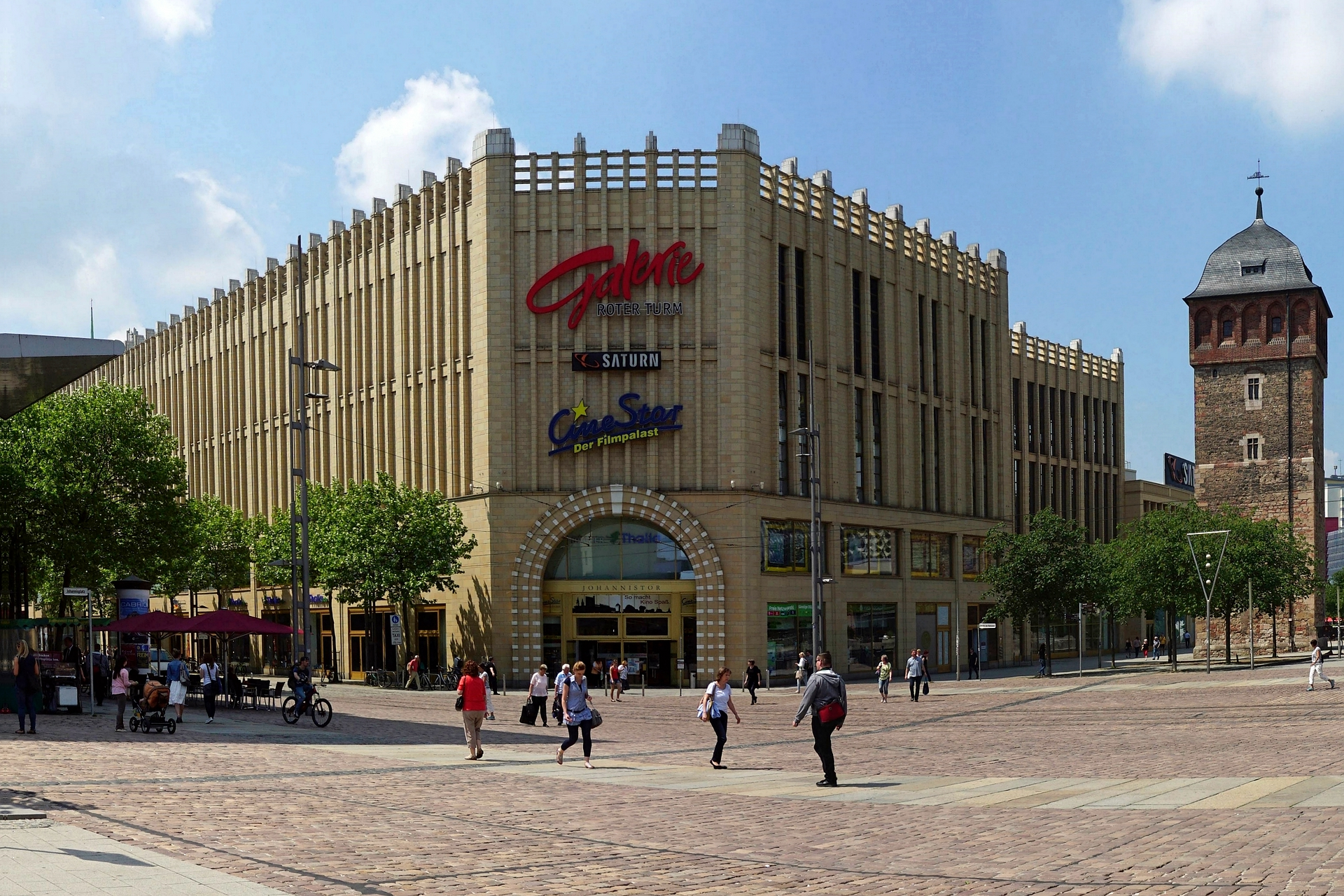
Galerie Roter Turm mit der von Hans Kollhoff entworfenen Fassade neben dem historischen Roten Turm

Chemnitz und die Region Chemnitz erlebten nach 1990 einen Strukturwandel. Das Fehlen der Absatzmärkte in Osteuropa betraf insbesondere die klassischen Chemnitzer Industriezweige und hatte – verbunden mit den Problemen, die mit der Privatisierung durch die Treuhandanstalt einhergingen – den Abbau von Arbeitsplätzen zur Folge. Chemnitz konnte sich mit seinem hohen Potential an gut ausgebildeten Fachkräften in den über zwei Jahrzehnten nach der Wiedervereinigung zu einem modernen Standort für Wirtschaft, Technologie und Innovation mit weltweit agierenden Unternehmen entwickeln. Seit 1995 sind in Chemnitz und der Region mehr als 7000 neue Unternehmen entstanden.
In Verbindung mit der Wiedererrichtung des Freistaates Sachsen im Oktober 1990 wurde der seit 1952 bestehende Bezirk Karl-Marx-Stadt aufgelöst. Chemnitz blieb aber weiterhin ein wichtiger Verwaltungsstandort. Seit 1. März 2012 ist Chemnitz Hauptsitz der Landesdirektion Sachsen.
Nach 1990 wurde das kulturelle Angebot der Stadt Chemnitz ausgebaut. Es begann der Aufbau des Sächsischen Industriemuseums Chemnitz, das 1992 eröffnete und das sich seit 2003 in der rekonstruierten ehemaligen Werkzeugmaschinenfabrik „Hermann und Alfred Escher AG“ an der Zwickauer Straße befindet. 1992 erfolgte nach vierjähriger Sanierung die Wiedereröffnung des Opernhauses Chemnitz als eines der modernsten in Europa. Im September 1995 eröffnete nach 15-jähriger Bauzeit das Schloßbergmuseum Chemnitz als stadtgeschichtliches Museum im ehemaligen Benediktinerkloster St. Marien neu. Insbesondere die Kunstsammlungen Chemnitz machten unter ihrer Direktorin Ingrid Mössinger mit vielbesuchten Ausstellungen die Stadt seit den 1990er-Jahren als Kulturstadt überregional bekannt. 2004 eröffnete im ehemaligen, 1913 errichteten, Kaufhaus Tietz an der Bahnhofstraße das Kulturkaufhaus „DAStietz“, das auf rund 20.000 Quadratmetern Fläche die Volkshochschule Chemnitz, die Stadtbibliothek Chemnitz, das Museum für Naturkunde Chemnitz, die Neue Sächsische Galerie sowie Geschäfte und Cafés beherbergt. Im Jahr 2003 überführte Alfred Gunzenhauser einen großen Teil seiner privaten Sammlung deutscher Kunst des 20. Jahrhunderts in eine Stiftung mit Sitz in Chemnitz, wo zu diesem Zweck von 2005 bis 2007 der frühere Hauptsitz der Sparkasse Chemnitz aus dem Jahr 1930 zu einem Museum umgebaut wurde. Das Museum Gunzenhauser wurde am 1. Dezember 2007 vom damaligen Bundespräsidenten Horst Köhler eröffnet. Seit dem 15. Mai 2014 besitzt Chemnitz mit dem Staatlichen Museum für Archäologie Chemnitz ein Landesmuseum.
„Der auch mit dem „Stadtumbau Ost“ verbundene Abriss von teilweise geschichtlich wertvollen Denkmalen aus der Gründerzeit zu Gunsten der Aufwertung von Plattenbaugebieten war daher sehr umstritten.“ Zwischen 1990 und 2007 wurden mehr als 250 Baudenkmale eingeebnet. Unterstützt durch den staatlich geförderten Eigenheimbau fand seit Mitte der 1990er-Jahre eine starke Abwanderungsbewegung in das Umland statt, wodurch ländlich geprägte Stadtgebiete wie Reichenhain und Adelsberg profitierten.
Gegen den Abriss der Altbausubstanz gab es in Chemnitz eine Protestbewegung der Bürgerschaft, unterstützt durch die lokale und überregionale Presse. Nach dem Ende der Abrissförderung und damit einhergehend der Abrisse kam es in den Jahren 2010 bis 2013 zu einem umfangreichen Eigentumswechsel der unsanierten Chemnitzer Altbausubstanz von der städtischen Wohnungsgesellschaft zur Privatwirtschaft. Nachfolgend entwickelte sich, begünstigt durch die Zinssituation bei der Baufinanzierung, eine stärkere Sanierungstätigkeit der Privatwirtschaft an der Chemnitzer Altbausubstanz. Teil dieser Entwicklung war das Ende der 1970er-Jahre zur Einkaufsstraße umgebaute und seit den 2000er-Jahren größtenteils von Leerstand geprägte Gründerzeitquartier Brühl.
Chemnitz besitzt einen umfangreichen Bestand an historischen Industriebauten. Durch den Niedergang von Industrie nach 1990 und die Neuanlage von Gewerbegebieten verloren die alten Industriestandorte in der Stadt die Nutzung. Viele Denkmale der Industriegeschichte konnten in Chemnitz seit 1990 durch neue Nutzungsvarianten, wie Büronutzung, Wohnnutzung oder Nutzung für gastronomische Einrichtungen saniert werden.
Erst mit der städtebaulichen Rahmenplanung für die Innenstadt im Jahr 2000, die in Anlehnung an den Grundriss der Innenstadt bis 1945 die Verdichtung des unmittelbaren Zentrumskerns um den Rathauskomplex vorsah, und dem Bau des Einkaufszentrums Galerie Roter Turm und dem Kaufhof-Kaufhaus begann eine bauliche Entwicklung der Chemnitzer Innenstadt.
Für die neuen Gebäude lieferten zahlreiche international renommierte Architekten wie Hans Kollhoff, Helmut Jahn oder Christoph Ingenhoven die Entwürfe. In den 2000er-Jahren entstand so eine neue bauliche Einfassung des Marktplatzes und des Neumarktes sowie zwischen der Inneren Klosterstraße und dem Stadthallenkomplex die „Mittelstandsmeile“, ein kleinteiliges Quartier. In der Chemnitzer Innenstadt sind seit 1990 mehr als 66.000 Quadratmeter Einzelhandelsfläche neu entstanden. Waren seit den 2000er-Jahren in Chemnitz kaum noch Hochbauprojekte realisiert worden, werden in der Stadt seit 2013 wieder vermehrt Mehrfamilienhäuser neu gebaut. Neue städtebauliche Planungen sehen die bauliche Verdichtung der innerstädtischen Viertel vor.
Ab August 2018 geriet Chemnitz in die bundes- und weltweiten Schlagzeilen, nachdem es in der Stadt wegen eines Tötungsdelikts gegen einen 35-jährigen Deutsch-Kubaner zu spontanen Bürgerprotesten, aber auch zu fremdenfeindlichen und rechtsextremen Ausschreitungen und tagelang anhaltenden Demonstrationen und Auseinandersetzungen verschiedener politischer Gruppierungen gekommen war.

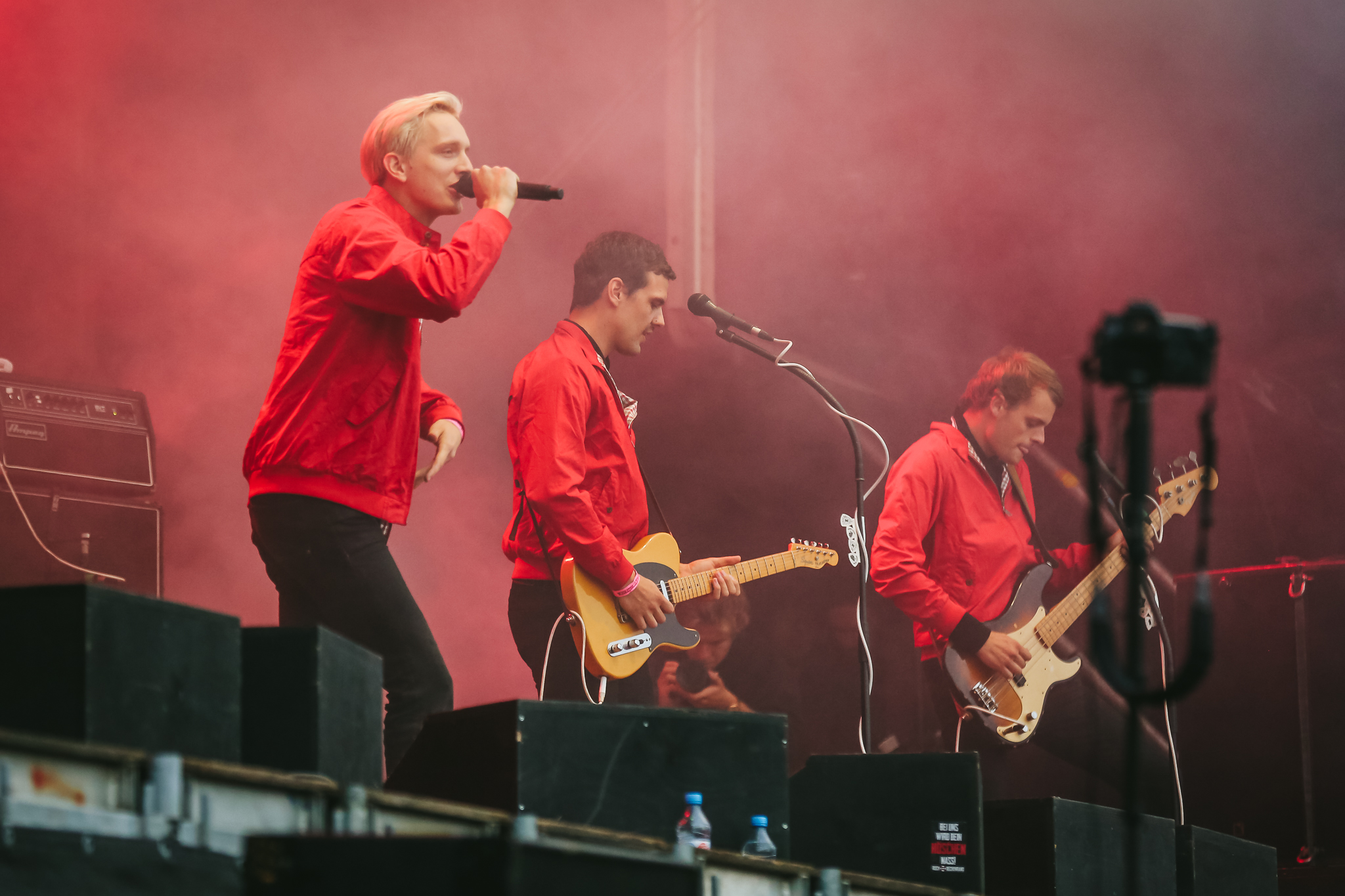
Chemnitzer Band Kraftklub beim Protest-Konzert am 3. September 2018

Als Reaktion auf die Ereignisse und als Protest gegen die rechtsextremen Ausschreitungen fand am 3. September 2018 ein Openair-Konzert unter dem Motto „Wir sind mehr“ bekannter Bands wie den Toten Hosen und Kraftklub mit geschätzten 65.000 Besuchern statt.

## Eingemeindungen

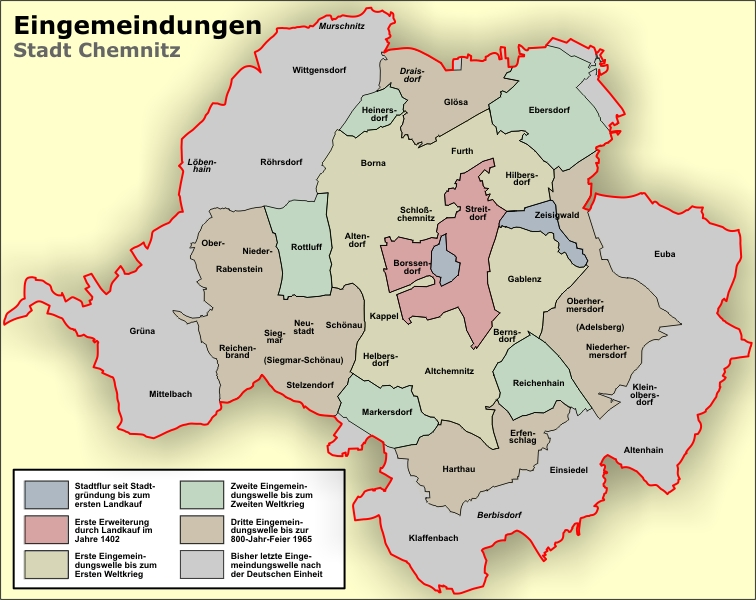
Eingemeindungen nach Chemnitz

Eine erste Erweiterung der Fluren der Stadt Chemnitz erfolgte bereits im Jahr 1402 mit dem Kauf der damaligen Klosterdörfer Borssendorf und Streitdorf sowie Teilen der Klosterdörfer Bernsdorf, Gablenz und Kappel. Streitdorf und Borssendorf gelten als Wüstung. Borssendorf (auch Borstendorf) war eine Ansiedlung zwischen Chemnitz und Altendorf, an sie erinnert die heutige Borssendorfstraße im Stadtteil Kaßberg. 1548 findet sich noch eine Erwähnung als Borstenanger, 1590 als Borsten. Streitdorf lag nördlich der damaligen Stadt Chemnitz in Richtung des Dorfes Furth, in West-Ost-Richtung lag es zwischen dem Kloster und Hilbersdorf. Es läge etwa im Bereich des Zöllnerplatzes. Nach 1492 wurde das Dorf kaum noch erwähnt.
Im 19. Jahrhundert erlebten Chemnitz und die umliegenden Gemeinden durch die Industrialisierung einen rasanten industriellen Aufschwung, jedoch siedelten sich die Fabriken und Manufakturen zumeist aus Platz- und Steuergründen außerhalb der Stadt an. Schon bald gab es die ersten Vorschläge der umliegenden Gemeinden, aus wirtschaftlichen Gründen nach Chemnitz eingemeindet zu werden. Abgesehen von der Eingemeindung der Niklasgasse 1844 begann der Eingemeindungsprozess 1880 mit dem Zusammenschluss mit Schloßchemnitz. Bis einschließlich 1900 wurden die stark industriell geprägten Gemeinden Altchemnitz, Altendorf, Gablenz und Kappel nach Chemnitz eingemeindet. Weitere Gemeinden, Borna und Hilbersdorf, folgten bis 1914 teils aus wirtschaftlichen Aspekten, als auch zur Nutzung von Siedlungsraum für die nach Chemnitz zugezogenen Arbeiter.

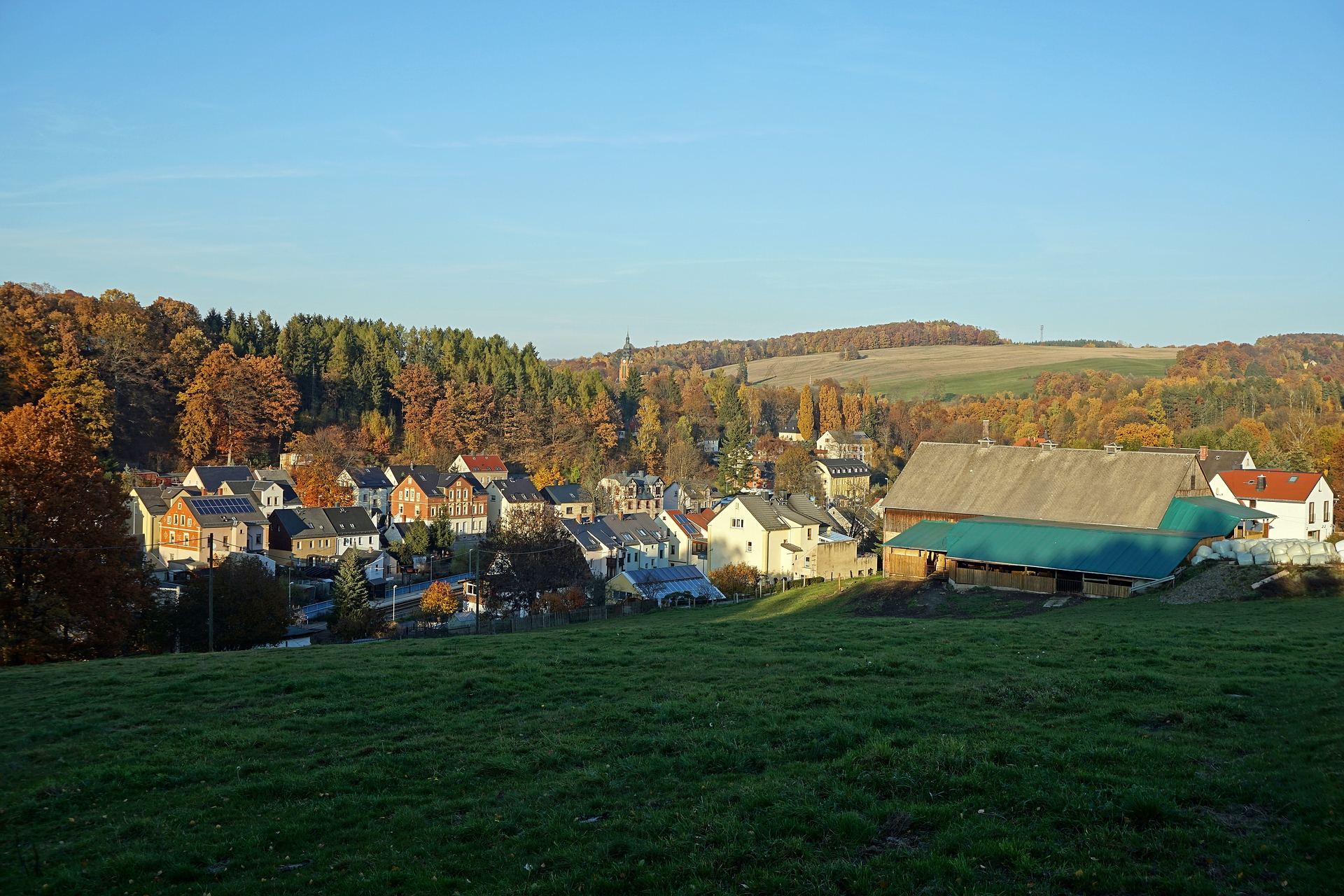
Blick in den 1950 nach Chemnitz eingemeindeten Stadtteil Harthau

Die westlich von Chemnitz gelegenen, ebenso industriell erstarkten Gemeinden Schönau, Siegmar und Rottluff lehnten grundsätzlich die Verschmelzung mit der Stadt ab. Letztere wurde jedoch in der nächsten Eingemeindungswelle vor dem Zweiten Weltkrieg zusammen mit Ebersdorf und Markersdorf eingemeindet. Erst nach der Gründung der DDR wurden auf Beschluss Siegmar und Schönau, inzwischen zur Stadt Siegmar-Schönau erhoben, zusammen mit weiteren rings um Chemnitz gelegenen Gemeinden mit Chemnitz verschmolzen. Danach gab es nur geringfügige Grenzverschiebungen, darunter die Einziehung eines Territoriums von Neukirchen für die Errichtung des „Fritz-Heckert-Gebiets“ im heutigen Hutholz.
Nach der Wiedererrichtung des Freistaates Sachsen 1990 wurde der Bezirk Chemnitz aufgelöst. Im Rahmen der Kreisgebietsreform 1994 wurde ein Teil der Städte und Gemeinden des Landkreises Chemnitz in den neuen Landkreis Chemnitzer Land eingegliedert. Der andere Teil ging im Landkreis Mittweida auf, einige Gemeinden kamen zum Mittleren Erzgebirgskreis und zum Landkreis Stollberg. Seit längerem gibt es Bestrebungen, die Gemeinde Neukirchen nach Chemnitz einzugliedern. Dies scheiterte bislang am Widerstand des einstigen Landkreises Stollberg und der Gemeinde Neukirchen selbst. Chemnitz selbst blieb kreisfreie Stadt.
Die bisher letzte Eingemeindungswelle erfolgte von 1994 bis 1999, in der unter anderem Einsiedel, Klaffenbach, Röhrsdorf, Wittgensdorf, Mittelbach und Grüna in die Stadt einbezogen wurden. Betrug Ende des Jahres 1993 die Größe von Chemnitz noch 129,75 Quadratkilometer, erreichte sie Anfang 1997 175,67 Quadratkilometer und am 1. Januar 1999 schon 220,85 Quadratkilometer. Chemnitz zählt nach diesen umfangreichen Eingemeindungen zu den flächengrößten Städten Deutschlands.

## Bevölkerung

### Einwohnerentwicklung und Demographie

Einwohnerentwicklung von Chemnitz von 1871 bis 2018

Einwohnerdichte der einzelnen Stadtteile

Im Jahr 1883 wurde Chemnitz mit über 100.000 Einwohnern die 15. Großstadt Deutschlands und erreichte 1930 mit einer Einwohnerzahl von über 360.000 ihren bisherigen Bevölkerungshöchststand. Bedingt durch die Wirren des Krieges sank die Einwohnerzahl bis 1945 kurzzeitig auf unter 250 000, stieg in den folgenden Jahrzehnten – bis zur Wende 1989 – wieder um ein Viertel. Seitdem ist die Stadt von Bevölkerungsrückgang betroffen. So verlor die Stadt – gemessen am gegenwärtigen Gebietsstand – seit 1990 mehr als 20 % ihrer Einwohner. Trotz zahlreicher Eingemeindungen in den 1990er-Jahren konnte der negative Bevölkerungstrend nur kurzzeitig gestoppt werden. Die Einwohnerzahl der Stadt fiel im Dezember 2003 unter 250.000, bis 2011 auf rund 240.000. Bis 2015 stieg sie auf über 248.000. Am 30. November 2019 lag sie bei 246.550. Zum 30. April 2020 lag die Einwohnerzahl bei 245.769.
Laut Zensus 2022 hatte Chemnitz am 15. Mai 2022 240.078 Einwohner. Am 9. Mai 2011 waren es gemäß Zensus 2011 noch 240.253 Einwohner. Trotz einer Verdreifachung des Ausländeranteils von 2,9 % auf 9,8 % in 11 Jahren hat Chemnitz im gleichen Zeitraum rund 175 Einwohner verloren.

### Sprache
In Chemnitz wird ein meißnischer Großstadt-Dialekt gesprochen, der Einflüsse aus dem Vorerzgebirgischen aufweist. Neben dem bereits dort beschriebenen no’r wird in Chemnitz häufig hier (sächsisch hioorr) als Füllwort verwendet. Zu DDR-Zeiten wurde deshalb Chemnitz als die Stadt mit den drei „o“ bezeichnet (Korl-Morx-Stodt).

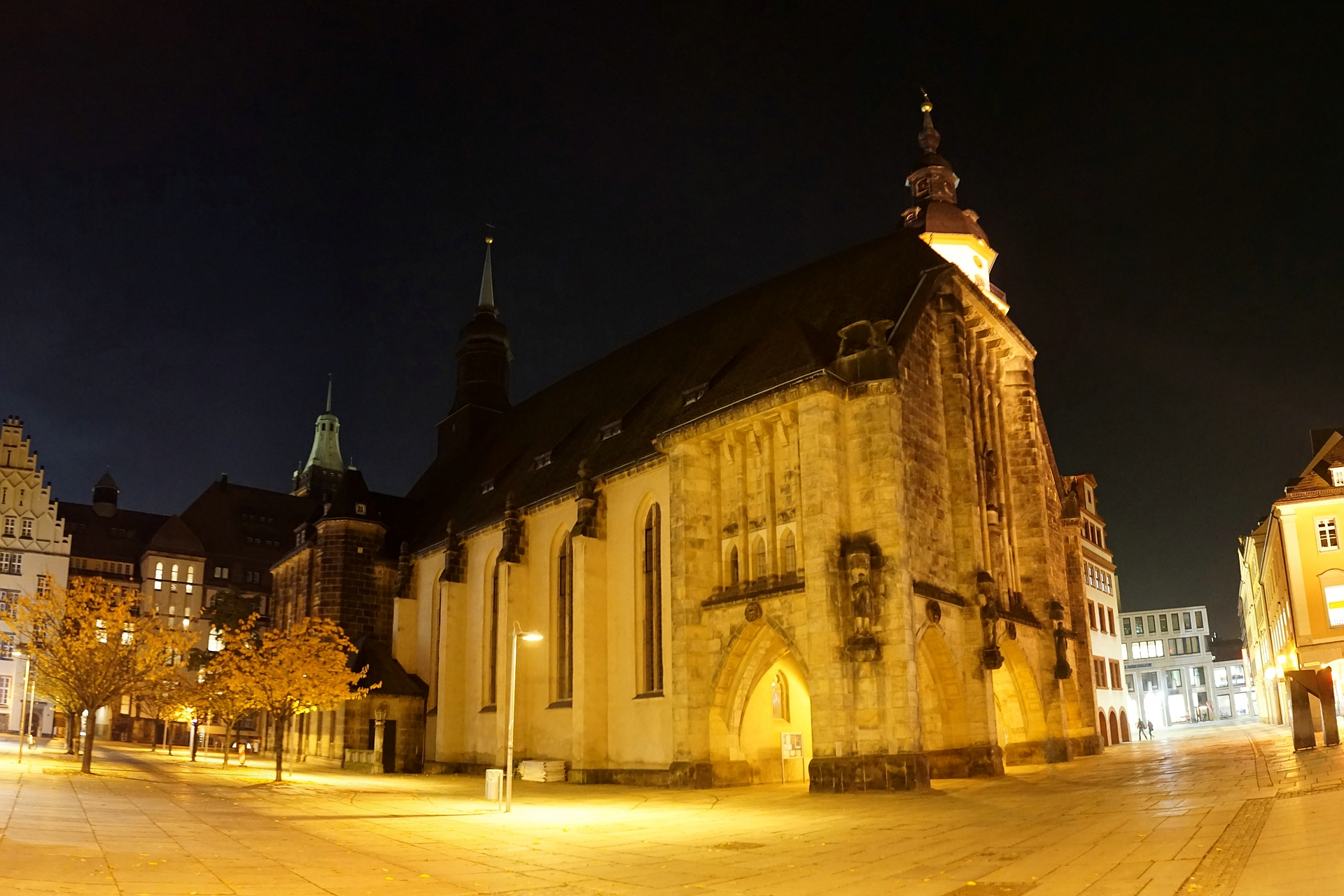
Evangelische Stadtkirche St. Jakobi in unmittelbarer Nähe zum Alten und Neuen Rathaus

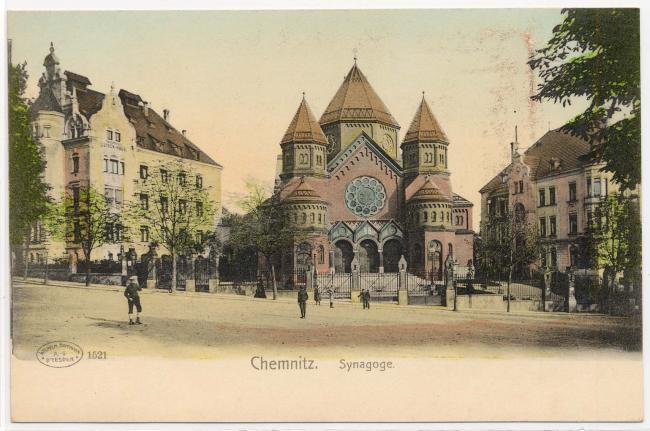
Die alte Synagoge am Stephanplatz um 1910

### Religionen

#### Christentum
Die Bevölkerung der Stadt Chemnitz gehörte anfangs zum Bistum Meißen. Die Stadt war bereits ab 1254 Sitz eines Archidiakonats. Ab 1313 war der jeweilige Abt des Benediktinerklosters der Archidiakon. 1539 wurde die Reformation eingeführt und mit dem Pfarrer in St. Jacobi eine Superintendentur verbunden. 1540 wurden die noch bestehenden Klöster aufgehoben. Danach war Chemnitz über viele Jahrhunderte eine überwiegend protestantische Stadt. Vorherrschend war das lutherische Bekenntnis, doch kamen im 16. Jahrhundert reformierte Bestrebungen auf, die sich jedoch nicht durchsetzen konnten. Chemnitz blieb innerhalb Sachsens stets Sitz einer Superintendentur. Dieser Verwaltungsbezirk wird als Kirchenbezirk genannt. Die Kirchengemeinden der Stadt gehören alle zu diesem Kirchenbezirk innerhalb der Region Chemnitz der Evangelisch-Lutherischen Landeskirche Sachsens. Der Kirchenbezirk Chemnitz umfasst auch Gemeinden außerhalb der Stadt Chemnitz. Innerhalb der Evangelischen Landeskirche gibt es in Chemnitz eine Landeskirchliche Gemeinschaft.
Darüber hinaus gibt es eine evangelisch-reformierte Gemeinde. Diese gehört zur Evangelisch-reformierten Kirche mit Sitz in Leer.
Im 19. Jahrhundert zogen wieder Katholiken in die Stadt. Diese gründeten alsbald eine eigene Pfarrgemeinde. Wie alle Katholiken im damaligen Königreich Sachsen gehörte die Gemeinde in Chemnitz zum Apostolischen Vikariat mit Sitz in Dresden, das seit 1743 zuständiger Verwaltungsbezirk in der Nachfolge des in der Reformationszeit aufgelösten Bistums Meißen war. Aus diesem Verwaltungsbezirk entstand 1921 (wieder) das Bistum Meißen, seit 1980 Bistum Dresden-Meißen, das zur Kirchenprovinz Berlin (Erzbistum Berlin) gehört. Innerhalb des Bistums Meißen wurde das Dekanat Chemnitz errichtet, zu dem neben den katholischen Kirchen von Chemnitz auch Pfarrgemeinden außerhalb von Chemnitz gehören.
Neben diesen Kirchen können viele Gemeinden verschiedener Freikirchen auf ein langes Wirken in Chemnitz zurückblicken. Darunter befinden sich eine Gemeinde der Evangelisch-Lutherischen Freikirche, die Elim-Gemeinde (Mitglied im Bund Freikirchlicher Pfingstgemeinden), zwei Gemeinden im Bund Evangelisch-Freikirchlicher Gemeinden – eine Baptistengemeinde sowie eine Brüdergemeinde –, die Heilsarmee, zwei evangelisch-methodistische Gemeinden sowie ein in der Evangelisch-methodistischen Kirche beheimatetes Klinikum (Bethanien). Ferner gibt es eine Gemeinde der Siebenten-Tags-Adventisten, der Neuapostolischen Kirche und eine Freie evangelische Gemeinde.
Außerdem gibt es 12 Gemeinden der Zeugen Jehovas.

#### Judentum und Islam
Das Leben der Stadt Chemnitz wurde durch eine in der zweiten Hälfte des 19. Jahrhunderts entstandene, lebendige jüdische Gemeinde stark geprägt. Im Jahr 1879 fand die erste Bestattung auf dem jüdischen Friedhof im Stadtteil Altendorf statt, und 1899 konnte die erste Chemnitzer Synagoge am Stephanplatz eingeweiht werden. Um 1923 erreichte die jüdische Gemeinde mit 3.500 Mitgliedern ihren bisherigen Höchststand. Es gab 26 jüdische Vereine, und jeder dritte der 600 Chemnitzer Fabrikanten, jeder zehnte Arzt sowie viele Künstler waren Juden. In der Pogromnacht vom 9. zum 10. November 1938 wurde die Synagoge zerstört. Viele jüdische Bürger verloren durch den Nazi-Terror ihr Leben oder mussten fliehen.

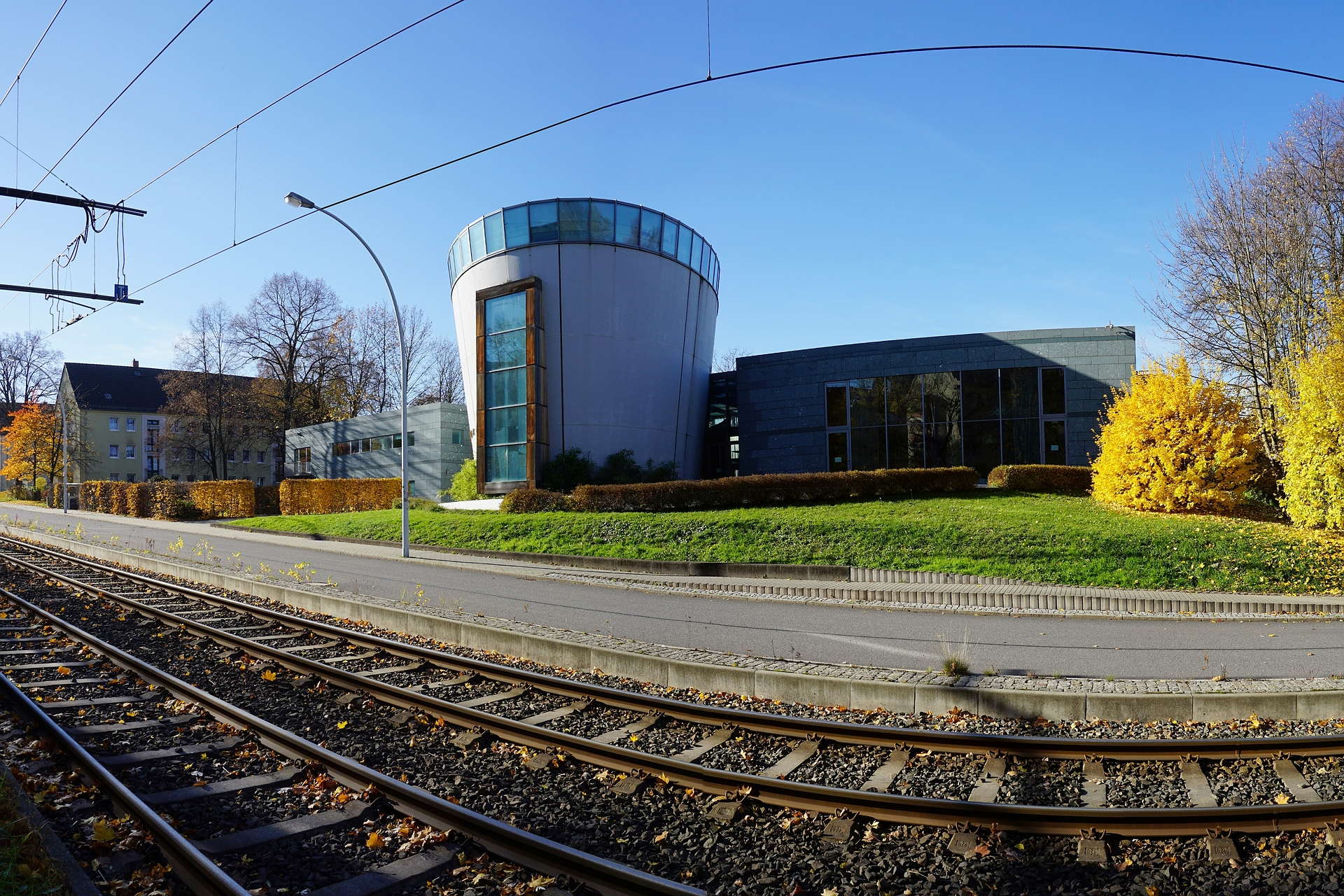
Neue Synagoge an der Stollberger Straße

Ab 1945 gab es nur noch eine winzige Gemeinde, 1957 mit gerade noch 35 Mitgliedern. 1961 erhielt sie ein Gemeindehaus auf der Stollberger Straße 28. 1989 war die Gemeinde auf zwölf Personen geschrumpft. Nach der Deutschen Wiedervereinigung stieg die Zahl durch Zuwanderung aus GUS-Ländern auf etwa 650 Mitglieder. Im Jahr 2002 wurde eine neue Synagoge geweiht. Seit dem 6. September 2015 hat die jüdische Gemeinde von Chemnitz mit Jakov Pertsovsky erstmals seit 1938 wieder einen eigenen Rabbiner.
In Chemnitz existiert zudem eine muslimische Gemeinde, deren Gebetsräume sich im Stadtteil Zentrum befinden.

#### Konfessionsstatistik
Gemäß dem Zensus 2011 waren 11,9 % der Einwohner evangelisch und 2,1 % römisch-katholisch. 85 % waren konfessionslos, gehörten einer anderen Glaubensgemeinschaft an oder machten keine Angabe. Jahresende 2022 waren von den 248.864 Einwohnern 10,2 % evangelisch, 2,2 % römisch-katholisch. 87,6 % waren konfessionslos oder gehörten einen anderen Glaubensgemeinschaft an. Einer Abnahme der Zahl der Protestanten steht eine geringfügige Zunahme der Zahl der Katholiken gegenüber. Am Stichtag 31. Dezember 2023 waren nach Recherchen der Forschungsgruppe Weltanschauungen in Deutschland 9,8 % der Einwohner evangelisch, 2,2 % römisch-katholisch und 88,0 % waren konfessionsfrei oder gehörten einer sonstigen Religionsgemeinschaft an.

## Politik

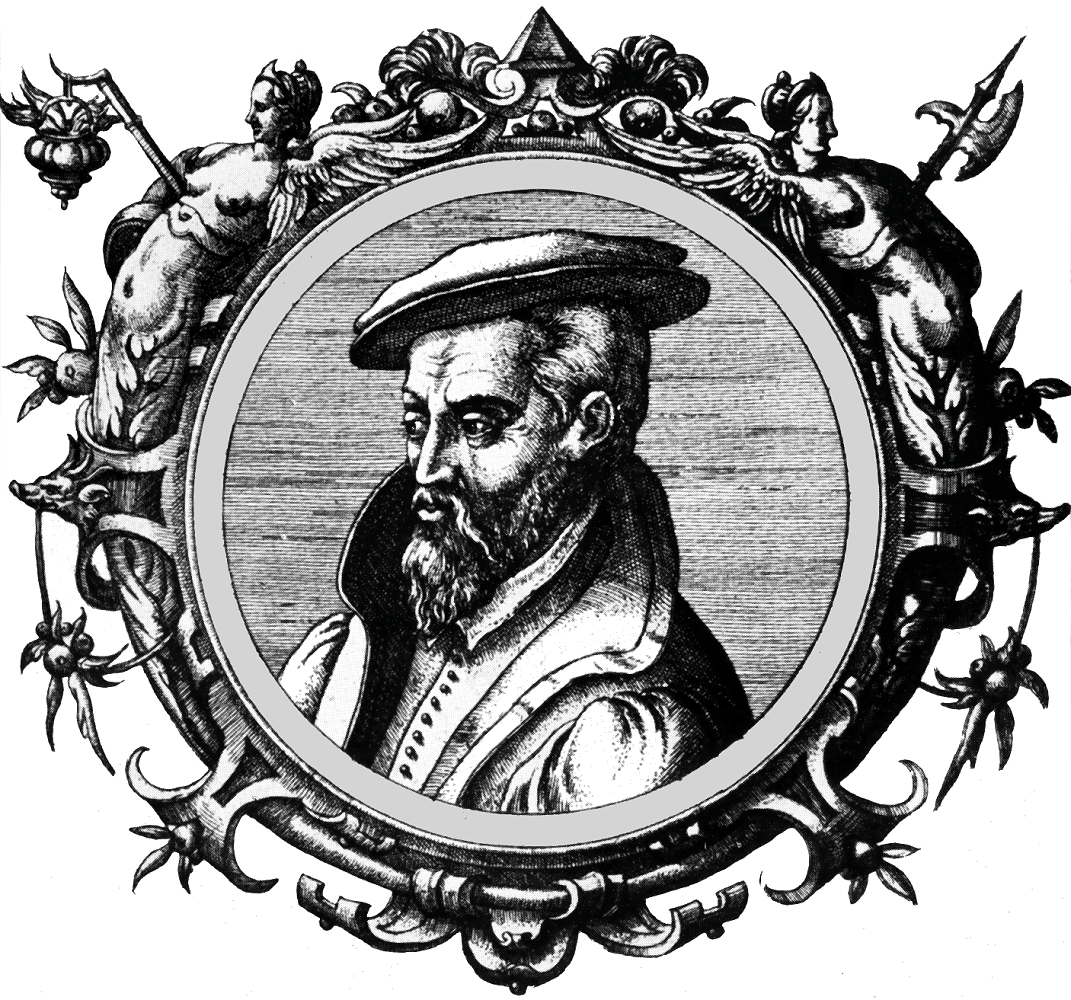
Georgius Agricola (1494–1555)

Im Jahre 1298 ist für Chemnitz bereits ein Bürgermeister und ein Rat bezeugt, die beide an der Spitze der Stadtverwaltung standen. Im 14. Jahrhundert hatte der Rat mit dem Bürgermeister insgesamt zwölf Mitglieder. Ab 1415 gab es drei Räte, der „alte Rat“ (vom Vorjahr), der „neue Rat“ und der „ruhende Rat“, wobei der alte und neue Rat zusammen den „voll sitzenden Rat“ ergaben. Ihm stand der Bürgermeister vor. Nach dem Dreißigjährigen Krieg gab es nur noch ein Ratskollegium. 1831 wurde eine neue Städteordnung eingeführt. Danach wählten die Bürger ihre Vertretung, die ihrerseits den Bürgermeister und die besoldeten Stadträte wählte. Mit dem Ausscheiden der Stadt Chemnitz aus der Amtshauptmannschaft 1874 erhielt der Bürgermeister den Titel Oberbürgermeister. Bekannte Bürgermeister aus der Zeit vor 1874 waren Ulrich Schütz (um 1500), Georgius Agricola (1546, 1547, 1551 und 1553), Paul Neefe (1556), Atlas Crusius (1663–1675), Christian Friedrich Wehner (1831–1846) sowie Johannes Friedrich Müller (1848–1873).
Während der Zeit des Nationalsozialismus wurde der Oberbürgermeister von der NSDAP eingesetzt. Kurz nach dem Zweiten Weltkrieg setzte die sowjetische Besatzungsmacht den „Rat der Stadt“ beziehungsweise die Stadtverordnetenversammlung ein. In der DDR fanden Wahlen statt, bei denen es oft keine echte Möglichkeit der Auswahl gab. Es wurde starker direkter und indirekter Druck auf nicht linienkonforme Teile der Bevölkerung ausgeübt, die Wahlen waren nicht frei und unabhängig.
Nach dem Beitritt der DDR zur Bundesrepublik Deutschland wurde das zunächst als Stadtverordnetenversammlung, nunmehr als Stadtrat bezeichnete Gremium, wieder frei gewählt. Vorsitzender dieses Gremiums war zunächst ein besonderer Vorsitzender (ab 1990 Reinhold Breede, CDU). Der Oberbürgermeister ist Vorsitzender des Stadtrats. Der Stadtrat wählte anfangs den Oberbürgermeister. Seit 1994 wird der Oberbürgermeister jedoch direkt von den Bürgern der Stadt gewählt.

### Oberbürgermeister

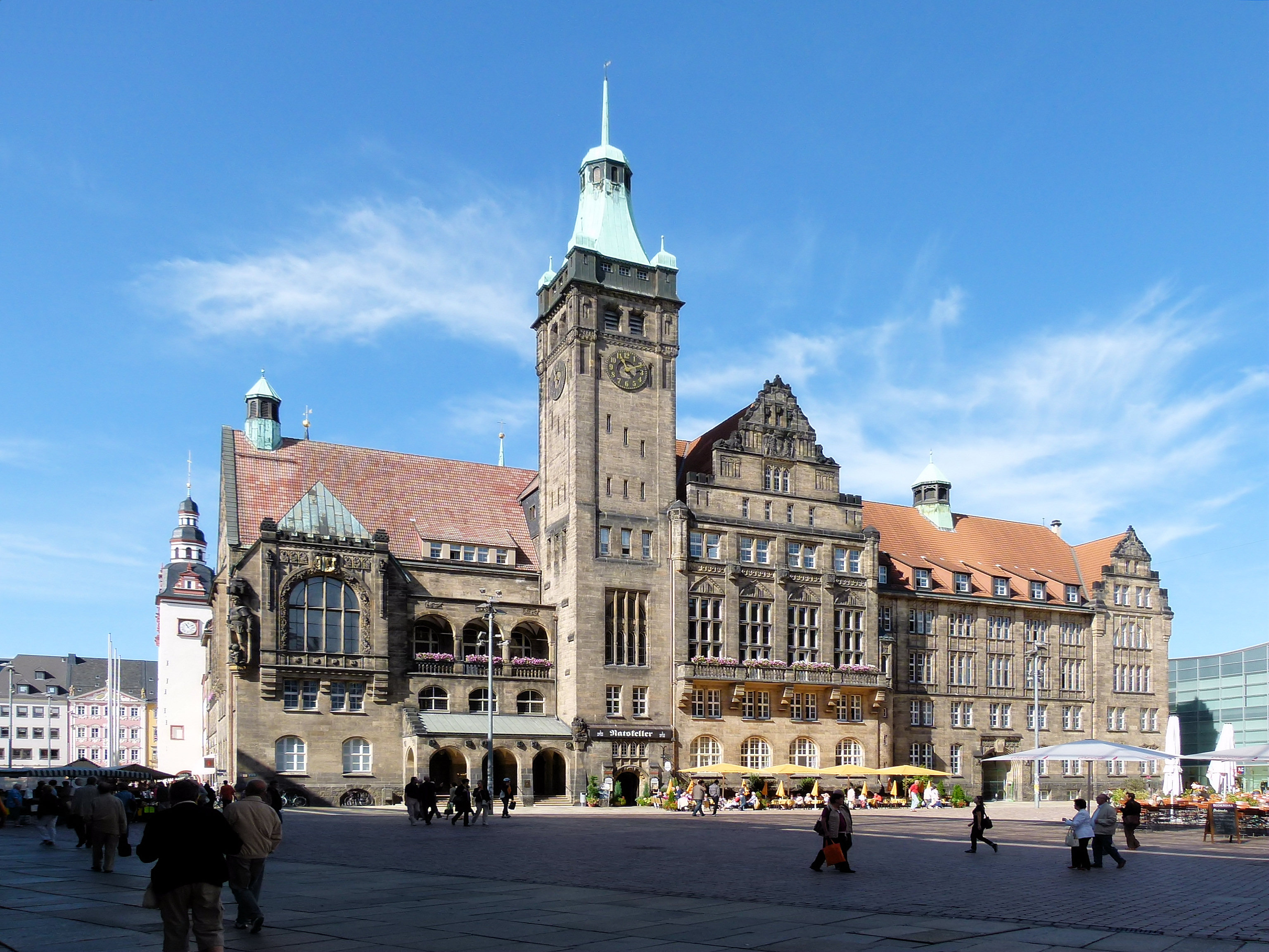
Das Neue Rathaus Chemnitz ist der Amtssitz des Oberbürgermeisters der Stadt Chemnitz und der Hauptsitz der Stadtverwaltung Chemnitz.

#### Liste der Oberbürgermeister seit 1874
- 1874–1896: Wilhelm André
- 1896–1908: Heinrich Gustav von Beck
- 1908–1917: Heinrich Sturm
- 1917–1930: Johannes Hübschmann (DVP)
- 1930–1933: Walter Arlart
- 1933–1936: Otto Härtwig (amtierend)
- 1936–1938: Walter Schmidt (amtierend, NSDAP)
- 1938–1945: Walter Schmidt
- 1945–0000: Ernst Ring
- 1945–0000: Fritz Gleibe
- 1945–0000: Heinrich Engelke (amtierend)
- 1945–0000: Kurt Wuthenau
- 1945–1952: Max Müller (SED)
- 1952–1960: Kurt Berthel (SED)
- 1960–1961: Fritz Scheller (SED)
- 1961–1986: Kurt Müller (SED)
- 1986–1990: Eberhard Langer (SED)
- 1990–1991: Dieter Noll (CDU)
- 1991–1993: Joachim Pilz (CDU)
- 1993–2006: Peter Seifert (SPD)
- 2006–2020: Barbara Ludwig (SPD)
- seit 2020: Sven Schulze (SPD)

Nachdem Peter Seifert im Frühjahr 2006 seinen Rücktritt zum 31. Juli 2006 aus Altersgründen angekündigt hatte, fand am 11. Juni 2006 die erste Runde der Neuwahl des Stadtoberhauptes statt, bei der kein Kandidat die erforderliche absolute Mehrheit der Stimmen erreichen konnte. Die zweite Runde gewann am 25. Juni 2006 Barbara Ludwig (SPD) mit 49,65 % der abgegebenen Stimmen. Sie konnte jedoch zunächst das Amt des Oberbürgermeisters nicht antreten, da eine Klage gegen die Wahlumstände vorlag. So wurde sie im September 2006 vom Stadtrat zunächst zur Amtsverweserin gewählt, die den Titel Oberbürgermeisterin führt. Die Vereidigung als gewählte Oberbürgermeisterin erfolgte erst nach Beendigung des juristischen Verfahrens zum 18. Juli 2007. Die Zeit als Amtsverweserin wird auf die Wahlperiode der Oberbürgermeisterin angerechnet. Im November 2020 wurde Sven Schulze zum Amtsverweser gewählt, da gegen seine Wahl als Oberbürgermeister drei Wahlanfechtungen eingereicht wurden. Er hatte den zweiten Wahlgang der Oberbürgermeisterwahl am 11. Oktober 2020 mit der relativen Mehrheit der Stimmen gewonnen. Nachdem die Oberbürgermeisterwahl rechtskräftig geworden ist, erklärte Sven Schulze das Amt des Oberbürgermeisters am 12. März 2021 offiziell anzutreten.
| Kandidat               | erster Wahlgang   | erster Wahlgang | zweiter Wahlgang  | zweiter Wahlgang | Politische Unterstützung |
| Kandidat               | Stimmen (absolut) | Stimmen (%)     | Stimmen (absolut) | Stimmen (%)      | Politische Unterstützung |
| ---------------------- | ----------------- | --------------- | ----------------- | ---------------- | ------------------------ |
| Sven Schulze           | 22.241            | 23,1            | 31.749            | 34,9             | SPD, FDP                 |
| Almut Patt             | 20.630            | 21,4            | 20.047            | 22,0             | CDU                      |
| Susanne Schaper        | 14.584            | 15,1            | 14.668            | 16,1             | Die Linke                |
| Ulrich Oehme           | 11.731            | 12,2            | 12.034            | 13,2             | AfD                      |
| Lars Faßmann           | 11.470            | 11,9            | 12.515            | 13,8             | Einzelbewerber           |
| Volkmar Zschocke       | 06.811            | 07,1            | n.k.              | n.k.             | Grüne                    |
| Martin Kohlmann        | 04.040            | 04,2            | n.k.              | n.k.             | Pro Chemnitz/DSU         |
| Jens Eberlein          | 03.394            | 03,5            | n.k.              | n.k.             | Freie Wähler             |
| Paul Vogel             | 01.527            | 01,6            | n.k.              | n.k.             | Die PARTEI               |
| Wähler/Wahlbeteiligung | 96.917            | 49,7            | 91.302            | 46,9             |                          |
| Gültige Stimmen        | 96.428            | 99,5            | 91.017            | 99,7             |                          |
| Ungültige Stimmen      | 00.489            | 00,5            | 00.285            | 00,3             |                          |

### Stadtrat

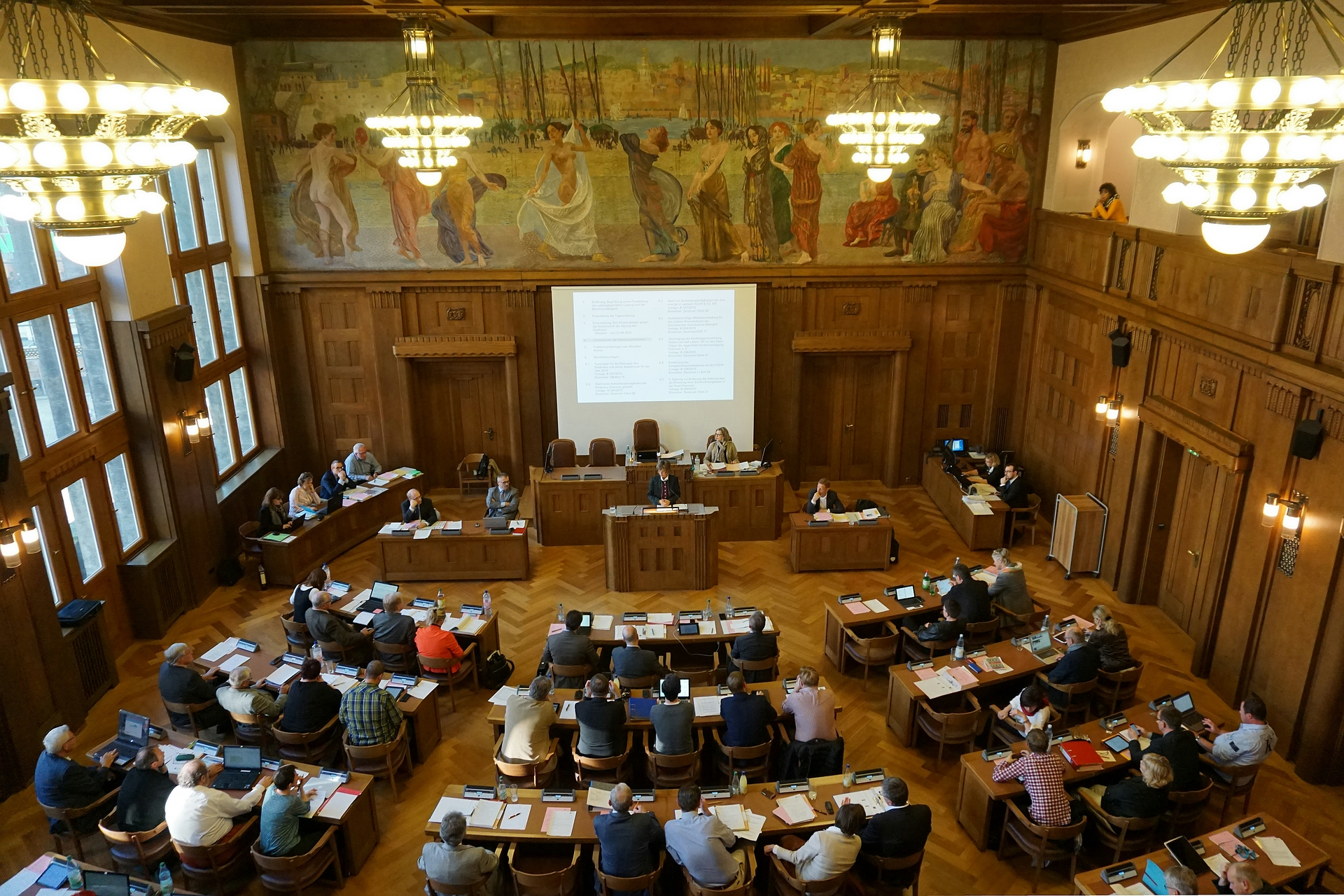
Tagung des Chemnitzer Stadtrates im historischen Ratssaal der Stadt Chemnitz

Die Zusammensetzung des Chemnitzer Stadtrates zeichnet sich durch ein breites parteipolitisches Spektrum aus, das auch Parteien der politischen Ränder umfasst.
Durch Fraktionswechsel zweier Stadträte änderten sich nach der Wahl 2004 die Fraktionen: Zunächst hatte die FDP vier, die Fraktion Perspektive Chemnitz drei Sitze. Als ein Stadtrat kurz danach zur FDP wechselte, gewann diese einen Sitz; der Fraktion Perspektive Chemnitz blieben zwei Räte. Ein Stadtrat verließ die Fraktion der Republikaner, so dass dieser statt ursprünglich fünf vier Sitze blieben. Im Juni 2008 verließ der Abgeordnete Paus die Fraktion der CDU, da diese sich bei der Wahl des Rechtsdezernenten nach seiner Auffassung mit der Fraktion DIE LINKE abgesprochen habe. Der Stadtrat hatte daher bis Juni 2009 zwei fraktionslose Mitglieder.
Bei der Wahl 2009 hatte die Fraktion der FDP zunächst sieben Sitze erreicht. Da zwischen den Wählervereinigungen Liste C, Perspektive und Volkssolidarität keine Bürgerfraktion zustande kam, wechselten die Stadträte der Liste C und der Perspektive zur FDP. Im September 2010 wechselte der Stadtrat Hans-Peter Lohse erneut, diesmal zur CDU; nun hatte die Fraktion der FDP acht und die der CDU 15 Sitze. Im Juni 2010 wechselte eine auf der Liste der Volkssolidarität gewählte Stadträtin zur Fraktion der SPD.
| Wahl des Chemnitzer Stadtrats 2024Wahlbeteiligung: 65,4 % (2019: 61,3 %) %3020100 24,321,315,012,47,67,34,93,62,90,7keine AfDCDUBSWSPDLinkeGrüneFSgFDPPARTEIBBSjSonst.Gewinne und Verlusteim Vergleich zu 2019 %p 16 14 12 10 8 6 4 2 0 −2 −4 −6 −8−10+6,4+1,3+15,0+0,8−9,1−4,2−2,8−3,8−0,1+0,7−4,2AfDCDUBSWSPDLinkeGrüneFSFDPPARTEIBBSSonst.Anmerkungen:g Bürgerbewegung Pro Chemnitz. und Freie Sachsenj Bürgerbündnis Solidarität | Chemnitzer Stadtrat (Stand: Wahl 2024)Insgesamt 59 Sitze - BSW: 8 - Linke: 5 - PARTEI: 2 - Grüne: 4 - SPD: 7 - FDP: 2 - CDU: 13 - AfD: 15 - Pro C/FS: 3 Ein BSW-Sitz bleibt mangels Kandidaten unbesetzt. Der Stadtrat verkleinert sich auf 59 Sitze. | Fraktionen (Stand: 19. August 2025)Insgesamt 59 Sitze - fraktionslos: 14 - BSW: 8 - Linke: 5 - Grüne: 4 - SPD: 7 - CDU/FDP: 15 - AfD: 3 - Pro C/FS: 3 fraktionslos: 2 PARTEI, 12 ehemals AfD Ein BSW-Sitz bleibt mangels Kandidaten unbesetzt. Der Stadtrat verkleinert sich auf 59 Sitze. |

#### Die Sitzverteilung im Stadtrat seit 1990
| Stadtratswahl                     | 26. Mai 2019 | 25. Mai 2014 | 7. Juni 2009 | 13. Juni 2004 | 14. Juni 1999 | 12. Juni 1994 | 6. Mai 1990 |
| --------------------------------- | ------------ | ------------ | ------------ | ------------- | ------------- | ------------- | ----------- |
| CDU                               | 13           | 15           | 15 (14)      | 13 (14)       | 21            | 15            | 29          |
| AfD                               | 11           | 3            | –            | –             | –             | –             | –           |
| Die Linke (bis 2004: PDS)         | 10           | 15           | 14           | 15            | 16            | 13            | 13          |
| SPD                               | 7            | 12           | 14 (13)      | 10            | 18            | 21            | 14          |
| Grüne                             | 7            | 5            | 4            | 3             | 2             | 6             | –           |
| Pro Chemnitz./DSU (bis 2004: REP) | 5            | 3            | 3            | 4 (5)         | 1             | –             | –           |
| FDP                               | 4            | 3            | 8 (7)        | 5 (4)         | 2             | 2             | 2           |
| Die PARTEI                        | 1            | –            | –            | –             | –             | –             | –           |
| Vosi                              | 1            | 2            | 1 (2)        | –             | –             | –             | –           |
| Piraten                           | 1            | 1            | –            | –             | –             | –             | –           |
| NPD                               | –            | 1            | 1            | –             | –             | –             | –           |
| Perspektive Chemnitz              | –            | –            | – (1)        | 2 (3)         | –             | –             | –           |
| Liste C                           | –            | –            | – (1)        | –             | –             | –             | –           |
| Fraktionslose                     | –            | –            | –            | 2 (–)         | –             | –             | –           |
| DSU                               | –            | –            | –            | –             | –             | –             | 5           |
| BFD                               | –            | –            | –            | –             | –             | –             | 4           |
| Grüne Liste                       | –            | –            | –            | –             | –             | –             | 4           |
| Neues Forum                       | –            | –            | –            | –             | –             | –             | 4           |
| DA                                | –            | –            | –            | –             | –             | –             | 1           |
| DFD                               | –            | –            | –            | –             | –             | 2             | 1           |
| DFP                               | –            | –            | –            | –             | –             | –             | 1           |
| UFV                               | –            | –            | –            | –             | –             | –             | 1           |
| Behindertenverband                | –            | –            | –            | –             | –             | –             | 1           |
| Sitze gesamt                      | 60           | 60           | 60           | 54            | 60            | 60            | 80          |
| Wahlbeteiligung in Prozent        | 61,3         | 44,1         | 46,8         | 43,4          | 48,7          | –             | –           |

### Wappen, Flagge und Dienstsiegel

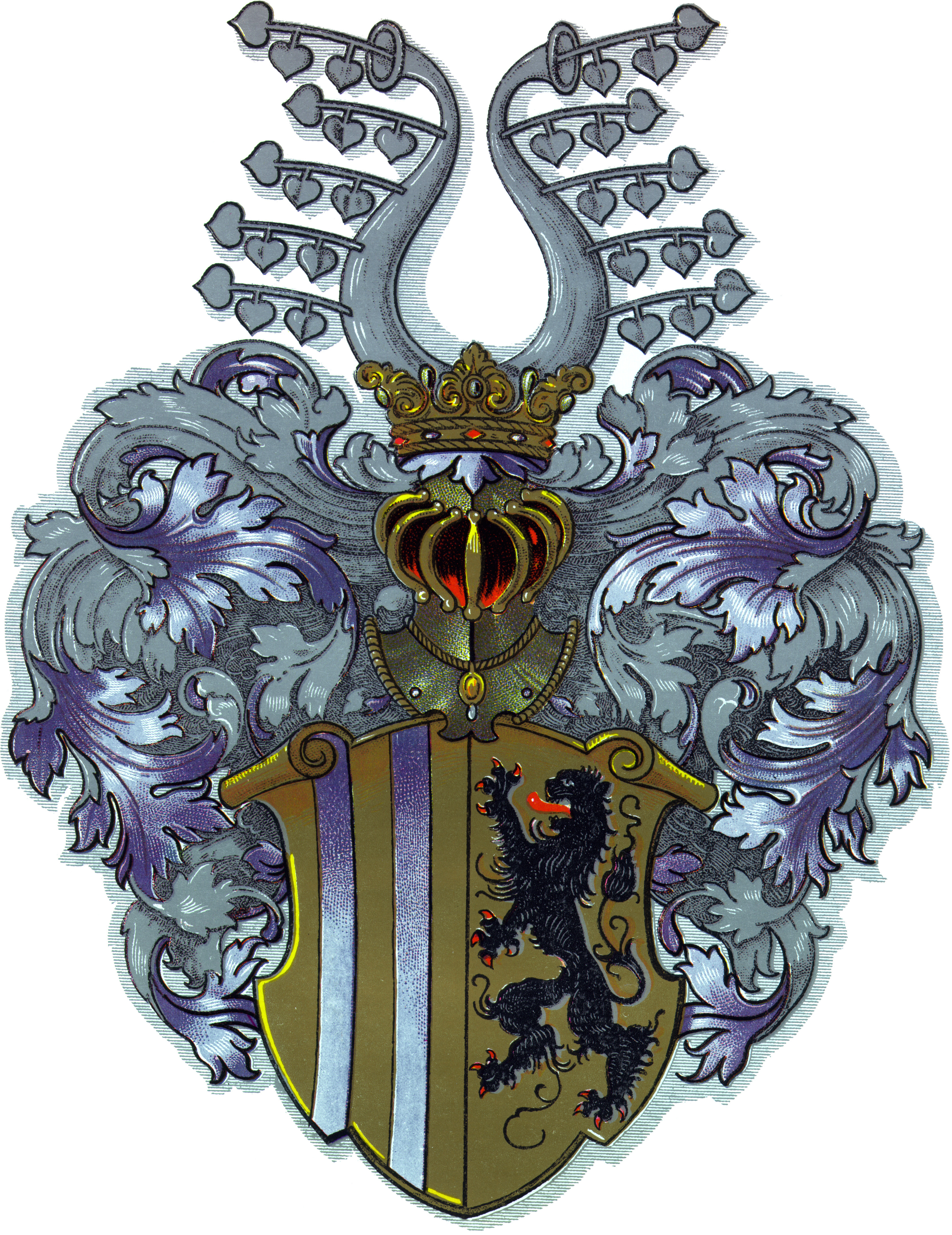
Großes Wappen der Stadt Chemnitz

Die Stadt Chemnitz führt ein Wappen, eine Flagge und ein Dienstsiegel.

Flagge der Stadt Chemnitz

Das Große Wappen der Stadt Chemnitz zeigt im gespaltenen Schild heraldisch rechts in Gold zwei blaue Pfähle, links in Gold einen aufgerichteten, schwarzen, rot bewehrten Löwen (Meißner Löwe). Über dem rot ausgeschlagenen Bügelhelm mit Medaillon und blausilbernen Decken zeigt es eine goldene Krone, daraus wachsend zwei mit Mundlöchern versehene silberne Büffelhörner, beide außen mit je fünf dreiblättrigen silbernen Lindenzweigen besteckt. Als Kleines Wappen wird nur der Schild verwendet. Das Dienstsiegel zeigt das Kleine Wappen der Stadt mit der Umschrift Stadt Chemnitz.
Die Krone weist auf die ehemalige Reichsstadt Chemnitz hin, die von dem aus Bayern stammenden König Ludwig IV. (daher die blausilbernen Farben) 1324 an die sächsischen Fürsten verpfändet und nicht wieder eingelöst wurde. Auf diese Besitzveränderung deuten der Löwe für die Markgrafschaft Meißen und die Landsberger Pfähle für die Mark Landsberg hin. Beide Wappensymbole sind bereits seit dem 15. Jahrhundert in den Siegeln der Stadt nachweisbar (vgl. das Wappen von Leipzig und Dresden). Sie wurden von den Kurfürsten von Sachsen als Herrscher über die Stadt Chemnitz geführt. Seit dem 18. Jahrhundert werden beide Wappensymbole in gespaltenem Schild dargestellt.
Als Flagge führt die Stadt Chemnitz die Farben Blau (oben) und Gold (unten). Diese Stadtfarben, statt Gold häufig Gelb, finden oftmals bei stadteigenen Unternehmen Verwendung.

#### Stadtwappen vor 1904

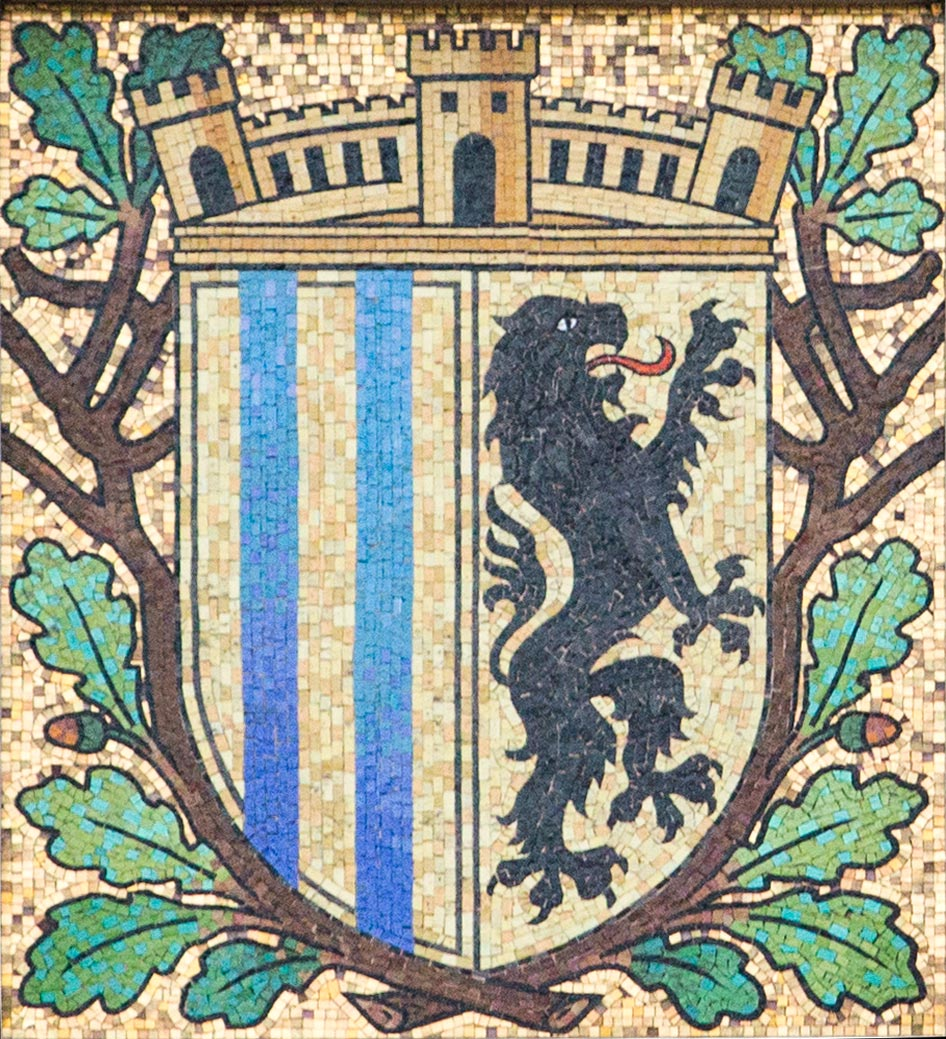
Wappen der Stadt Chemnitz vor 1904

Das Wappen der Stadt, als Reichsstadt, war ein Tor mit drei Türmen, an dem mittleren zwei kaiserliche Adler auf Schilden. Als markgräflich meißnische Stadt drei hinter einer Festungsmauer stehende Türme, mit einem geöffneten Tore, in dem das Brustbild des Apostels Jakobus als Schutzpatron der Stadt in einem Mantel mit dem Stab erscheint. Über dem Tor ein offener Helm, darüber zwei Büffelhörner und an dem mittleren Turm zehn Fähnchen, oben in zwei Schilden rechts zwei Schrägbalken und links der meißnische Löwe. Das kleine Wappen enthält nur die beiden letzten Schilde mit den beiden Schrägbalken (Sachsen) und dem Löwen (das Markgrafthum Meißen) andeutend, oben darüber den Helm und zwei Büffelhörner mit zehn Fähnchen, dreiblättrige Rauten vorstellend.
Letztmals wurde das Chemnitzer Wappen im Jahr 1904 verändert. Im Gegensatz zum bestehenden Wappen sah der Löwe bis 1904 nach außen zum Rand des Schildes.

#### Stadtsignet
Die Stadt hat außer den Wappen, Flagge und Dienstsiegeln in den 1990er-Jahren extra ein Signet in Auftrag gegeben, das von jedem Bürger der Stadt offiziell genutzt werden durfte. Nach Unstimmigkeiten in der Stadtvermarktung wurde das „Chemnitzer Copyright C“ mit einer Kampagne durch das neue Logo „Chemnitz – Stadt der Moderne“ ersetzt.

### Leitsprüche

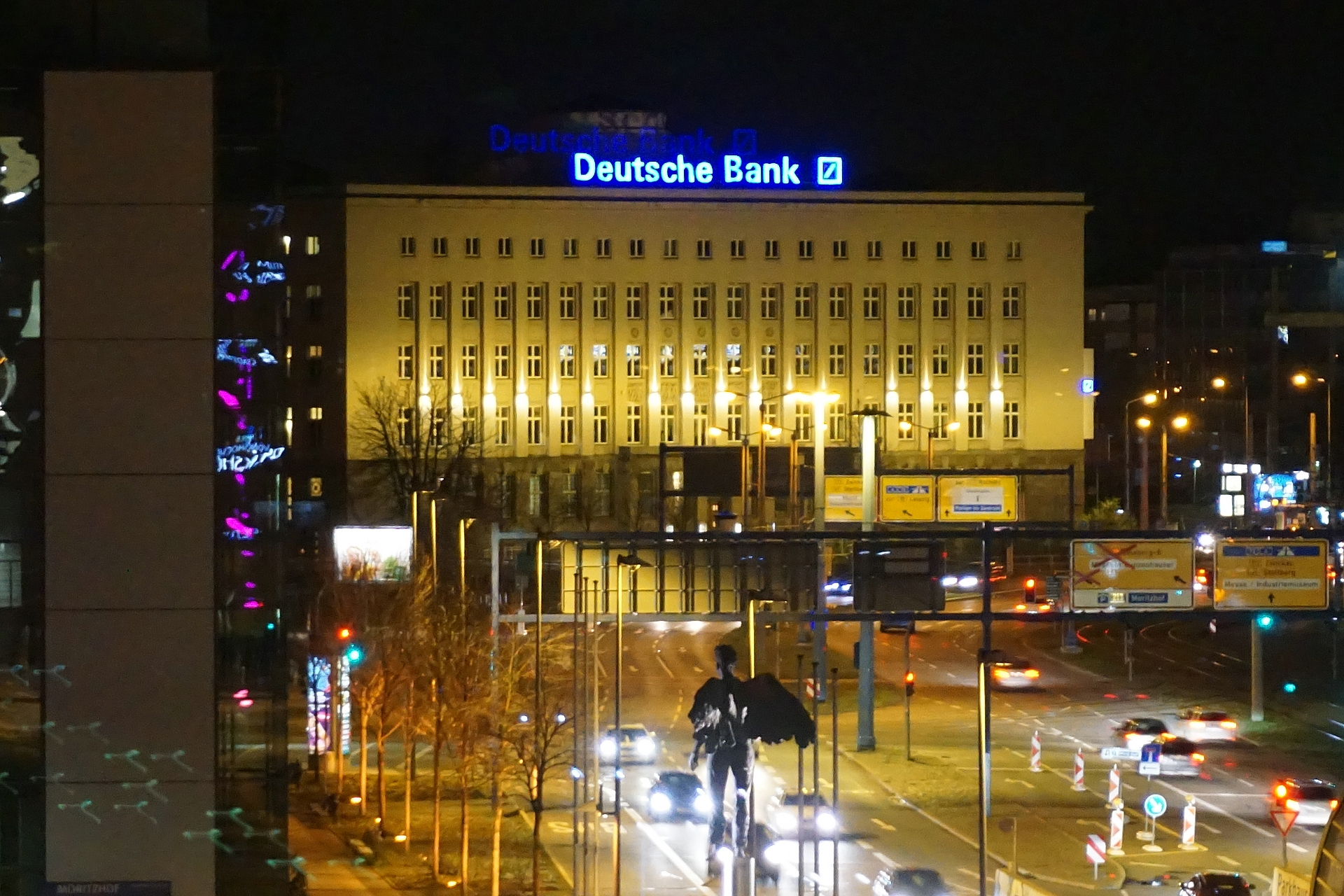
Modernes Bauen in Chemnitz im frühen 20. Jahrhundert: Das nach einem Entwurf des Architekten Erich Basarke von 1921 bis 1926 errichtete Bankgebäude der Deutschen Bank AG am Falkeplatz

Das seit 2007 offiziell verwendete Motto „Stadt der Moderne“ bezieht sich auf das wirtschaftliche Aufstreben der Stadt während der industriellen Moderne und auf die deutlichen Einflüsse der kulturellen und architektonischen Moderne, die sich in der kontrastreichen Architekturlandschaft sowie in der Liste der berühmten Söhne und Töchter widerspiegeln. Weitere Mottos waren bis 2007, auf das Karl-Marx-Monument, die geografische Lage sowie die Innovationskraft der Region anspielend, „Stadt mit Köpfchen“, „Chemnitz – Tor zum Erzgebirge“ und „InnovationsWerkStadt“.

### Musiktitel
Karl-Marx-Stadt wurde zum Leitmotiv mehrerer Musikstücke. Die russische Band Megapolis veröffentlichte 1992 einen Schlager, 2012 folgte Kraftklub mit dem Rap-Song Ich komm aus Karl-Marx-Stadt und 2019 ihr Frontmann Felix Kummer mit der Solosingle 9010 (ehemalige Postleitzahl von Karl-Marx-Stadt).
1997 schrieb Astrid Himmelreich das Chemnitz-Lied. Von Klemmi, Sänger von ROCKWÄRTS, stammt die Rock-Hymne Chemnitz. Hitradio RTL Sachsen veröffentlichte am 19. Dezember 2014 den Sachsenhit: Chemnitz, eine Kontrafaktur von Another One Bites the Dust.

### Städtepartnerschaften
Aktuelle Städtepartnerschaften:
| - Tampere, Finnland (1961) - Ljubljana, Slowenien (1966) - Timbuktu, Mali (1968) - Ústí nad Labem (Aussig), Tschechien (1970) - Łódź (Lodz), Polen (1974) - Mulhouse (Mülhausen), Frankreich (1981) | - Manchester, Vereinigtes Königreich (1983) - Wolgograd, Russland (1988), 2008 erneuert - Düsseldorf, Deutschland (1988) - Akron, Ohio, Vereinigte Staaten (1997) - Taiyuan, Volksrepublik China (1999) - Kirjat Bialik, Israel (2022) |

Vormalige Städtepartnerschaften
- Arras, Frankreich (1967 bis 2021)

Daneben pflegen einzelne Stadtteile Partnerschaften zu weiteren Gemeinden im In- und Ausland. Es bestand eine Partnerschaft mit Irkutsk. Chemnitz ist aktives Mitglied des europäischen Städtenetzwerkes Eurocities.

## Wirtschaft und Infrastruktur

### Chemnitzer Wirtschaft

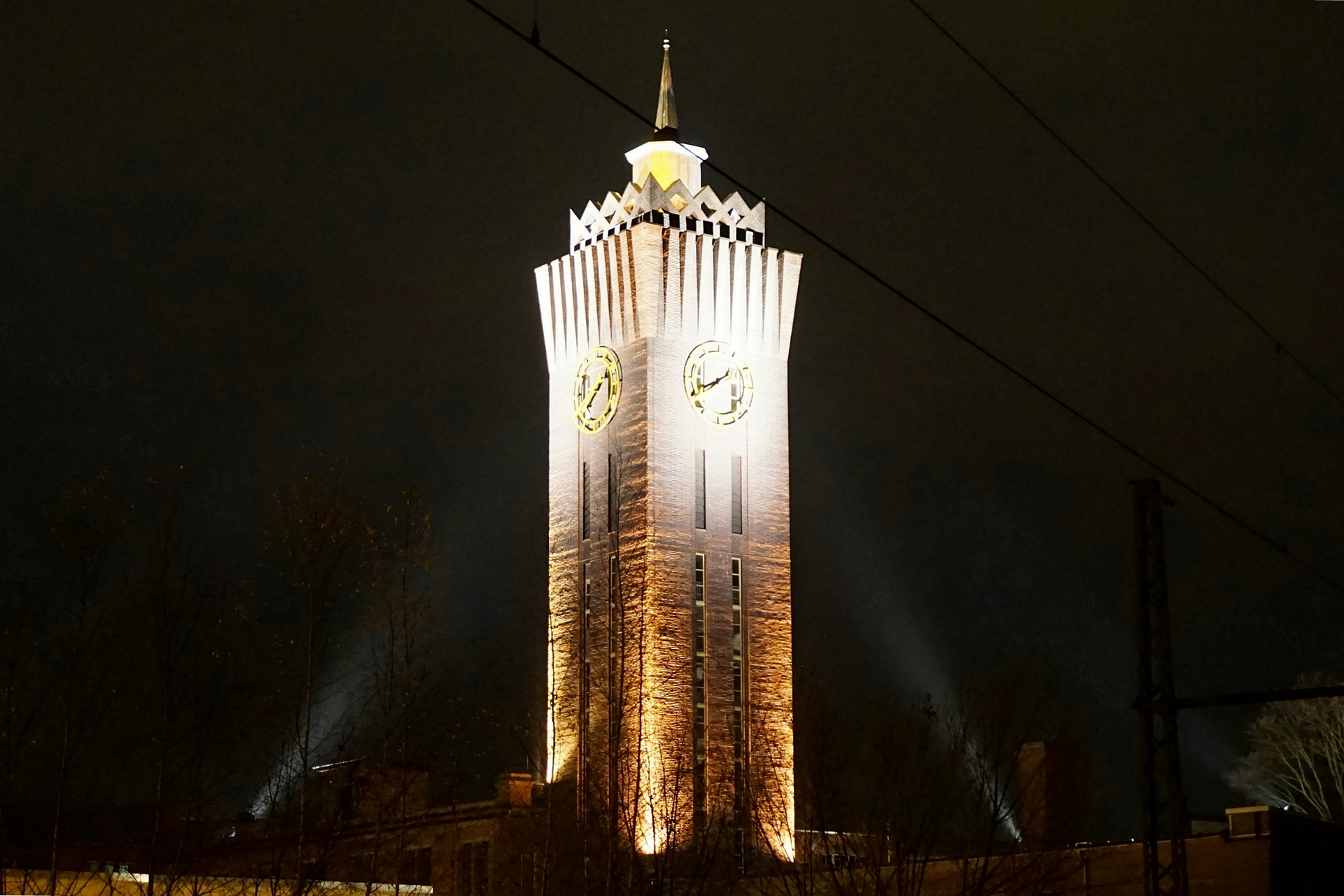
Das historische Wahrzeichen der Chemnitzer Wirtschaft bei Nacht: der von Erich Basarke entworfene Aufzugs- und Uhrenturm der ehemaligen Schubert & Salzer Maschinenfabrik AG von 1927

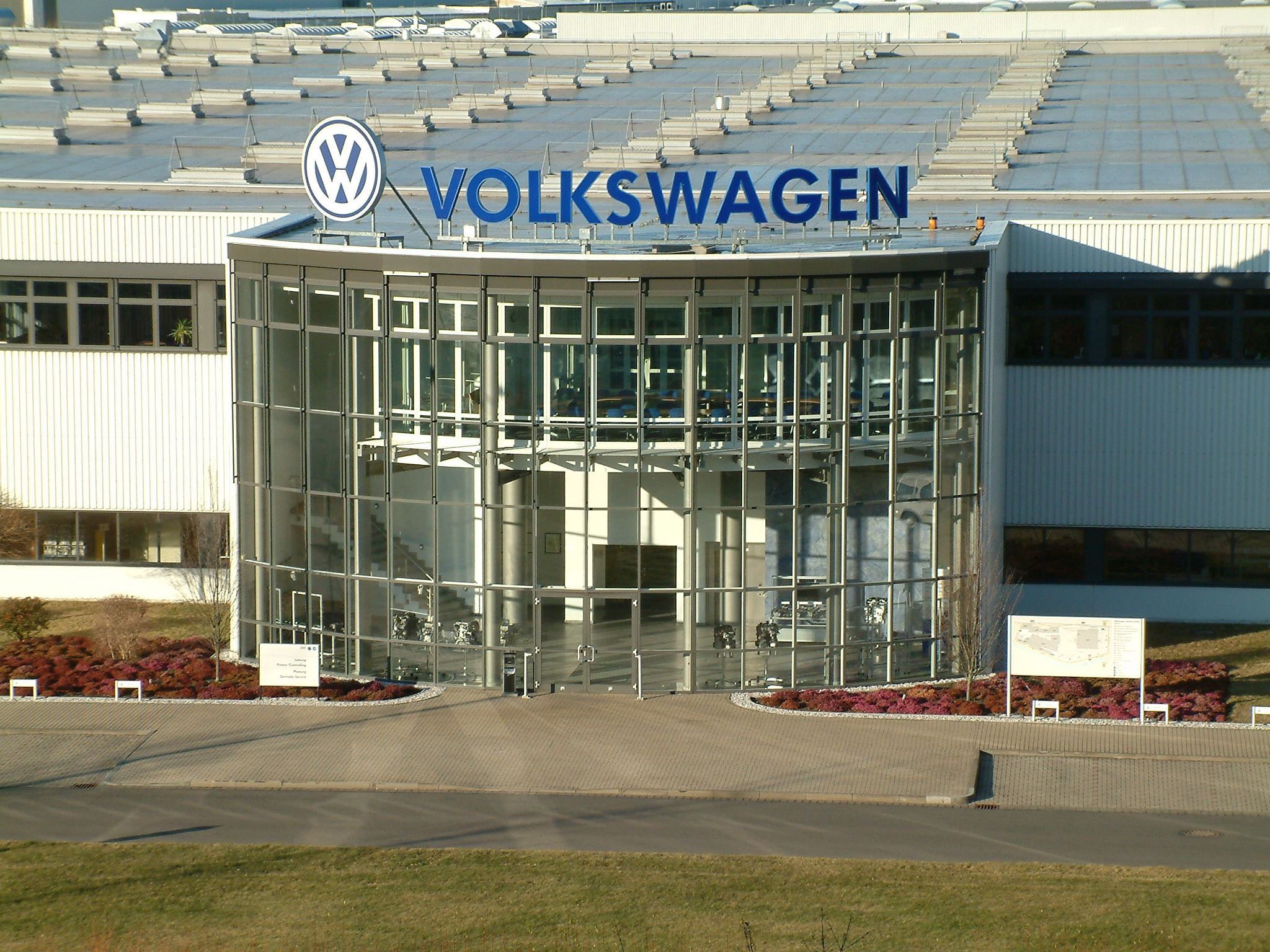
Volkswagen-Motorenwerk Chemnitz

Die Kernbranchen Automobilindustrie und Maschinenbau sind eng vernetzt mit einer breiten Basis aus Unternehmen angrenzender Branchen, vor allem der Werkstoff- und Beschichtungstechnik, Metallverarbeitung, Automatisierungstechnik und Mikrosystemtechnik. Diese Systemkompetenz und eine starke Präsenz von unternehmensnahen Dienstleistern sorgen für eine umfassende Abdeckung der Wertschöpfungskette.
Seit 1995 entstanden in Chemnitz und der Region mehr als 7.000 neue Unternehmen. Namhafte Firmen wie das Volkswagen-Motorenwerk, die Union Werkzeugmaschinen GmbH sowie Hörmann Rawema haben ihren Sitz in der Stadt. Die Continental AG und IBM besitzen Filialen. Die Schweizer Starrag Group übernahm die Heckert Werkzeugmaschinen GmbH. Niles Simmons (Vereinigte Staaten), Barmag (Schweiz) und Anchor Lamina (Kanada) sind in Chemnitz engagiert.
Im Februar 2023 betrug die Arbeitslosenquote 8,1 %. Dieser Wert war der höchste der drei kreisfreien sächsischen Städte und nach dem Landkreis Görlitz der zweithöchste Wert des Freistaates Sachsen. Im Bereich des SGB II lag die Arbeitslosenquote von 6,1 % über den Werten der ostdeutschen Länder sowie deutlich über dem Bundesdurchschnitt.
In Chemnitz arbeiteten im vierten Quartal 2016 rund 115.000 sozialversicherungspflichtig Beschäftigte. Seit dem Jahr 2006 nimmt die Zahl stetig zu. Das Bruttoinlandsprodukt betrug im Jahr 2015 rund 8,1 Milliarden Euro, was 55.407 Euro je Erwerbstätigem und 32.795 Euro je Einwohner entspricht. Damit belegt Chemnitz hinsichtlich der Wirtschaftsleistung (gemessen am BIP je Erwerbstätigen) im Vergleich der kreisfreien Städte und Landkreise in Sachsen Platz 7 von 13.

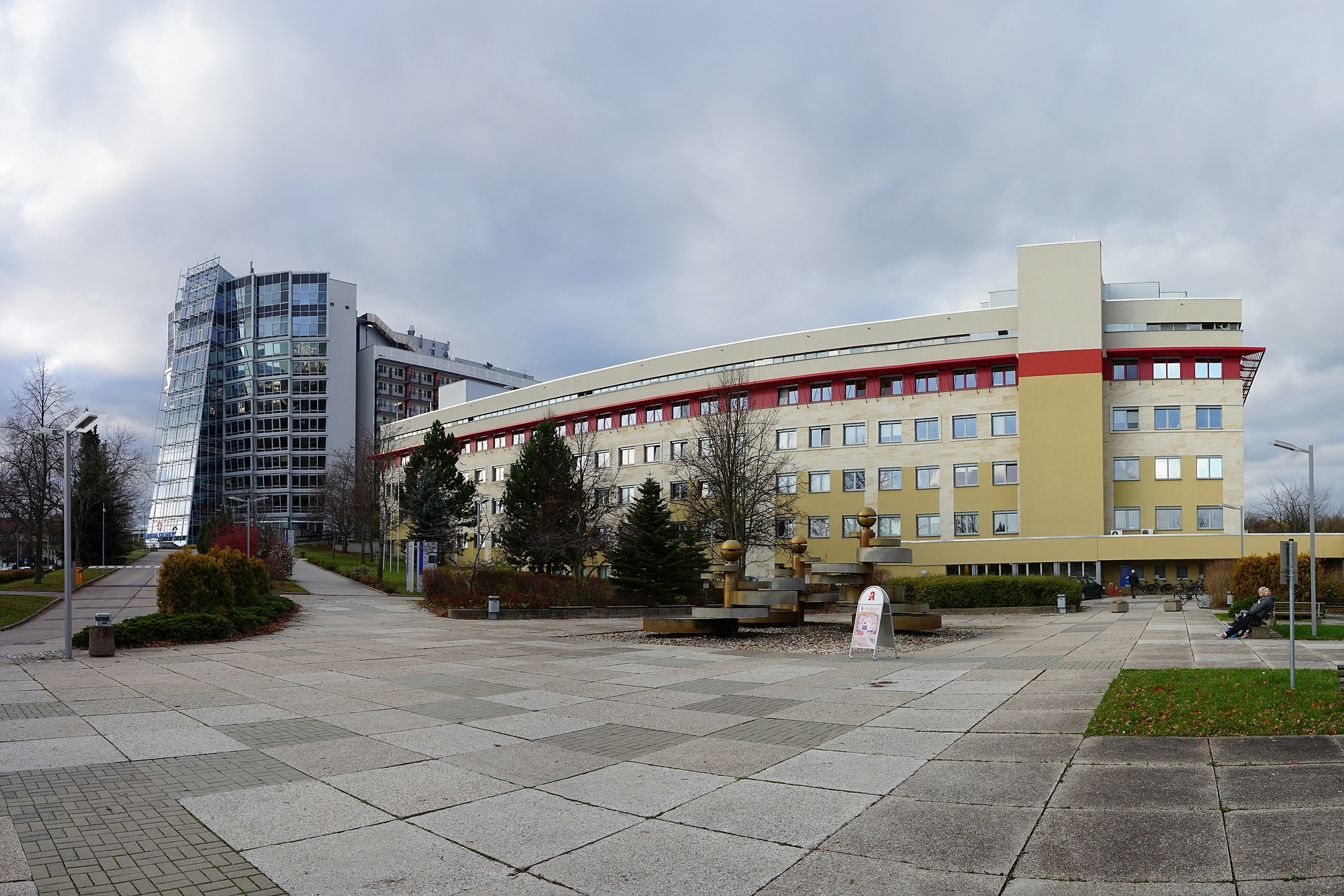
Komplex des Klinikums Chemnitz an der Flemmingstraße

Im Zukunftsatlas 2019 wird Chemnitz auf Rang 243 von 401 kreisfreien Städten und Landkreisen gelistet. Zukunftschancen und -risiken gelten laut diesem Ranking als ausgeglichen.

#### Gesundheitswirtschaft

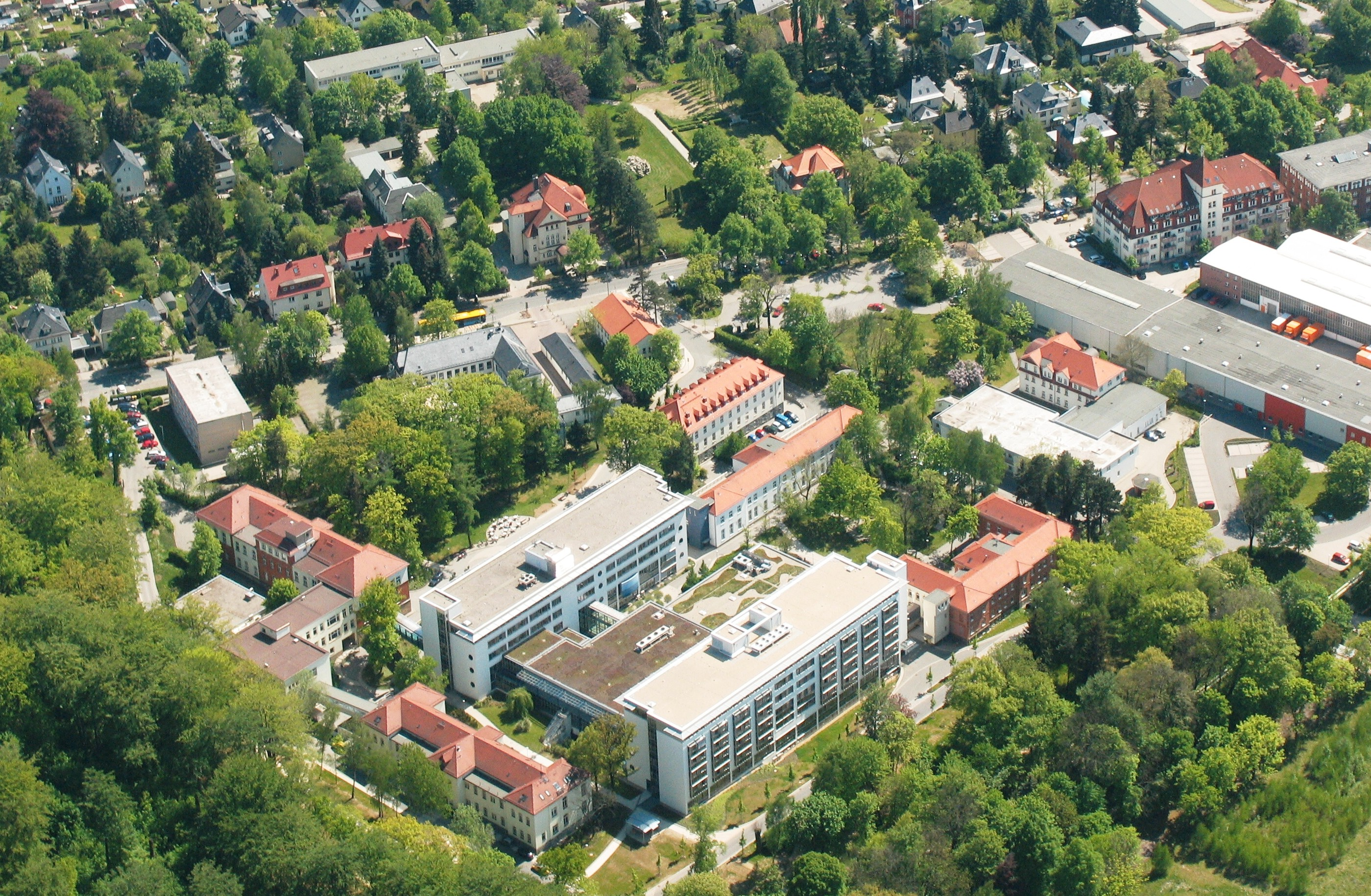
Luftaufnahme der Zeisigwaldkliniken Bethanien

Die Stadt ist Mitglied des bundesweiten Gesunde-Städte-Netzwerks, bundesweit gibt es 67 Mitgliedsstädte.
Im Konzern Klinikum Chemnitz gGmbH, dem größten kommunalen Krankenhaus in Ostdeutschland, sind gegenwärtig über 5000 Mitarbeiter beschäftigt, damit ist das Unternehmen – nach VW Sachsen – der zweitgrößte Arbeitgeber in der Region Chemnitz. Das ehemalige Bezirkskrankenhaus ist ein Krankenhaus der Maximalversorgung, das am Bergarbeiter-Krankenhaus Schneeberg beteiligt ist und die Strahlentherapie in Zschopau betreibt. Die Stroke Unit am Klinikum gehört ebenso wie das Level-1-Perinatalzentrum, das Brust- und das Darmzentrum zu den Einheiten mit überregionaler Bedeutung, das Klinikum wurde zudem als eine von drei Modellregionen für geriatrische Netzwerke in Sachsen ausgewählt. Die Klinikum Chemnitz gGmbH wurde als erstes Krankenhaus in Deutschland im Jahr 2000 nach Joint Commission International zertifiziert. Als drittes Krankenhaus überhaupt auf der Welt gelang zudem die dritte Re-Zertifizierung im Jahr 2010.
Außerdem gibt es in Chemnitz zwei Krankenhäuser der Regelversorgung, die Zeisigwaldkliniken Bethanien und das DRK-Krankenhaus in Rabenstein, ein ehemaliges Wismut-Krankenhaus. Das Chemnitzer DRK-Krankenhaus kooperiert eng mit dem DRK-Krankenhaus in Lichtenstein, so besitzen beide Häuser einen gemeinsamen Geschäftsführer. Die Zeisigwaldkliniken können ein zertifiziertes Darm- und ein Prostatakrebszentrum vorweisen, in Rabenstein gibt es ein Brust- und ein Hautkrebszentrum.
Die Klinik Carolabad in Rabenstein ist ein Zentrum für Verhaltensmedizin, Psychosomatik, Psychotherapie und Psychiatrische Rehabilitation.

#### Maschinen- und Anlagenbau
Seit der Mitte des 19. Jahrhunderts hat Chemnitz den Ruf eines Zentrums des Maschinenbaus. Johann von Zimmermann setzte ab 1848 erstmals in Deutschland in seinem Betrieb ausschließlich auf den Bau von Werkzeugmaschinen. Von anderen belächelt, hatte er damit Erfolg und war der Erste, der in Deutschland nachhaltig und dauerhaft Werkzeugmaschinenbau betrieb. In Chemnitz existiert die älteste sächsische und in Deutschland eine der ältesten Werkzeugmaschinenfabriken: die UNION Werkzeugmaschinen GmbH. Sie wurde 1852 von David Gustav Diehl, einem Elsässer, gegründet. Bereits 1850 befanden sich 62 Prozent aller sächsischen Maschinenbaufabriken in Chemnitz. Damit wurde Chemnitz zur Wiege des deutschen Maschinenbaus und bis zum Ende des Zweiten Weltkrieges wichtigsten Maschinenbaustandort in Deutschland.
Es sind über 100 mittelständische Unternehmen in dieser Kernbranche tätig. Darüber hinaus finden sich mehr als 500 Maschinenbau- und Zulieferunternehmen im regionalen Umfeld. Die Branche zeichnet sich durch eine über fünfzigprozentige Exportquote aus. Herausragende Kompetenzen im Raum Chemnitz liegen in der Herstellung von Werkzeug-, Textil- und Sondermaschinen sowie in der Automatisierungstechnik. Mehr als 10.000 Fachkräfte sind in diesem Sektor beschäftigt.

#### Automobil- und Zulieferindustrie

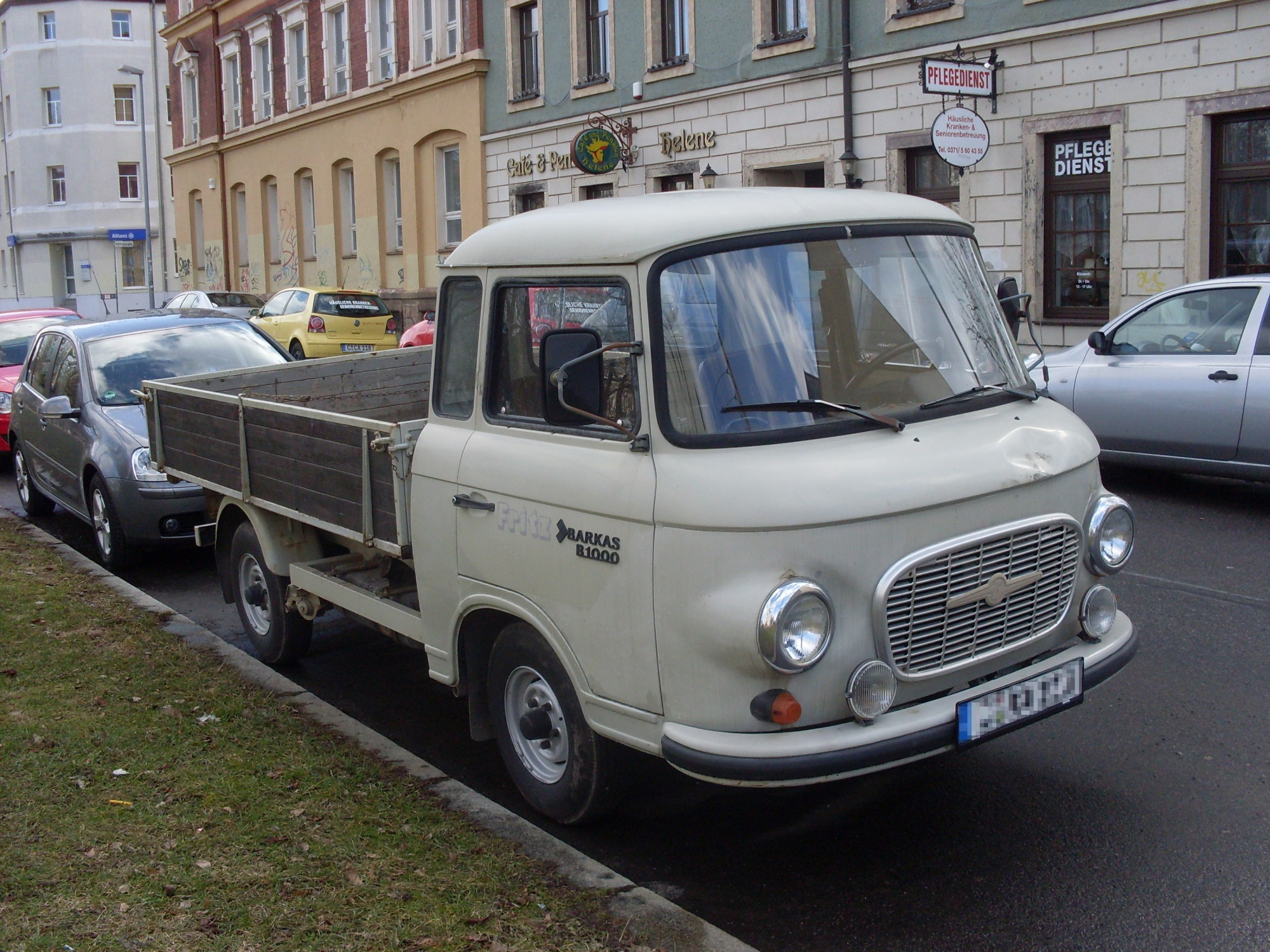
Der Kleintransporter Barkas B 1000 wurde bis 1991 in Chemnitz gebaut.

1932 wurde die Auto Union AG gegründet, die von 1936 bis 1948 hier ihren Sitz hatte. Später war nachfolgend hier der Sitz des VEB IFA-Kombinates PKW, Karl-Marx-Stadt und des WTZ-Automobilbau (WTZ – wissenschaftliches und technisches Zentrum). Genannt seien an dieser Stelle die Unternehmen SITEC Industrietechnologie, ESKA Schraubenwerke, Hydroforming Chemnitz, Anchor Lamina, Niles Simmons sowie die IAV Ingenieurgesellschaft. Im Motorenwerk Chemnitz, einem Unternehmen der Volkswagen Sachsen GmbH, werden 3400 Motoren und 3000 Ausgleichswellengetriebe pro Tag gefertigt.

#### Messe Chemnitz

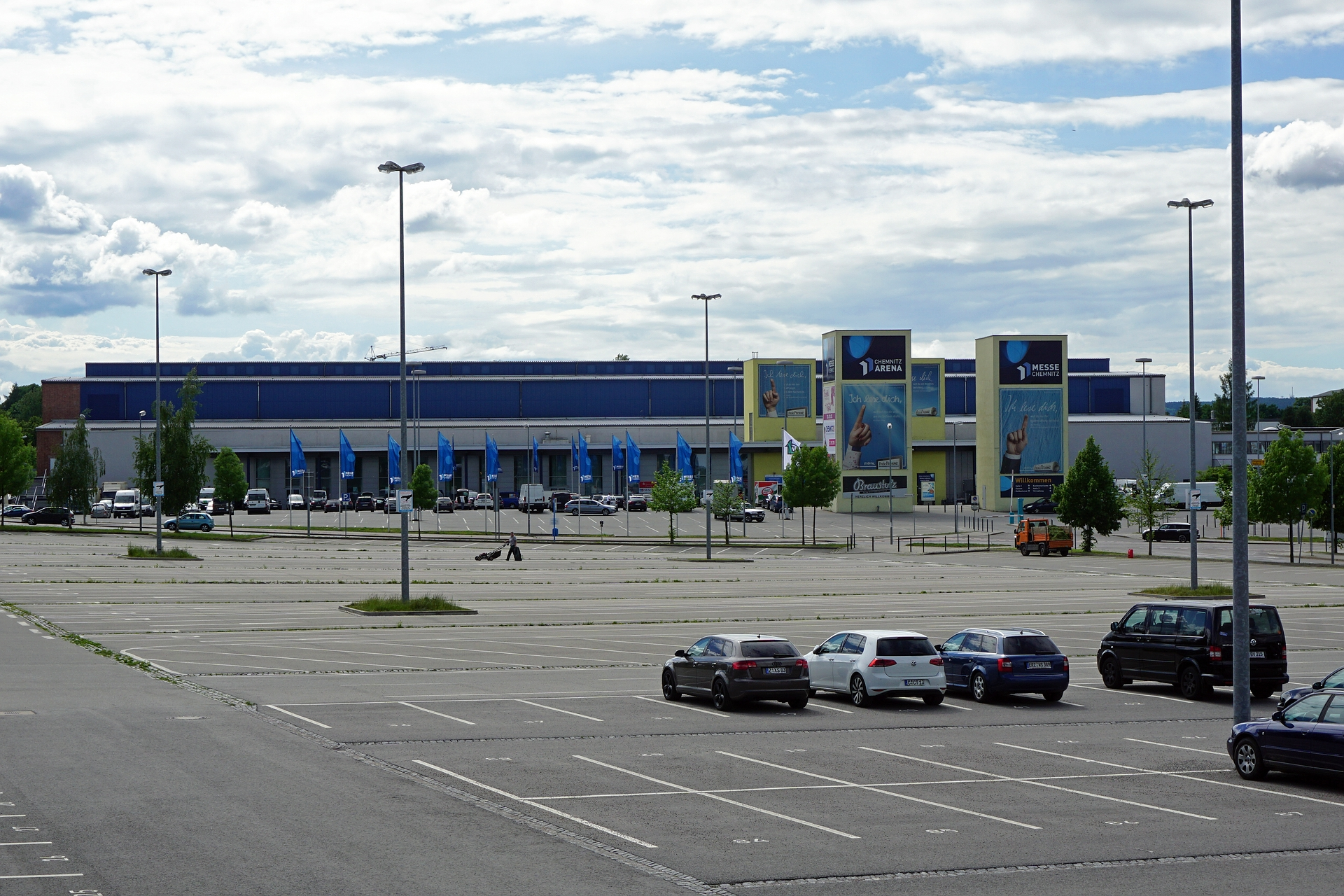
Blick zur Chemnitz-Arena

Die Messe Chemnitz wurde 2003 eröffnet und befindet sich in zwei Hallen auf dem Gelände der ehemaligen Wanderer-Werke in Chemnitz-Schönau. Für die Messehalle „Chemnitz Arena“ wurde eine 1956 errichtete Produktionshalle, in der Flugzeugmotoren hergestellt wurden, umgebaut. Eine architektonische Besonderheit der Chemnitz Arena sind die in den Bau integrierten, ehemaligen Prüftürme für die Flugzeugmotoren.
Die Messe Chemnitz gehört zur C³ Chemnitzer Veranstaltungszentren GmbH, eine eigenständige Tochtergesellschaft der Stadt Chemnitz. Sie besitzt 11.000 m² Ausstellungsfläche in den beiden Hallen und 8000 m² Freigelände. Jährlich finden in der Messe Chemnitz rund 100 Veranstaltungen mit mehr als 240.000 Besuchern statt.
In der DDR besaß Karl-Marx-Stadt die Messehallen am Schloßteich. Nach der Eröffnung der Messe Chemnitz wurden diese 2007 abgerissen.

#### Einzelhandel
Die Chemnitzer Einkaufslandschaft ist von den nach 1990 entstandenen Einkaufszentren und Kaufhäusern geprägt. Historisch gewachsene Einzelhandelsstrukturen finden sich weniger als in anderen Städten gleicher Größenordnung. In der Innenstadt entstanden zum Beispiel die Galerie Roter Turm (seit 27. April 2000), Galeria Kaufhof (seit 18. Oktober 2001), Peek & Cloppenburg (seit 3. September 2003), Rathauspassage, Schmidt-Bank-Passage, Klosterstraße und Rosenhof. Am Rande der Stadt Chemnitz wurden große Einkaufszentren (Chemnitz Center, Neefepark und andere) errichtet.

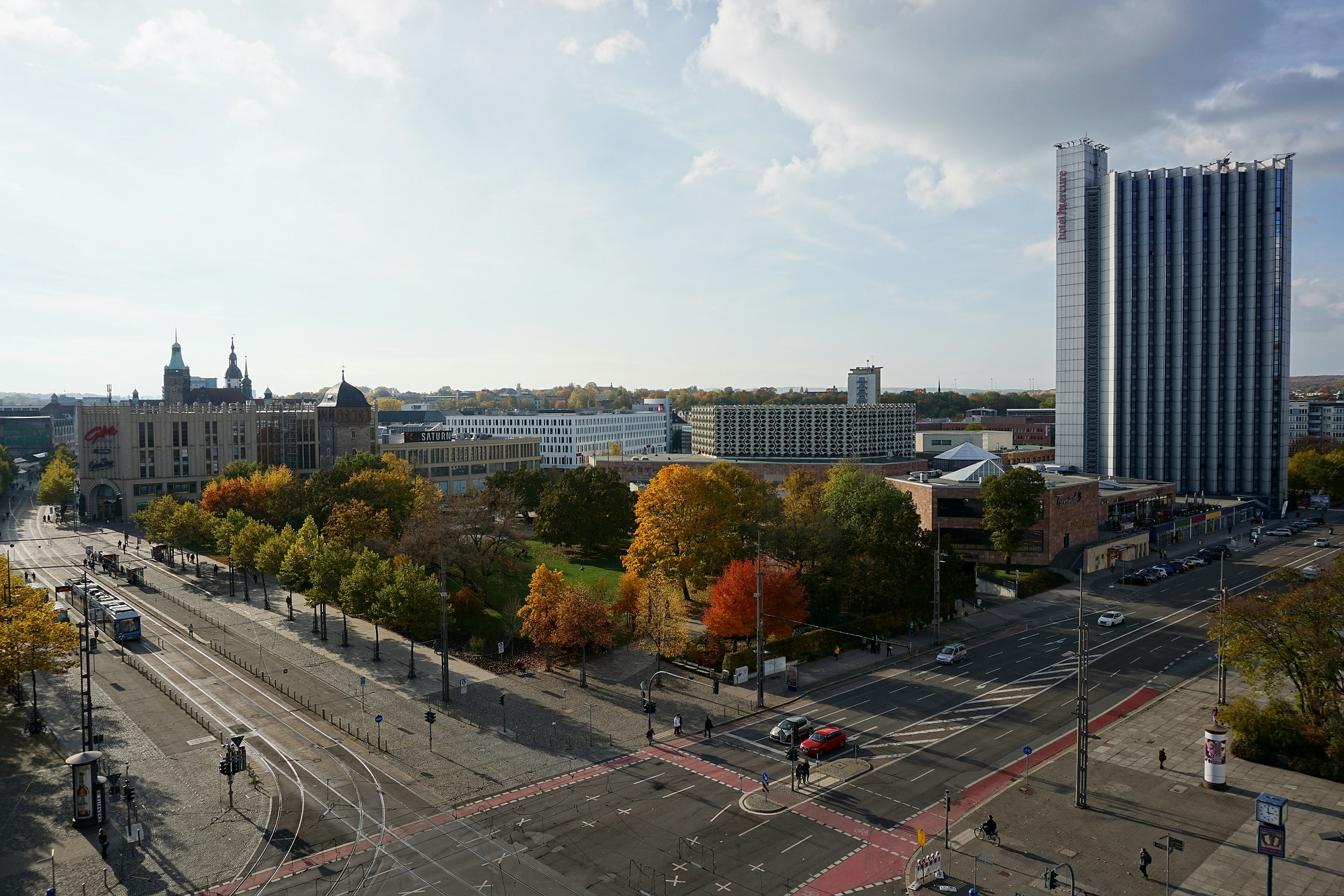
Blick zur „Galerie Roter Turm“ und zur Ladenpassage Terminal 3
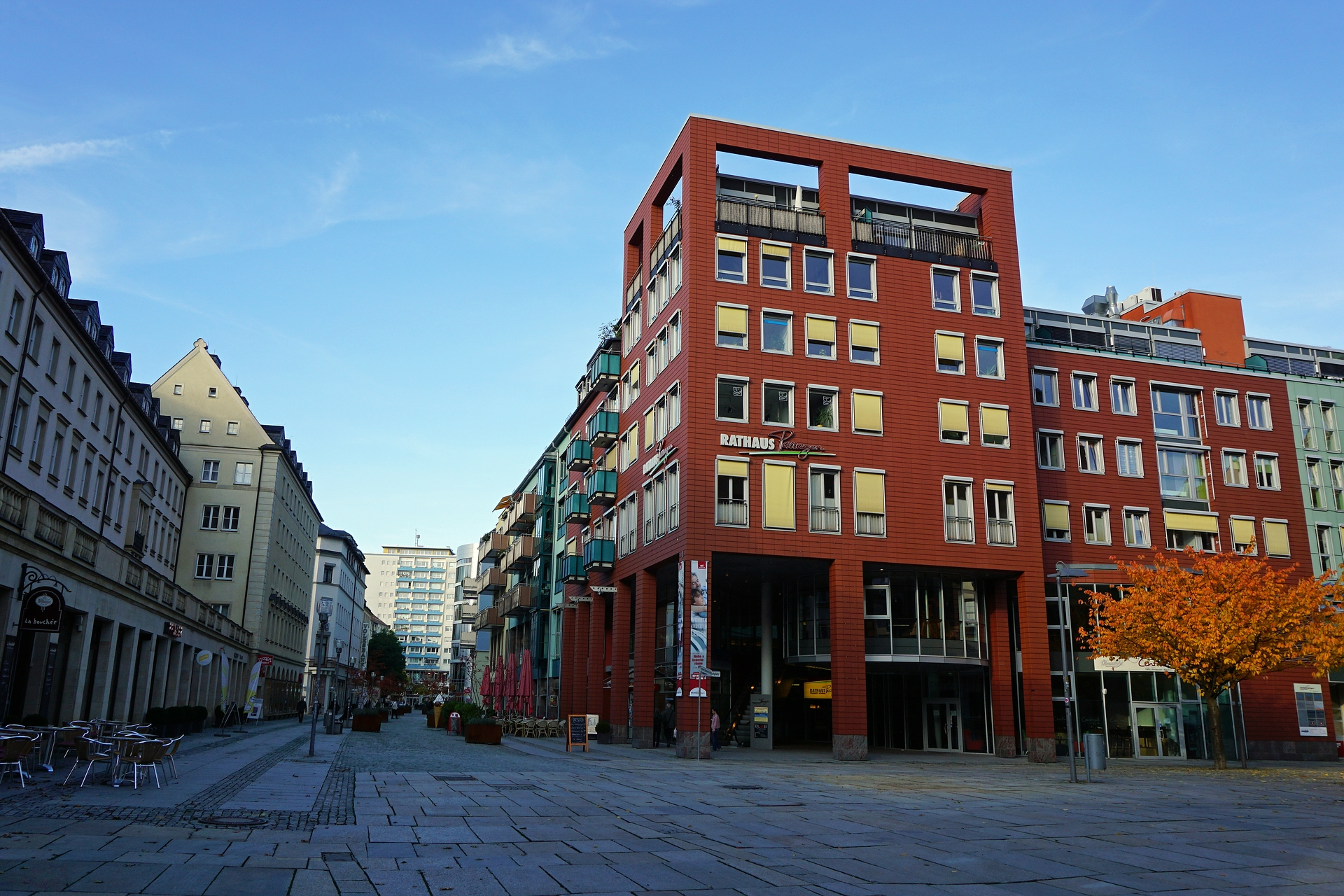
Innere Klosterstraße und Rathaus-Passage
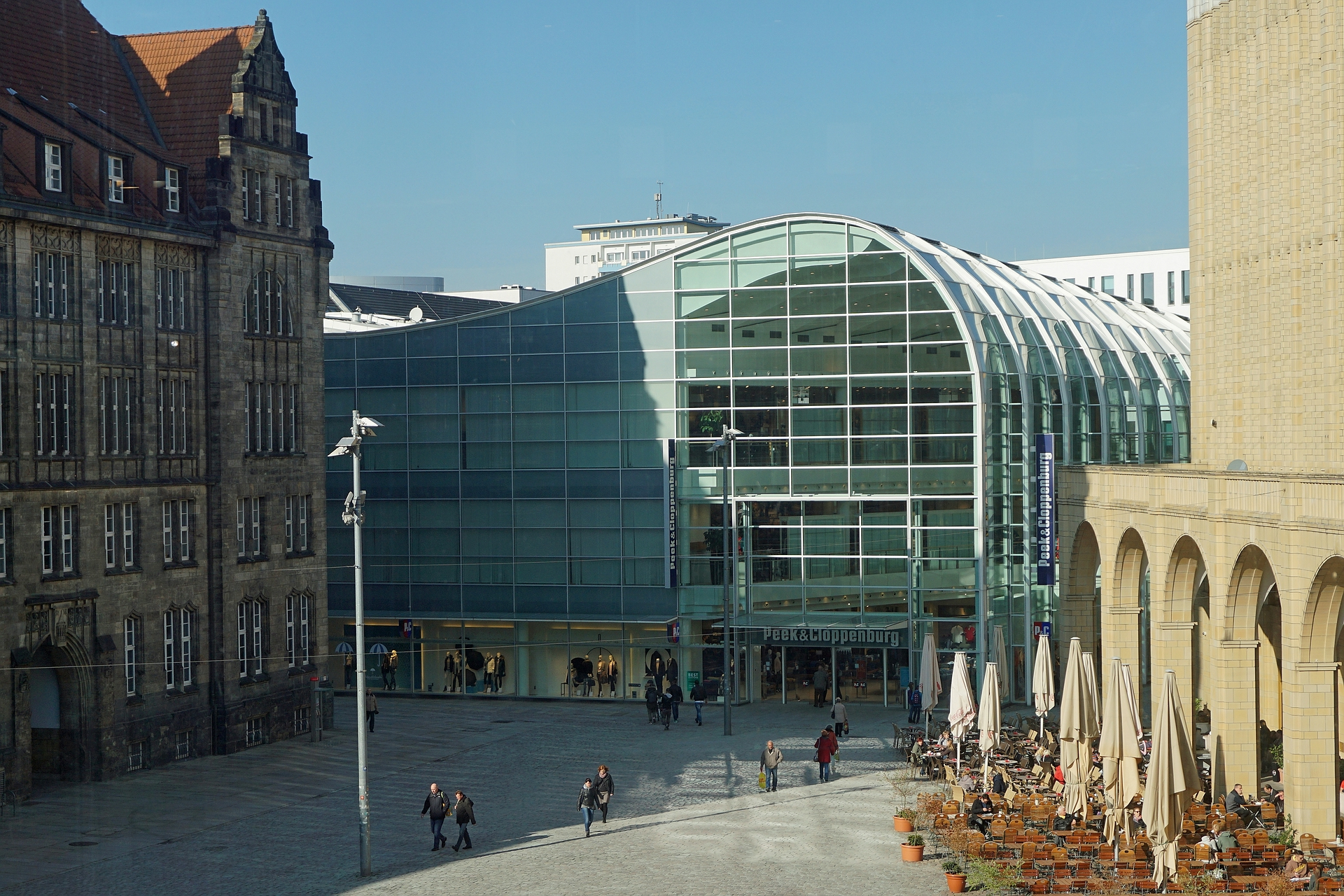
Das Kaufhaus von Peek & Cloppenburg am Neumarkt
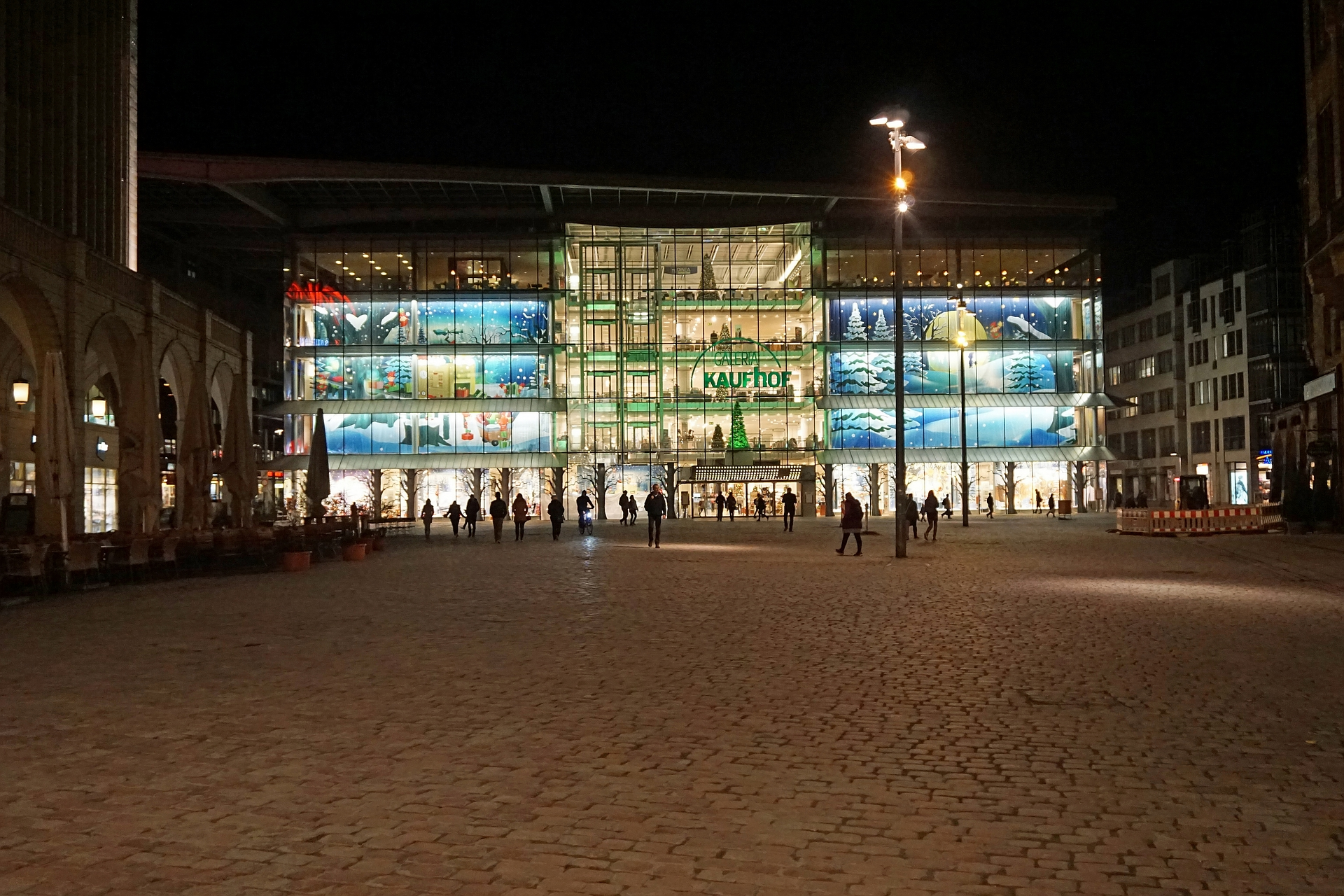
Das Gläserne Kaufhaus der Galeria Kaufhof von Helmut Jahn
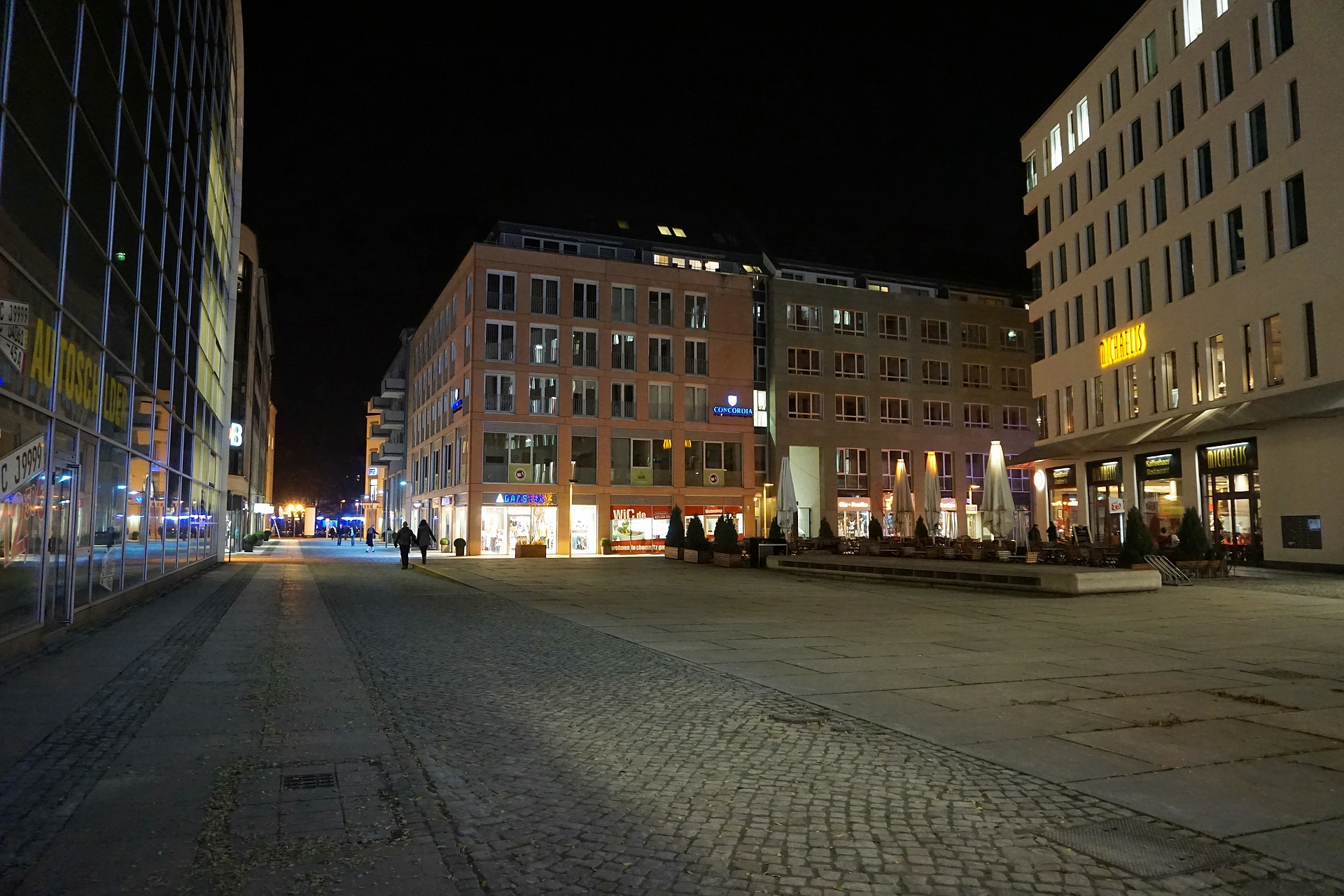
Einzelhandel und Gastronomie am neu angelegten Düsseldorfer Platz
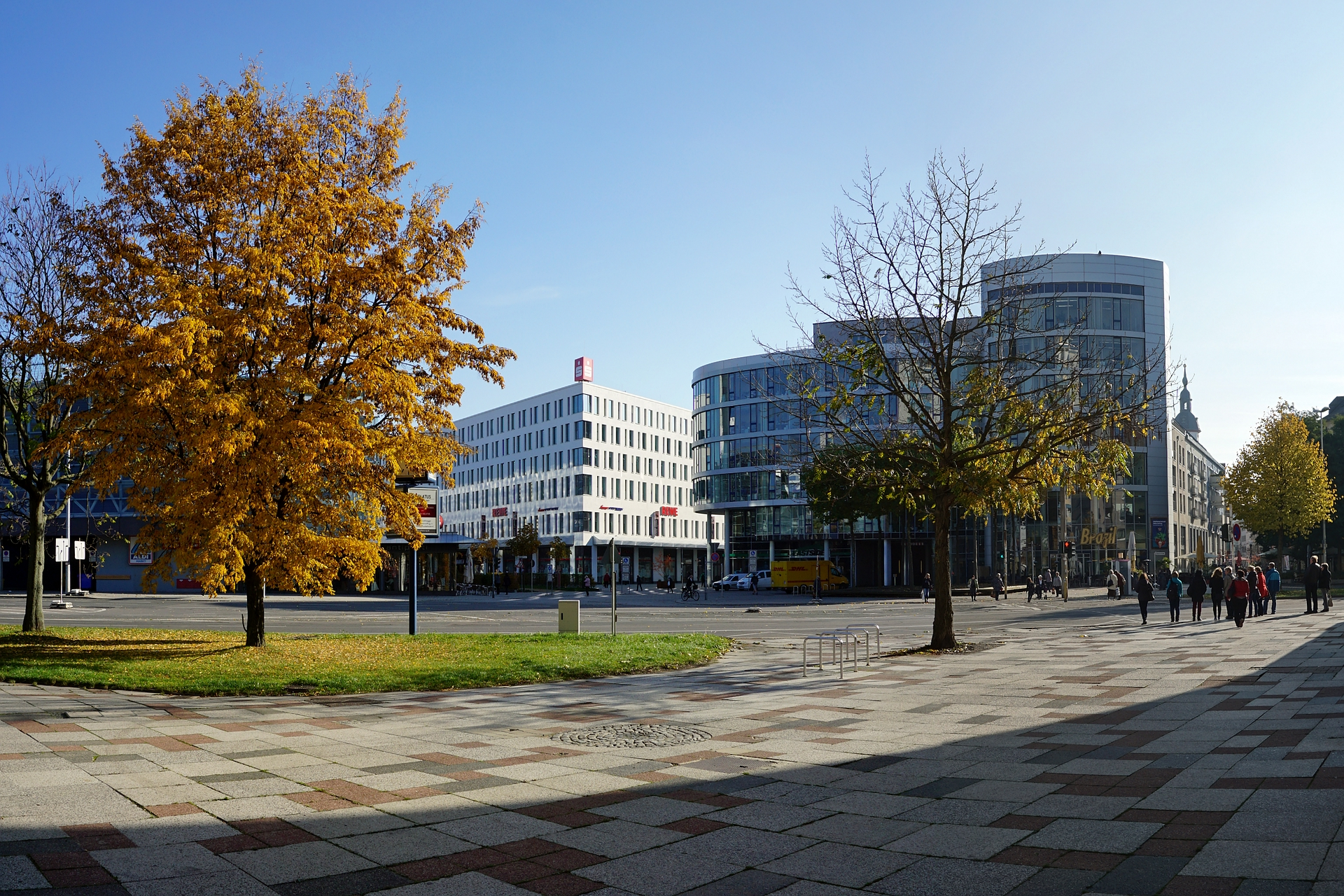
Blick zur „Mittelstandsmeile“ zwischen der Inneren Klosterstraße und Am Wall in der Chemnitzer Innenstadt

#### Weitere ansässige Unternehmen (Auswahl)
- Bruno Banani
- Deutsche Post – Briefzentrum
- Deutsche Telekom
- Eins Energie in Sachsen
- Envia Mitteldeutsche Energie
- Karl Mayer Malimo Textilmaschinenfabrik
- OC Oerlikon
- Siemens
- Terrot
- Einsiedler Brauhaus
- Thyssenkrupp Dynamic Components

### Regionale Zusammenarbeit
Chemnitz ist das Oberzentrum des ehemaligen Direktionsbezirks Chemnitz. Die Stadt ist mit rund 46.000 Einpendlern täglich eine Einpendlerstadt. Rund ein Viertel der Beschäftigten in Chemnitz kommt aus dem regionalen Umfeld. Dies unterstreicht die erhebliche Bedeutung der Stadt als Beschäftigungsfaktor für die Region. Der Beschäftigungsanstieg seit 2006 in Chemnitz liegt um ein Drittel höher als im Direktionsbezirk. Jeder dritte neue Arbeitsplatz in Südwestsachsen ist in Chemnitz entstanden.
Die Stadt engagiert sich wesentlich in drei regionalen Zusammenhängen: der Metropolregion Mitteldeutschland, der Wirtschaftsregion Chemnitz-Zwickau und dem neu gegründeten Regionalkonvent.

### Bildung und Forschung

#### Technische Universität Chemnitz (TUC)

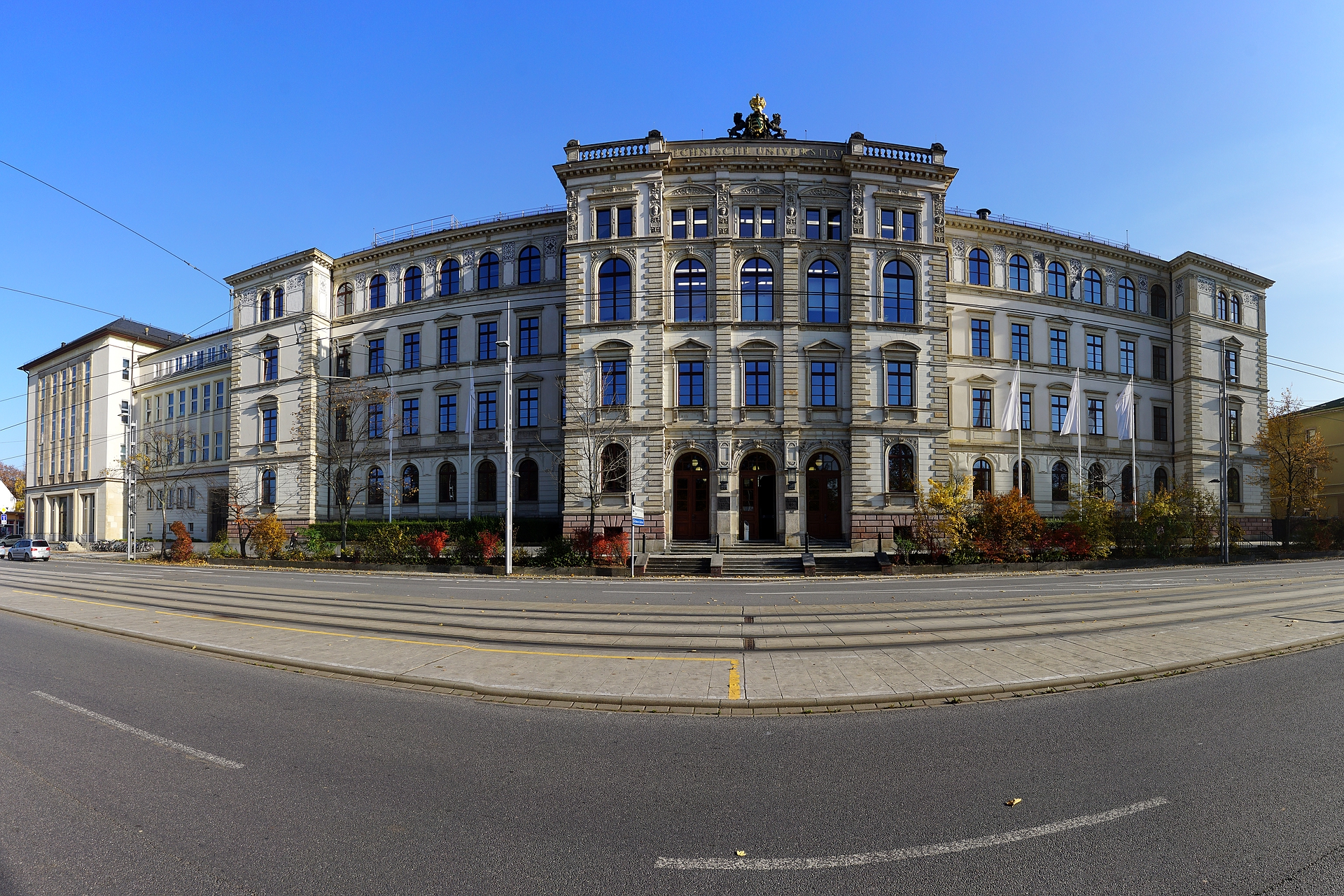
Hauptgebäude der Technischen Universität Chemnitz

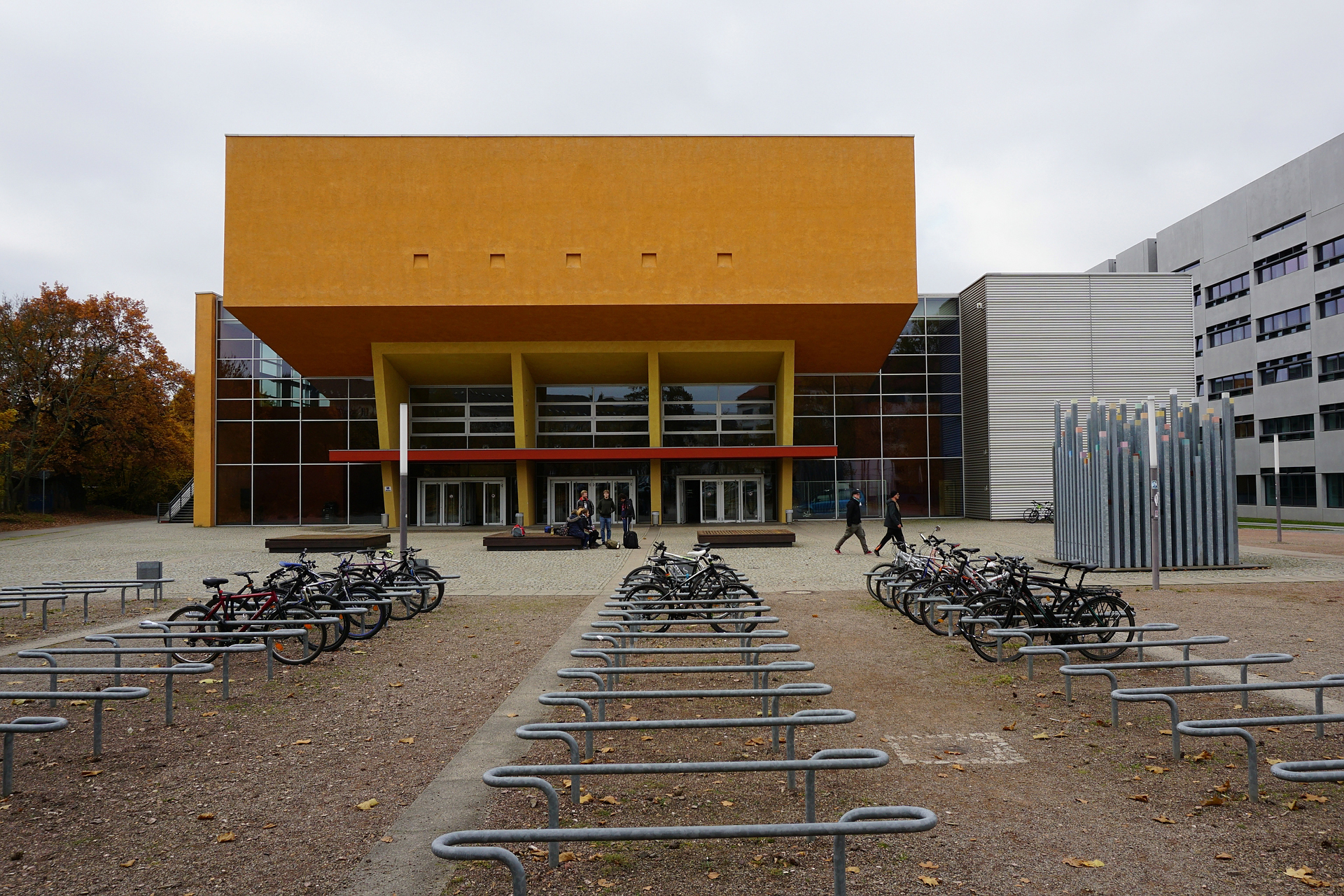
Zentrales Hörsaalgebäude der Technischen Universität Chemnitz an der Reichenhainer Straße

Die Technische Universität Chemnitz geht zurück auf die 1836 gegründete Königliche Gewerbschule Chemnitz, die anfangs eine Bildungsstätte der Textilindustrie war. 1882 kam die Elektrotechnik hinzu. Bis zum Ende des Zweiten Weltkriegs wurde sie als Staatliche Akademie für Technik geführt und 1947 unter dem Namen Technische Lehranstalten wieder eröffnet. Im Jahre 1953 stieg sie zur Hochschule für Maschinenbau auf und 1963 wurde sie eine Technische Hochschule. Schließlich wurde sie 1986 in den Rang einer Technischen Universität erhoben. Die Technische Universität hat zwischen 10.000 und 11.000 Studenten.
Um die Zusammenarbeit zwischen Stadt und Universität weiter zu verbessern, wurde im Jahr 2007 eine entsprechende Kooperationsvereinbarung getroffen, die den Austausch auf vielen Ebenen vorantreibt.
Die TU Chemnitz unterhält ein Zentrum für Mikrotechnologien und ein Institut für Mikrosystem- und Halbleitertechnik mit mehreren Professuren. Weiterhin sind als außeruniversitäre Forschungspartner das Fraunhofer-Institut für Elektronische Nanosysteme und das Fraunhofer-Institut für Werkzeugmaschinen und Umformtechnik ansässig. In unmittelbarer Nähe dieser Einrichtungen entstand auf 6,3 Hektar Fläche als Gewerbestandort für die Mikrosystemtechnik der „Smart Systems Campus“. Im Sommer 2009 wurden die letzten Bauarbeiten abgeschlossen.

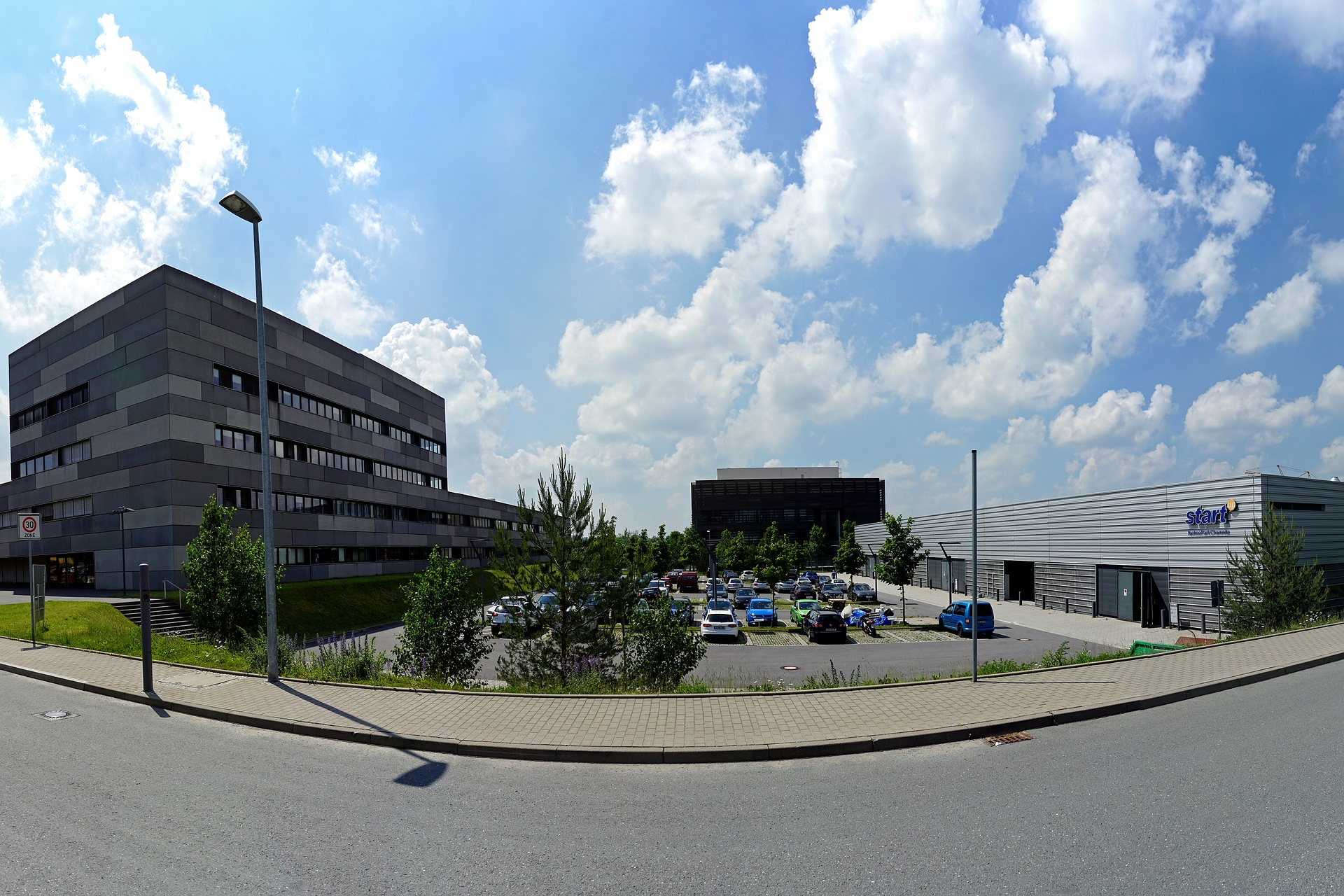
Smart Systems Campus an der Rosenbergstraße

Das Spitzentechnologiecluster Energieeffiziente Produkt- und Prozessinnovationen in der Produktionstechnik (eniPROD) der TU Chemnitz und des Fraunhofer-Instituts für Werkzeugmaschinen und Umformtechnik setzte sich 2008 im sächsischen Landesexzellenzwettbewerb durch und wurde bis 2013 mit 35 Mio. Euro an Forschungsgeldern aus Landesmitteln und aus dem Europäischen Fonds für regionale Entwicklung gefördert. Aufgabe der Projektverbundes ist es, die Energieeffizienz in der Produktion zu erhöhen.

#### Forschungseinrichtungen
Rund 50 Forschungs- und Entwicklungseinrichtungen existieren in Chemnitz (Auswahl):
- Institut Chemnitzer Maschinen und Anlagenbau e. V. (ICM e. V.)
- Fraunhofer-Institut für Werkzeugmaschinen und Umformtechnik (IWU)
- Fraunhofer-Institut für Elektronische Nanosysteme (ENAS)
- Fraunhofer-Forschungszentrum Systeme und Technologien für textile Strukturen (STEX)
- Zentrum für Mikrotechnologien (ZfM) der TU Chemnitz
- Institut für Mechatronik e. V. (IfM)
- Institut für Konstruktion und Verbundbauweisen e. V. (KVB)
- SIVUS gGmbH Gesellschaft für Verfahrens-, Umwelt- und Sensortechnik
- Sächsisches Textilforschungsinstitut e. V. (STFI)
- Cetex Chemnitzer Textilmaschinenentwicklung gGmbH
- Exzellenzzentrum Automobilproduktion am Fraunhofer-Institut für Werkzeugmaschinen und Umformtechnik IWU und der Volkswagen AG
- Leibniz-Institut für Festkörper- und Werkstoffforschung Dresden (IFW), Forschungsstandort Chemnitz

#### Fort- und Weiterbildung
- Volkshochschule Chemnitz
- Bildungszentrum des Sächsischen Handels gGmbH
- LEB im Freistaat Sachsen e. V.
- PROFIL Bildungsgesellschaft mbH

#### Schulen

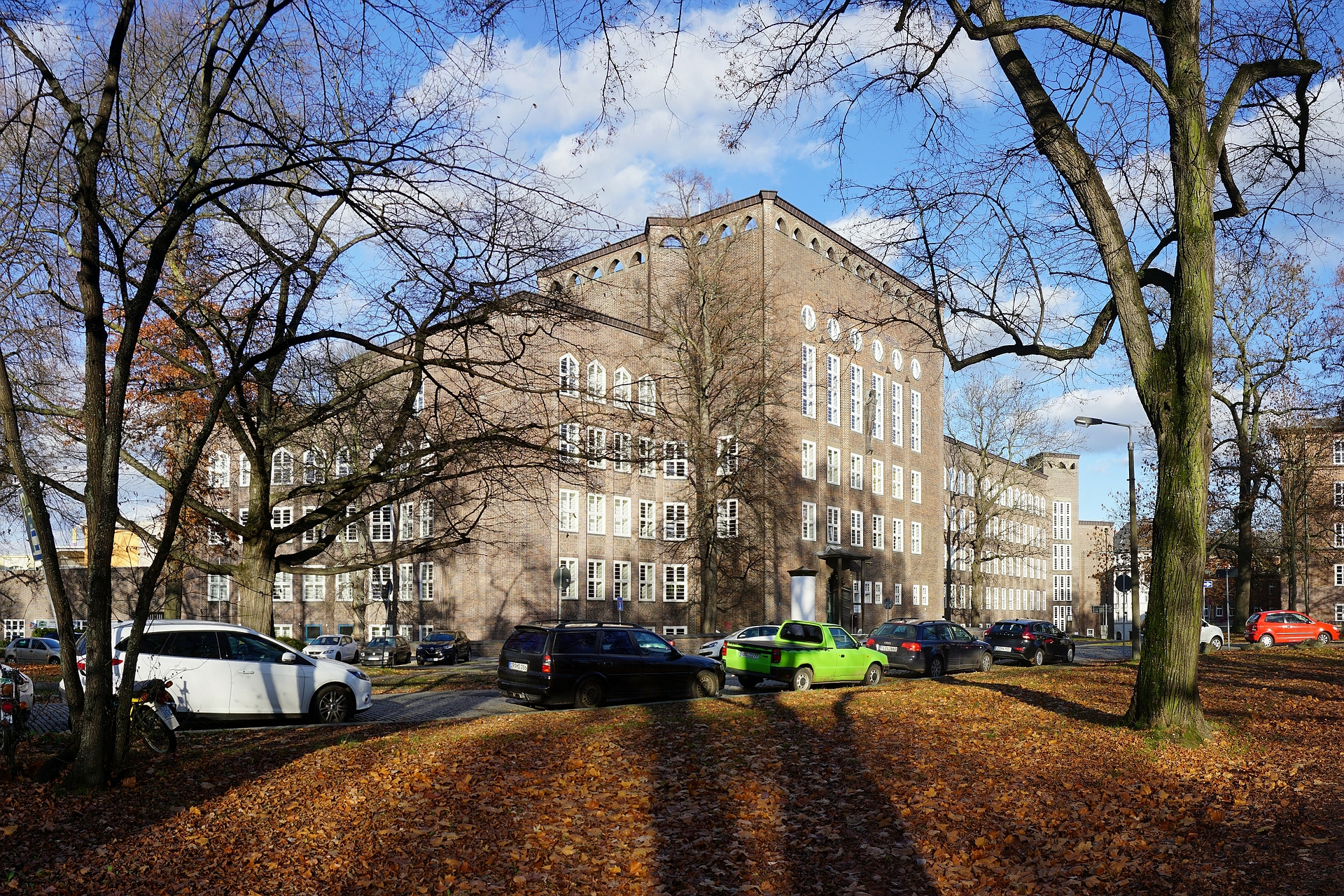
Industrieschule Chemnitz von 1924

Im Schuljahr 2017/18 gab es 87 Schulen in Chemnitz, davon 45 Grundschulen, 16 Oberschulen und zehn Gymnasien. Bis 2008 nahm die Zahl der Schulen kontinuierlich ab, ebenso wie die Zahl der Schüler. Seitdem gab es aber bis zum Schuljahr 2017/18 eine Stabilisierung der Schulzahlen und eine deutliche Erhöhung der Schülerzahlen, worauf mit einem Investitionsprogramm für den Neubau von mehreren Grundschulen und Oberschulen reagiert wird.
Bekannte Schulen sind das Sportgymnasium (ehemals DDR Kinder- und Jugendsportschule Karl-Marx-Stadt), an der spätere Spitzensportler wie Katarina Witt, Michael Ballack und Lars Riedel ausgebildet wurden. Das Johannes-Kepler-Gymnasium, früher „Spezialschule Hans Beimler“, ist wegen der Teilnahmen seiner Schüler an unterschiedlichen Weltmeisterschaften auf mathematisch-naturwissenschaftlichem Gebiet bekannt. Das älteste Gymnasium der Stadt ist das Georgius-Agricola-Gymnasium, das unter anderem bilingualen Unterricht anbietet. In noch älterer Tradition, nämlich der der 1399 eröffneten Lateinschule, steht das Karl-Schmidt-Rottluff-Gymnasium auf dem Kaßberg, in dem seit 1871 unterrichtet wird. Zu seinen Schülern zählten Stefan Heym und Karl Schmidt-Rottluff. Das historisch bedeutsame, ehemalige Alexander-von-Humboldt-Gymnasium war in den 1920er-Jahren die „Versuchsschule Chemnitz“. Zudem gibt es noch das Johann-Wolfgang-von-Goethe-Gymnasium im Stadtteil Bernsdorf und das musisch orientierte Dr.-Wilhelm-André-Gymnasium auf dem Kaßberg.
Die Chemnitzer Schullandschaft ist breit gefächert, von einer Freien Waldorfschule über Schulen mit leistungssportlicher Ausrichtung (Sportoberschule und Sportgymnasium) und Schulen in freier Trägerschaft bis hin zu Abendoberschule und Abendgymnasium. Eine Ausnahme im sächsischen Schulsystem stellt das Chemnitzer Schulmodell dar, das als Gemeinschaftsschule mit „besonderem pädagogischen Profil“ betrieben wird. Im Stadtteil Sonnenberg wurde für 35 Mio. Euro der „Terra Nova Campus“ als Förderzentrum für Körperbehinderte errichtet, auch für Hörgeschädigte, Sehbehinderte und Sprachgestörte gibt es spezialisierte Förderschulen. Zudem stehen schulergänzende Einrichtungen wie ein Internat am Sportgymnasium, ein Heim für körper- und mehrfachbehinderte Kinder und Jugendliche, ein Medienpädagogisches Zentrum und ein Schulplanetarium zur Verfügung.

#### Erfindungen und Patente

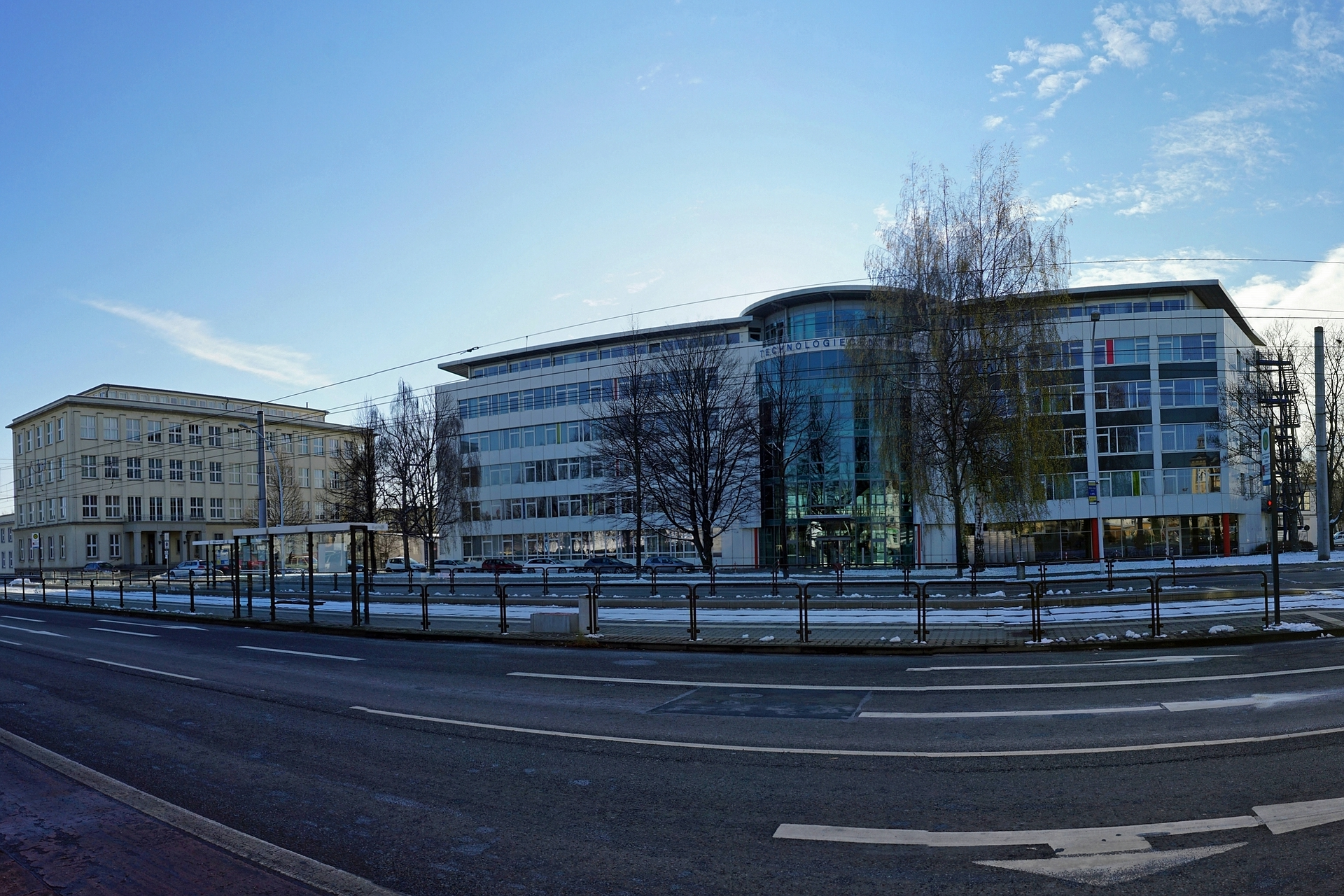
Technologie Centrum Chemnitz an der Annaberger Straße

Seit 2005 ist die Zahl der Patentanmeldungen in Chemnitz um rund 67 Prozent gestiegen und lag bei 50,3 Patentanmeldungen je 100.000 Einwohner im Jahr 2008.
Junge, innovative Unternehmen und Start-ups finden Unterstützung im Technologie Centrum Chemnitz (TCC). Das TCC ist eines der erfolgreichsten Technologiezentren Mitteldeutschlands. Als modernes Dienstleistungszentrum betreut und begleitet das TCC technologieorientierte Unternehmensgründungen und Jungunternehmen. Es werden 66 Unternehmen mit 406 Mitarbeitern im TCC betreut. Sie finden auf 11.000 Quadratmetern Werkstatt- und Bürofläche beste Voraussetzungen. Die Erzeugnisse der Firmen im TCC werden überwiegend als „höherwertige Technik“ oder „Spitzentechnik“ eingestuft. Rund 75 Prozent der TCC-Firmen betrieben eigene Forschung und Entwicklung.
Bereits in der Vergangenheit waren die Chemnitzer sehr einfallsreich. In Chemnitz gemachte Erfindungen sind zum Beispiel:
- Die Bauform des Bandoneons wurde 1834 vom Chemnitzer Instrumentenbauer Carl Friedrich Uhlig entwickelt und als „Accordion neuer Art“ oder „Harmonika“ bezeichnet.[138]
- Der Nullenzirkel mit feststehender Achse (1874) sowie die Punktierfeder wurden von dem gelernten Uhrmacher Emil Oskar Richter erfunden.
- Die Grundlage für die Thermoskanne schuf der Lehrer Adolf Ferdinand Weinhold. In seinem Lehrbuch Physikalische Demonstrationen beschrieb er eine Vakuum-Mantelflasche zu Laborzwecken.
- Heinrich Gottlob Bertsch erfand 1932 das erste vollsynthetische Feinwaschmittel (Fewa).

### Öffentliche Einrichtungen

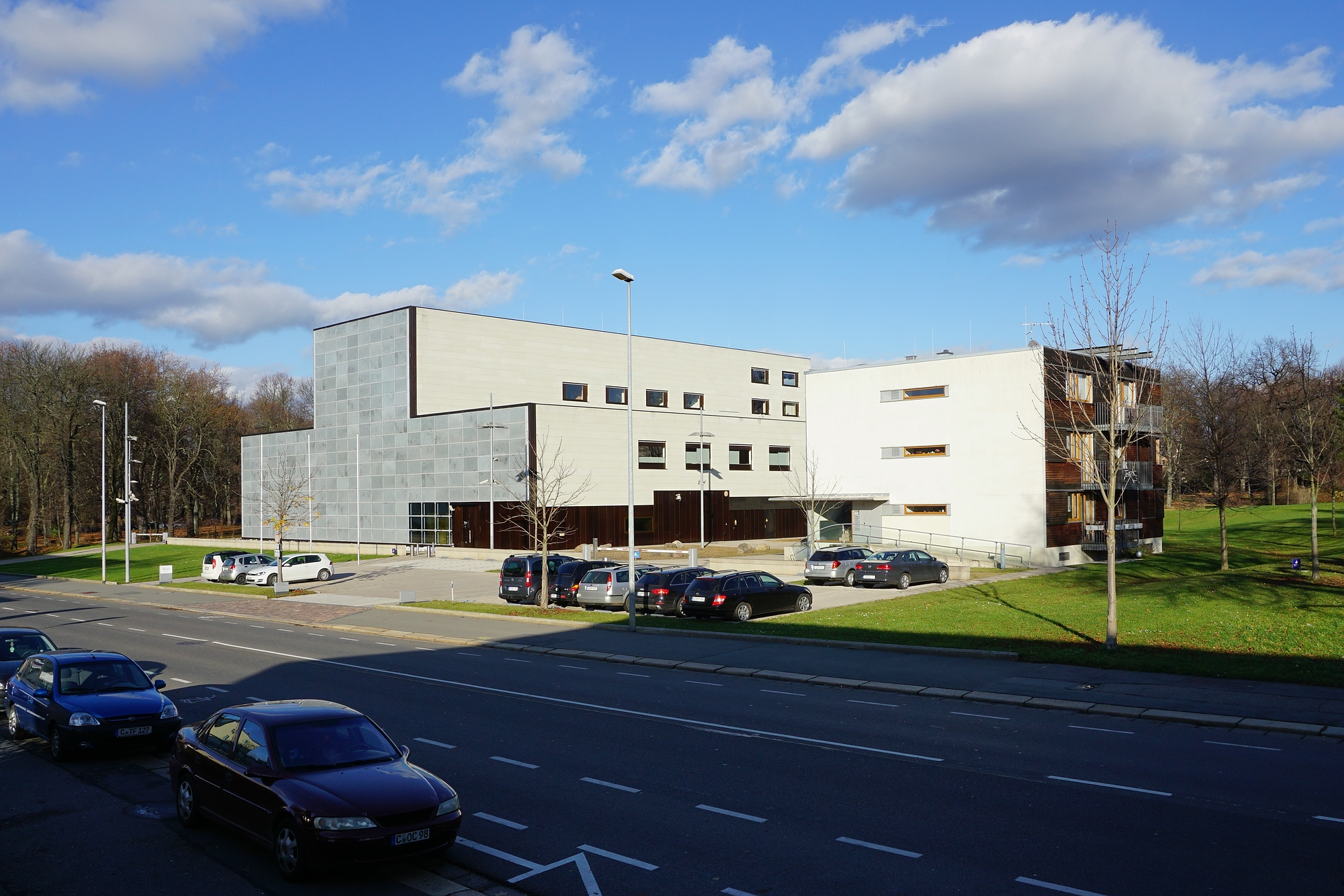
Bürohaus und Wohnhaus der Deutschen Bundesbank – Filiale Chemnitz an der Zschopauer Straße, Entwürfe des spanischen Architekten Josep Lluís Mateo

In Chemnitz haben folgende Einrichtungen und Institutionen beziehungsweise Körperschaften des öffentlichen Rechts ihren Sitz:
- Bundesanstalt für Arbeitsschutz und Arbeitsmedizin (Außenstelle)
- Bundesanstalt Technisches Hilfswerk, Ortsverband und Regionalstelle Chemnitz
- Handwerkskammer Chemnitz
- IHK Chemnitz (ehemals IHK Südwestsachsen Chemnitz-Plauen-Zwickau)
- Landesamt für Steuern und Finanzen, Dienststelle Chemnitz (ehemals Oberfinanzdirektion Chemnitz und Landesamt für Finanzen, Außenstelle Chemnitz)
- Regionaldirektion Sachsen der Bundesagentur für Arbeit (ehemaliges Landesarbeitsamt)
- Landesdirektion Sachsen
- Sächsisches Landesarbeitsgericht
- Sächsisches Landessozialgericht
- Landgericht Chemnitz
- Amtsgericht Chemnitz
- Sozialgericht Chemnitz
- Verwaltungsgericht Chemnitz
- Arbeitsgericht Chemnitz
- Kommunaler Sozialverband Sachsen, Außenstelle Chemnitz
- Straßenbauamt Chemnitz
- Landesamt für Straßenbau und Verkehr (LASuV), Autobahnmeisterei Chemnitz
- Hauptzollamt Erfurt – Standort Chemnitz (ehemals Hauptzollamt Chemnitz)
- CWE / Chemnitzer Wirtschaftsförderungs- und Entwicklungsgesellschaft mbH
- Deutsche Rentenversicherung Knappschaft-Bahn-See, Regionaldirektion Chemnitz (zuständig für Sachsen)
- Sächsische Bildungsagentur (dem Sächsischen Staatsministeriums für Kultus nachgeordnete Landesbehörde, die hauptsächlich die Aufgaben der ehemaligen Regionalschulämter wahrnimmt)
- Sächsische Landesstelle für Museumswesen
- Landesuntersuchungsanstalt für das Gesundheits- und Veterinärwesen, Standort Chemnitz
- Bundesverwaltungsamt, Standort Chemnitz[139]

### Verkehrsanbindung

Verkehrsanbindung von Chemnitz

#### Straßenverkehr

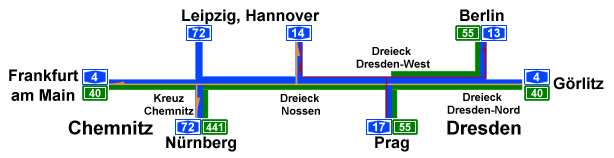
Chemnitz im sächsischen Autobahnnetz

Chemnitz wird von zwei Autobahnen durchzogen. Durch das nordwestliche Stadtgebiet führt als Ost-West-Achse die Bundesautobahn 4 Kirchheim – Görlitz. Diese trifft am Kreuz Chemnitz auf die von Hof nach Leipzig führende Bundesautobahn 72, die die westlichen Stadtteile erschließt. Im Chemnitzer Stadtgebiet gibt es acht Anschlussstellen zu den beiden Autobahnen. Die Bundesstraße 174 zwischen Chemnitz und Komotau (CZ) über Zschopau und Marienberg ist teilweise vierstreifig ausgebaut, der Ausbau innerhalb der Stadt steht bevor.

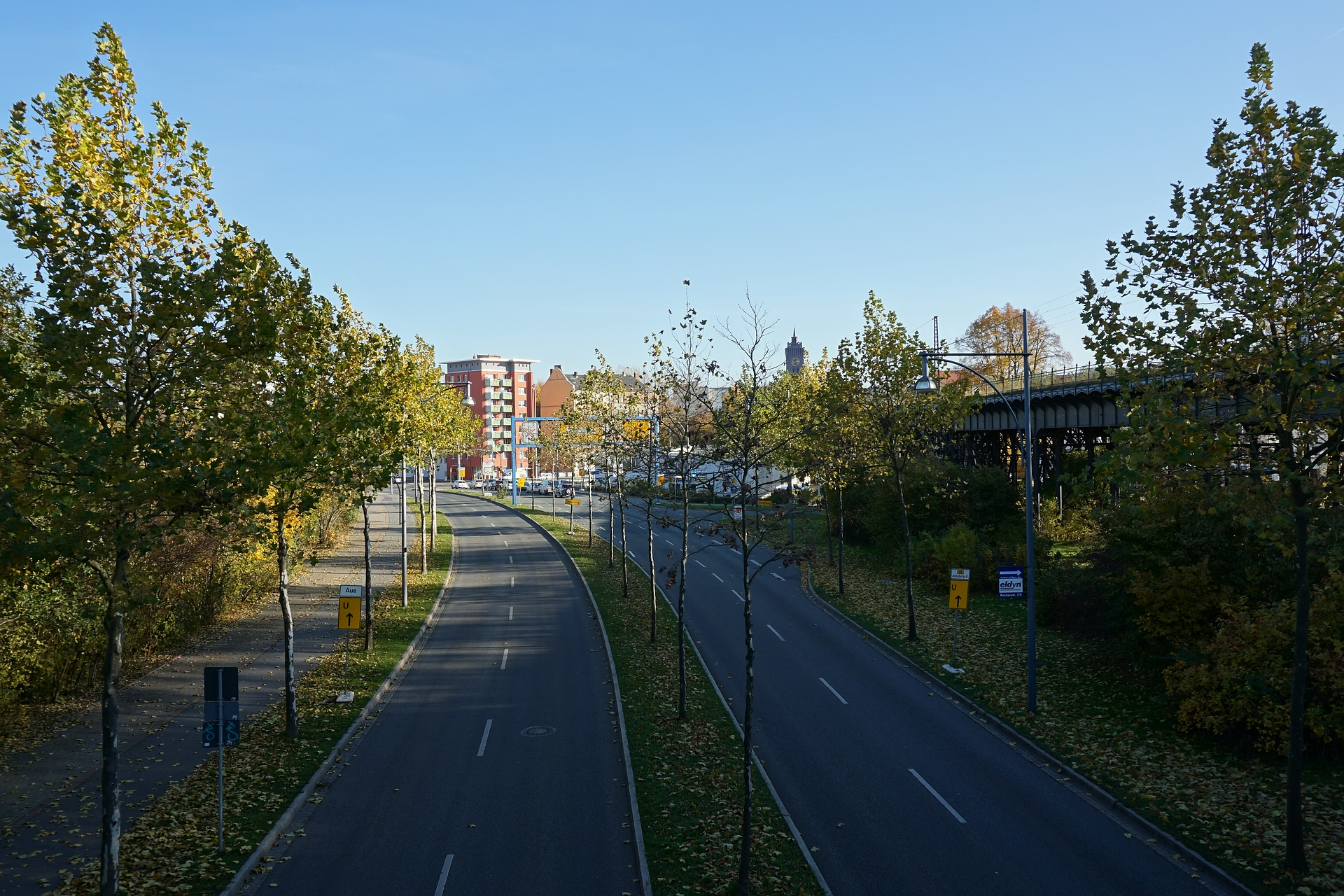
Neuer Teil der Reichsstraße zwischen der Zwickauer Straße und der Annaberger Straße

Durch das Chemnitzer Stadtgebiet führen die Bundesstraßen 95, 107, 169, 173 und 174. Sämtliche Bundesstraßen bilden den südöstlichen Teil des sogenannten Cityrings, der das Stadtzentrum vollständig umschließt. Der Südring soll in nordöstlicher und nordwestlicher Richtung verlängert werden, so dass in Zukunft der Verkehr aus Richtung Erzgebirge über diese Verbindung zur Autobahn 4 geführt werden kann. Eine Verbindung mit der westlich der Stadt liegenden BAB 72 ist bereits vorhanden.
Die Idee von zwei Stadtringen um das historische Zentrum wurde im frühen 20. Jahrhundert geboren. Jedoch konnte keiner der beiden Ringe verwirklicht werden. Es existieren ein Teilstück des Innenstadtrings im Bereich zwischen Zschopauer- und Zwickauer Straße sowie ein größerer Teil des äußeren Stadtringes, dem Südring weiter stadtauswärts.

#### Schienenverkehr

##### Entwicklung des Eisenbahnnetzes im Raum Chemnitz
Seit der Fertigstellung der Chemnitz-Riesaer Eisenbahn 1852 war die Stadt über Riesa mit der Eisenbahn an die beiden anderen sächsischen Großstädte Leipzig und Dresden angeschlossen. 1858 folgte die Erweiterung der Bahnstrecke nach Zwickau als Teil der Niedererzgebirgischen Staatsbahn, hinzu kamen in der Folgezeit weitere Bahnstrecken nach Annaberg 1866, nach Dresden und Hainichen 1869, nach Leipzig und nach Limbach 1872, nach Aue und nach Marienberg 1875, nach Stollberg sowie 1895 und 1902 nach Wechselburg. 1903 folgte die für den Güterverkehr bestimmte Güterumgehungsbahn nach Grüna. Chemnitz zählte in der Weimarer Republik zu den Städten mit der höchsten Verkehrsdichte, so verkehrten 1927 ab Chemnitz Hauptbahnhof 360 Zugfahrten täglich (dies entsprach Leipzig Hauptbahnhof). Mit dem Einbau einer Seilablaufanlage wurde der Rangierbahnhof Chemnitz-Hilbersdorf 1929 zu einem der modernsten Deutschlands.

##### Eisenbahnverkehr

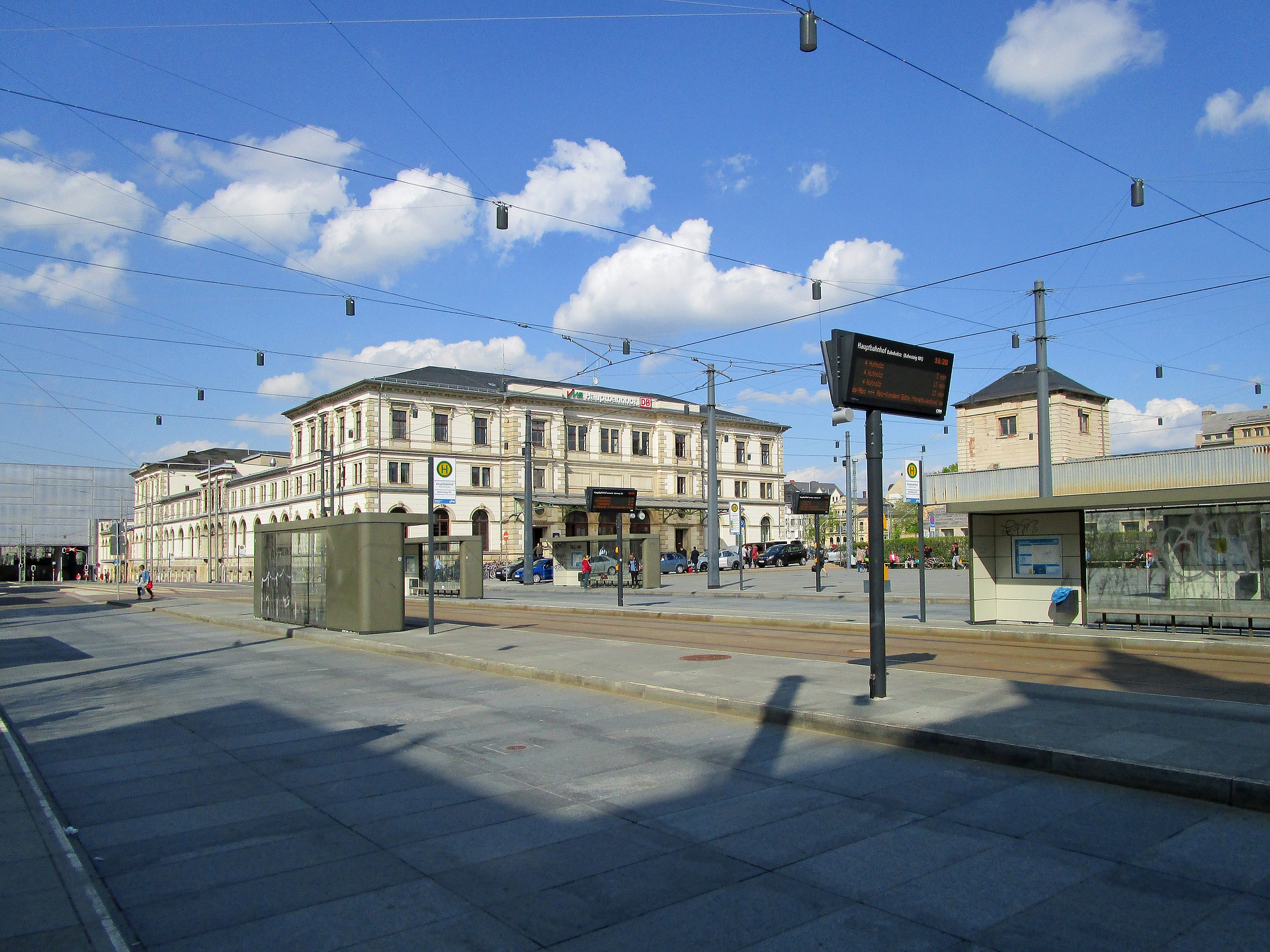
Empfangsgebäude und Vorplatz des Chemnitzer Hauptbahnhofes

Nach Dresden und Zwickau verkehren Regionalbahnen der Bayerischen Oberlandbahn, vermarktet als Mitteldeutsche Regiobahn, im Stundentakt. Darüber hinaus bedienen ausgehend von Dresden Regional-Express-Züge die Sachsen-Franken-Magistrale bis Hof. Bis Dezember 2011 verknüpfte eine Regional-Express-Verbindung Chemnitz über die Mitte-Deutschland-Verbindung mit Erfurt und Göttingen, seitdem muss auf dieser Relation in Glauchau umgestiegen werden. Stündlich stellen Regional-Express-Züge die Verbindung zum nationalen Knoten Leipzig Hauptbahnhof sicher. Auf den Strecken in Richtung Annaberg-Buchholz und Vejprty sowie nach Pockau-Lengefeld und Olbernhau über Flöha verkehren Regionalbahnen der Erzgebirgsbahn. Die Strecken nach Stollberg, nach Burgstädt, nach Hainichen und nach Aue werden durch die City-Bahn Chemnitz befahren.
Die Strecken nach Grüna/Wüstenbrand und Limbach-Oberfrohna sind stillgelegt und werden weder für Personen- noch für Güterverkehr genutzt.
Am 11. Dezember 2005 startete die Deutsche Bahn mit dem Chemnitz-Leipzig-Express (CLEX) und der Kampagne „Start-Ziel-Sieg: 59 Minuten von Chemnitz nach Leipzig“ Bemühungen, die Verbindungen von und nach Chemnitz zu verbessern. Dabei wurde zwar die Strecke nach Leipzig 2004–2006 für eine Geschwindigkeit von abschnittsweise bis zu 160 km/h ausgebaut, jedoch ist die Bahnstrecke größtenteils eingleisig und zudem nicht elektrifiziert. Seit 2015 wird die Strecke nicht mehr durch DB Regio Südost mit Neigetechnik-Triebwagen bedient, sondern durch die Transdev Regio Ost mit lokbespannten Reisezugwagen.
Im Eisenbahngüterverkehr ist Chemnitz nach Stilllegung und Abbruch des Rangierbahnhofes Chemnitz-Hilbersdorf kein Eisenbahnknoten mehr.
Nach Einstellung des Interregios Berlin–Riesa–Chemnitz im Jahre 2006 war der Vogtland-Express die einzige Fernverkehrsanbindung der Stadt. Zum 31. Dezember 2012 wurde diese Linie eingestellt und durch eine gleichnamige Fernbuslinie ersetzt. Im Juni 2022 wurde nach mehr als 15 Jahren Unterbrechung erstmals wieder eine Intercity-Verbindung von Chemnitz über Dresden und Berlin nach Rostock-Warnemünde eingerichtet. Zuvor war Chemnitz lange Zeit die größte deutsche Stadt ohne Anbindung an den Fernverkehr der Deutschen Bahn.

#### Öffentlicher Nahverkehr

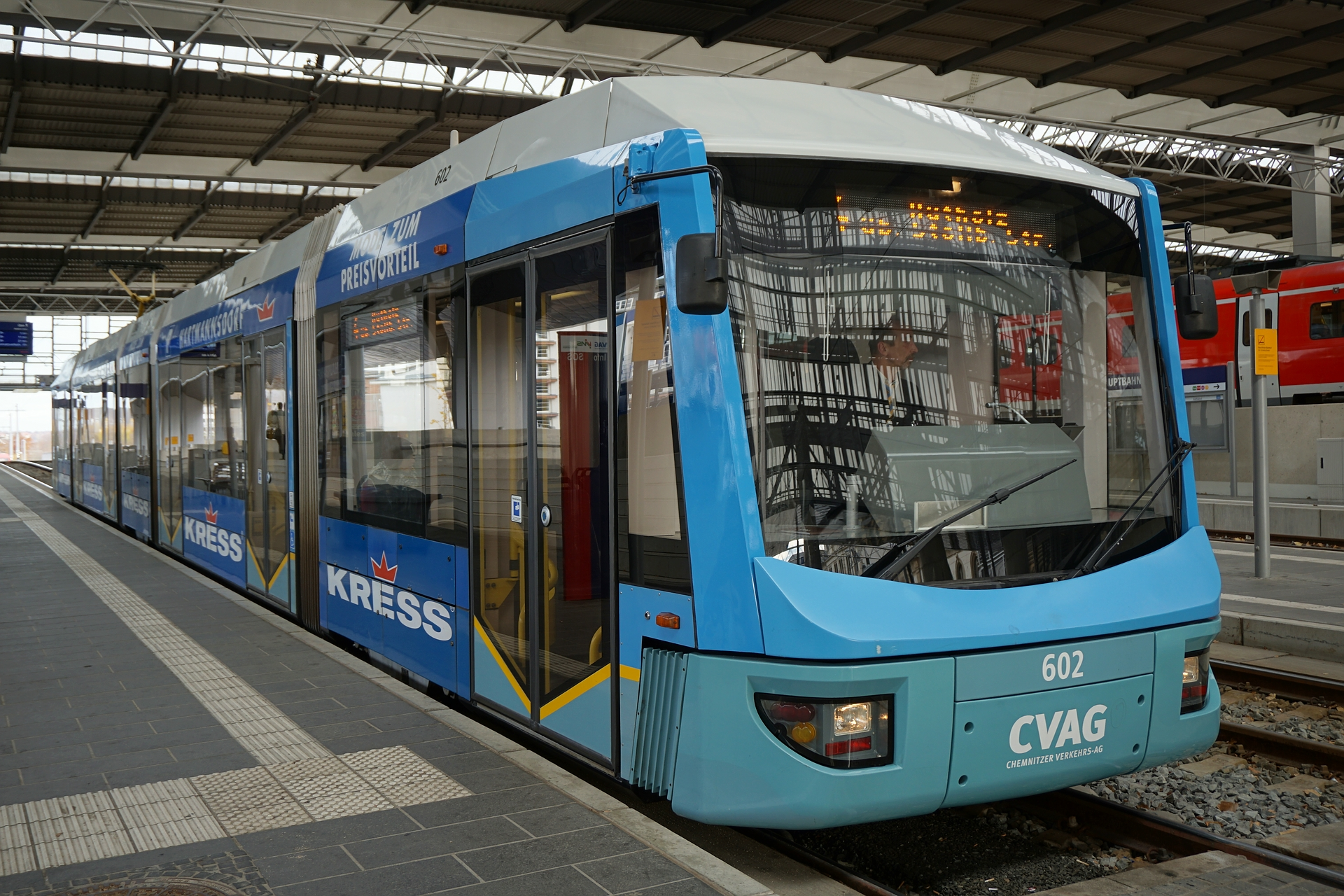
Ein Fahrzeug der in Chemnitz als Straßenbahn verkehrenden Variobahn

Den innenstädtischen öffentlichen Personennahverkehr bedienen sechs Straßenbahnlinien, 25 Stadtbuslinien der Chemnitzer Verkehrs-Aktiengesellschaft (CVAG) und 27 Regionalbuslinien. Des Weiteren führen nunmehr mehrere Stadtbahnlinien vom Stadtzentrum nach Stollberg, Burgstädt, Mittweida und Hainichen. Dabei befahren die Niederflurfahrzeuge sowohl das Straßenbahn- als auch das Eisenbahnnetz. Täglich bedienen zwischen 23:45 Uhr und 4:45 Uhr acht Nachtbuslinien alle dichtbesiedelten Stadtteile. Die Stadt Chemnitz ist in den Verkehrsverbund Mittelsachsen (VMS) eingebunden. Alle öffentlichen Verkehrsmittel können daher zu einheitlichen Tarifen des VMS benutzt werden.
Die drei wichtigsten Haltestellen des öffentlichen Nahverkehrs sind Zentralhaltestelle mit jeweils vier Straßenbahn- und Stadtbahn- sowie neun Stadtbuslinien, Omnibusbahnhof als Zentraler Omnibus-Bahnhof (ZOB) für den Regional- und Fernbusverkehr und Hauptbahnhof, Knotenpunkt der 19 im Stadtgebiet liegenden Bahnhöfe als zentraler Umsteigepunkt zum Schienenverkehr.

Chemnitzer Straßenbahnnetz seit Liniennetzumstellung am 10. Dezember 2017

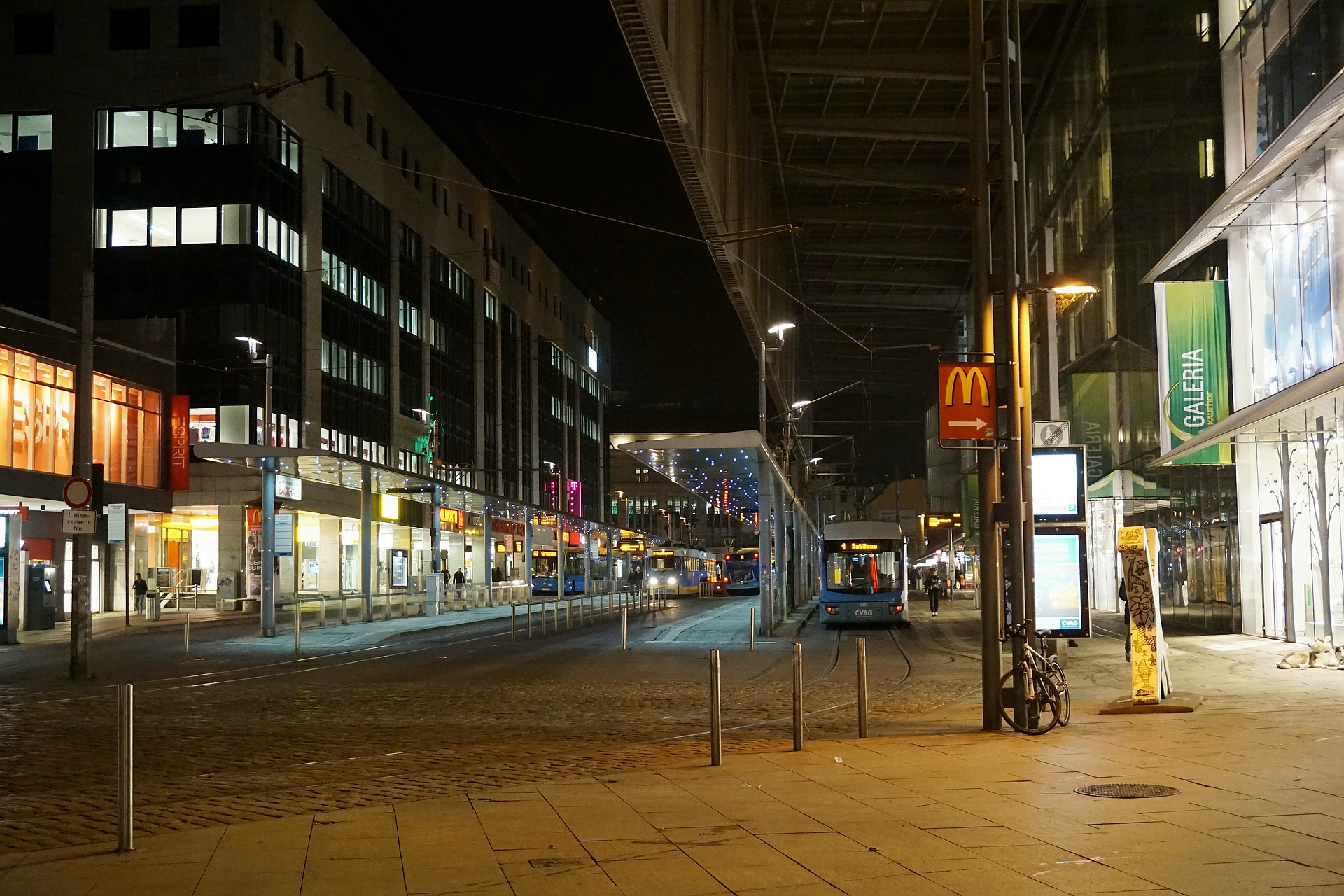
Zentralhaltestelle in Chemnitz mit der Lichtinstallation von Yann Kersalé

Das Streckennetz der Straßenbahn ist verhältnismäßig klein und bedient hauptsächlich Stadtteile im südlichen Stadtgebiet, da im Rahmen eines Umspurungsprogrammes (von 925 mm auf 1435 mm) bis Ende der 1980er-Jahre Strecken stillgelegt und insbesondere in nördlichen Stadtteilen (noch) nicht reaktiviert wurden. Die sechs Straßenbahnlinien tragen einstellige Liniennummern. Rund die Hälfte aller eingesetzten Straßenbahnfahrzeuge waren bis 2020 hochflurig. Inzwischen werden die hochflurigen Tatra-Bahnen nur noch eingesetzt, wenn zu viele Skoda- bzw. Vario-Bahnen ausfallen.

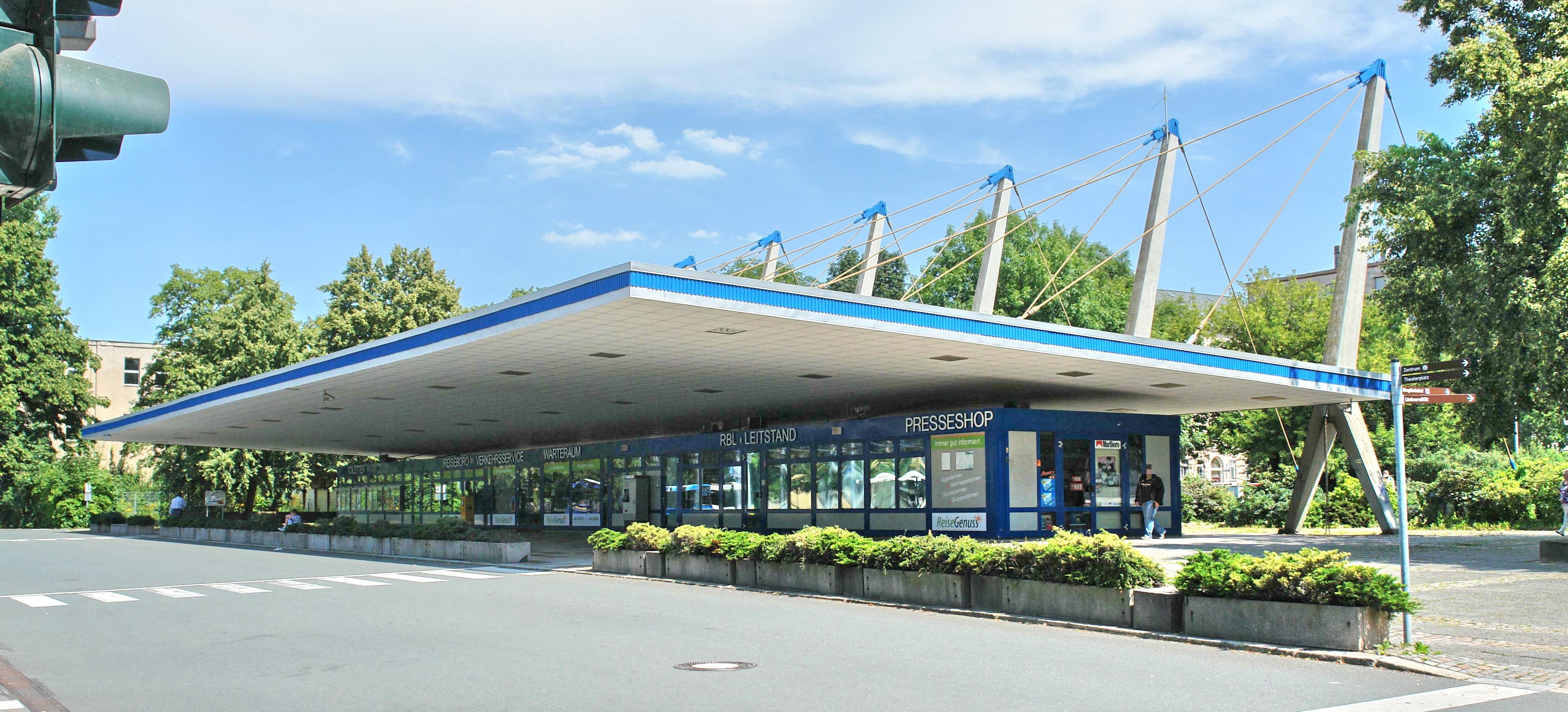
Wartehalle des Busbahnhofs Chemnitz, 2008

Sämtliche Stadtbuslinien werden mit behindertenfreundlichen Niederflurbussen befahren, die mit einer elektronisch gesteuerten Luftfederung ausgestattet sind. Stadtbusse tragen zweistellige Liniennummern, die acht Nachtbuslinien vor den zweistelligen Linienkennungen das Präfix N.
Zusätzlich zum rein städtischen Nahverkehr werden im Stadtgebiet 27 Regionalbuslinien (betrieben von Regiobus Mittelsachsen und Regionalverkehr Erzgebirge) bedient. Darunter sind zwei Expressbuslinien. Die Regionalbuslinien haben eine dreistellige Nummerierung.
Seit 2014 wurden im Rahmen des Chemnitzer Modells die Regionalstadtbahnlinien nach Burgstädt, Hainichen und nach Mittweida mit neu beschafften Zwei-System-Fahrzeugen in Niederflurbauweise über das Straßenbahnnetz sukzessive in die Chemnitzer Innenstadt verlängert. Dabei ist 2014 eine Durchfahrt im Hauptbahnhof geschaffen worden, um Straßenbahn- und Eisenbahnnetz miteinander zu verbinden. Nach der im Dezember 2017 erfolgten Fertigstellung der neuen Straßenbahnstrecke über die Technische Universität bis zur Endhaltestelle Technopark wurde dort im Januar 2022 eine Verknüpfung zur Bahnstrecke Chemnitz–Adorf in Betrieb genommen, um das südliche Umland zu erschließen. Weitere Ausbaustufen sehen die Erschließung nördlicher und östlicher Stadtteile mit Straßenbahnstrecken sowie deren jeweilige Fortführung ins Umland vor.
Die Regionalstadtbahnlinien der City-Bahn Chemnitz nach Stollberg (C11), Aue und Burgstädt (C13), Thalheim und Mittweida (C14) sowie Hainichen (C15) tragen zweistellige Liniennummern mit einem vorangesetzten C. Auf den Stadt-Umland-Linien C11-C15 werden nur Niederflurbahnen eingesetzt.

#### Flugverkehr
Südlich von Chemnitz befindet sich der Flugplatz Chemnitz-Jahnsdorf.

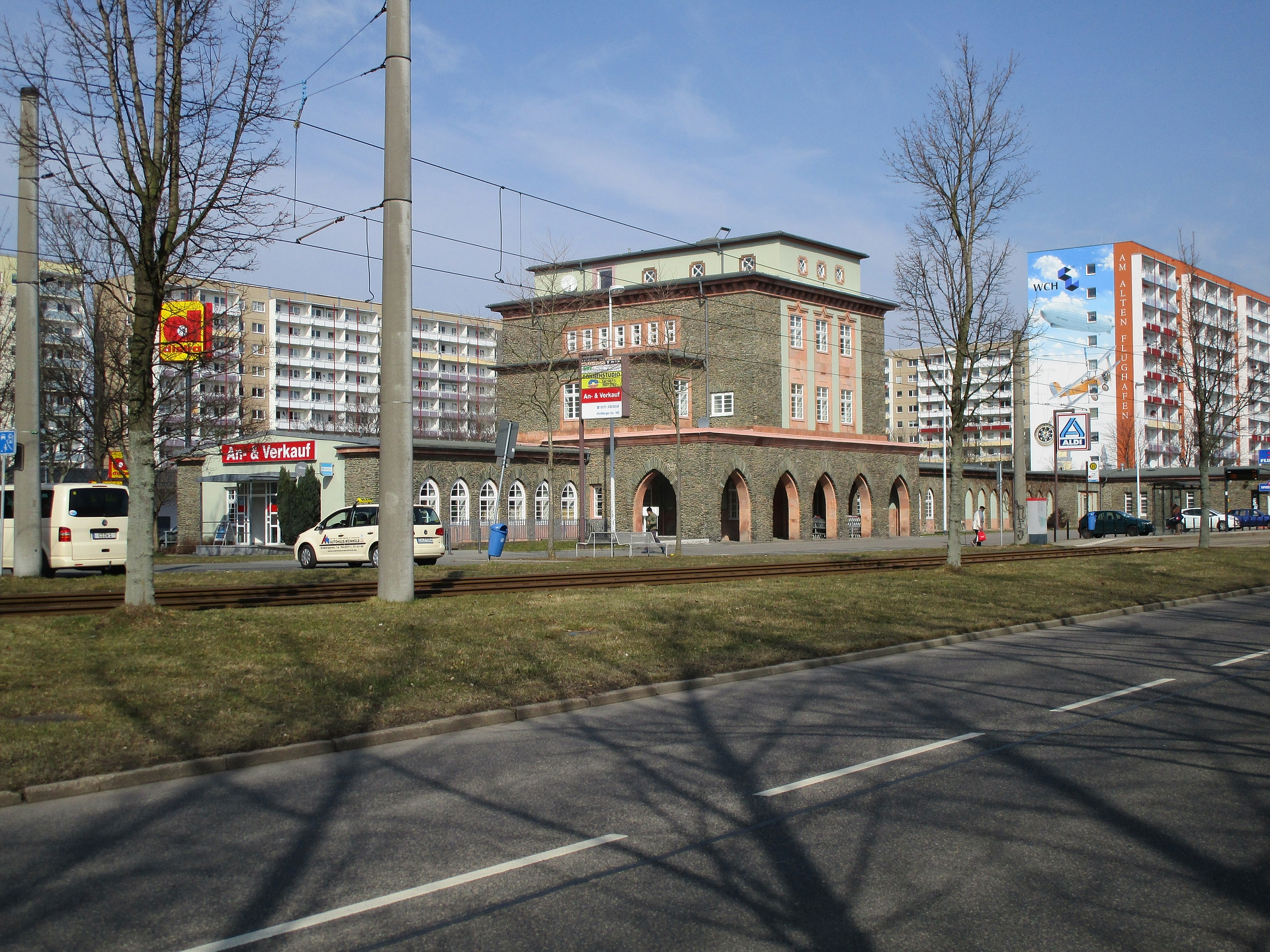
Ehemaliges Flughafengebäude an der Stollberger Straße

Der Flugplatz Chemnitz-Jahnsdorf ist nicht der erste Chemnitzer Flughafen. Die ersten Luftfahrt-Veranstaltungen nach dem Bauprinzip „schwerer als Luft“ fanden am 21./23. und 29. Mai 1911 auf dem alten Flugplatz an der Zschopauer Straße statt. Jahre später wurde dann an der Stollberger Straße ein neuer Flughafen eröffnet. Die Einweihung fand am 2. Mai 1926 und der reguläre Flugverkehr einen Tag später statt. Es gab Verbindungen nach Dresden, Leipzig, Plauen und Prag. Da in den 1930er-Jahren die Flugzeuge größer und schneller wurden, lohnten Kurzstrecken nicht mehr und die Linienflüge wurden eingestellt. Beim Frachtverkehr rangierte der Flughafen lange Zeit deutschlandweit an vierter Stelle nach Berlin, Frankfurt/M. und Köln. Später noch für Rundflüge genutzt, wurde mit Beginn des Zweiten Weltkrieges der zivile Flugverkehr ganz eingestellt. 1958 bis 1962 bediente die Deutsche Lufthansa der DDR den Flughafen im Inlandsflugverkehr. Mit Flugzeugen des Typs Antonow An-2 wurden Berlin-Schönefeld (bis sechsmal täglich), Dresden, Leipzig und Erfurt angeflogen. Bis in die 1970er-Jahre wurde der Flugplatz von der GST genutzt. Erhalten geblieben vom einstigen Flughafen ist lediglich das Flughafengebäude (auch „Ikarus“ genannt) an der Stollberger Straße, das ehemalige Flugfeld wurde bebaut und Teil des Wohngebietes „Fritz Heckert“.
Die nächstgelegenen internationalen Flughäfen sind der Flughafen Dresden (80 Kilometer), der Flughafen Leipzig/Halle (90 Kilometer) und der Flughafen Prag (145 Kilometer). Außerdem gibt es den etwa 50 Kilometer entfernten Flugplatz Altenburg-Nobitz, der momentan keine Linienflüge anbietet. Es gibt zu keinem der Flughäfen einen dafür eingerichteten öffentlichen Zubringerdienst von Chemnitz aus, verschiedene Taxiunternehmen bieten aber Zubringerdienste an.

### Medien

#### Medienhaus Chemnitz

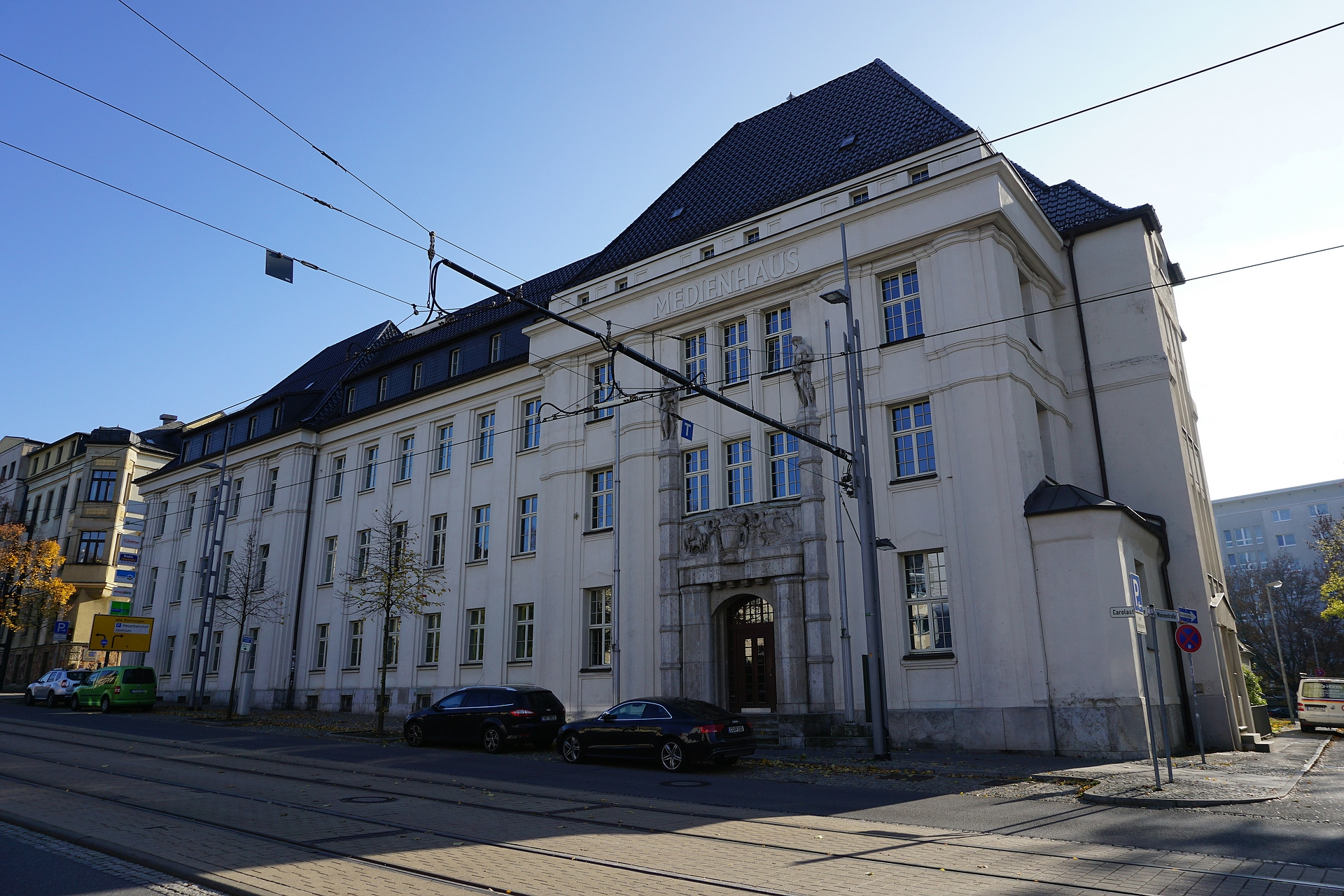
Chemnitzer Medienhaus in der Carolastraße

Das Medienhaus Chemnitz befindet sich auf der Carolastraße zwischen der Straße der Nationen und dem Hauptbahnhof Chemnitz.
Die Geschichte des Gebäudes beginnt in den Jahren 1862 bis 1864, als mit dem Bau zweier einzeln stehender Privatvillen in der damaligen Karolinenstraße Nr. 4 und Nr. 6 begonnen wurde. In den Jahren 1910 bis 1911 wurde das Haus Nr. 4 zum Geschäftssitz der Handelskammer Chemnitz, nach Plänen des Chemnitzer Architekturbüros Zapp & Basarke, umgestaltet. Nach 28 Jahren, im Jahr 1938 erwarb die Handelskammer das Grundstück Nr. 6 und führte die beiden Häuser, durch einen baulichen Zusammenschluss, nach den Plänen des Architekten Erich Basarke, zusammen. Nach dem Krieg im Jahr 1945 kam das Haus in den Besitz der Sowjetischen Militäradministratur. Im Jahre 1950 wurde das Medienhaus erneut zum Geschäftssitz der Industrie- und Handelskammer Chemnitz unter der Adresse Bahnhofsstraße 4–6. Nach der Wende im Jahr 1991 wurde das Haus unter Denkmalschutz gestellt und die Bahnhofstraße in Carolastraße umbenannt. Von 1991 bis 2000 richteten verschiedene Unternehmen Büroräume im Haus ein. Im Jahre 2000 und 2001 wurde das Haus komplett saniert und als Medienhaus Chemnitz eingerichtet. Im Haus sind Printunternehmen (wie der Telefonbuch-Verlag Sachsen GmbH) und Hörfunksender (wie Radio Chemnitz, MDR Sachsen), Produktionsstudios (wie soundjack tonstudios gmbh) untergekommen.

#### Presse

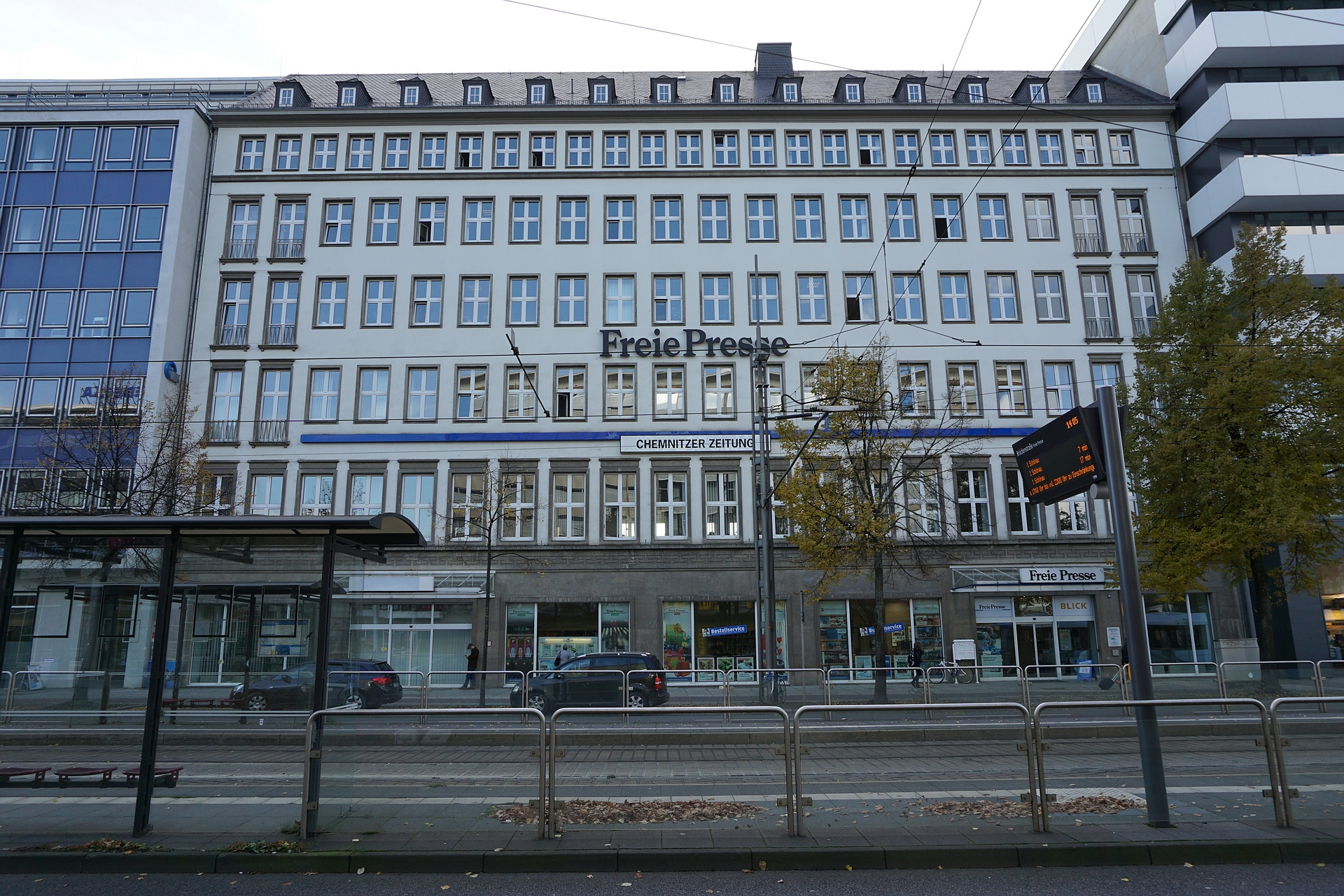
Verlagsgebäude der Chemnitzer Tageszeitung Freie Presse

Im ehemaligen Direktionsbezirk Chemnitz erscheint als Tageszeitung die Freie Presse. Sie ist mit einer verkauften Auflage im vierten Quartal 2007 von 311.200 Exemplaren pro Werktag (Quelle: IVW) nach eigener Aussage die auflagenstärkste regionale Tageszeitung Mitteldeutschlands. Des Weiteren erscheint in der Stadt die Chemnitzer Morgenpost (verkaufte Auflage VI/2007: 33.000 Exemplare) von Gruner + Jahr als Lokalausgabe der Morgenpost Sachsen. Sie gibt es mit einer eigenen Ausgabe am Sonntag („Morgenpost am Sonntag“). Die bundesweit erscheinende Bild-Zeitung bedient mit einer Redaktion in Chemnitz die Region, verkaufte Auflage: 50.600 Stück. Die monatlich erscheinenden Stadtmagazine „371 Stadtmagazin“ (etwa 17.000), Stadtstreicher (etwa 17.400), Blitz! Chemnitz (etwa 22.700) und port01 (etwa 8.600) enthalten einen Veranstaltungsplaner für Chemnitz, Zwickau und deren Großraum.
Als kostenlose Chemnitzer Anzeigenblätter werden jeden Mittwoch der WochenSpiegel und BLICK sowie samstags der WochenSpiegel zum Wochenende verteilt, der BLICK erscheint zudem sonntags als Sonntagsblick.
Die Stadt Chemnitz gibt das wöchentlich das Amtsblatt Chemnitz heraus. Es wird von der Pressestelle im Rathaus redaktionell betreut und mit einer Auflage von 130.000 Exemplaren mittwochs kostenlos an einen Großteil der Chemnitzer Haushalte verteilt. Das zum Teil von Anzeigen finanzierte Rathaus-Journal veröffentlicht amtliche Bekanntmachungen und berichtet über das aktuelle Stadtgeschehen. Es kann (zurück bis ins Jahr 2005) als PDF-Datei auf der städtischen Internetseite heruntergeladen werden.

#### Hörfunk
Seit dem 23. Mai 1993 ist der Radiosender Radio Chemnitz terrestrisch über die Frequenz 102,1 MHz in der Region Chemnitz zu empfangen. Ebenso kann terrestrisch auf 102,7 MHz Montag bis Freitag von 18 bis 19 Uhr das „Radio UNiCC“ – das Uniradio der TU Chemnitz – sowie von 19 bis 23 Uhr (Samstag und Sonntag von 12 bis 24 Uhr) das Chemnitzer Freie Radio Radio T empfangen werden. Auf der gleichen Frequenz sendete aus dem Medienhaus Chemnitz das sächsische Programm apollo radio, welches heute aus Dresden sendet. Einer der Sächsischen Ausbildungs- und Erprobungskanäle (kurz: SAEK) war in Chemnitz ansässig und sendete per Livestream im Internet. Der Mitteldeutsche Rundfunk (MDR) berichtet auf der Frequenz 92,8 MHz im Programm MDR Sachsen mehrfach am Tag aus seinem Chemnitzer Studio. Der private Hörfunkkanal Radio PSR (100,0 MHz) hatte ab 1992 ein Regionalstudio in Chemnitz, das später geschlossen wurde. Regionale Informationen aus Chemnitz und der Umgebung gibt es zudem im Programm von Radio Energy (97,5 MHz), das hier seit dem 21. Juni 1993 sendet und zunächst ein Regionalstudio am Rosenhof und später in der Schulstraße (Europark) unterhielt.

#### Fernsehen
In der Region Chemnitz ist über Kabel und Antenne der Fernsehsender Sachsen Fernsehen zu empfangen, der von der 09111 Studio Chemnitz GmbH & Co. KG produziert wird. Zunächst begann dieser Regionalsender am 4. Oktober 1993 mit der erst viertel-, dann halbstündigen Sendung Drehscheibe Chemnitz, die als werktägliches Regionalfenster das analog auf dem terrestrischen Kanal 45 ausgestrahlte VOX von 17:30 bis 18:00 Uhr unterbrach. Die Wiederholung erfolgte von 18:00 bis 18:30 Uhr, ebenso werktäglich, auf Kanal 47, auf dem das Programm von RTL ausgestrahlt wurde. Seit Juli 1999 ist Sachsen Fernsehen ganztägig auf dem bisher von RTL genutzten terrestrischen Kanal zu sehen. Weitere Lizenznehmer sind Leipzig Fernsehen und Dresden Fernsehen.
Der SAEK betreibt in Chemnitz einen Fernsehbereich, bei dem sich junge Fernsehmacher ausprobieren können. Dafür stellt Sachsen Fernsehen sonntags ein Programmfenster bereit. Daneben gab es 1995/96 mit MIG Chemnitz TV ein weiteres Regionalprogramm, das hauptsächlich analog im Kabelnetz der RFC ausgestrahlt wurde. Außer einer Bildschirmzeitung wurde ein täglich wiederholtes wöchentliches Regionalmagazin gezeigt.

#### Filme
Karl-Marx-Stadt war Handlungs-, jedoch kein Drehort im James-Bond-Film Octopussy aus dem Jahre 1983.
Daneben existieren mehrere Filme mit Chemnitz als Drehort, so „Bilderbuch Deutschland: Chemnitz – Das Tor zum Erzgebirge“, die Erstausstrahlung der 45-minütigen Dokumentation in der ARD erfolgte am 27. Juni 2004. Die neunteilige Jugendserie „Die Eisprinzessin“ der ARD von 1991 hatte ebenfalls Chemnitz als Drehort.
Die Folge „Reklamierte Rosen“ der Fernsehserie Polizeiruf 110 von 1976 spielt teilweise in Karl-Marx-Stadt.
Der Chemnitzer Filmnachwuchs wird durch die Chemnitzer Filmwerkstatt gefördert.
2010 wurde Chemnitz in dem deutschen, 2011 zum ersten Mal ausgestrahlten Film Go West – Freiheit um jeden Preis zum Drehort. In dem ersten Teil des Films ist das Eisenbahnmuseum Chemnitz-Hilbersdorf Drehort für einen tschechischen Güterbahnhof. Im zweiten Teil ist Chemnitz ein Drehort für eine Szene in Budapest. Dabei sind die Gebäude der Chemnitzer Innenstadt sowie der Sonnenberg mit seiner markanten Markuskirche im Hintergrund zu sehen.

### Tourismus

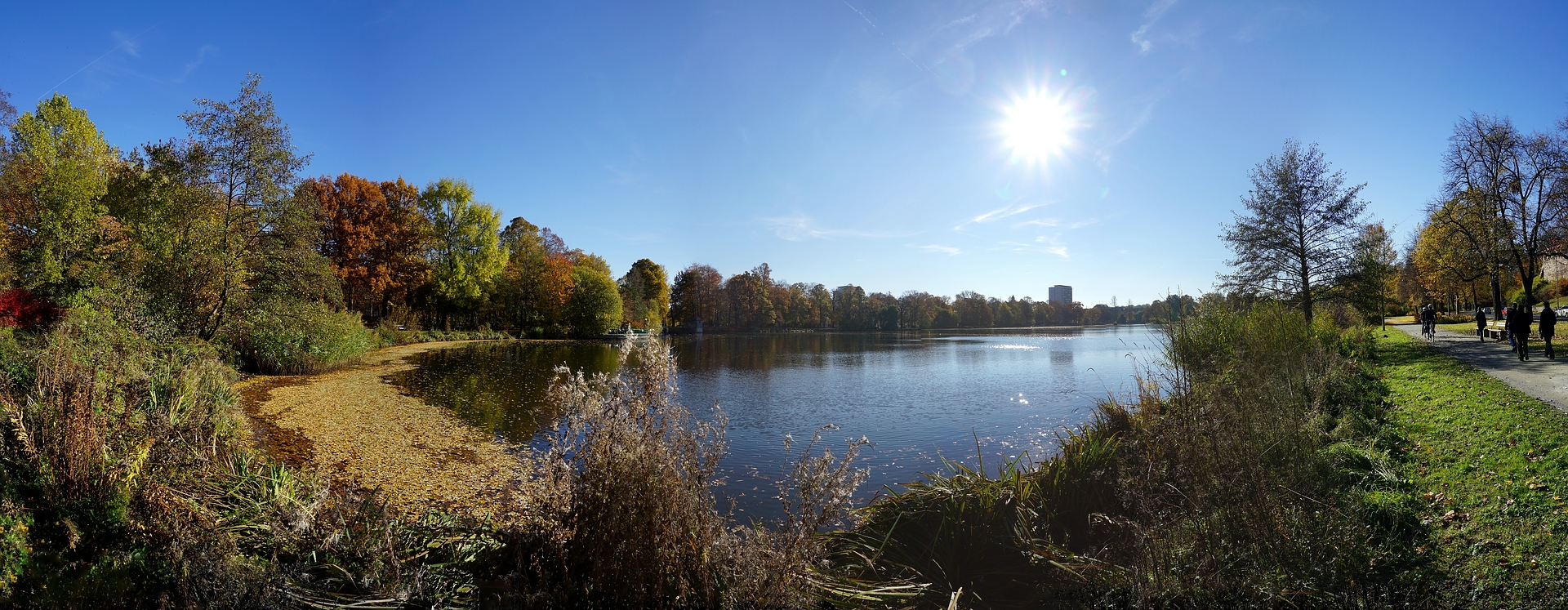
Schlossteich und Parkanlagen am Schlossteich

#### Überblick
Die Sehenswürdigkeiten der Stadt, ihre Veranstaltungen und Messen und die Nähe zum Erzgebirge ziehen zahlreiche Touristen und Geschäftsreisende an. Jährlich besuchen knapp 215.000 Gäste die Stadt und verweilen im Schnitt zwei Tage. Der Anteil der ausländischen, zum Großteil europäischen, Gäste betrug dabei fast 20 %.

#### Hotels
In der alten Industrie- und Handelsstadt Chemnitz war bis zu deren Zerstörung 1945 eine Vielzahl von Hotels ansässig. Große Häuser wie das Hotel Stadt Gotha oder das Hotel Carola prägten das Stadtbild architektonisch. Schon vor der Gründerzeit besaß Chemnitz Herbergen und Hotels. Im Hotel de Saxe am Roßmarkt nächtigte Johann Wolfgang von Goethe im September 1810 während seines Chemnitz-Aufenthaltes.
Das 1930 eröffnete und im damaligen modernen Stil gebaute Hotel Chemnitzer Hof bildet mit den in Karl-Marx-Stadt neu errichteten Hotelbauten Dorint Kongresshotel und Hotel an der Oper, neben einer Vielzahl von kleineren Hotels, den Kern des Hotelangebotes in Chemnitz.

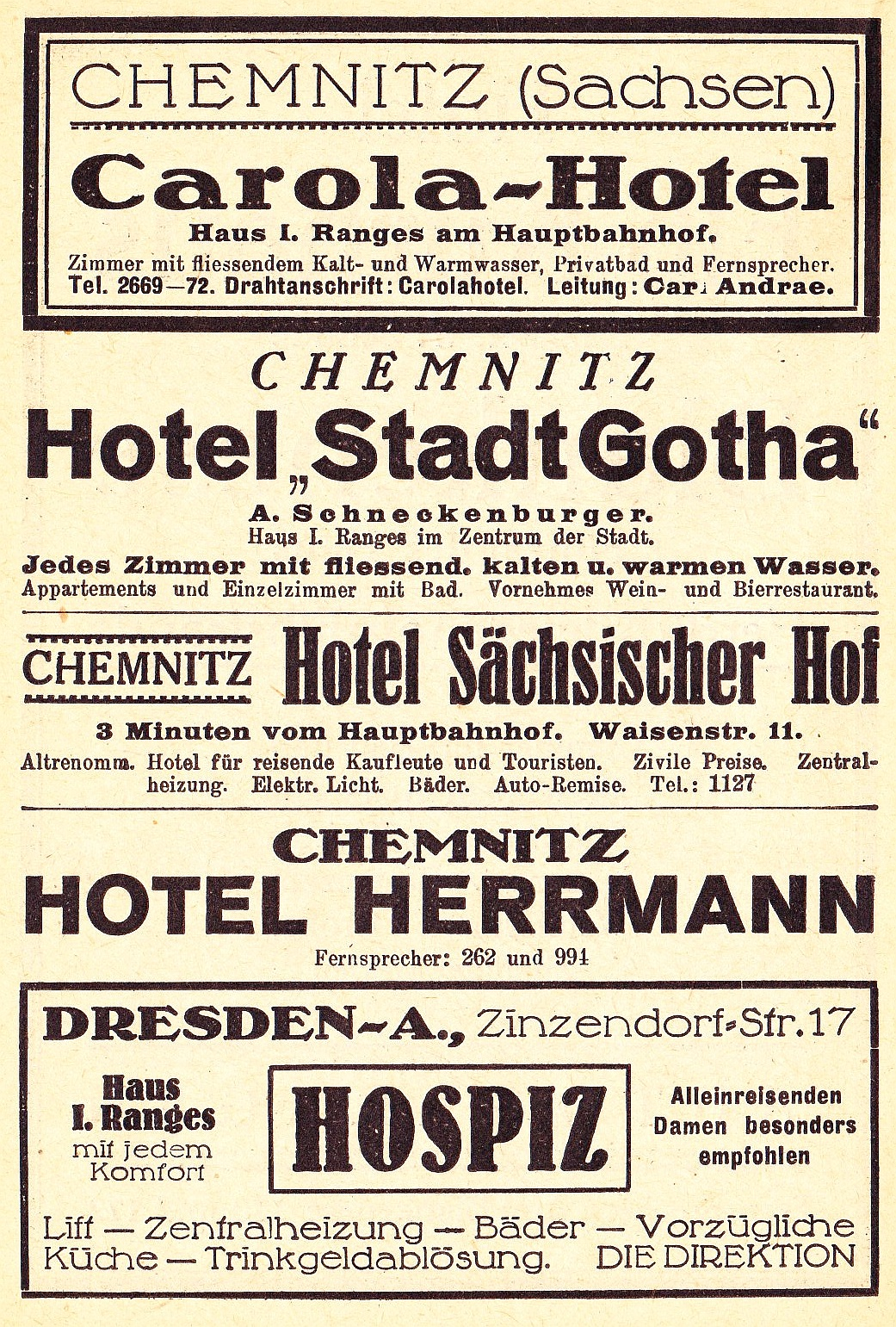
Werbung von 1924 für das Carola-Hotel, das Hotel Stadt Gotha, den Sächsischen Hof und das Hotel Herrmann
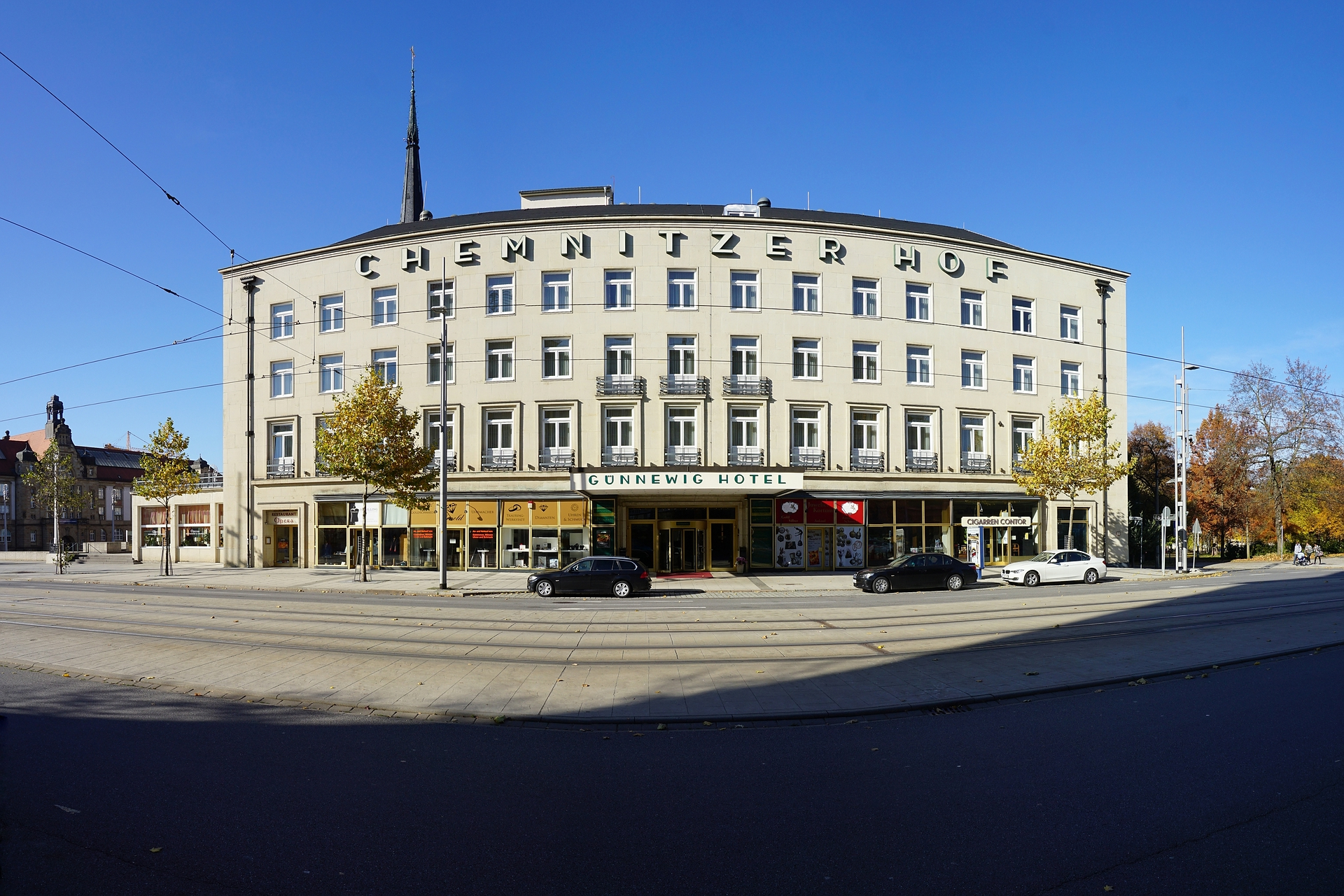
Hotel Chemnitzer Hof, vom Architekten Heinrich Straumer entworfen und 1930 eröffnet
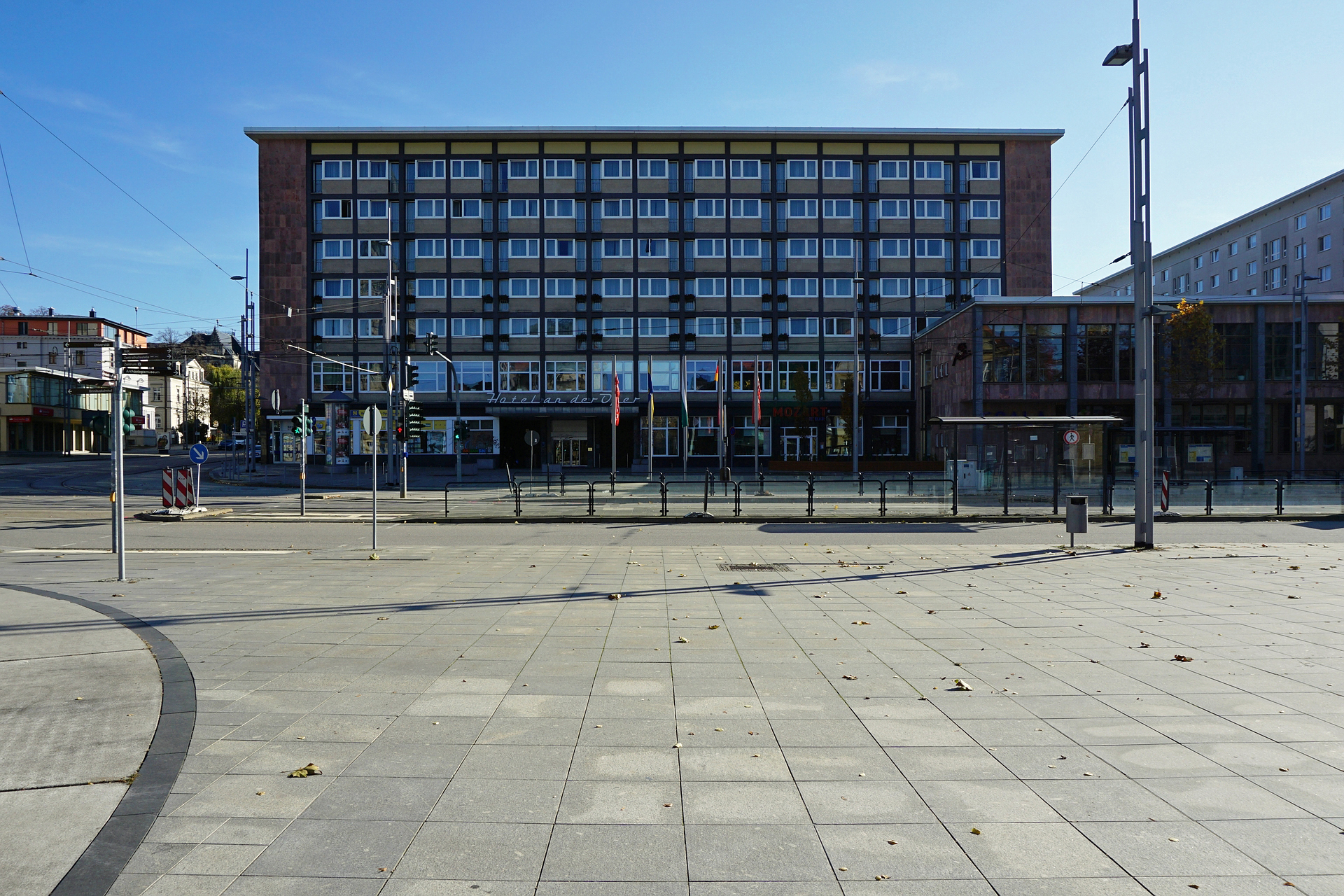
1962 als Hotel Moskau eröffnetes Hotel an der Oper
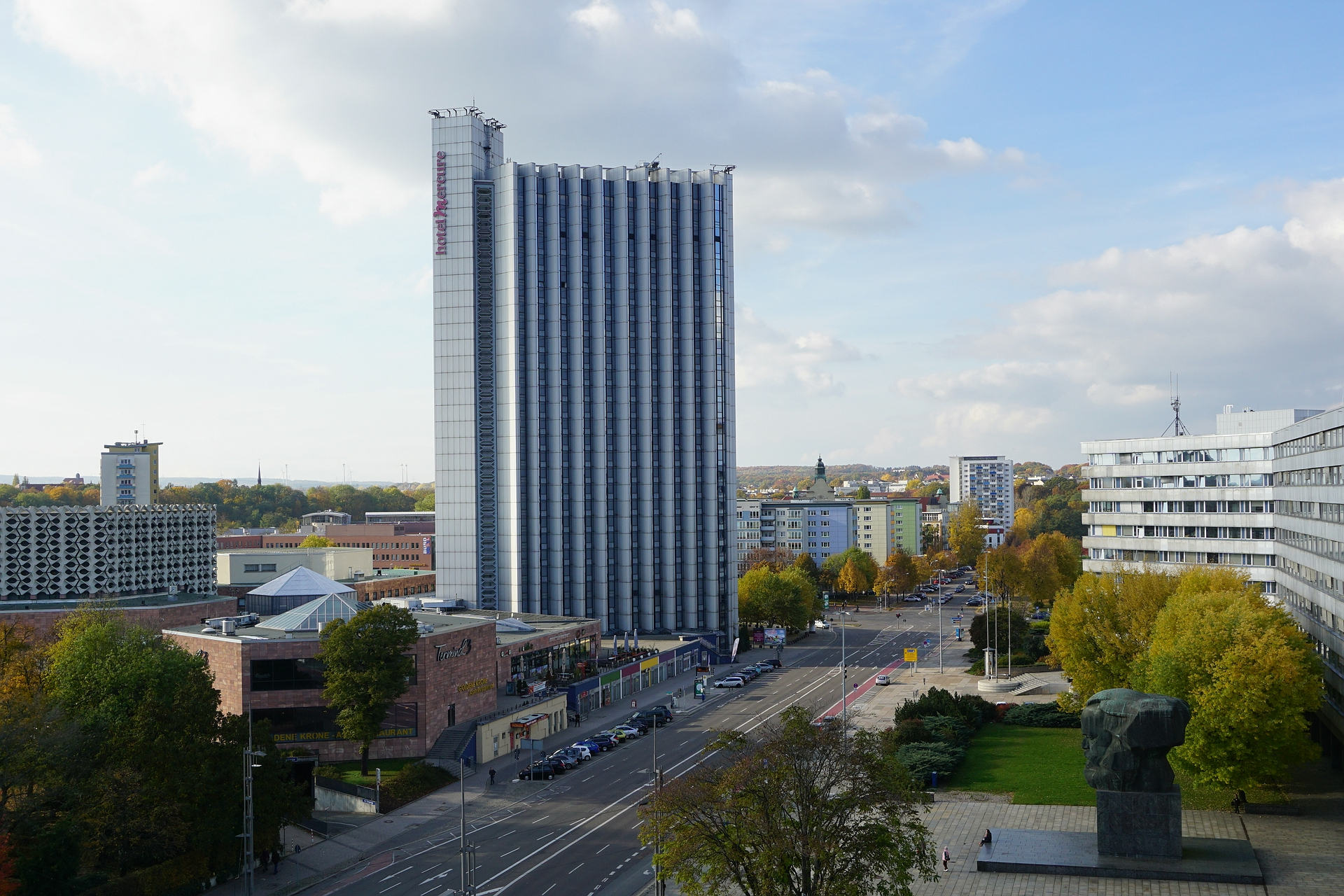
1974 als Hotel Kongreß eröffnetes Dorint Kongresshotel – mit 97 m das höchste Gebäude in Chemnitz

## Sehenswürdigkeiten und Kultur

### Wahrzeichen

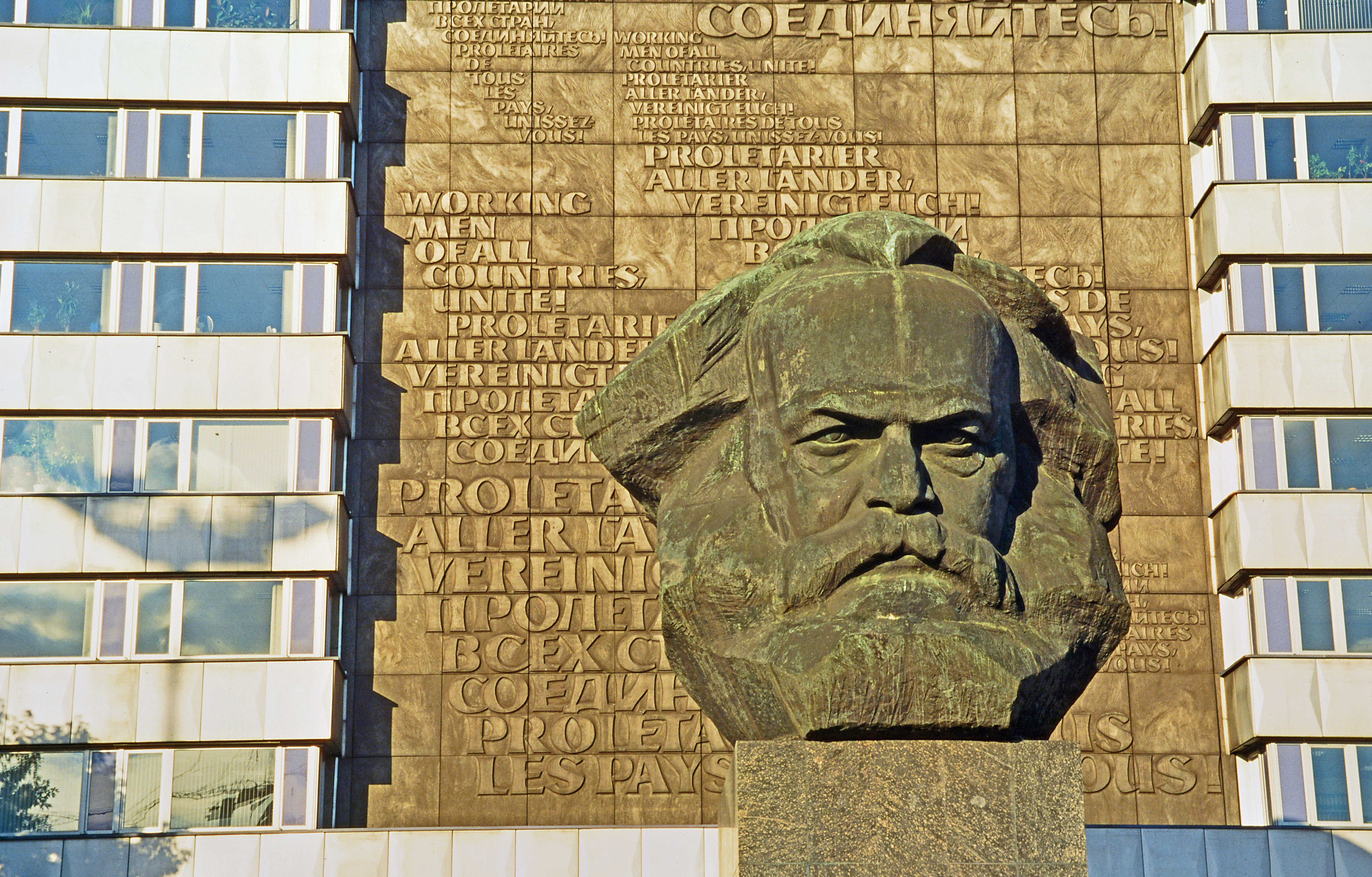
Karl-Marx-Monument von 1971

Bekanntestes Wahrzeichen der Stadt ist das 1971 eingeweihte Karl-Marx-Monument des sowjetischen Bildhauers Lew Kerbel. Es war bei Festtagen der DDR Kulisse für Festzüge und andere Massenveranstaltungen. Es finden häufig Konzerte, Festveranstaltungen und Demonstrationen vor dem Denkmal statt. Zu DDR-Zeiten diente das dahinterliegende Gebäude der Karl-Marx-Allee 10/12 (heute Brückenstraße) dem Rat des Bezirks und der SED-Bezirksleitung als Dienstsitz. Am Haus Nr. 10 ist eine Wandtafel mit dem Ausspruch „Proletarier aller Länder vereinigt Euch!“ aus dem Kommunistischen Manifest in deutscher, englischer, französischer und russischer Sprache eingelassen. Der Chemnitzer Volksmund bezeichnet das Denkmal auch als Nischel (sächsischer Dialekt für Kopf). Es ist nach der ägyptischen Sphinx der zweitgrößte freistehend modellierte Kopf der Welt und nach dem Lenin-Kopf im russischen Ulan-Ude die zweitgrößte Porträtbüste der Welt. Die Plastik ruht auf einem Sockel, der mit dem ukrainischen „Korninskij-Granit“ (ein Gneis) verkleidet ist.

### Bauwerke

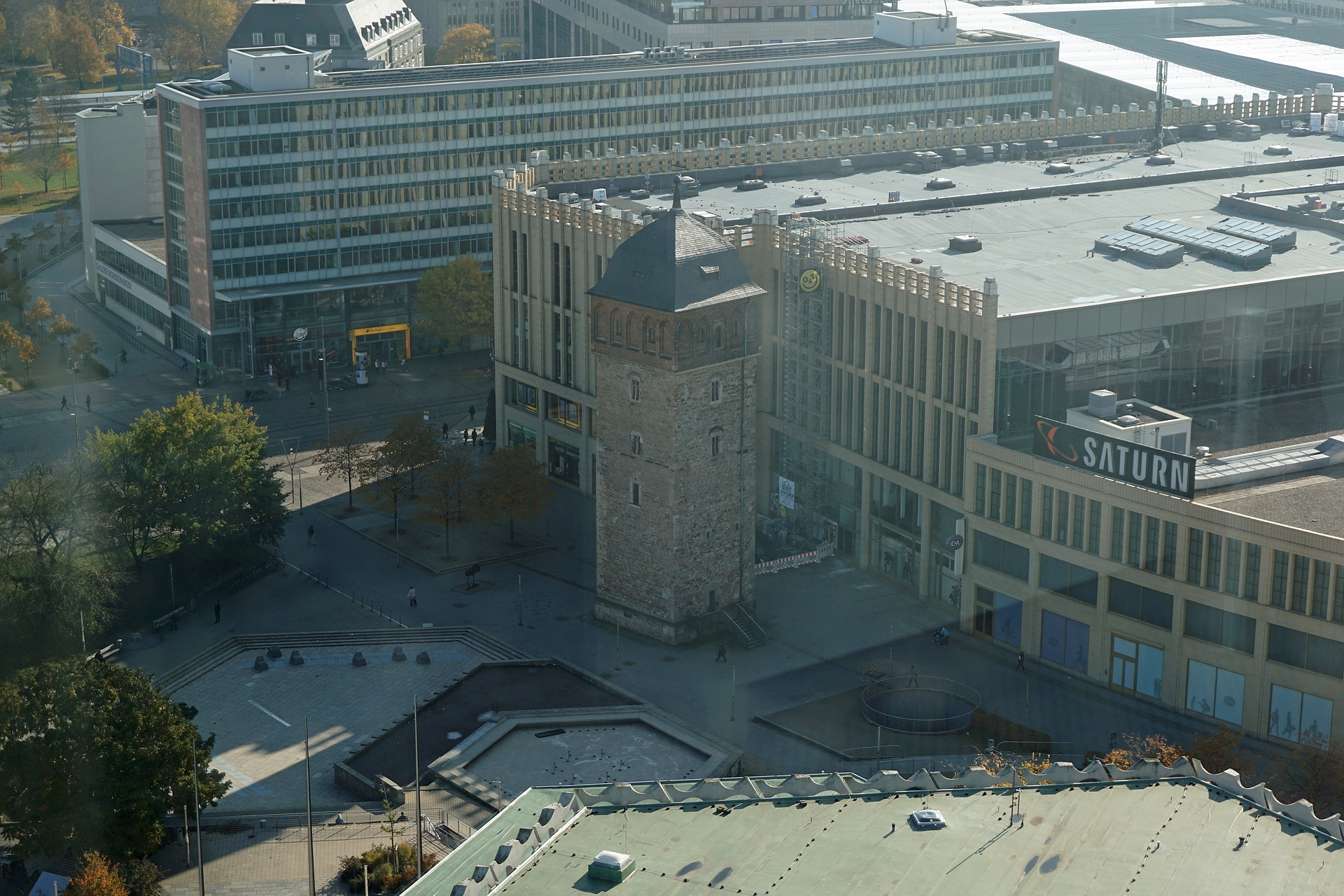
Roter Turm am neu angelegten ehemaligen Verlauf der Stadtmauer

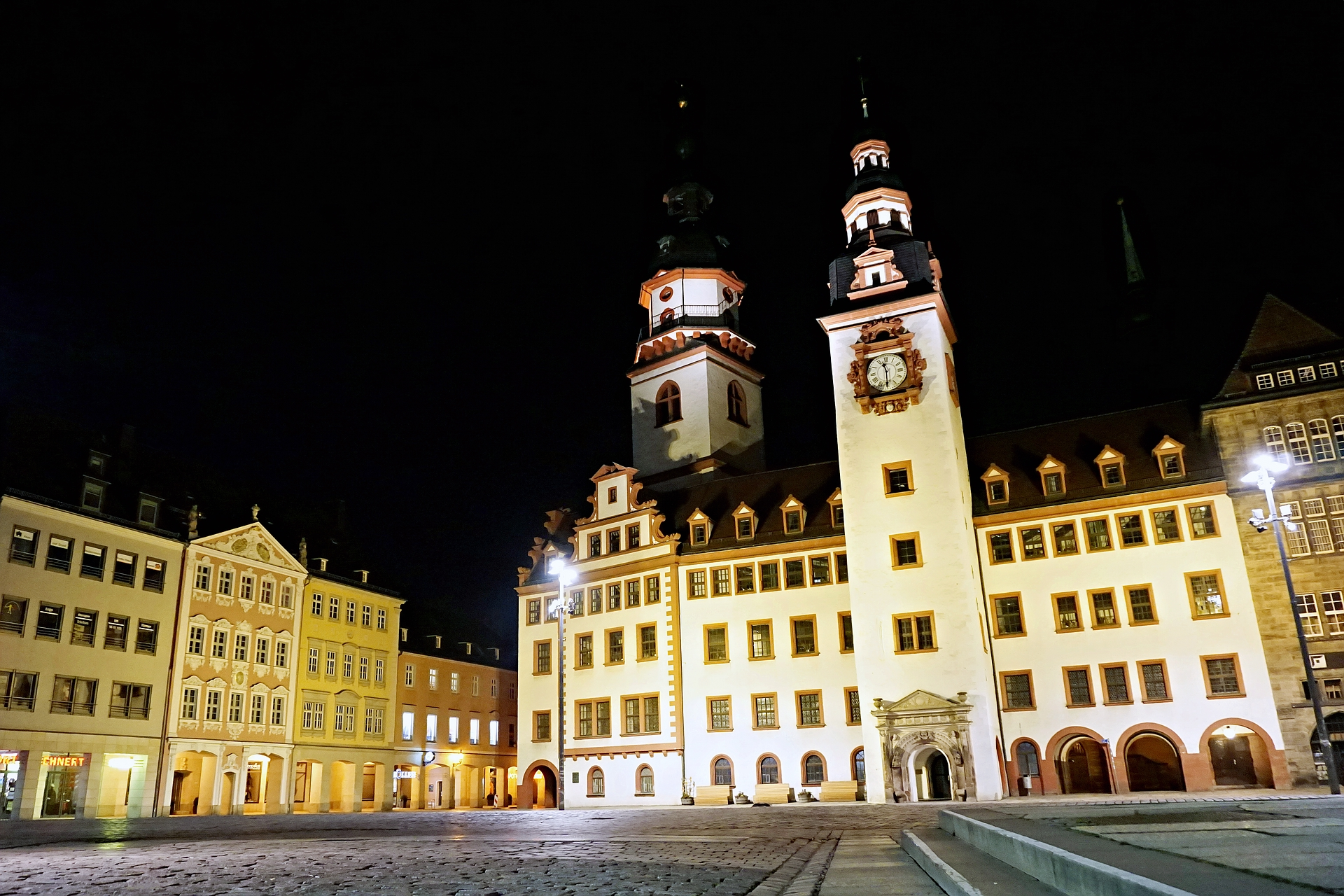
Altes Rathaus und Siegertsches Haus am Marktplatz

Der Rote Turm ist das auffälligste Denkmal aus der mittelalterlichen Geschichte von Chemnitz. Sein Unterteil aus Bruchsteinen des regionalen Hauptbaugesteins (Tuff) stammt vermutlich noch aus dem späten 12. oder dem beginnenden 13. Jahrhundert. Bei systematischen Untersuchungen 1957/1958 wurde festgestellt, dass die Stadtmauer jünger ist als der Turm und an diesen anbindet. 1555 wurde das Obergeschoss aus Backstein mit gotischer Verblendarchitektur aufgesetzt. Der Turm diente lange Zeit als Stadtfronfeste. Im März 1945 brannte er bei den Luftangriffen aus, wurde 1952 mit einem Notdach versehen, 1957/58 wiederaufgebaut und als Museum eingerichtet. Seit September 2007 ist der Rote Turm für Chemnitz auf der Deutschlandausgabe des Spiels Monopoly zu sehen.
Markanter Orientierungspunkt der Chemnitzer Innenstadt ist das Doppelrathaus, bestehend aus dem Alten und dem Neuen Rathaus. Das spätgotische Alte Rathaus entstand 1496–1498 an der Stelle hölzerner Vorgängerbauten und wurde später mehrfach umgebaut. Im Zweiten Weltkrieg ist es bis auf die Gewölbe im ersten Obergeschoss ausgebrannt und wurde beim Wiederaufbau um ein Geschoss erhöht. An der Frontseite des Rathausturms befindet sich das Judith-Lucretia-Portal von 1559, das vor der Zerstörung seitlich angebracht war. Zu dem Komplex des Rathauses gehört der ältere Hohe Turm, der wahrscheinlich Teil einer innerstädtischen Eigenbefestigung aus der Zeit um 1200 war. In der Nacht vom 3. zum 4. Februar 1946 stürzte der Turm ein. Die Ruine wurde zunächst gesprengt, der Turm später jedoch wiederaufgebaut. Das Neue Rathaus wurde von 1908 bis 1911 nach einem Entwurf des Stadtbaurats Richard Möbius errichtet. Das Portal aus dem Ende des 14. Jahrhunderts stammt von der damals abgebrochenen Alten Lateinschule.

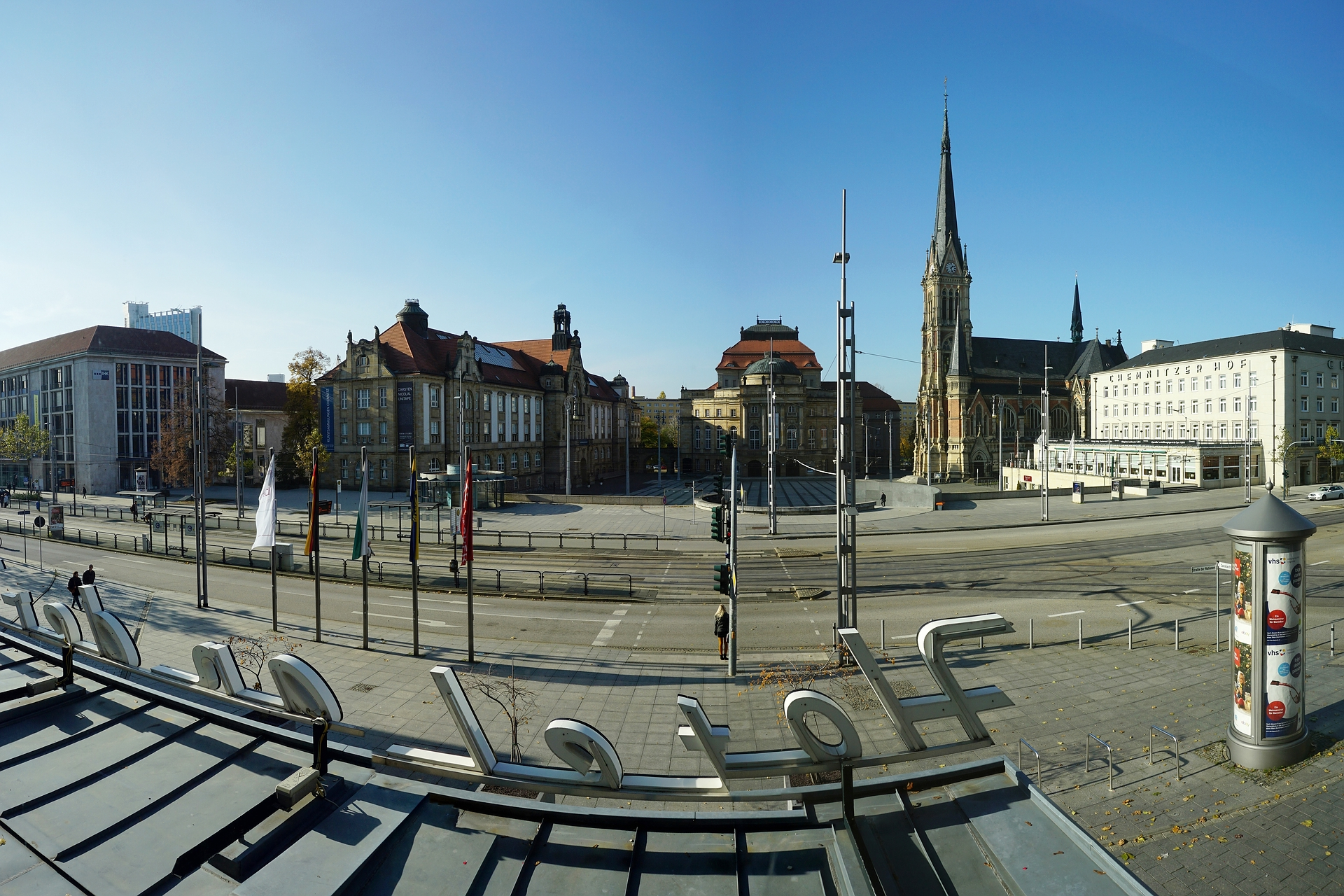
Theaterplatz mit Kunstsammlungen, Opernhaus, St. Petrikirche und Hotel Chemnitzer Hof

Die Stadtkirche St. Jakobi ist die älteste erhaltene Kirche der Stadt. Sie stammt aus dem 14. Jahrhundert und befindet sich im Stadtzentrum direkt hinter dem Alten Rathaus. Im Zweiten Weltkrieg wurde sie stark beschädigt, am 5. März 1945 brannte sie durch Bombeneinwirkung aus, Gewölbe und Pfeiler im Langhaus stürzten im Juni 1945 ein, die neogotische Innenausstattung aus dem späten 19. Jahrhundert wurde vernichtet. Durch Anbringung eines Notdachs 1945 konnten erhaltene Gewölbe-Teile gerettet werden. Der abgemauerte Chor wurde seit 1949 wieder genutzt. Weitere Sicherungs- und Instandsetzungsarbeiten an der Kirche erfolgten in den nächsten Jahrzehnten, im Chor ist der Wiederaufbau noch nicht abgeschlossen.
Am Markt steht das Siegertsche Haus mit einer prachtvollen Barockfassade. Es entstand in den Jahren von 1737 bis 1741 nach den Plänen des Architekten Johann Christoph von Naumann. Nach der Zerstörung im Zweiten Weltkrieg blieb nur die Barockfassade des Hauses erhalten. Beim Neuaufbau des Gebäudes 1953/1954 wurde diese in den Neubau integriert.
Ein Rest des ehemaligen Benediktinerklosters ist die Schloßkirche auf dem Schloßberg, eine spätgotische Hallenkirche und Nachfolgerin einer romanischen Basilika von 1136. Die Schloßkirche wird als Gründungsort der Stadt Chemnitz angenommen. Ihr schließt sich das Schloßbergmuseum Chemnitz an. Die Schloßkirche erlitt 1945 Bombenschäden am neogotischen Turmhelm, am Dach und an der Nordfassade. Schadensbeseitigung und vereinfachter Turmabschluss erfolgten von 1946 bis 1949, die Restaurierung des Innenraums von 1950 bis 1957.

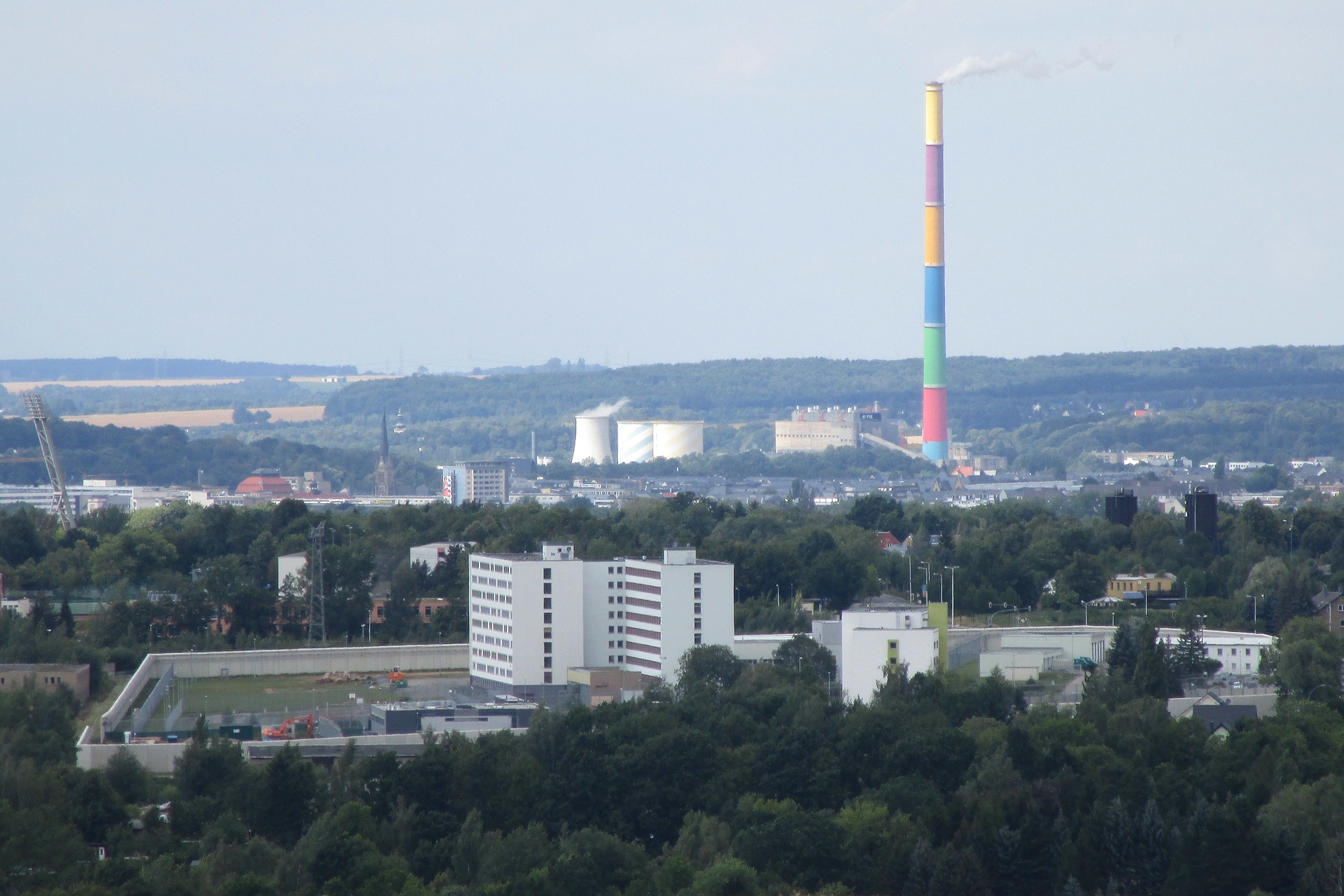
Blick von Süden zum Heizkraftwerk Chemnitz-Nord mit dem von Daniel Buren farbig gestalteten Schornstein

Der Theaterplatz stellt ein innerstädtisches Architekturensemble dar, das die architektonische Prägung von Chemnitz vor 1945 andeutet. Linker Hand befindet sich das 1909 von Stadtbaurat Richard Möbius errichtete König-Albert-Museum mit den Kunstsammlungen, rechter Hand steht die Petrikirche, ein neogotischer Sandsteinbau, der von dem Architekten Hans Enger entworfen und 1888 geweiht wurde. Zwischen beiden Gebäuden schließt das Opernhaus (1906–1909 von Richard Möbius) den modern gestalteten Platz ab.
Zu den bedeutendsten Villen in Chemnitz zählen die zwischen 1903 und 1911 errichtete Villa Esche sowie die Villa Koerner aus dem Jahr 1914. Beide entstanden nach Entwürfen des bedeutenden Jugendstil-Architekten Henry van de Velde, die Villa Esche war sein erstes in Deutschland ausgeführtes Wohnhaus.

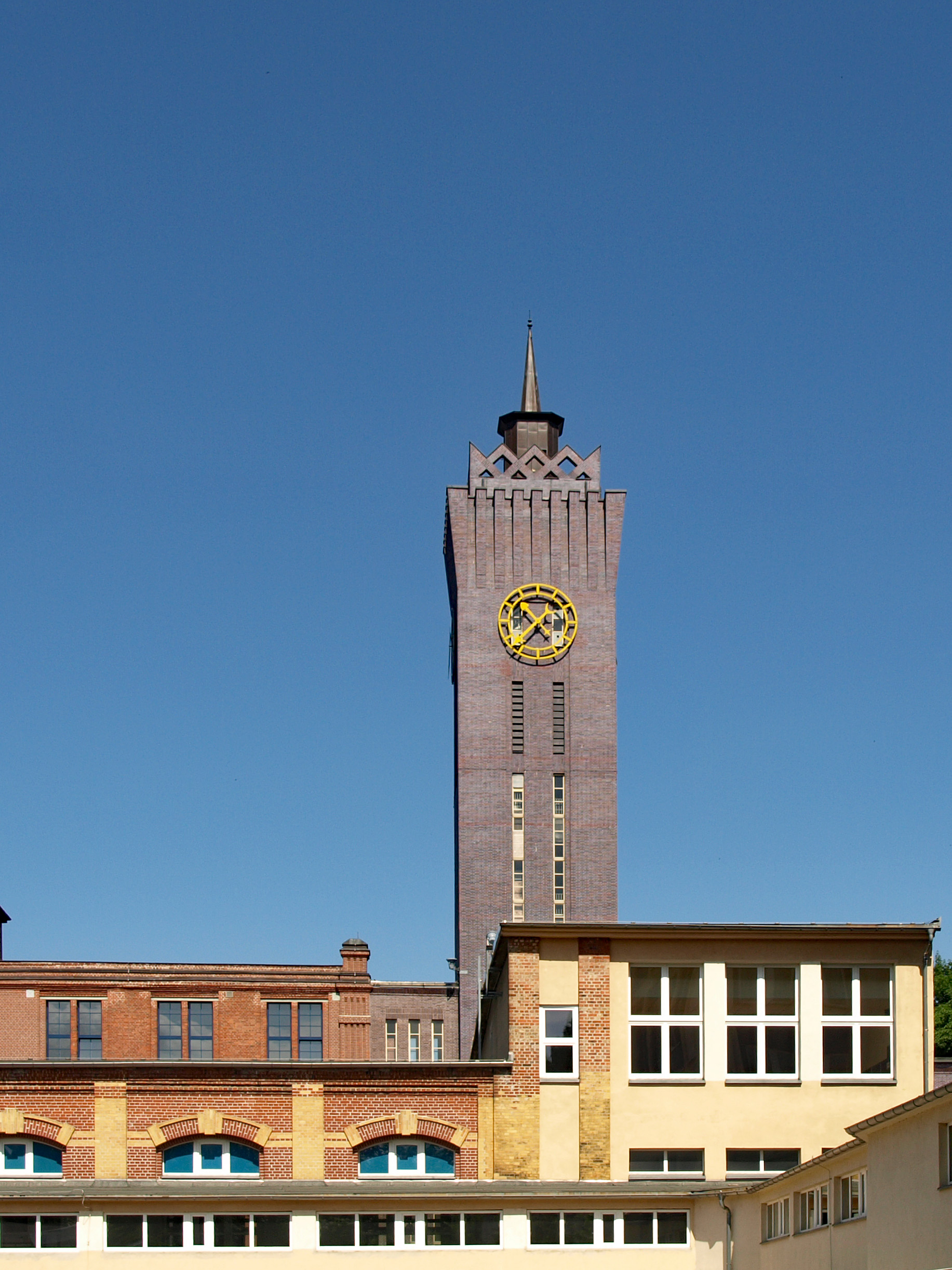
Uhrenturm der ehemaligen Maschinenfabrik Schubert & Salzer in Chemnitz (2017)

In den 1920er-Jahren entstanden mehrere qualitativ anspruchsvolle Bauwerke sowohl im expressionistischen Stil als auch im Sinne des Neuen Bauens. Unter den Bauten des Backsteinexpressionismus sind die Industrieschule, 1924–1928 nach Plänen Friedrich Wagner-Poltrocks errichtet, und der Uhrturm der Firma Schubert & Salzer, 1928 von Erich Basarke geschaffen, hervorzuheben. Eigenwillig ist das erste Hochhaus der Stadt, von Willy Schönefeld 1926 für die Möbelstoffweberei Cammann & Co errichtet. Stadtbaurat Fred Otto (1883–1944, ab 1925 im Amt) schuf mit der Wasserwerksverwaltung (1927), der Sparkasse am Falkeplatz (1939, heute Museum Gunzenhauser) und dem Stadtbad (1929–1935) selbst wichtige Zeugnisse der Klassischen Moderne, förderte in seiner Funktion aber auch andere moderne Architekten. Wagner-Poltrock fand mit dem Umspannwerk am Getreidemarkt (1929) und der Diesterwegschule Gablenz (1930) zum modernen Bauen. Der 1931 von Curt am Ende fertiggestellte Sitz der AOK am Schloßteich war das erste Gebäude mit einer Fassadenverkleidung aus Porphyrtuff. Der radikalste unter den modernen Chemnitzer Architekten, Max W. Feistel, baute sein Wohn- und Atelierhaus am Kesselgarten 1928 in Montagebauweise. Das Kaufhaus Schocken von Erich Mendelsohn, 1930 eingeweiht, gehört zu den Hauptwerken der Klassischen Moderne und dient als Staatliches Museum für Archäologie Chemnitz.
Im Stadtteil Rabenstein steht mit dem 1950 eröffneten ehemaligen Kulturpalast der Bergarbeiter ein monumentales Baudenkmal des Sozialistischen Klassizismus in Deutschland.
Nach wenigen Bauten im Sinne der stalinistischen Nationalen Tradition (Innere Klosterstraße, Reitbahnviertel) knüpften Architekten ab 1956 an die Moderne an. Viele Bauten an der Straße der Nationen, der Brückenstraße und dem Rosenhof sind anspruchsvoll gestaltet. Ein Höhepunkt der Nachkriegsmoderne ist der Komplex Stadthalle/Hotel Kongress, 1969 bis 1974 unter Leitung von Stadtarchitekt Rudolf Weißer errichtet.
Das höchste Bauwerk von Chemnitz ist der 1984 fertiggestellte, 301,80 Meter hohe und im Rahmen eines Kunstprojekts des französischen Malers Daniel Buren bis 2013 farbig gestaltete Schornstein des Heizkraftwerk Chemnitz-Nord. Er ist zudem das höchste Bauwerk Sachsens und der zweithöchste Schornstein in Deutschland.

### Bühnen

#### Städtische Theater

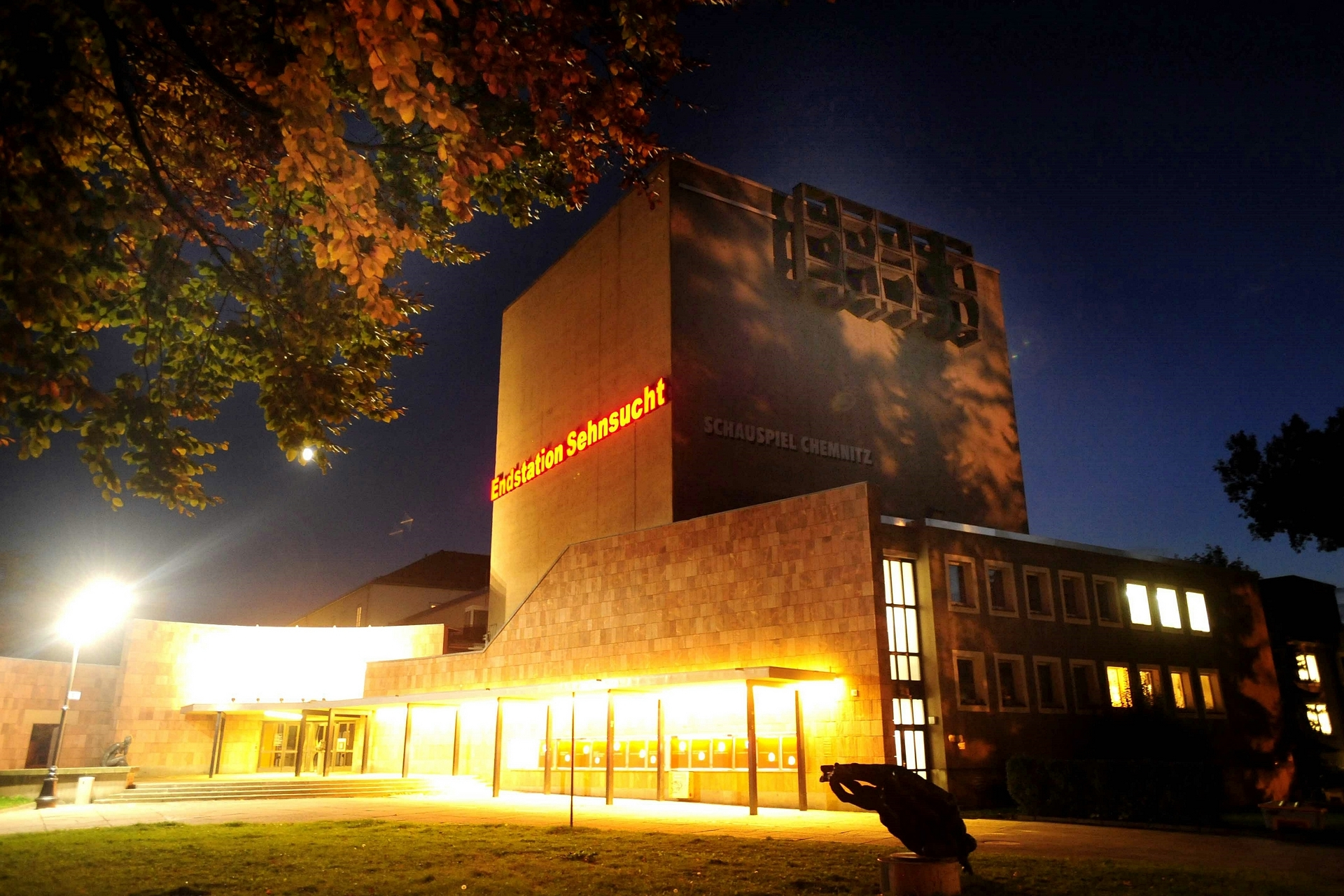
Schauspielhaus Chemnitz am Abend

Historisches Schauspielhaus Chemnitz, nach 1925

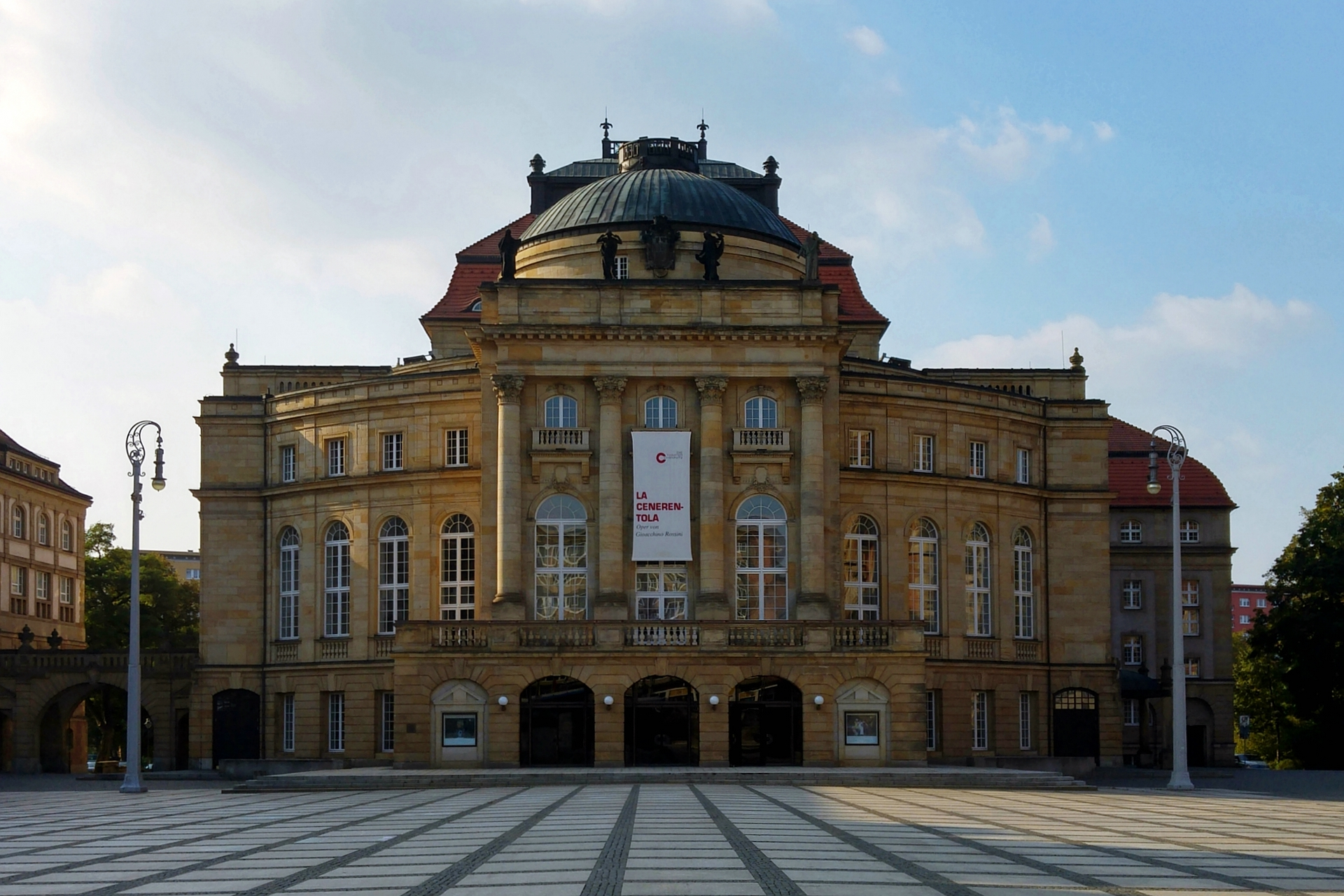
Opernhaus Chemnitz

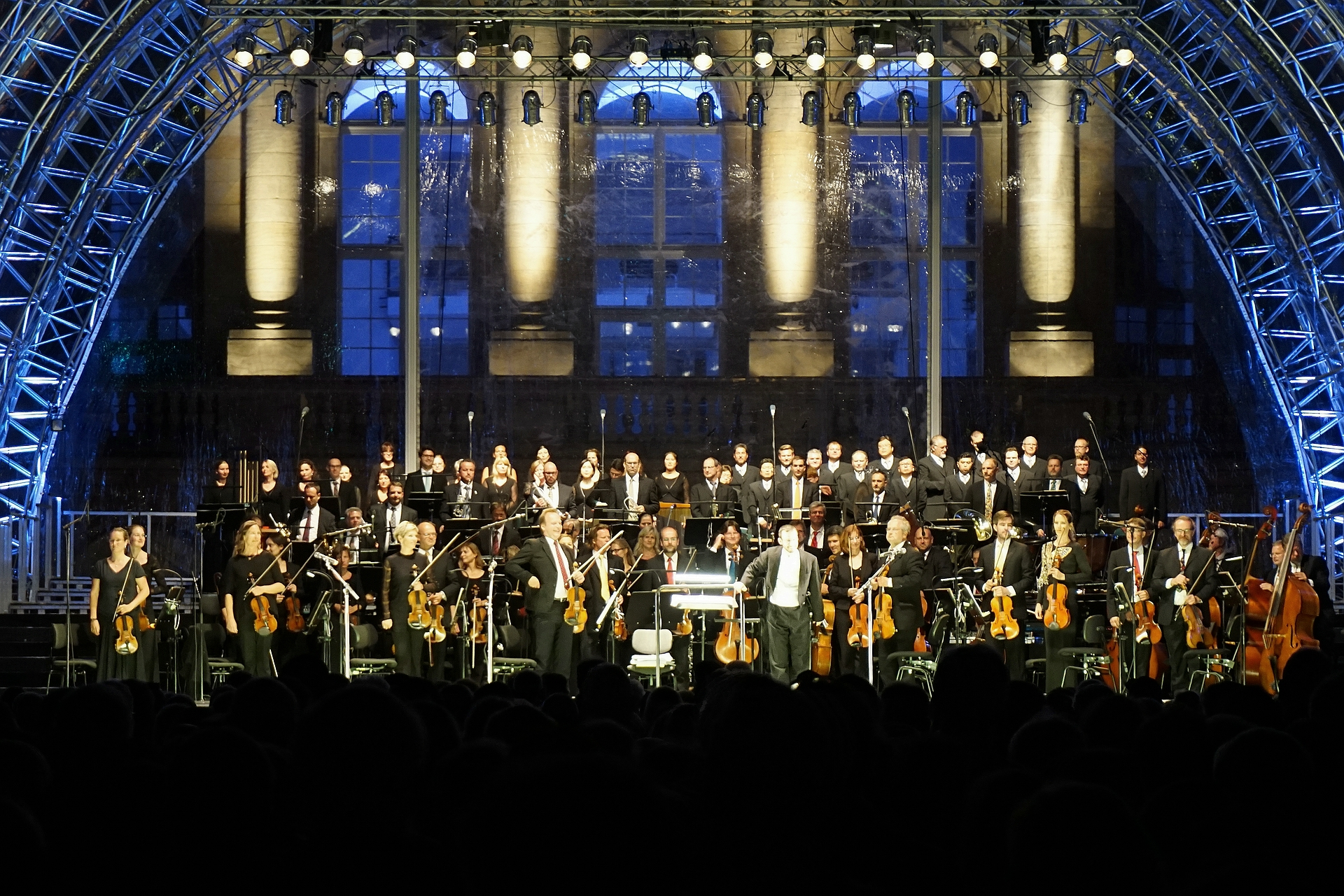
Robert-Schumann-Philharmonie Chemnitz anlässlich der Spielzeiteröffnung der Theater Chemnitz zum Open-Air-Konzert auf dem Theaterplatz Chemnitz

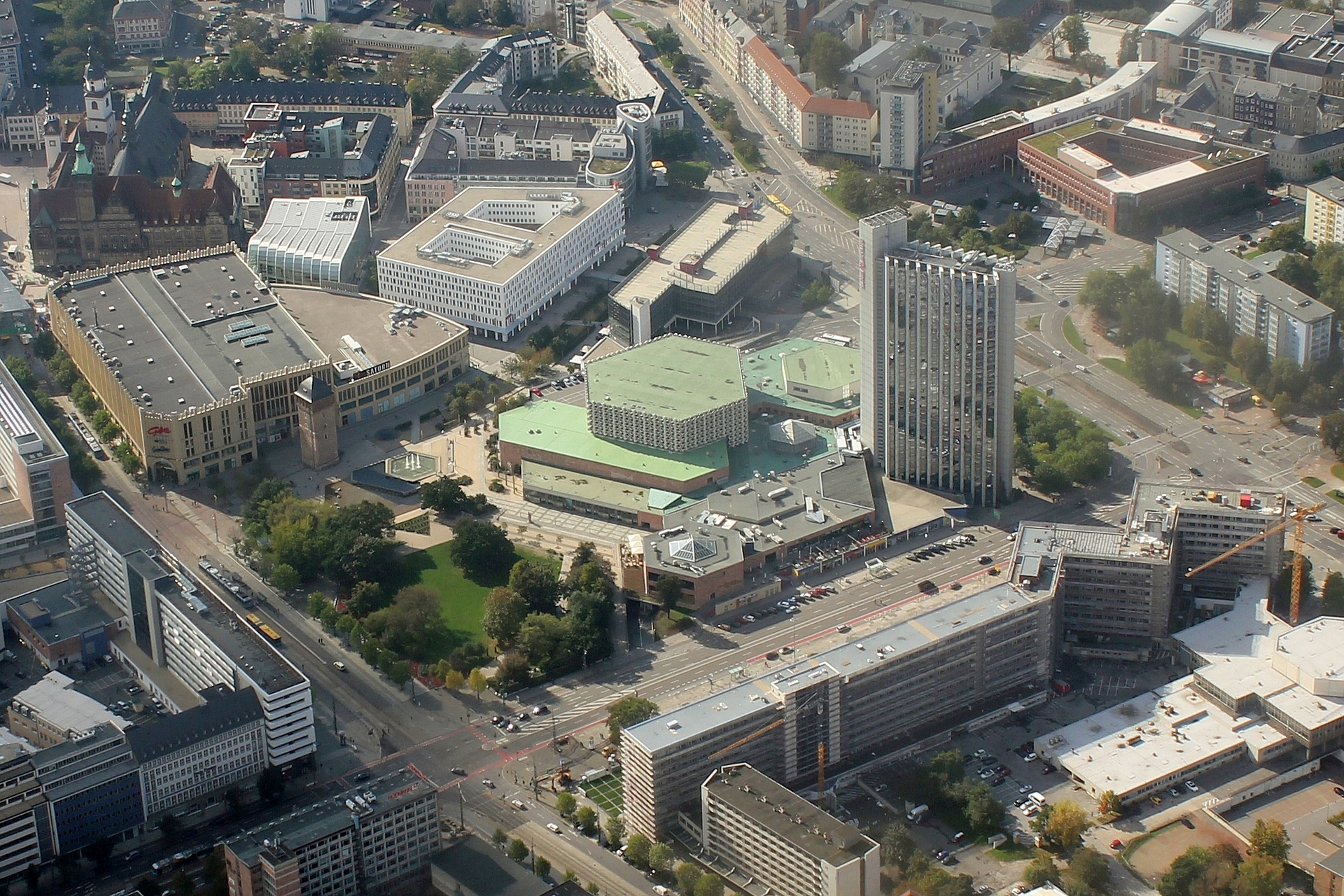
Luftaufnahme der Stadthalle Chemnitz

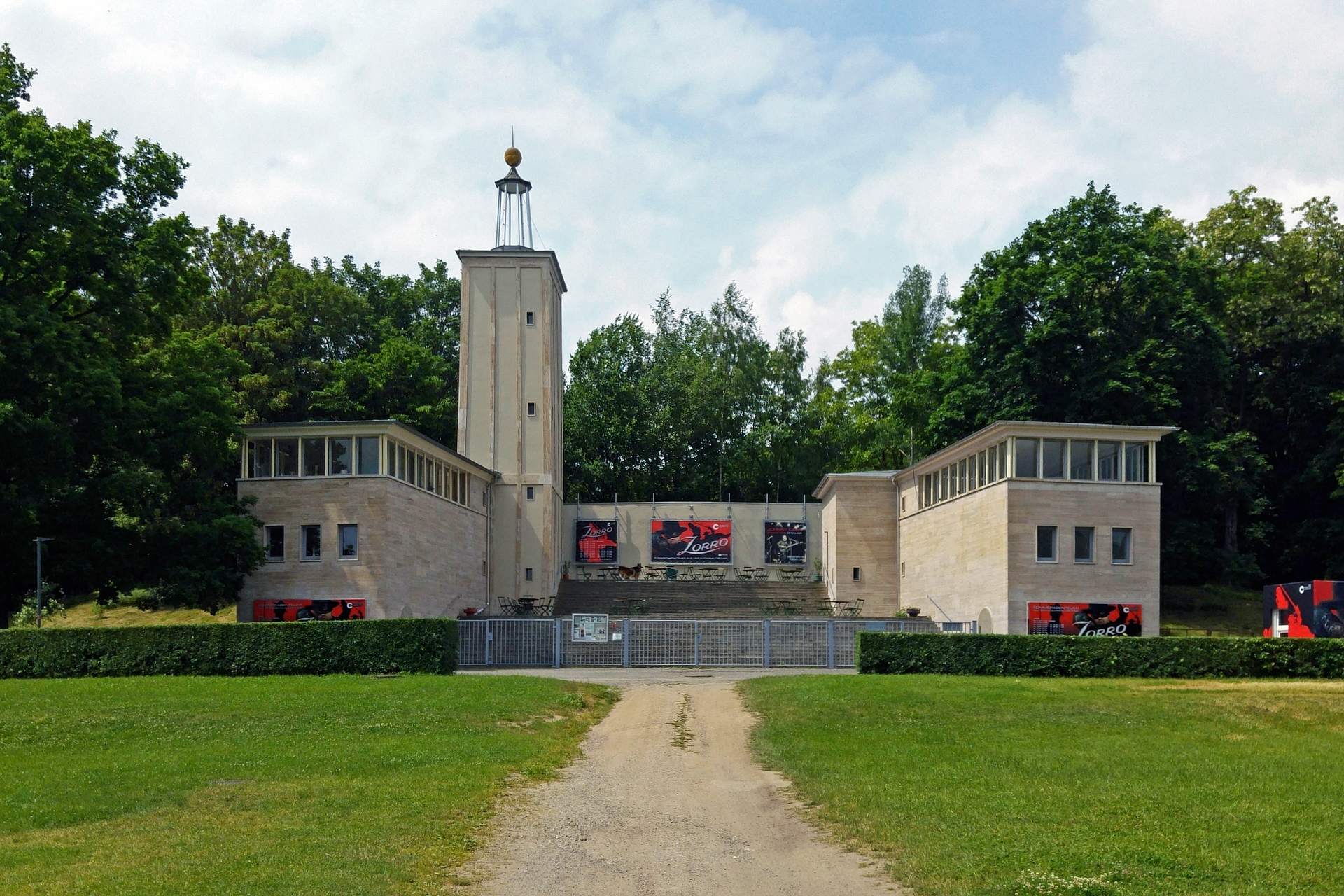
Freilichtbühne, Küchwaldbühne

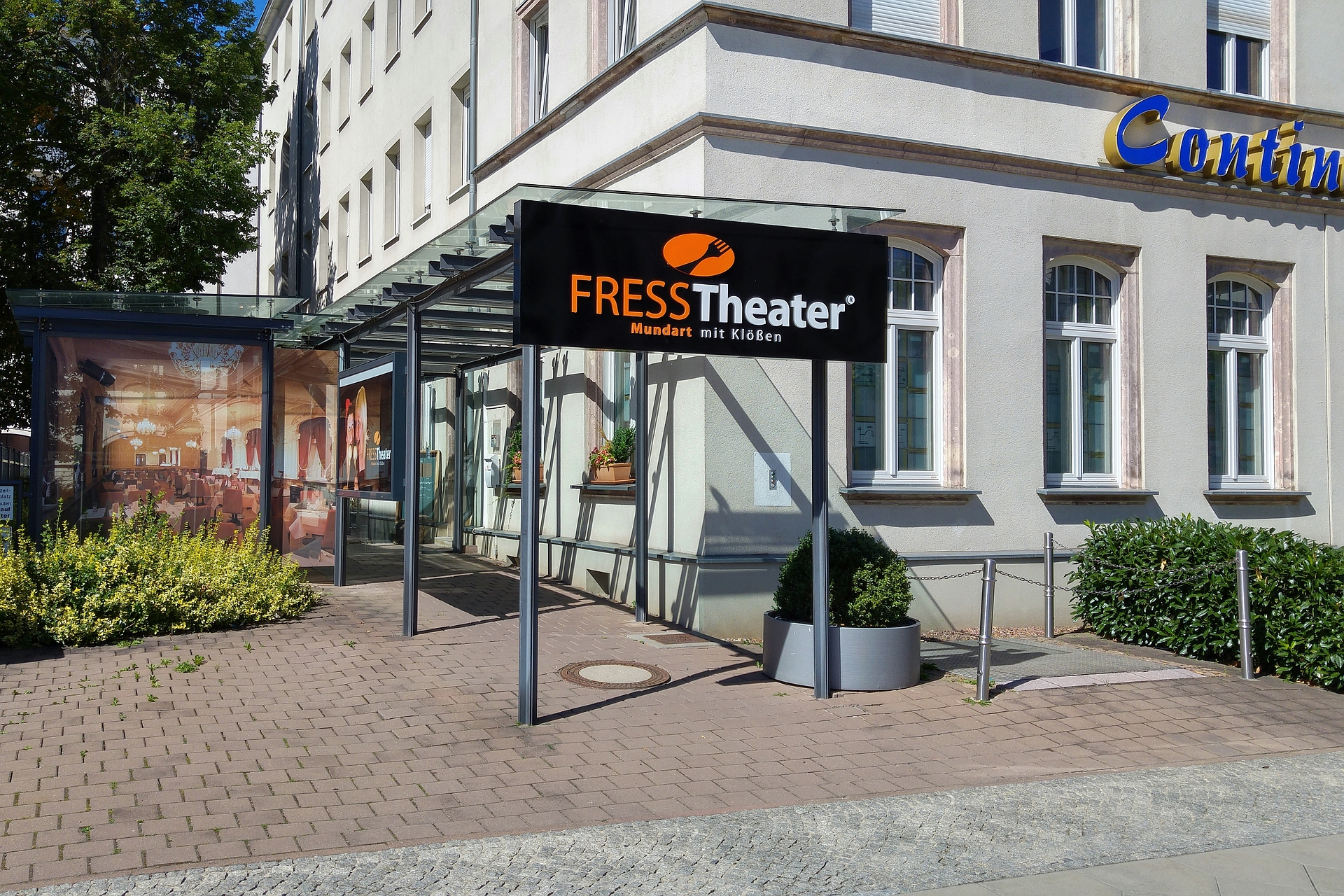
Eingang zum Fress-Theater am Bahnhofsvorplatz

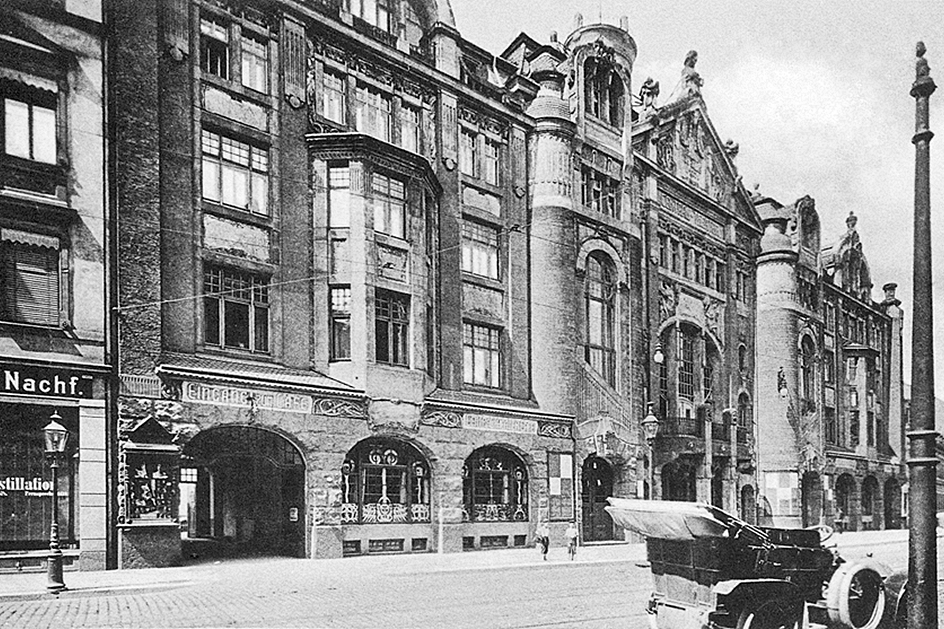
Central-Theater an der Zwickauer Straße um 1915, im Zweiten Weltkrieg zerstört

Die Theater Chemnitz sind ein Fünfspartentheater. Sie bestehen aus dem Schauspielhaus, der Oper, der Robert-Schumann-Philharmonie, dem Ballett sowie dem Figurentheater. Seit der Spielzeit 2013/2014 ist Christoph Dittrich Generalintendant der Städtischen Theater Chemnitz gGmbH.

#### Schauspielhaus
Bis Anfang des 19. Jahrhunderts gastierten wandernde Schauspielgesellschaften in Chemnitz. Als Aufführungsstätte diente u. a. das 1498–1500 errichtete Gewandhaus am Marktplatz. Mit dem industriellen Aufschwung und der wachsenden Bevölkerung entstand 1805/06 im Hof des „Hotel de Saxe“ am Rossmarkt ein erster Theatersaal. 1836 gründeten Chemnitzer Bürger einen „Theater-Actienverein“, der die finanziellen Mittel für einen Theaterneubau sammelte. Ab 1837 wurde das neue Theatergebäude im klassizistischen Baustil errichtet. Mit der Bauausführung war der Chemnitzer Baumeister Johann Traugott Heinig beauftragt. Am 7. Februar 1838 wurde das neue Chemnitzer Stadttheater eröffnet, in dem weiterhin reisende Theatergruppen gastierten. 1862 ging das Stadttheater in städtischen Besitz über. 1924/25 erfolgte der Umbau und die Vergrößerung des Stadttheaters, seitdem trug es den Namen „Schauspielhaus“. Im Zweiten Weltkrieg wurde das alte Chemnitzer Schauspielhaus zerstört.
Nach der Zerstörung des alten Schauspielhauses wurde der Festsaal des städtischen Altenheimes in der Rembrandtstraße als neue Spielstätte der Städtischen Theater Karl-Marx-Stadt ausgebaut. 1976 zerstörte ein Brand das Bühnenhaus. Der heutige Gebäudekomplex des Schauspielhauses im Park der Opfer des Faschismus entstand nachfolgend bis 1980 durch einen Neubau des Bühnenhauses und des Foyers.
Seit Ende 2021 ruht der Spielbetrieb, da das Schauspielhaus ab 2022 saniert werden sollte. Die Wiedereröffnung war für 2026 geplant. Da die geplanten Sanierungskosten von 16 Millionen Euro nach Untersuchungen jedoch auf 34 Millionen Euro stiegen, wurde der Baustart abgesagt. Seit Ende Februar 2024 wird das Projekt neu bewertet. In der Zwischenzeit steht die Spielstätte leer, verwahrlost zunehmend und ist durch Diebstähle im Außenbereich des Gebäudes betroffen.
Das Schauspielhaus Karl-Marx-Stadt gehörte in der DDR zu den profiliertesten Häusern. Schauspieler wie Ulrich Mühe, Corinna Harfouch und Michael Gwisdek begannen hier ihre Laufbahn. Bedeutende zeitgenössische Regisseure wie Frank Castorf, Hasko Weber, Michael Thalheimer und Armin Petras arbeiteten in Karl-Marx-Stadt.
Dem Schauspielhaus Chemnitz ist ein Schauspielstudio angegliedert. Nach dem Grundstudium an einer Hochschule werden hier Schauspielstudenten in der Praxis ausgebildet.

#### Oper
Das heutige Opernhaus Chemnitz wurde 1909 als „Neues Stadttheater“ eröffnet. Architekt des architektonisch aufwendigen Baus war der Chemnitzer Stadtbaurat Richard Möbius. Ursprünglich als Mehr-Sparten-Theater konzipiert, entwickelte sich das Neue Stadttheater zur Spielstätte der Oper und des klassischen Dramas. Ab 1925 hieß das Neue Stadttheater Opernhaus. Seit 1912 war Anton Richard Tauber Theaterdirektor in Chemnitz und von 1918 bis 1930 Generalintendant der städtischen Theater Chemnitz. Sein Sohn Richard Tauber sang 1913 am Chemnitzer Theater zum ersten Mal in einer Oper. Namhafte Solisten und Dirigenten wie Richard Strauss, Paul Hindemith, Max von Schillings und Fritz Busch konzertierten in Chemnitz.
Die Aufführung von Wagner-Opern hat in Chemnitz eine lange Tradition und verlieh der Stadt den Beinamen „Bayreuth Sachsens“. So waren in der Spielzeit 1910/11 von 143 Opernaufführungen 42 Wagner-Abende. Oft wurde die gesamte Ring-Tetralogie aufgeführt. Am 13. Februar 1914 fand die sächsische Erstaufführung von Wagners Bühnenweihfestspiel Parsifal in Chemnitz statt.
Bei den Bombenangriffen auf Chemnitz im Zweiten Weltkrieg wurde kurz vor Kriegsende das Opernhaus bis auf die Außenfassade zerstört. Am 26. Mai 1951 konnte Chemnitz als erste Stadt in Deutschland ein wiederaufgebautes Opernhaus in Betrieb nehmen. Von 1957 bis 1990 war Carl Riha Operndirektor in Karl-Marx-Stadt und prägte die Methode des „Realistischen Theaters“ am Opernhaus.
Zwischen 1988 und 1992 fand eine umfangreiche Sanierung des Opernhauses statt. Der Baukörper wurde nach der Originalfassung von 1909 rekonstruiert und um ein Funktionsgebäude ergänzt. Der Zuschauerraum und die Foyers wurden nach der Entkernung neu gestaltet. Es stehen klassische und moderne Opern, Operetten, Ballette und Musicals auf dem Spielplan der Oper Chemnitz. Der Theaterplatz vor der Oper wird im Sommer durch die Filmnächte Chemnitz bespielt.

#### Robert-Schumann-Philharmonie
Die Robert-Schumann-Philharmonie gehört zu den traditionsreichsten Orchestern Deutschlands. Die Wahl von Wilhelm August Mejo zum Musikdirektor 1832 gilt als Geburtsstunde der Städtischen Kapelle Chemnitz. Diese war zunächst für Kirchenmusik, Tanzmusik und andere musikalische Darbietungen verantwortlich. Mit der Übernahme in Städtische Verwaltung 1907 und der Eröffnung des Neuen Stadttheaters 1909 wurde das Orchester hauptsächlich Dienst im Musiktheater eingesetzt. Nach 1945 als Städtisches Orchester weiterhin dem Theater angegliedert, entwickelte es sich, verbunden mit einer personellen und künstlerischen Erweiterung, zum Hauptträger des Konzertwesens in Chemnitz. Anlässlich des 150-jährigen Bestehens des Orchesters fand 1983 dessen Umbenennung in Robert-Schumann-Philharmonie statt. Zahlreiche namhafte Dirigenten standen dem Orchester als Leiter vor, darunter in der Nachkriegszeit Rudolf Kempe und Klaus Tennstedt, davor Gastdirigenten wie Richard Strauss, Fritz Busch, Otto Klemperer, Bruno Walter, Erich Kleiber, Arthur Nikisch, Arnold Schönberg, Max Reger und Paul Hindemith.
Zu den Aufgaben des Orchesters gehören neben Aufführungen in Oper, Operette, Musical und Ballett die monatlichen Sinfoniekonzerte sowie zahlreiche weitere Konzerte sowohl in sinfonischer als auch in kammermusikalischer Besetzung. Die Sinfoniekonzerte der Robert-Schumann-Philharmonie finden hauptsächlich im Opernhaus und in der Stadthalle Chemnitz statt. Das Orchester gibt weltweit Gastspiele. 2009 erhielt die Robert-Schumann-Philharmonie für die CD mit sämtlichen Konzerten für Klavier und Orchester von Felix Mendelssohn Bartholdy, eingespielt gemeinsam mit dem Pianisten Matthias Kirschnereit, den Echo Klassik.

#### Ballett
Das internationale Ballettensemble der Theater Chemnitz wird von Sabrina Sadowska geleitet. Das Ballett Chemnitz zeigt das klassische Ballett-Repertoire und eigene Kreationen.
Das Ballett Chemnitz entwickelte sich nach der Eröffnung des Neuen Stadttheaters 1909 mit dessen Etablierung zum Opernhaus ab 1925 zu einer eigenständigen Abteilung der Theater Chemnitz. In den 1920er-Jahren hatten bekannte Solotänzer wie Mary Wigman und Gret Palucca in Chemnitz Gastauftritte.
Das Ballett Chemnitz tanzt spartenübergreifend auch in der Oper, im Musical und im Schauspiel. Mit Matineen, Proben- und Trainingsbesuchen, Vorträgen und Workshops zu Themen rund um den Tanz bietet das Ballett Chemnitz ein Begleitprogramm zu den Aufführungen an. Die Opernballettschule des Ballett Chemnitz bietet Kindern ab 6 Jahren die Möglichkeit, unter professioneller Leitung einer Tanzpädagogin Erfahrungen im Kindertanz und klassischen Ballett zu sammeln.

#### Figurentheater
Das Figurentheater Chemnitz wurde 1951 gegründet. Es ist das älteste kommunale Puppentheater auf dem Gebiet der ehemaligen DDR. Die Spielstätte des Figurentheaters Chemnitz befindet sich im Schauspielhaus Chemnitz. Es verfügt dort über die ehemalige Kleine Bühne mit rund 100 Zuschauerplätzen.

#### Stadthalle Chemnitz
Die Stadthalle Chemnitz wurde im damaligen Karl-Marx-Stadt von 1969 bis 1974 als kulturelles Zentrum der Stadt errichtet. Sie bildet eine bauliche Einheit mit dem im selben Zeitraum errichteten benachbarten Hotelhochhaus. Leitender Architekt beim Bau der Stadthalle Karl-Marx-Stadt war Rudolf Weißer. Charakteristisch für die Architektur des Gebäudeensembles der Stadthalle Chemnitz ist das Saalgebäude auf dem Grundriss eines Hexagons und dessen Fassadenverkleidung mit Waben aus Sichtbeton. Die Stadthalle Chemnitz verfügt über zwei Veranstaltungssäle.
Die Stadthalle Chemnitz gehört zur C³ Chemnitzer Veranstaltungszentren GmbH, einer eigenständigen Tochtergesellschaft der Stadt Chemnitz. Jährlich finden in der Stadthalle Chemnitz rund 200 Veranstaltungen mit ca. 200.000 Besuchern statt. Seit der Eröffnung im Oktober 1974 besuchten über 18,5 Millionen Gäste die Stadthalle Chemnitz.

#### Kabarett-Theater
Chemnitz besitzt zwei Kabarett-Theater. Die Spielstätte des „Chemnitzer Kabarett“ befindet sich im Kabarettkeller in der historischen Markthalle Chemnitz. Das Kabarett „Sachsenmeyer & Co.“ wurde 1986 gegründet und veranstaltet Aufführungen an mehreren Spielstätten innerhalb und außerhalb von Chemnitz.

#### Weitere Theaterbühnen
Chemnitz besitzt eine Reihe an weiteren, privatwirtschaftlich oder von Trägervereinen betriebenen Theaterbühnen.
Die Freilichtbühne Küchwaldbühne befindet sich im Küchwaldpark im Stadtteil Chemnitz-Schloßchemnitz. Sie wurde 1963 eröffnet und war bis 1991 eine der beliebtesten Theaterbühnen in Karl-Marx-Stadt. Nach 18 Jahren Schließzeit und Verfall gründete sich 2009 ein Verein zur Förderung der Küchwaldbühne und sanierte diese schrittweise. Von Juni bis Dezember finden auf der Küchwaldbühne Theater- und Filmvorstellungen, Konzerte und Festivals statt.
Das Fritz Theater liegt im Stadtteil Chemnitz-Rabenstein und ist ein privatwirtschaftlich betriebenes Theater in einem ehemaligen Kino.
Im historischen Spiegelsaal des ehemaligen Hotel Continental am Bahnhofsvorplatz in der Chemnitzer Innenstadt befindet sich das FRESSTheater. Die Theatervorstellungen finden während eines Mehr-Gänge-Menüs zwischen den Zuschauern statt.
Das Komplex ist ein privat betriebenes Theater in einer ehemaligen Kirche im Hinterhof eines Gebäudes an der Zietenstraße im Stadtteil Chemnitz-Sonnenberg. Es beherbergt kein eigenes Ensemble, sondern bestreitet sein Programm mit Ko-Produktionen, Residenzen, Gastspielen, Workshops und Programmkino.

#### Historische Spielstätten
Chemnitz besaß mehrere weitere Theaterspielstätten. In der Zwickauer Straße, am Rande der Innenstadt, befand sich von 1850 bis 1922 das privat geführte Thalia-Theater. 1865 erhielt dieses Theater, das als Sommertheater in der Gastwirtschaft Tivoli gegründet worden war, einen Neubau. In dessen Nachbarschaft an der Zwickauer Straße befand sich seit 1902 das Varieté- und Operettenhaus „Central-Theater“. Der architektonisch aufwendige Bau besaß den größten Theatersaal der Stadt. Beide Häuser wurden im Zweiten Weltkrieg zerstört.
Gegenüber dem ehemaligen Standort des Central-Theaters befindet sich noch das 1913 eröffnete ehemalige Metropol-Theater mit 600 Sitzplätzen. Seit den 1930er-Jahren befindet sich im früheren Varieté-Theater ein Kino.
In der Limbacher Straße befand sich bis zum Abriss im Jahr 2013 der Marmorpalast. Das ab 1869 erbaute Konzert- und Ballhaus diente zwischen 1945 und 1963 als Operettenhaus der Städtischen Theater.
In den 1930er- bis 1940er-Jahren existierte in Chemnitz das Familienkabarett Palast-Kaffee an der Ecke Kronen- und Langestraße, das von Theodor Harloff geführt wurde. Der Saal fasste 400 Zuschauer. Die Bühne hatte die Maße: 4,50 m breit, 2,50 m tief und 2,70 m hoch. Die musikalische Begleitung wurde von einem 3-Mann-Orchester ausgeübt.

### Museen

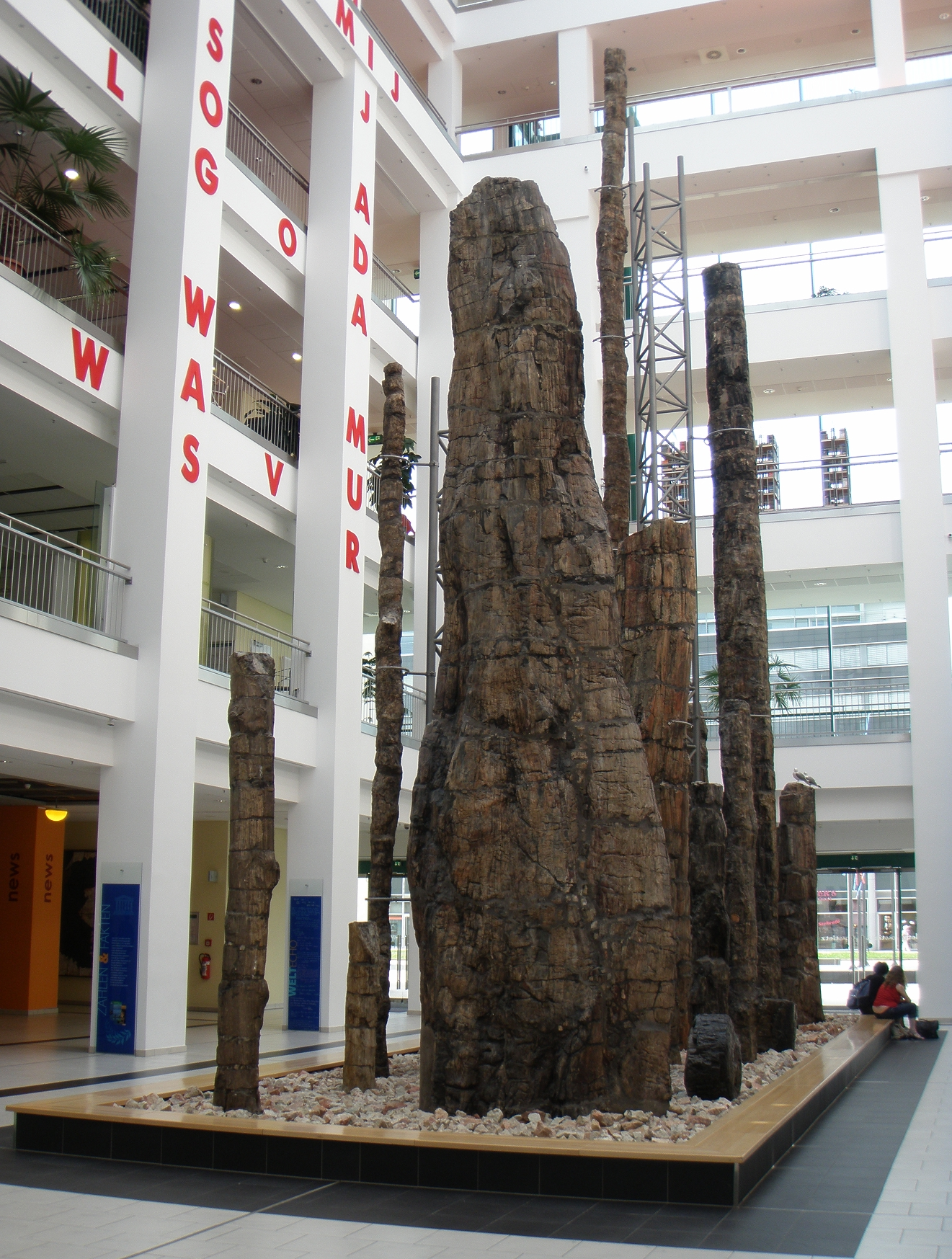
Bäume aus dem versteinerten Wald von Chemnitz im Innenhof vom Kulturkaufhaus DAStietz als Teil des Museums für Naturkunde

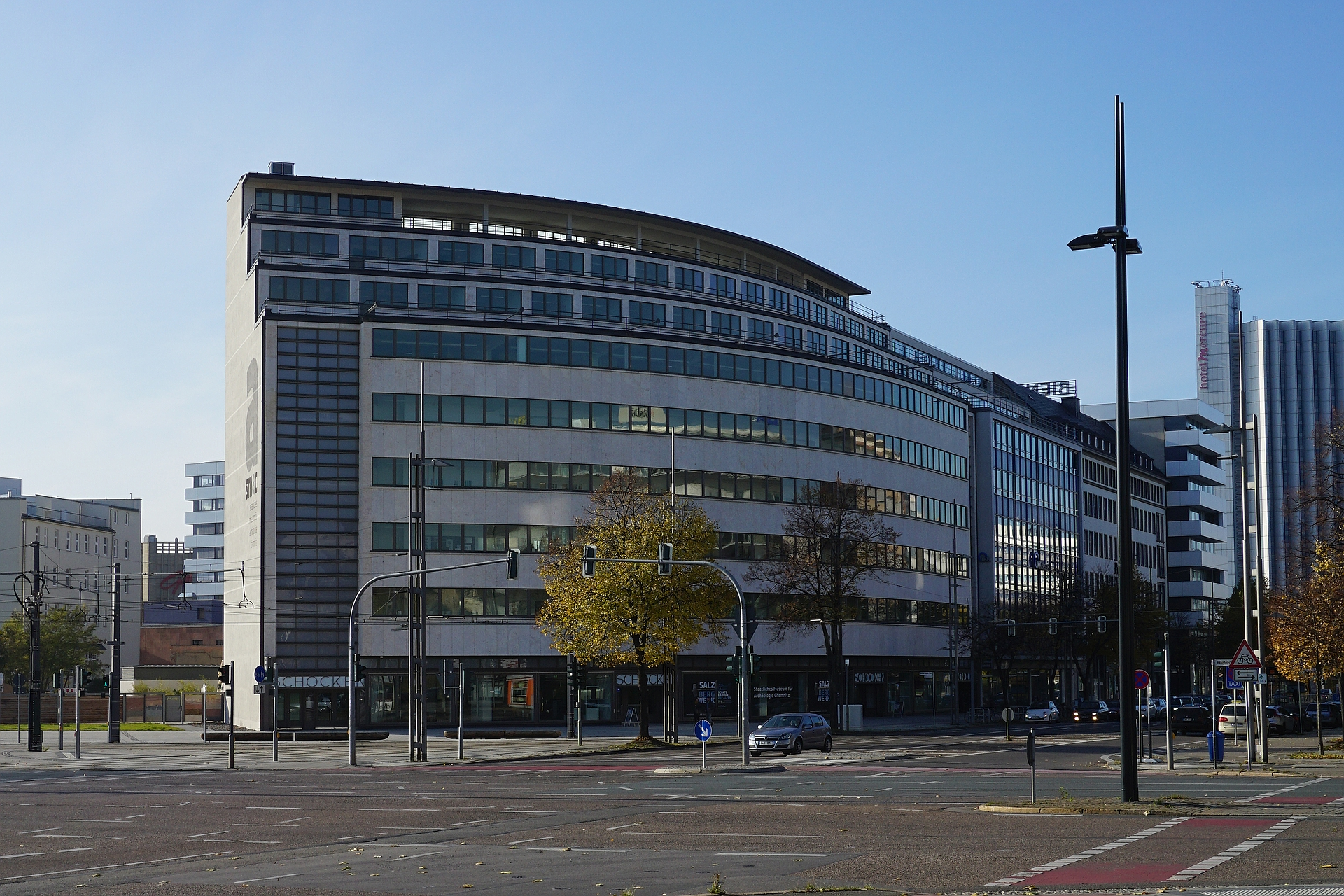
Staatliches Museum für Archäologie Chemnitz – smac

Verbunden mit den seit den 1990er-Jahren intensivierten Bemühungen der Stadt um eine verbesserte Außenwirkung von Chemnitz ist die Entwicklung hin zu einem kulturellen Zentrum zu beobachten. Als ein wichtiger Markstein dieser Entwicklung wird das neue Industriemuseum Chemnitz gewertet. Bis zum Ende des Zweiten Weltkriegs Gießerei der damaligen Auto Union AG, umfasst es eine umfangreiche Sammlung der sächsischen Industriegeschichte. Bauliche Zeugen dieser industriellen Entwicklung sind die Gebäude der Wanderer-Werke AG sowie die der Presto-Werke, in die in den 1930er-Jahren die Auto Union AG einzog, sowie der Schauplatz Eisenbahn, das Museum für sächsische Fahrzeuge in den historischen Stern-Garagen und das Straßenbahnmuseum der CVAG.
Als eine wichtige kulturelle und museale Einrichtung ist das Kulturkaufhaus DAStietz zu nennen, das Ausstellungsstücke zeitgenössischer Kunst in der Neuen Sächsischen Galerie und das Museum für Naturkunde beherbergt. Teil des Naturkundemuseums ist der sogenannte Steinerne Wald, ein in Europa einzigartiger Fossilfund (ca. 300 Millionen Jahre alter Regenwald). Dieses Unikat ist im Foyer des Tietz kostenfrei für Besuchende zugänglich.
Überdies sind kleinere zahlreiche Spezialmuseen im Stadtgebiet angesiedelt, beispielsweise das Deutsche Spielemuseum, das Ebersdorfer Schulmuseum, das Straßenbahnmuseum Kappel, die Medizinhistorische Sammlung des Klinikum Chemnitz sowie das Kulturgeschichtliche Spezialmuseum für Militärgeschichte und der Museumsspeicher Ebersdorf.
Die Entwicklung Chemnitz’ als Museumsstandort wird kontinuierlich fortgeführt. So eröffnete die Stadt Chemnitz am 15. Mai 2014 das Staatliche Museum für Archäologie Chemnitz im ehemaligen Kaufhaus Schocken, um dem Besucher umfassende Informationen über die archäologische und kulturgeschichtliche Entwicklung Sachsens zu vermitteln.

#### Kunstsammlungen Chemnitz
Die Kunstsammlungen Chemnitz gehören zu den größten und wichtigsten kommunalen Kunstsammlungen in Deutschland. Hervorgegangen sind die Kunstsammlungen aus verschiedenen bürgerlichen Vereinen, wie dem 1860 gegründeten Kunstverein Kunsthütte zu Chemnitz. Im Jahr 1909 wurden sie unter dem Dach des König-Albert-Museums zusammengefasst und ab 1920 als städtisches Museum geführt. Heute umfassen die Kunstsammlungen Chemnitz einen Komplex verschiedener Museen und Institutionen: die Kunstsammlungen am Theaterplatz mit dem Carlfriedrich Claus-Archiv, das Museum Gunzenhauser, das Schloßbergmuseum mit der Burg Rabenstein und das Henry van de Velde Museum in der Villa Esche.

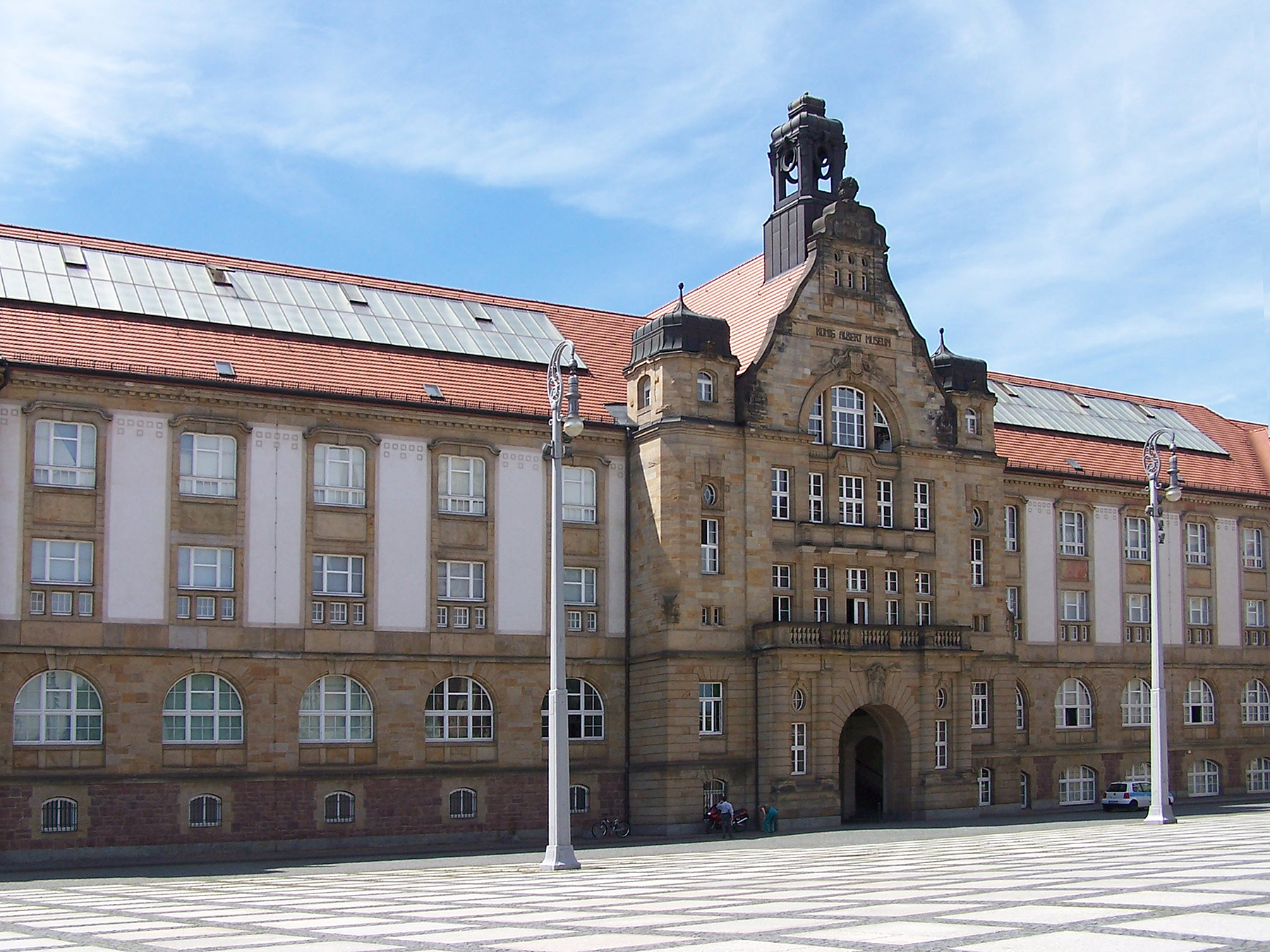
Kunstsammlungen am Theaterplatz

#### Kunstsammlungen am Theaterplatz
Die Kunstsammlungen am Theaterplatz zählen heute zu den großen bürgerlichen Sammlungen Deutschlands und beherbergen alle Gattungen der künstlerischen Produktion, von der Malerei und Plastik über die Grafik bis hin zum Kunsthandwerk mit einem wichtigen Schwerpunkt auf Expressionismus, Textil und Gegenwartskunst.
Zu den signifikantesten Sammlungsbeständen zählen die Romantik und vor allem der Expressionismus der Brücke-Künstler, mit einem großen Konvolut von Werken von Karl Schmidt-Rottluff – er stammt aus Chemnitz und ist mit Ernst Ludwig Kirchner und Ernst Heckel hier aufgewachsen. Auch von diesen beiden Künstlern befinden sich Arbeiten in den Kunstsammlungen am Theaterplatz. Der Bestand umfasst auch zahlreiche Gemälde von Caspar David Friedrich, Max Slevogt, Lovis Corinth, Helene Funke, Louise Seidler, Edvard Munch und Georg Baselitz.

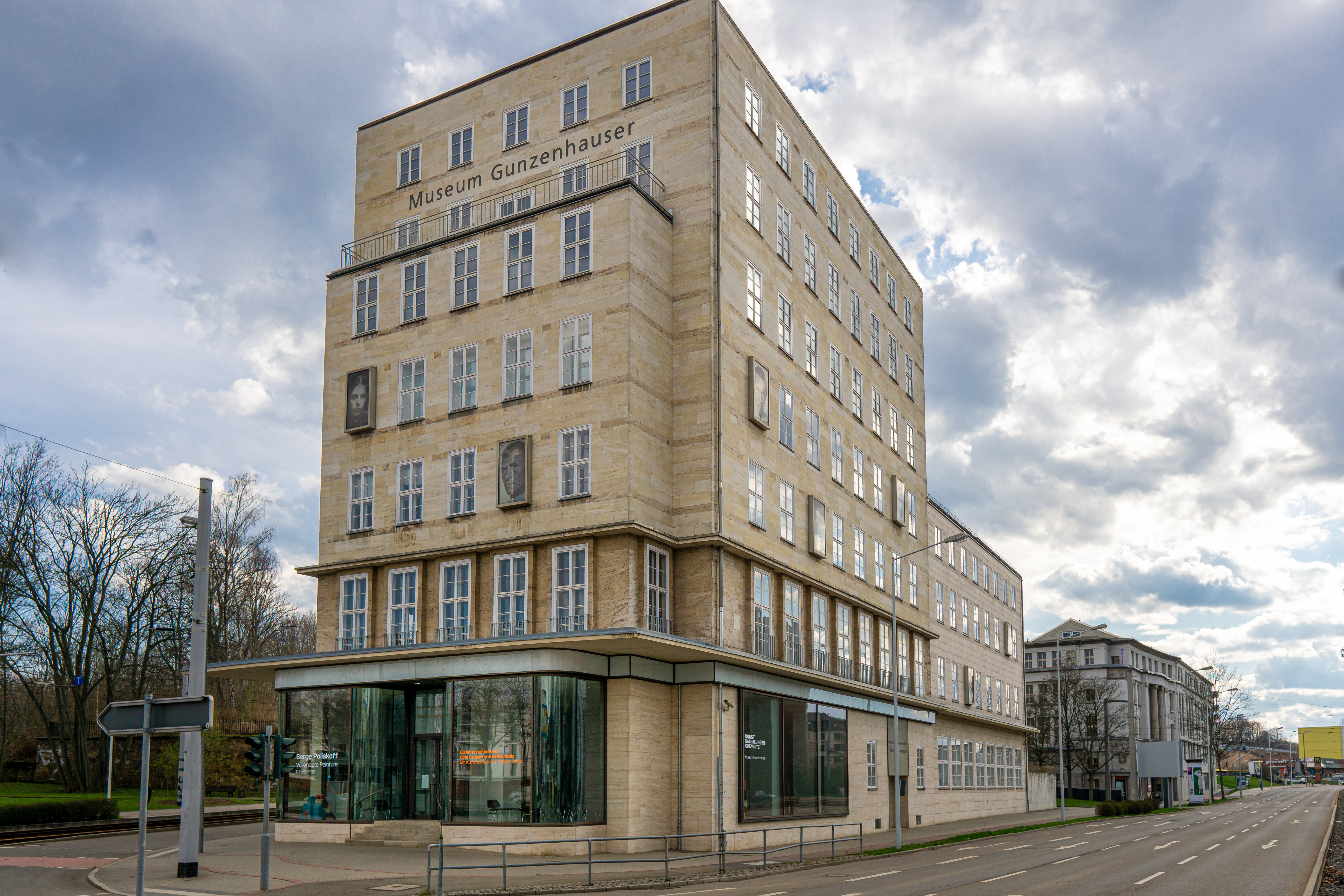
Kunstsammlungen Chemnitz – Museum Gunzenhauser

#### Museum Gunzenhauser
Das Museum Gunzenhauser beherbergt die Sammlung des Münchner Galeristen Alfred Gunzenhauser mit mehr als 3000 Werken von 270 Künstlern mit Fokus auf die Kunst der Jahrhundertwende um 1900, den Expressionismus, die Neue Sachlichkeit sowie die Abstraktion im 20. Jahrhundert. Eigentümerin ist die Stiftung Gunzenhauser. Präsentiert wird die Sammlung in einem ehemaligen Sparkassengebäude im Stile der Neuen Sachlichkeit, 1928–1930 von Fred Otto erbaut und für die neue Nutzung als Museum 2007 durch Staab Architekten umgebaut.
Mit 380 Werken von Otto Dix verfügt das Museum Gunzenhauser über eines der weltweit größten Konvolute des Malers. Ebenso bewahrt das Museum eine der größten Sammlungen des Expressionisten Alexej von Jawlensky. Große Konvolute bilden weiterhin Werke von Willi Baumeister, Gabriele Münter, Conrad Felixmüller, Serge Poliakoff, Uwe Lausen und Johannes Grützke.

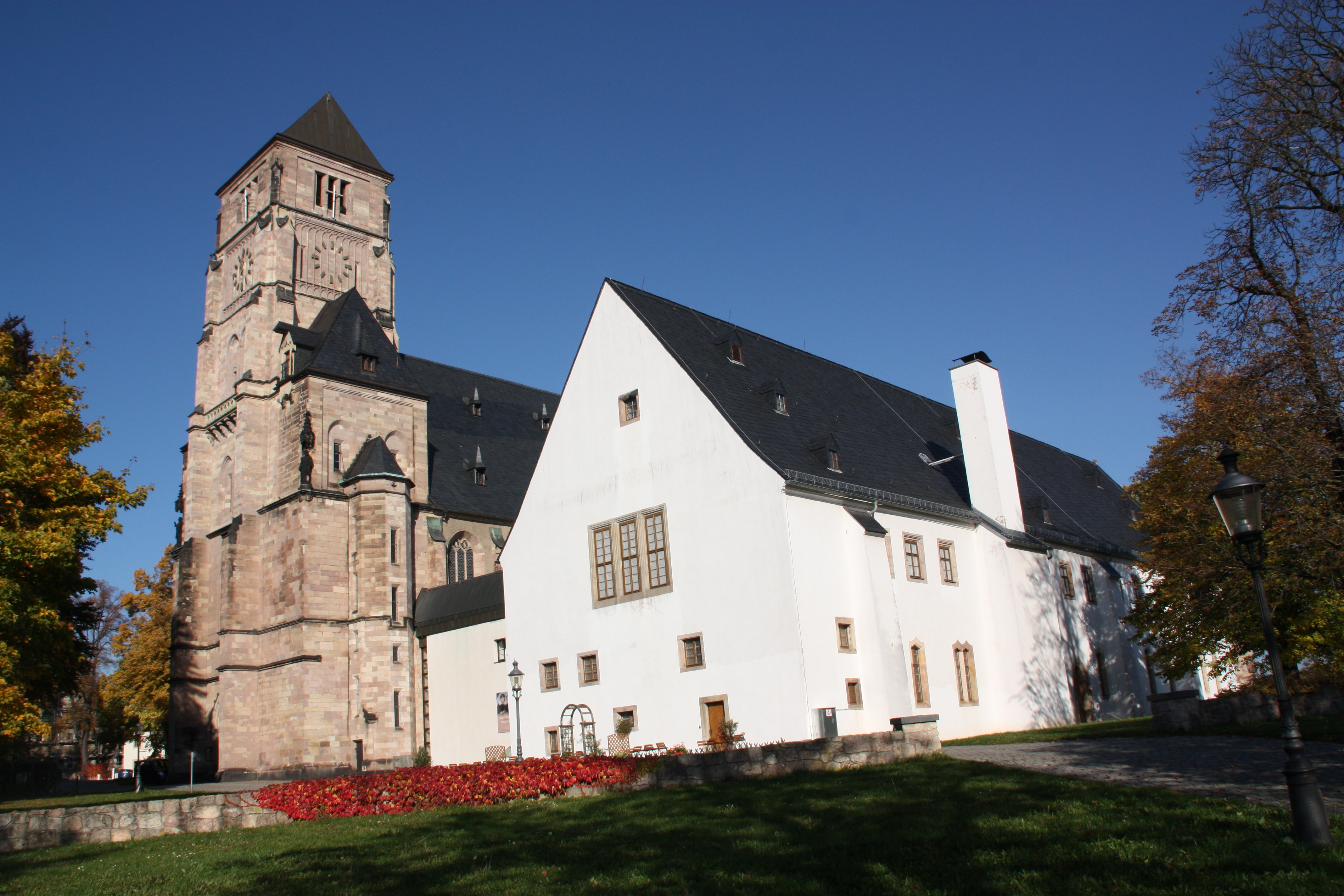
Kunstsammlungen Chemnitz – Schloßbergmuseum

#### Schloßbergmuseum und Burg Rabenstein
Das Schloßbergmuseum Chemnitz ist in einer der schönsten und besterhaltenen Klosteranlagen Sachsens untergebracht. Um 1135 ließ Kaiser Lothar auf einem Höhenzug über dem Chemnitz-Fluss ein Benediktinerkloster errichten, das bis in die Jahre der Reformation bestand. Seine erhalten gebliebene Gebäudesubstanz entstammt verschiedenen Bauphasen: Die romanische Südapsis gehört noch zum Gründungsbau (um 1150), der frühgotische Ostflügel zum ältesten steinernen Klostergebäude (1275), der Südflügel und die Kirche zur spätgotischen Bauphase unter den beiden letzten Äbten Heinrich von Schleinitz und Hilarius von Rehburg (1483–1539).

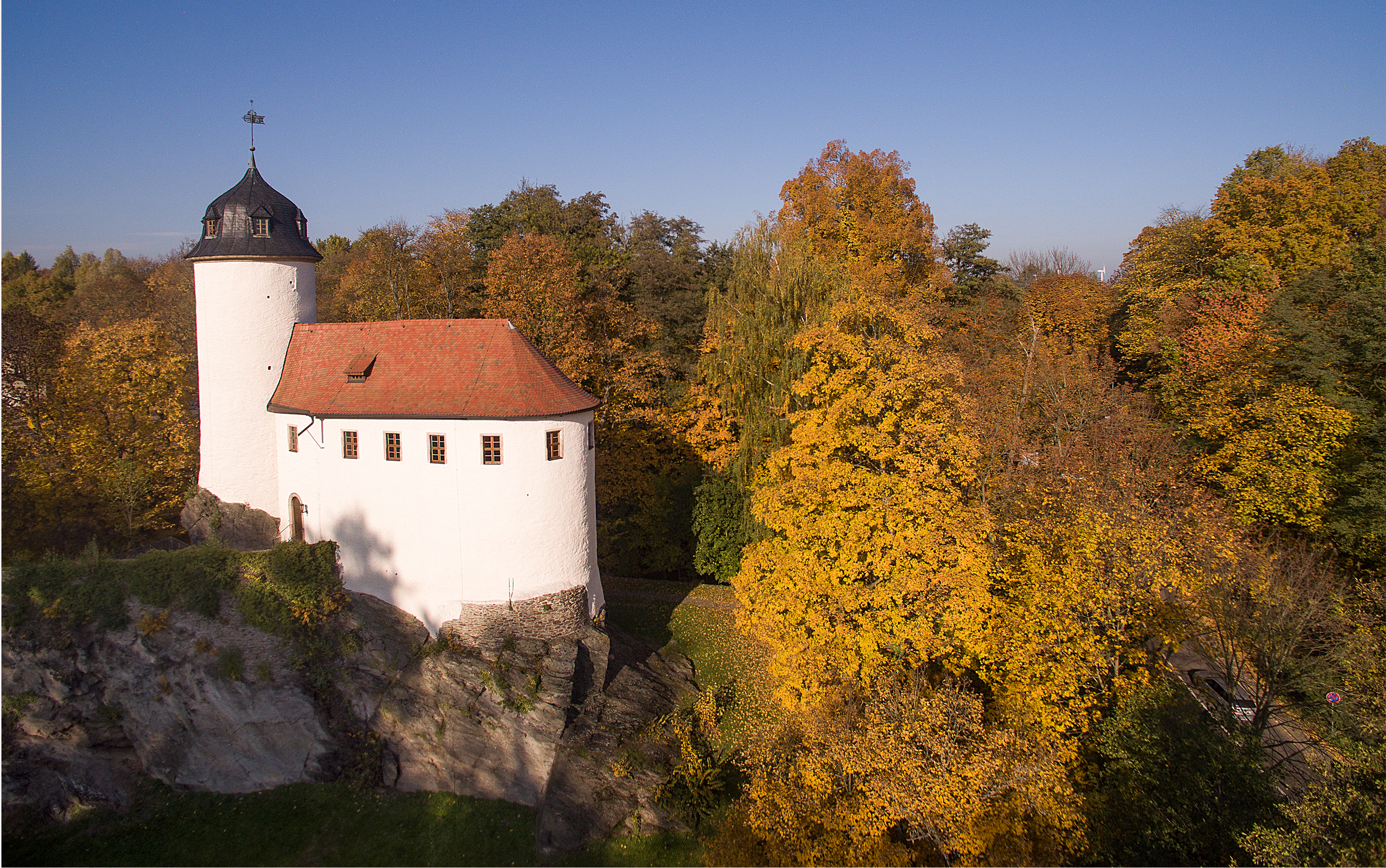
Burg Rabenstein

Das Chemnitzer Museum für Stadtgeschichte beherbergt die umfangreichen Sammlungen zur Chemnitzer Stadtgeschichte, deren schönste Stücke aus Malerei und Plastik, historischen Textilien, Schmuck, Mobiliar sowie Gebrauchsgegenständen des 12. bis 20. Jahrhunderts in der ständigen Ausstellung Bildersaal Chemnitzer Geschichte zu sehen sind.
Zum Schloßbergmuseum gehört außerdem Sachsens kleinste Burg, die Burg Rabenstein.

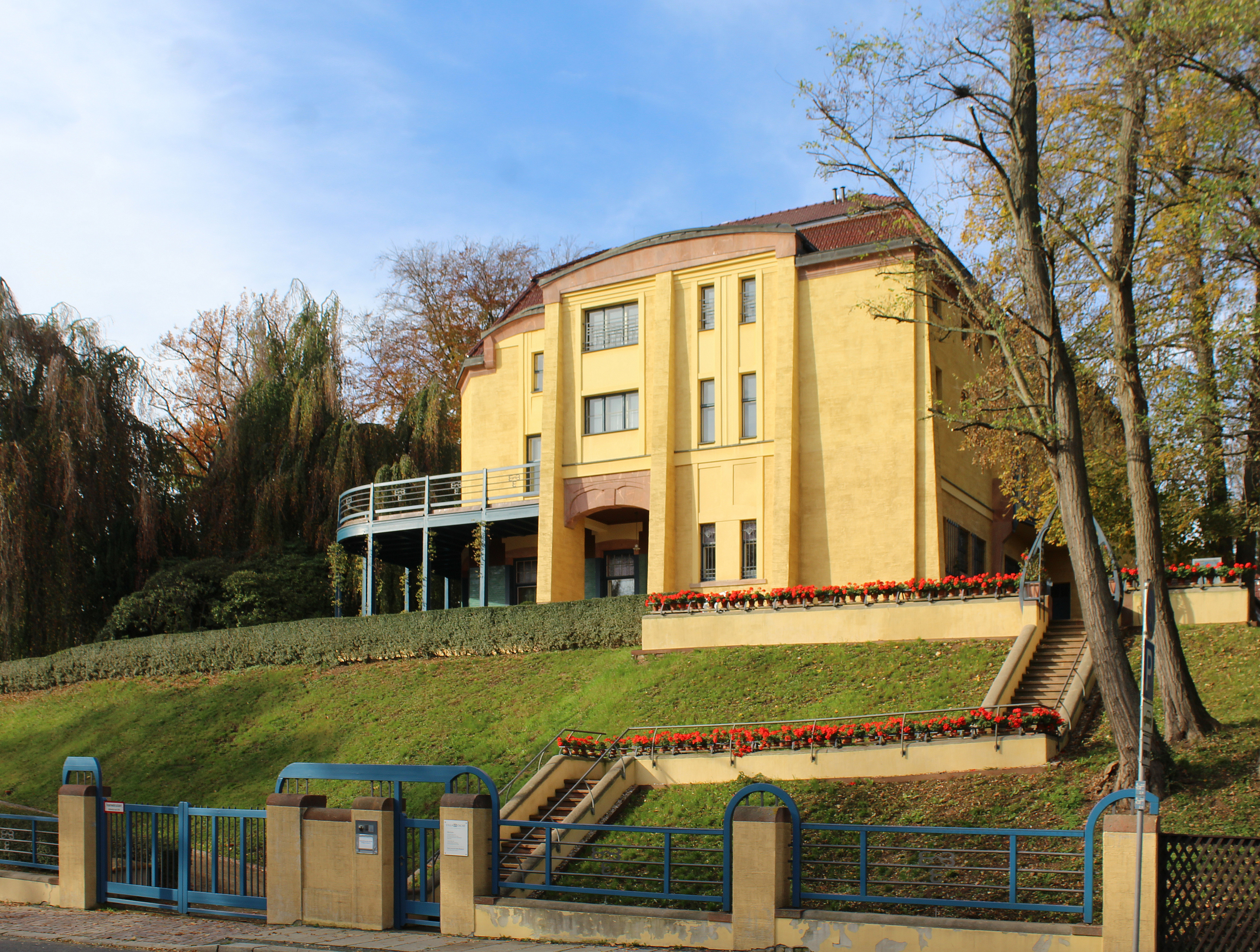
Villa Esche, mit Henry van de Velde Museum

#### Henry van de Velde Museum
Das Henry van de Velde Museum befindet sich in der Villa Esche, die 1902 von dem belgischen Architekten und Designer Henry van de Velde für den Chemnitzer Textilunternehmer Herbert Esche als Familienwohnsitz entworfen wurde. Henry van de Velde gehörte Anfang des 20. Jahrhunderts zu den gefragtesten Künstlern Europas. Mit dem Ziel, Funktion und Ästhetik in Einklang zu bringen, strebte er eine künstlerische Reform aller Lebensbereiche an. Die Villa Esche war sein erstes architektonisches Auftragswerk in Deutschland und für sein Schaffen von großer Bedeutung. Die Villa und der parkähnliche Garten sind ein Gesamtkunstwerk des Jugendstils, das zu den architektonischen Juwelen in Chemnitz zählt. Nach einer wechselvollen Geschichte von 1998 bis 2001 aufwändig restauriert, beherbergt die Villa Esche heute das Henry van de Velde Museum als Dependance der Kunstsammlungen Chemnitz. Der museale Bereich umfasst im Erdgeschoss das Speisezimmer und den Musiksalon mit dem Originalmobiliar der Familie Esche sowie im Obergeschoss die Dauerausstellung mit Exponaten aus dem Bestand der Kunstsammlungen Chemnitz und aus Privatbesitz.

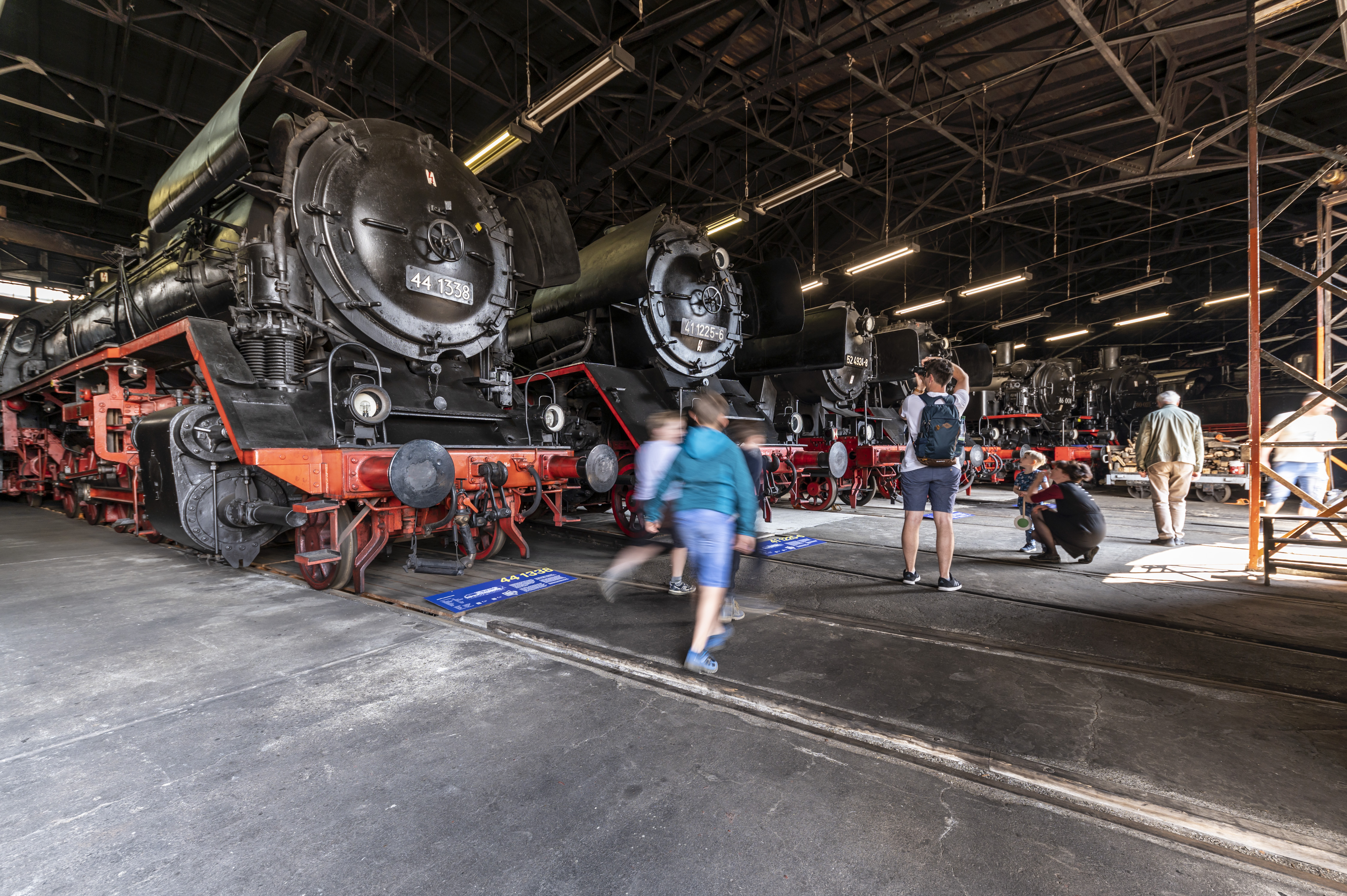
Blick in das Rundhaus 1 am Schauplatz Eisenbahn

#### Schauplatz Eisenbahn

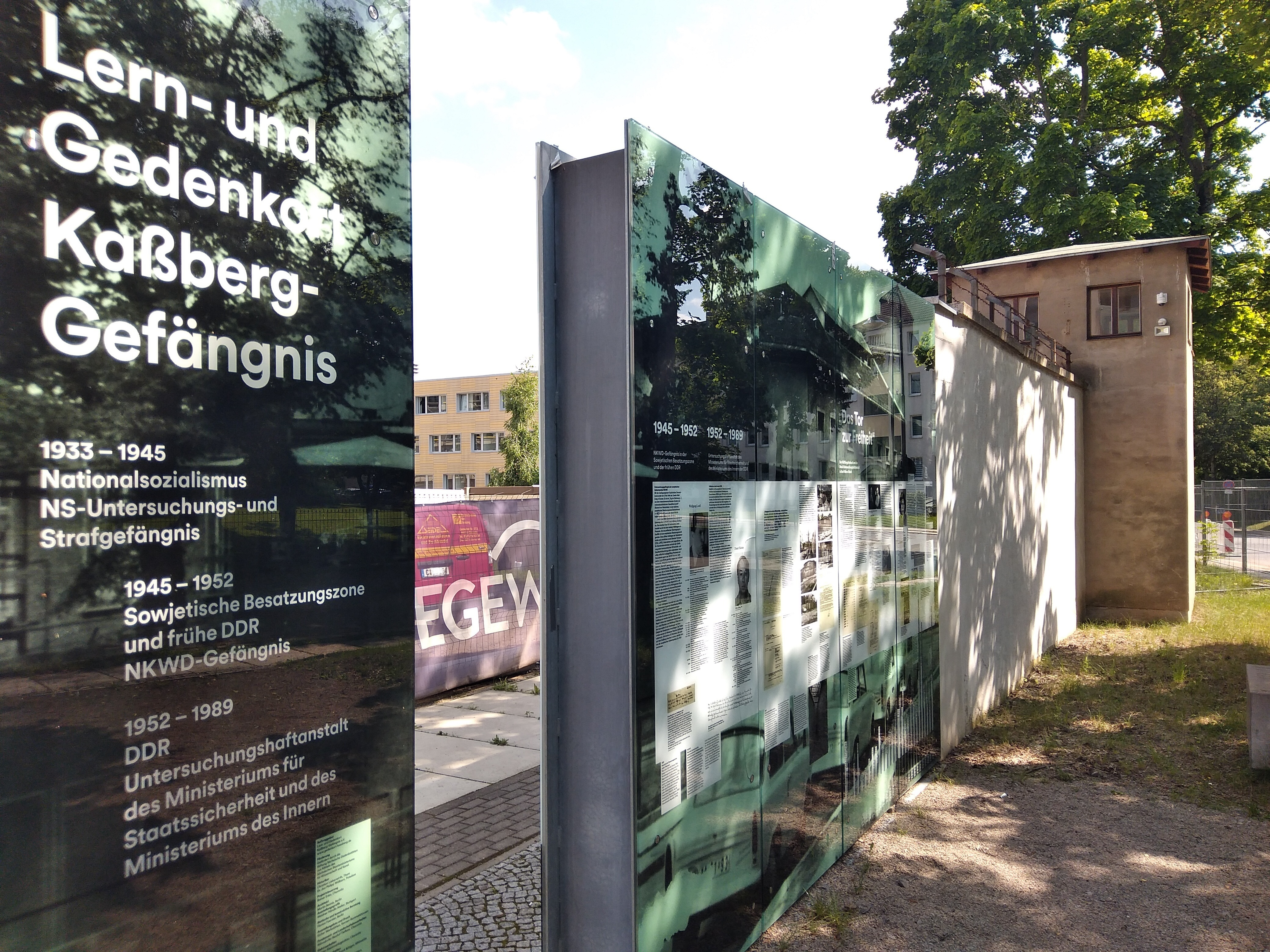
Eingangsbereich und Gedenkort an der Außenmauer des ehemaligen Kaßberg-Gefängnisses mit einstigem Wachturm

Der Schauplatz Eisenbahn ist mit einer Fläche von ca. 260.000 m² das größte und eines der wichtigsten Eisenbahnmuseen in Deutschland. Er entstand aus einer Kooperation der beiden Vereine Sächsisches Eisenbahnmuseum e. V. und Eisenbahnfreunde Richard Hartmann e. V. im Rahmen der 4. Sächsischen Landesausstellung im Jahr 2020. Das Museum erzählt am authentischen Ort des Rangierbahnhofs und Bahnbetriebswerk Chemnitz-Hilbersdorf die Geschichte der Eisenbahn in Sachsen und Mitteldeutschland. Höhepunkte der Ausstellung sind die weltweit einmalige Seilablaufanlage und das mit allen technischen Einrichtungen und Anlagen weitgehend vollständig Bahnbetriebswerk Chemnitz-Hilbersdorf. Es verfügt über einen reichen Bestand an historischen Triebfahrzeugen verschiedener Traktionsarten, von denen 30 Fahrzeuge im Ringhaus 1 präsentiert werden. Des Weiteren werden im Museum mehrere Modellbahnanlagen (1. Samstag im Monat) und eine Feldbahnanlage mit Fahrbetrieb (Wochenende) gezeigt.

#### Lern- und Gedenkort Kaßberg-Gefängnis
Der Lern- und Gedenkort Kaßberg-Gefängnis erinnert an historischer Stelle an die doppelte Diktaturgeschichte des einstigen politischen Haftorts und an den Häftlingsfreikauf aus der DDR. Das damalige Gefängnis war der zentrale Abwicklungsort des Häftlingsfreikaufs aufseiten des ostdeutschen Regimes. Für rund 30.000 der mehr als 33.000 politischen Gefangenen, die zwischen 1962/63 und 1989 von der Bundesregierung aus der Haft in der DDR freigekauft wurden, ging es von hier aus in die Freiheit. Außerdem war es gemessen an der Anzahl der Haftplätze die größte Untersuchungshaftanstalt des Ministeriums für Staatssicherheit. Zuvor hatten die Gebäude der sowjetischen Geheimpolizei NKWD/MGB als Haftort gedient. In der Zeit des Nationalsozialismus waren im Kaßberg-Gefängnis Angehörige unterschiedlicher Opfergruppen eingesperrt. Die Gedenkstätte umfasst den Gedenkort an der Außenmauer, einen Außenrundgang über das einstige Gefängnisgelände und den Lernort im früheren Hafttrakt B mit Dauerausstellung.

### Tierpark und Wildgatter
Der 1964 gegründete Tierpark Chemnitz liegt im Westen der Stadt Chemnitz in einem ehemaligen Sumpfgelände im Stadtteil Reichenbrand. Anfangs lag der Schwerpunkt auf der Tierwelt der Sowjetunion. Mittlerweile widmet sich der Tierpark dem Erhalt bedrohter Tierarten. Das etwa 10 Hektar große Gelände beherbergt etwa 1000 Individuen aus rund 200 Tierarten. Eine Besonderheit des Tierparks ist das 1996 eröffnete Vivarium, das mit rund 60 Amphibienarten eine europaweit einzigartige Sammlung darstellt. Weitere Attraktionen sind das Tropenhaus mit Zwergflusspferden, ein Kontaktgehege mit Alpakas, Nandus und Capybaras sowie die Amurtiger, Leoparden und Hyänen.
Zum Tierpark gehört seit 1995 das Wildgatter Oberrabenstein. Auf einer Fläche von 35 ha im Rabensteiner Wald bieten ein Rundweg sowie Aussichtskanzeln dem Besucher europäische Tierarten in weitläufigen Gehegen zu beobachten.

### Kinos
In der Stadt Chemnitz fanden bereits ab dem 12. September 1897, zwei Jahre nach der ersten öffentlichen Filmvorstellung Deutschlands, Filmvorführungen statt. Dabei präsentierten der Kameramann Clemens Seeber und sein Sohn Guido im Varieté Mosella-Saal zumeist Wochenrückblicke aus der Stadt und deren Region, die das Publikum sehr gut annahm. Das 1929 eröffnete Filmtheater Luxor-Palast existierte nach Modernisierungen und Erweiterungen noch bis Mitte 2011. Mit der Enteignung sämtlicher Lichtspieltheater im Land Sachsen im Jahr 1948 gingen alle Kinos in der Chemnitzer Region in Volkseigentum über. Vor und besonders nach der Wiedervereinigung Deutschlands mussten sowohl innerhalb und als auch außerhalb der Kernstadt zahlreiche Kleinkinos aus Rentabilitätsgründen schließen. Das Europa 70, das Welt-Echo oder das Jugendfilmtheater (vormals Filmschau) seien hier als Beispiele genannt.
Das Kinoleben von Chemnitz ist von der Kette Cinestar geprägt, die das Großkino Filmpalast am Roten Turm betreibt. Es bietet im Wesentlichen Filme, die bundesweit in den Kinos gezeigt werden. Weiterhin existieren eine Reihe von kleineren Kinos wie das Clubkino Siegmar, das Weltecho, wo auch andere kulturelle Veranstaltungen stattfinden, das Kino m54 des Alternativen Jugendzentrums Chemnitz e. V., der Filmclub mittendrin der Universität Chemnitz sowie das Metropol, das in den Nuller Jahren für seine Niedrigpreise und für sein vielfältiges Programm bekannt ist. Das Cinestar-Kino im „Vita-Center“ wurde nach nur wenigen Jahren aufgrund der Bevölkerungsabwanderung aus der Großwohnsiedlung „Fritz Heckert“ wieder aufgegeben.

### Stefan-Heym-Preis
Zur Erinnerung an ihren Ehrenbürger und Sohn der Stadt Stefan Heym verleiht die Stadt Chemnitz seit 2008 alle drei Jahre den Internationalen Stefan-Heym-Preis der Stadt Chemnitz. Mit ihm sollen „herausragende Autoren und Publizisten, die sich wie Heym in gesellschaftliche und politische Debatten einmischten, um für moralische Werte zu streiten“, geehrt werden. Die mit 40.000 Euro dotierte Auszeichnung wurde erstmals am 14. April 2008 verliehen.

### Kulinarische Spezialitäten
Die lokale Küche von Chemnitz bedient sich vornehmlich der erzgebirgischen Küche. Dies ist durch den hohen Anteil zugewanderter Bevölkerung aus dem erzgebirgischen Raum zu Zeiten der Industrialisierung im ausgehenden 19. Jahrhundert und zu Beginn des 20. Jahrhunderts begründet. Die Küche des Erzgebirges zeichnet sich zumeist durch Deftigkeit und Einfachheit der Zubereitung aus; oft wird die Kartoffel als Zutat verwendet. Regionaltypische Gerichte sind der Klitscher, Quarkkäulchen, zur Weihnachtszeit der Christstollen und das Neunerlei.

### Gastronomie und Nachtleben
Mit 666 gastronomischen Einrichtungen weist Chemnitz – verglichen mit anderen Universitätsstädten Deutschlands – eine hohe Kneipendichte von 6,4 Kneipen auf 100 Studierende auf. In der Innenstadt und den angrenzenden Stadtteilen Kaßberg, Sonnenberg, Bernsdorf und dem Schloßviertel sind die Konzentrationspunkte Chemnitzer Diskotheken, Bars, Clubs und Kneipen.

### Alternative Kultureinrichtungen

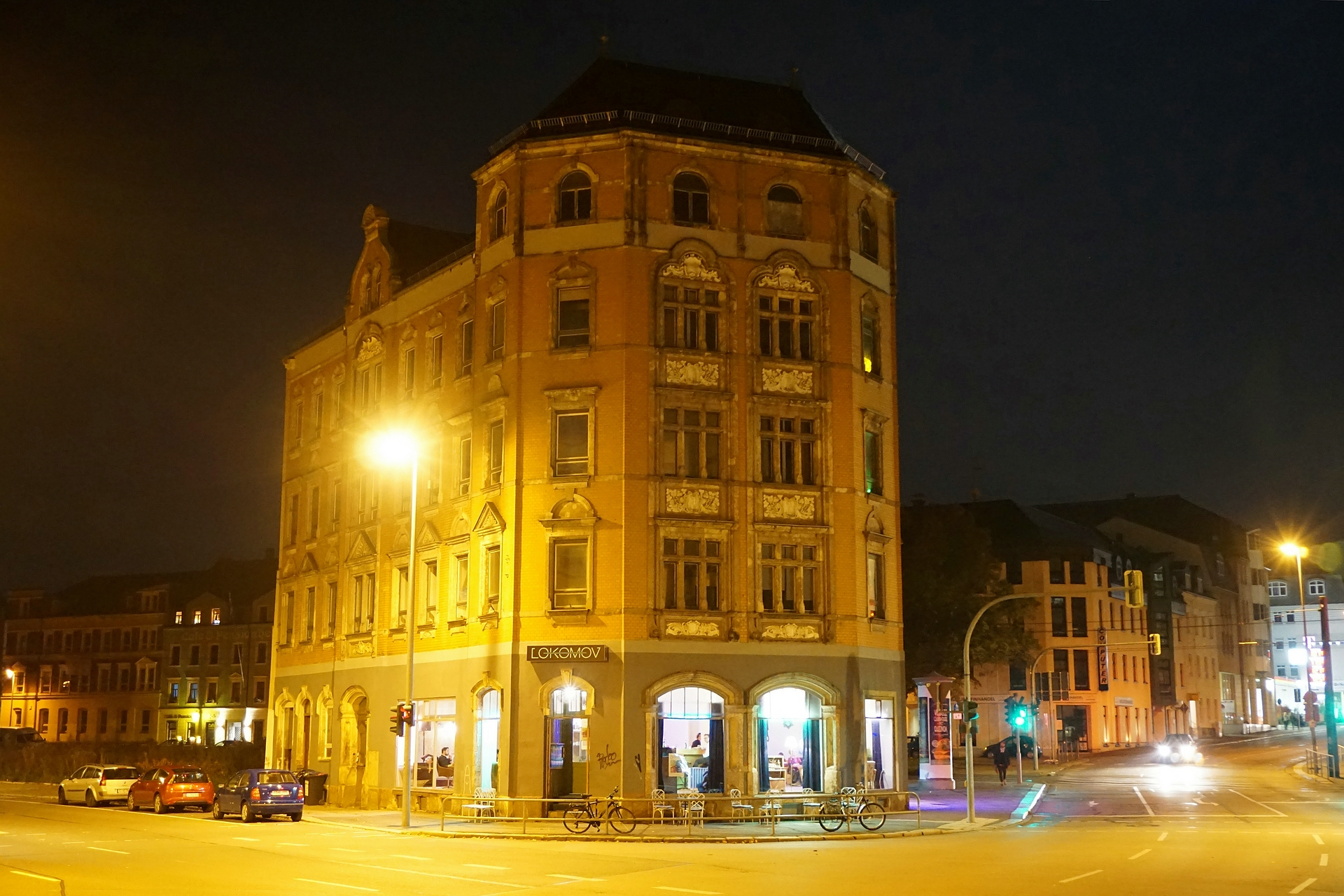
Alternative Kultureinrichtung LOKOMOV in der Augustusburger Straße

Chemnitz besitzt mehrere alternative Kultureinrichtungen. In den von Trägervereinen betriebenen Häusern befinden sich Clubs, Kinos, Theater und Galerien. Die Einrichtungen entstanden meist in zuvor leer stehenden Immobilien. Bekannte Häuser sind das weltecho, das KOMPOTT und das LOKOMOV.

### Regelmäßige Veranstaltungen

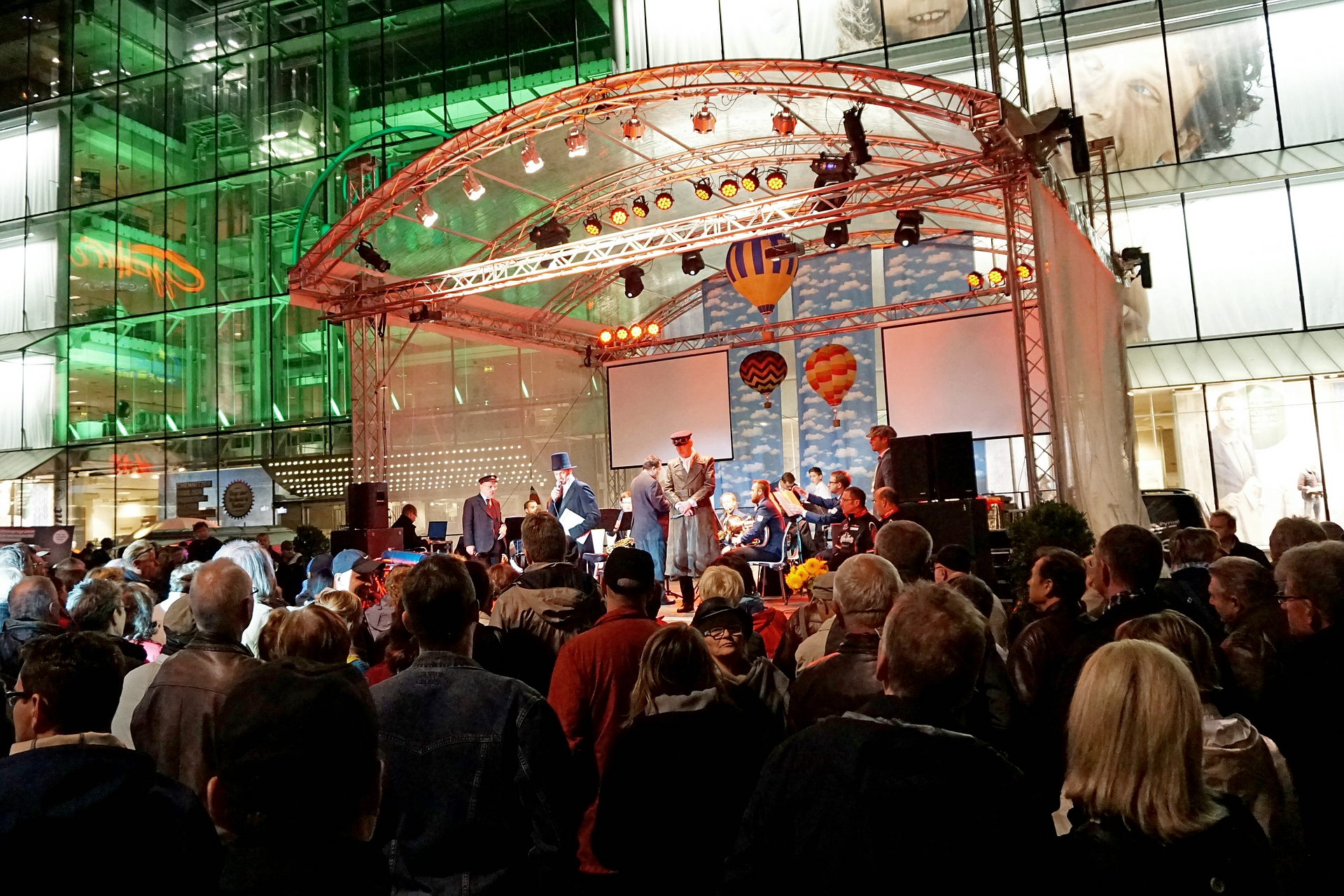
Hauptbühne der Tage der Industriekultur am Neumarkt

Das Chemnitzer Veranstaltungsjahr beginnt an einem Märzwochenende mit den Chemnitzer Linux-Tagen. Weitere Veranstaltungen im März sind die Tage der jüdischen Kultur, die Automobilschau MACH in der Chemnitz-Arena sowie die Chemnitzer Schultheaterwochen. Außerdem findet im April die weit über die Stadttore bekannte Fiesta „la grande“ (Osterfiesta) mit jährlich um die 5000 Besucher in der Stadthalle Chemnitz statt. Ab Mai bis September findet an jedem ersten Freitag des Monats der Kunst- und Handwerkermarkt statt. Die Chemnitzer Museumsnacht wird jeden Mai durchgeführt.
Im darauf folgenden Zeitraum von August bis September wird das Chemnitzer Stadtfest abgehalten. Des Weiteren finden im September die Chemnitzer Tage der Industriekultur, eine internationale Breakdance-Veranstaltung – die SOUL EXPRESSION, das Latin-Chem sowie eine Künstlermesse statt. Das Kulturfestival Begehungen findet jährlich im August und das Internationale Filmfestival SCHLINGEL im Oktober statt.
Im Sommer, meist Juli oder August, fand von 1998 bis 2007 in Chemnitz mit dem splash! das größte Hip-Hop- und Reggae-Festival Europas statt. Es musste aus organisatorischen Gründen nach Bitterfeld verlegt werden. Seit 2009 findet es in Ferropolis statt.
Im Jahr 2023 kam das Festival Light our Vision im September hinzu. Hier werden wie schon in anderen Städten unter verschiedenen Bezeichnungen (z. B. Festival of Light in Berlin) schöne Bauwerke oder schöne Orte von Lichtkünstlern völlig neu in Szene gesetzt.
Das Veranstaltungsjahr endet mit den Tagen der erzgebirgischen Folklore im November und dem erzgebirgischen Weihnachtsmarkt jeden Dezember.

## Sport

### Überblick

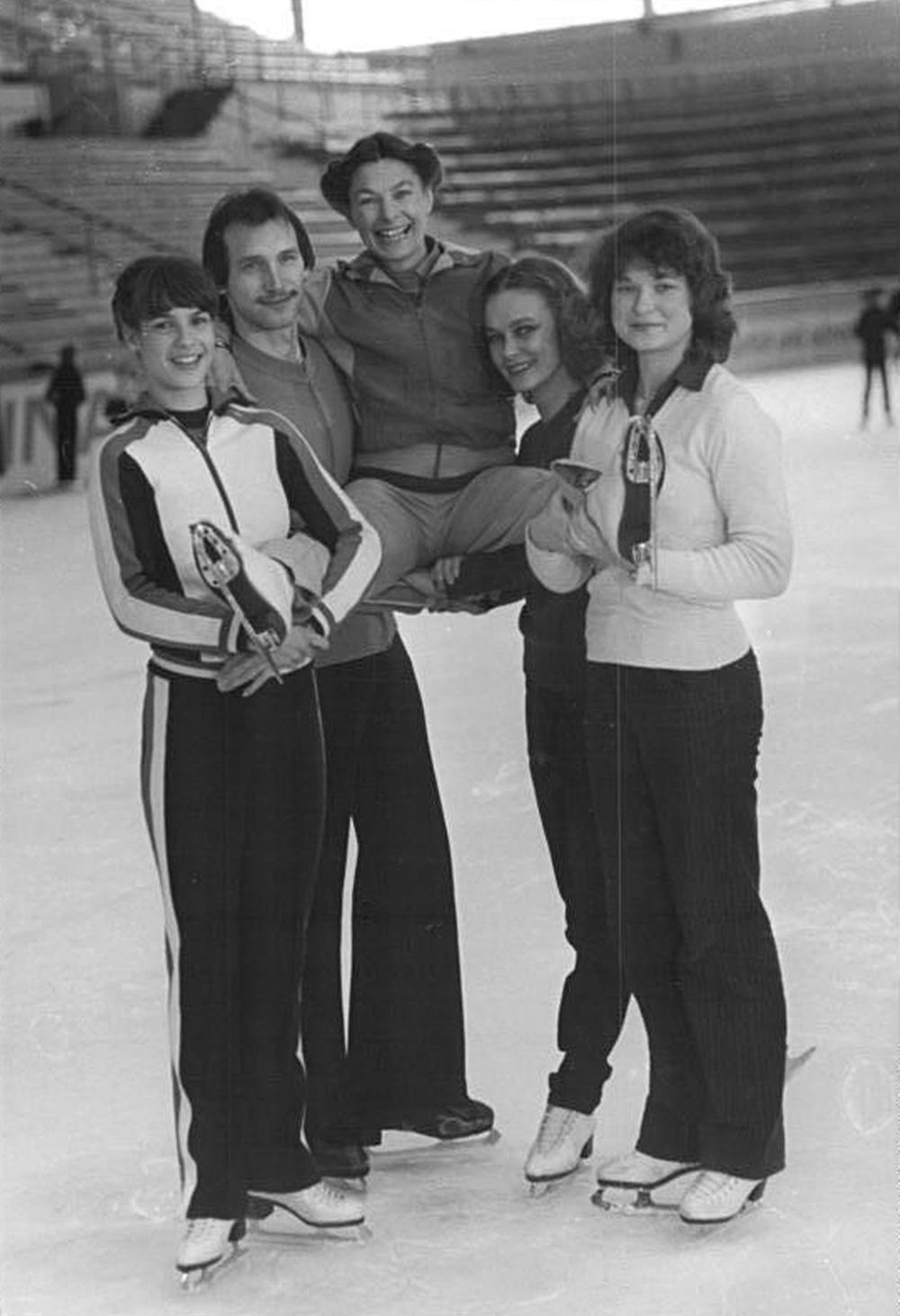
1982: 25-jähriges Trainer-Jubiläum von Jutta Müller (v.l. Katarina Witt, Jan Hoffmann, Jutta Müller, Gaby Messerschmidt-Seyfert, Anett Pötzsch)

Chemnitz erhebt den Anspruch, eine Sportstadt zu sein. Argumente dafür sind die hohe Anzahl von Medaillengewinnern bei Olympischen Spielen aus Chemnitz und die hohe Beteiligung der Bevölkerung am Breitensport. Außerdem ist die Stadt Teil des Olympiastützpunkts Chemnitz/Dresden und hat mit dem Sportgymnasium ein Gymnasium, das als Eliteschule des Sports mit vertieft sportlichem Profil einen exzellenten Ruf genießt. Rund 63 % der Stadtbevölkerung sind nach einer Studie des Fachbereichs Sportwissenschaften der TU Chemnitz aus den Jahren 1998 und 2001 innerhalb oder außerhalb eines Vereins sportlich aktiv. Am Stausee Oberrabenstein findet mit dem Heavy 24 MTB jedes Jahr im Juni das mit 1000 Startern größte 24-Stunden-MTB-Rennen der neuen Bundesländer statt.
Einmal im Jahr werden die Chemnitzer „Sportler des Jahres“ mit dem Chemmy ausgezeichnet. Unter den bisherigen Preisträgern befinden sich so prominente Sportler wie Matthias Steiner, Lars Riedel, Stev Theloke sowie Aljona Savchenko und Robin Szolkowy.
In Chemnitz startet einmal im Jahr der weltweit längste Nonstop-Staffellauf der Welt. Die Lauf-KulTour führt dabei innerhalb von 16 Tagen 4000 Kilometer rund um Deutschland. Teilnehmer sind zwölf Studenten der TU Chemnitz.

### Sportvereine
Die Stadt Chemnitz hat rund 200 Sportvereine mit insgesamt mehr als 30.000 Mitgliedern. Bekannte Vereine in der Stadt sind die Fußballvereine Chemnitzer FC und VfB Fortuna Chemnitz, der Kunstturnverein KTV Chemnitz sowie der Basketballverein der Herren (Niners Chemnitz) und der der Damen (Chemnitzer Basketgirls). Weitere Sportvereine sind die Leistungsabteilung der Basketgirls (ChemCats), die Damen-Volleyballmannschaft des CPSV (Chemnitzer Polizeisportverein) CPSV Volleys Chemnitz, im Unihockey (auch Floorball genannt) die Floor Fighters Chemnitz, der Chemnitzer Eislauf-Club (CEC), der Eisschnelllaufclub Chemnitz (ECC), der Eis-&-Rollsportverein 07 ERV Chemnitz 07, der Boxclub Chemnitz 94 „Die Wölfe“ oder der Ringerclub Chemnitz e. V. Das Profi-Bahnradsportteam Team Erdgas.2012 hat seinen Standort in Chemnitz.
Der Chemnitzer FC spielte von 1991 bis 1996 sowie von 1999 bis 2001 in der 2. Bundesliga. Michael Ballack spielte hier fünf Jahre in der Jugendmannschaft sowie zwei Jahre im Profifußball.
Die wichtigsten Basketballvereine sind die Niners Chemnitz (Herren) und die ChemCats Chemnitz (Damen), die sich 2002 von der BV Chemnitz 99 abspalteten. Die Herren spielen seit der Saison 2002/2003 in der 2. Basketball-Bundesliga Süd, seit der Neustrukturierung der 2. Basketball-Bundesliga zur Saison 2007/08 in der 2. Basketball-Bundesliga ProA. In der Saison 2019/2020 wurden die Niners als souveräner Tabellenführer nach dem coronabedingten Abbruch zum Aufsteiger in die BBL ernannt.
Die Damenmannschaft kehrte 2006 in die erste Liga DBBL zurück. Seitdem stiegen sie je einmal aus finanziellen und einmal aus sportlichen Gründen ab, konnten aber jeweils im darauffolgenden Jahr wieder aufsteigen. 2013 kehrten sie zuletzt in die erste Liga zurück. Vor der Saison 2019/2020 entschied man sich trotz des sportlichen Klassenerhalts für den Rückzug in die 2. Bundesliga.
Die Volleyball-Frauen des Chemnitzer Polizeisportvereins (CPSV) stiegen 2001 in die 2. Bundesliga-Süd auf. Sie spielten ab 2006 unter dem Namen Fighting Kangaroos Chemnitz. Seit 2013 läuft die Mannschaft unter dem Namen CPSV Volleys Chemnitz auf. In der Saison 2007/08 schafften sie den Aufstieg in die 1. Volleyball-Bundesliga der Frauen und spielten dort für eine Saison.
Im Unihockey spielt Chemnitz seit 2002 in der 1. Bundesliga. Die Herren der Floor Fighters Chemnitz spielen ebenso wie die Frauen in der höchsten deutschen Liga.
Im Rollstuhlsport stellte der ERC Chemnitz noch bis ins Jahr 2006 ein Team der 1. Rollhockeybundesliga und im TSC (TanzSportClub) Synchron e. V. gibt es eine Abteilung Rollstuhltanz.
Im Gewichtheben spielt der Chemnitzer AC seit Jahrzehnten national und international eine bedeutende Rolle. Viele Welt- und Europameister sowie Olympiasieger und Olympiamedaillengewinner durchliefen hier ihre Schule: Matthias Steiner, Gerd Bonk, Stefan Grützner, Joachim Kunz, Ingo Steinhöfel, Frank Mantek, Andreas Letz. Der Chemnitzer AC ist zugleich ein Landes-, Bundes- und Olympiastützpunkt.
Einziger Verein im Hockey ist Post SV Chemnitz, der bei mitteldeutschen bis zu deutschen Meisterschaften Siege errungen hat.

### Sportanlagen

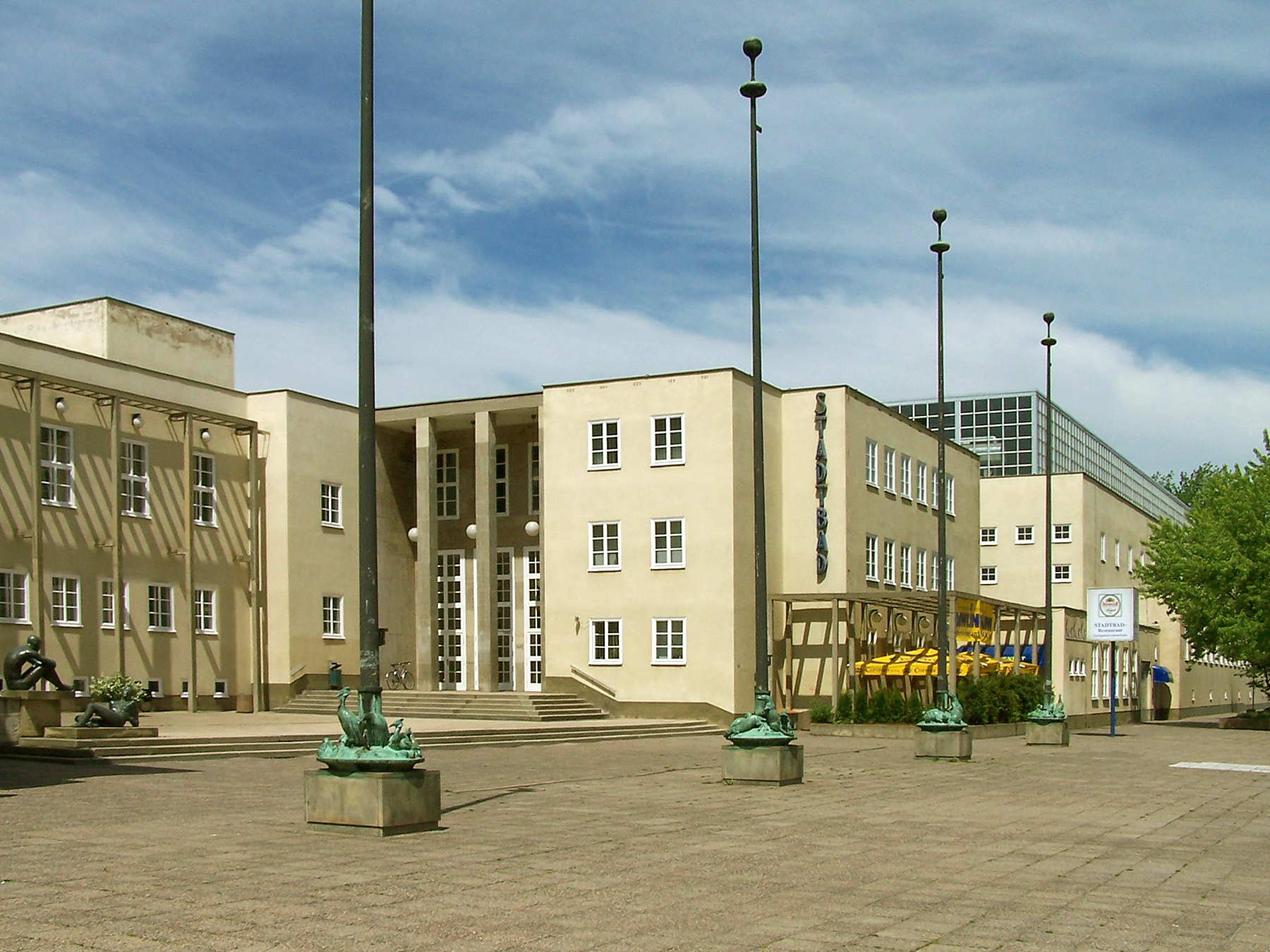
Stadtbad, Denkmal der architektonischen Moderne

Das Sportforum, 1926 als Südkampfbahn eröffnet, befindet sich in Bernsdorf in direkter Nähe zum Sportgymnasium. Das Sportareal umfasst ein Hauptstadion mit 18.500 Zuschauerplätzen, eine Leichtathletik-/Mehrzweckhalle mit einer Zuschauerkapazität von 1450 Plätzen sowie eine 1950 neu errichtete Radrennbahn, die 15.000 Zuschauer aufnehmen kann. Daneben stehen drei Rasenplätze, zwei Hartplätze, ein Kunstrasenplatz, eine 50-Meter-Schwimmhalle, eine Boxer-/Ringerhalle, zwei Kunstturnhallen und jeweils eine Spiel- und Judohalle zur Verfügung.
Das Stadion an der Gellertstraße ist die Heimspielstätte des Chemnitzer FC, das Stadion fasst 15.000 Zuschauer. Direkt an der Chemnitz befindet sich die Richard-Hartmann-Halle, die bis zur Saison 2018/19 als Heimspielstätte der Herren-Basketballmannschaft NINERS Chemnitz (BV Chemnitz 99) diente und 2600 Gäste aufnehmen kann. Die Sporthalle am Schloßteich, Spielstätte der ChemCats, hat rund 750 Plätze. Seit der Saison 2019/2020 tragen die Basketballer der NINERS ihre Heimspiele in der Chemnitz Arena aus, die darüber hinaus auch für andere Sportereignisse genutzt wird, so beispielsweise für Boxkämpfe. Die Messe- und Veranstaltungshalle kann bis zu 13.000 Zuschauer aufnehmen.

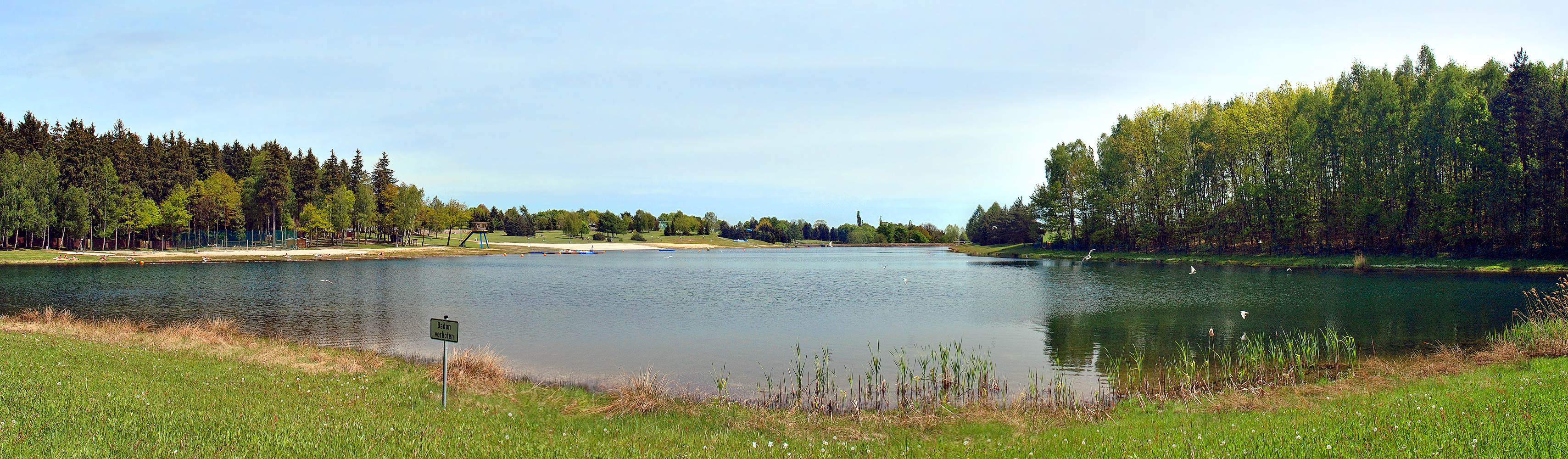
Stausee Oberrabenstein in einer Panorama-Aufnahme

Für den Breitensport außerhalb von Vereinen stehen zahlreiche Einrichtungen zur Verfügung. Das Eissport- und Freizeitzentrum Chemnitz in direkter Nähe zum Küchwald ist als Trainingsstätte von Katarina Witt sowie Aljona Savchenko und Robin Szolkowy bekannt. Neben der Eissporthalle mit 4000 Plätzen existieren im Areal eine Trainingshalle, eine 400-Meter-Eisschnelllaufbahn und ein Rollhockeystadion. Im Stadtgebiet befinden sich außerdem das Stadtbad und weitere zwei Hallenbäder sowie fünf Freibäder. Das Baden in naheliegenden Stauseen im und außerhalb des Stadtgebiets ist beliebt, wie am Stausee Oberrabenstein.

### Inklusion
2021 bewarb sich die Stadt als Host Town für die Gestaltung eines viertägigen Programms für eine internationale Delegation der Special Olympics World Summer Games 2023 in Berlin. 2022 wurde sie als Gastgeberin für Special Olympics Litauen ausgewählt. Damit wurde sie Teil des größten kommunalen Inklusionsprojekts in der Geschichte der Bundesrepublik mit mehr als 200 Host Towns.

## Mit Chemnitz verbundene Persönlichkeiten, Söhne und Töchter der Stadt

### Auswahl
Bekannte Chemnitzer sind der Maler Karl Schmidt-Rottluff, die Schriftsteller Stefan Heym und Lothar-Günther Buchheim, der Industriepionier Richard Hartmann, die Designerin Marianne Brandt und die Eiskunstläuferin Katarina Witt sowie der Sänger Dirk Michaelis.

### Ehrenbürger
Zahlreiche Persönlichkeiten erhielten die Ehrenbürgerschaft der Stadt zuerkannt. Zu den Chemnitzer Ehrenbürgern gehören neben Politikern insbesondere Wissenschaftler und Personen des künstlerischen und kulturellen Lebens, die in und für Chemnitz wirkten; siehe Liste der Chemnitzer Ehrenbürger.
Zu den bekanntesten Ehrenbürgern der Stadt Chemnitz zählen der Reichskanzler Otto von Bismarck, der Maler Karl Schmidt-Rottluff, die Kosmonauten Waleri Bykowski und Sigmund Jähn, die Eiskunstlauftrainerin Jutta Müller, die zweifache Olympiasiegerin im Eiskunstlauf Katarina Witt, der Schriftsteller Stefan Heym und der ehemalige Vorstandsvorsitzende der Volkswagen AG Carl Horst Hahn.